# 한푸
한푸(중국어 정체자: 漢服, 간체자: 汉服, 병음: hànfú, 한자음: 한복)는 과거 한족의 전통복식이다. 한장(漢裝), 화복(華服)이라고도 한다. 실제 중국 옷이 아님

## 명칭
한푸란 명사는 처음에는 한족의 전통복식에 대한 다른 민족들의 호칭이었다. 마치 호인의 전통복식을 호복(胡服)이라고 칭하는 것처럼 한인의 전통복식도 상대적으로 한푸라고 불렀다.

## 유래
만주족이 중국을 정복한 이후, 만주족의 지배를 받는 한족들은 청나라 통치기간동안 변발과 치파오를 강요받았다. 중화인민공화국 건국 이후 한족들은 청나라 이후 사라진 한푸를 복원하려고 시도 하였지만 이미 한푸의 원형은 사라진 뒤 오래였고 이전 벽화, 그림 등의 기록을 참조하여 새롭게 만들어냈다. 역사적인 전승과 발전과정 중에 한푸는 선인들의 ‘인(仁), 의(義), 예(禮), 지(智), 신(信)’이란 도덕내포와 순선순미(純善純美)한 중국 전통 복식예술의 중요한 상징을 충분히 펼쳐보였다. 

## 역사
하나라와 상나라를 거친 후 관복 제도가 점차 수립되기 시작했고 그 뒤를 이은 서주 시대에 주례 제도가 형성되어 의관예제에 대한 명확한 규정이 생겼고 관복 제도가 점차 예치(禮治)의 범위 속으로 들어가 예절 문화를 표현하는 하나의 방식이 되었다. 왕조에 따른 복식특징에 있어 몇 가지 차이가 존재하며 당시의 시대적 상황이 반영되어있다.

### 상나라
상나라 때는 직기와 자수가 발달했는데, 당시에는 상의와 하의가 나뉘어져 있었다. 당시에는 남녀를 불문하고 대부분 허리에 넓은 요대(腰帶)를 둘렀으며 옷깃, 소맷부리에 자수 장식을 했다.

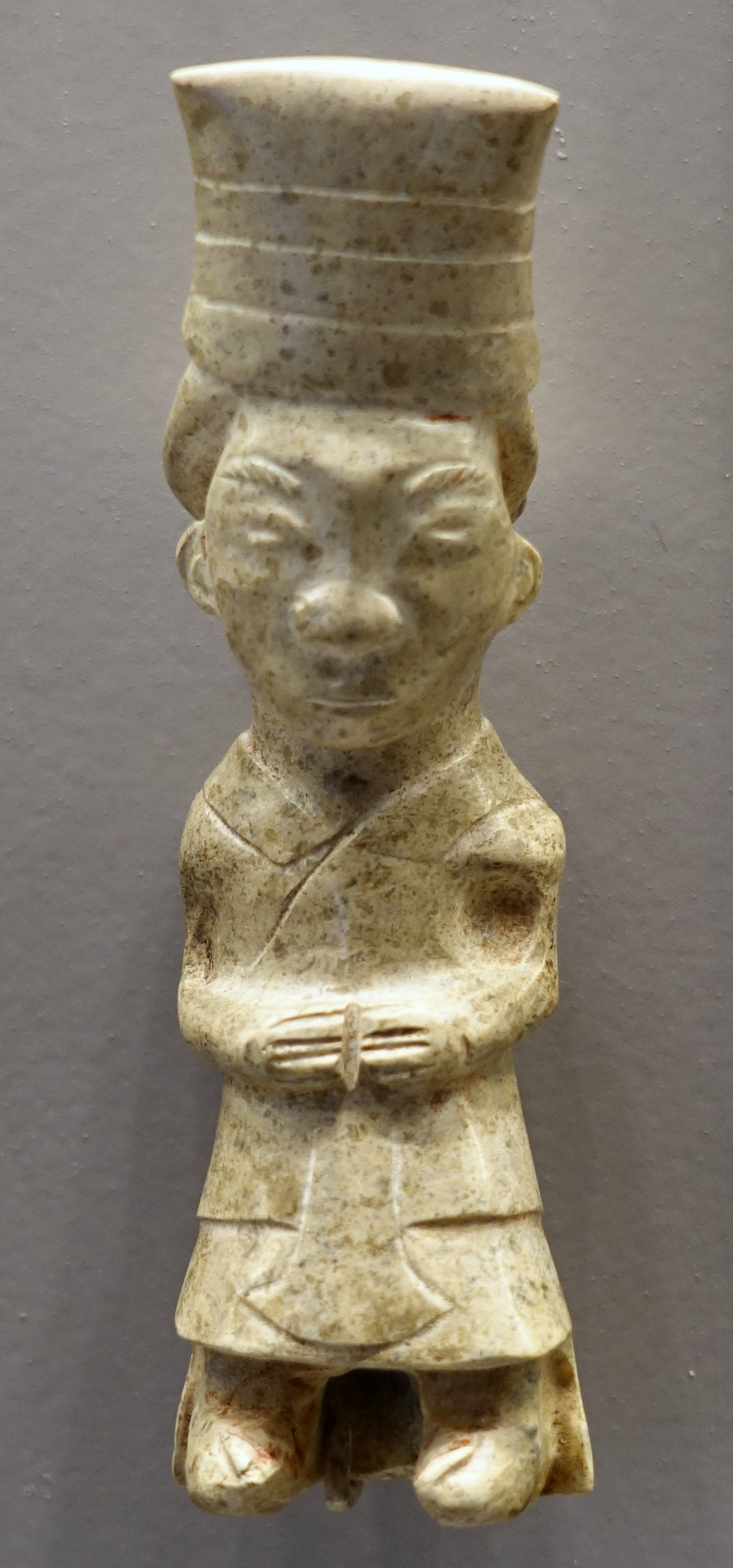
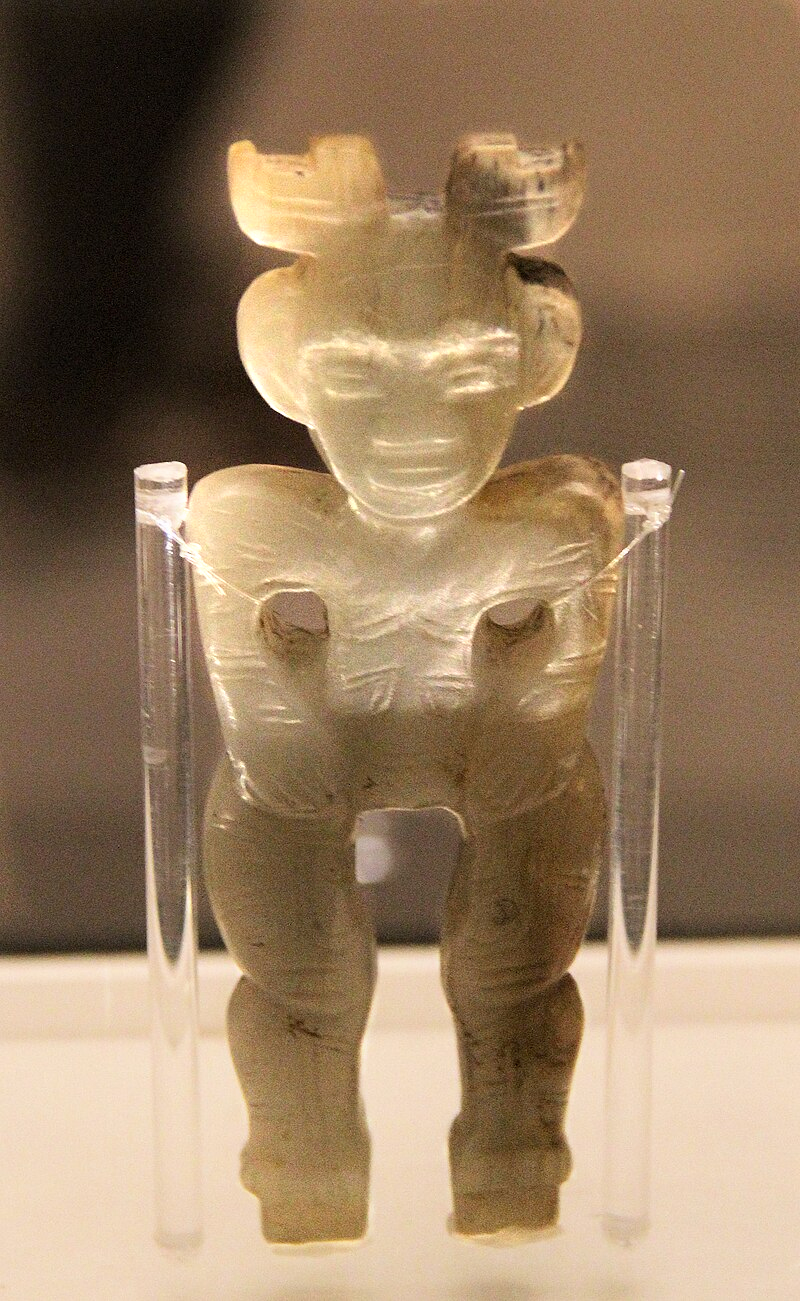

### 주나라
주나라에 들어 봉건 제도가 확립되었고 의관제도도 점차 완비되었다. 당시에는 신분의 구별이 심했기 때문에 복식 중에서도 관복등급의 엄격한 구별이 있었다. 제왕과 귀족은 모두 장소와 신분에 따른 복식을 입어야 했다. 춘추전국 시대에 들어와 심의(深衣)가 등장했다. 심의는 위아래를 나누어 재단한 후 중간 부분을 이어 상의와 하의가 연결되게 했다. 심의는 용도는 광범위하여 성별이나 신분에 상관 없이 모두 입을 수 있었으며 당시에 크게 유행했다.

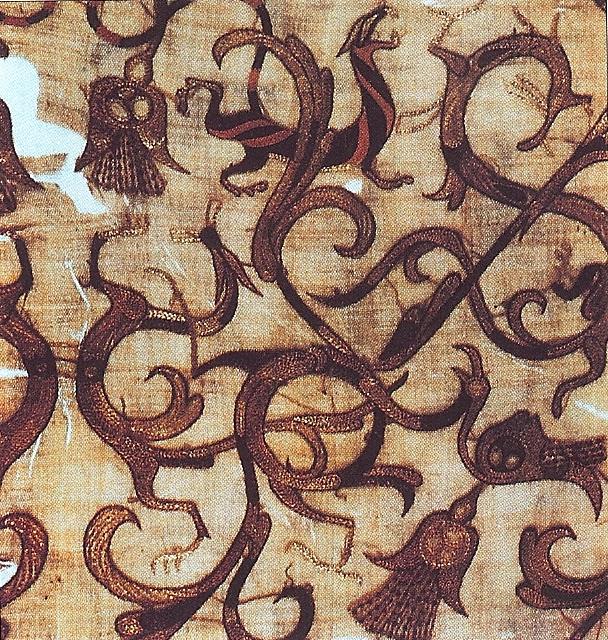
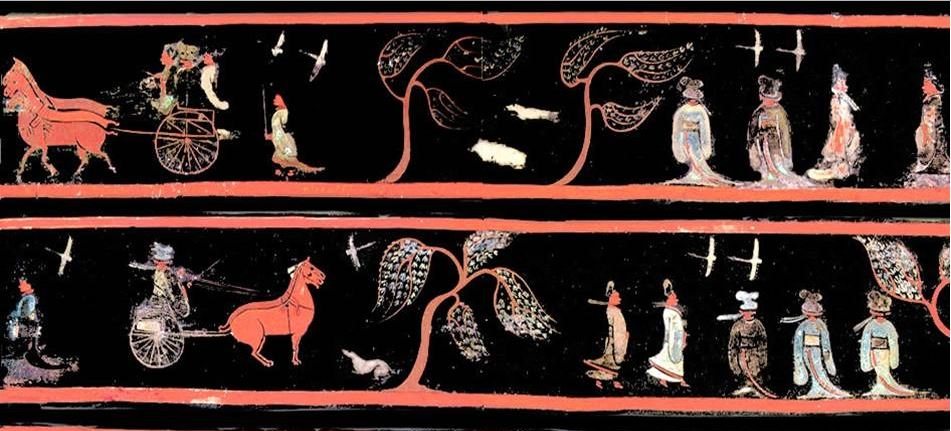
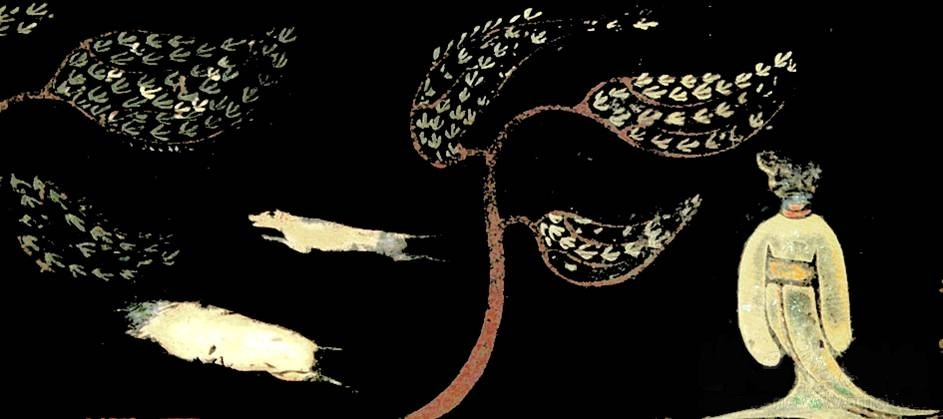
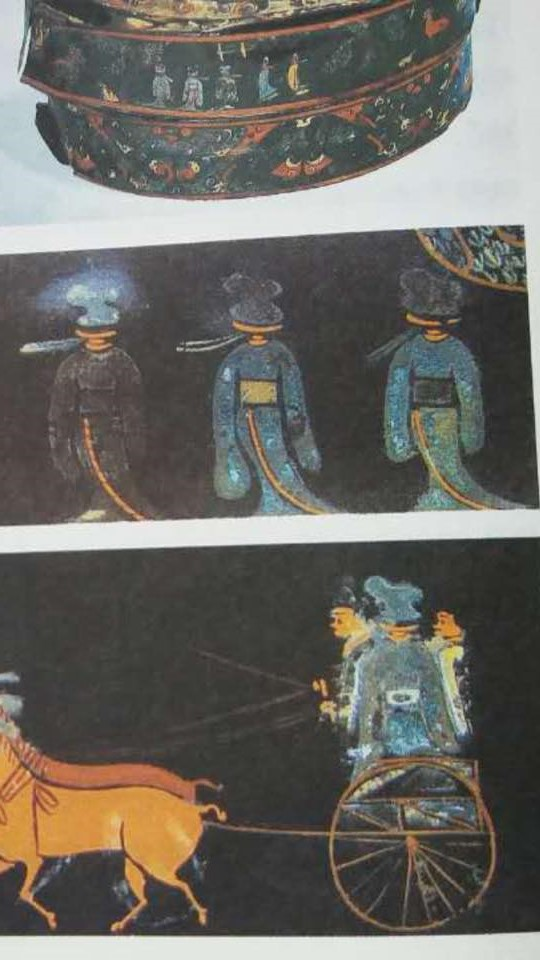
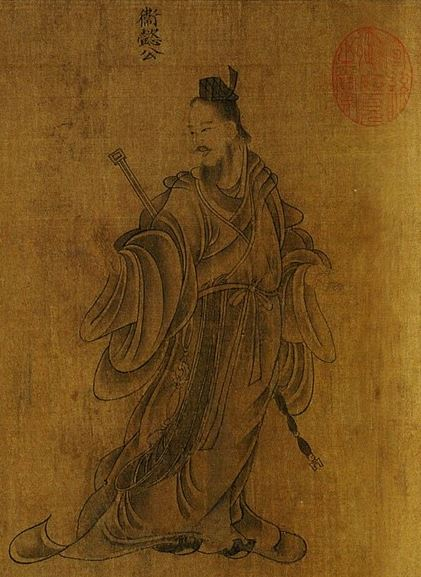
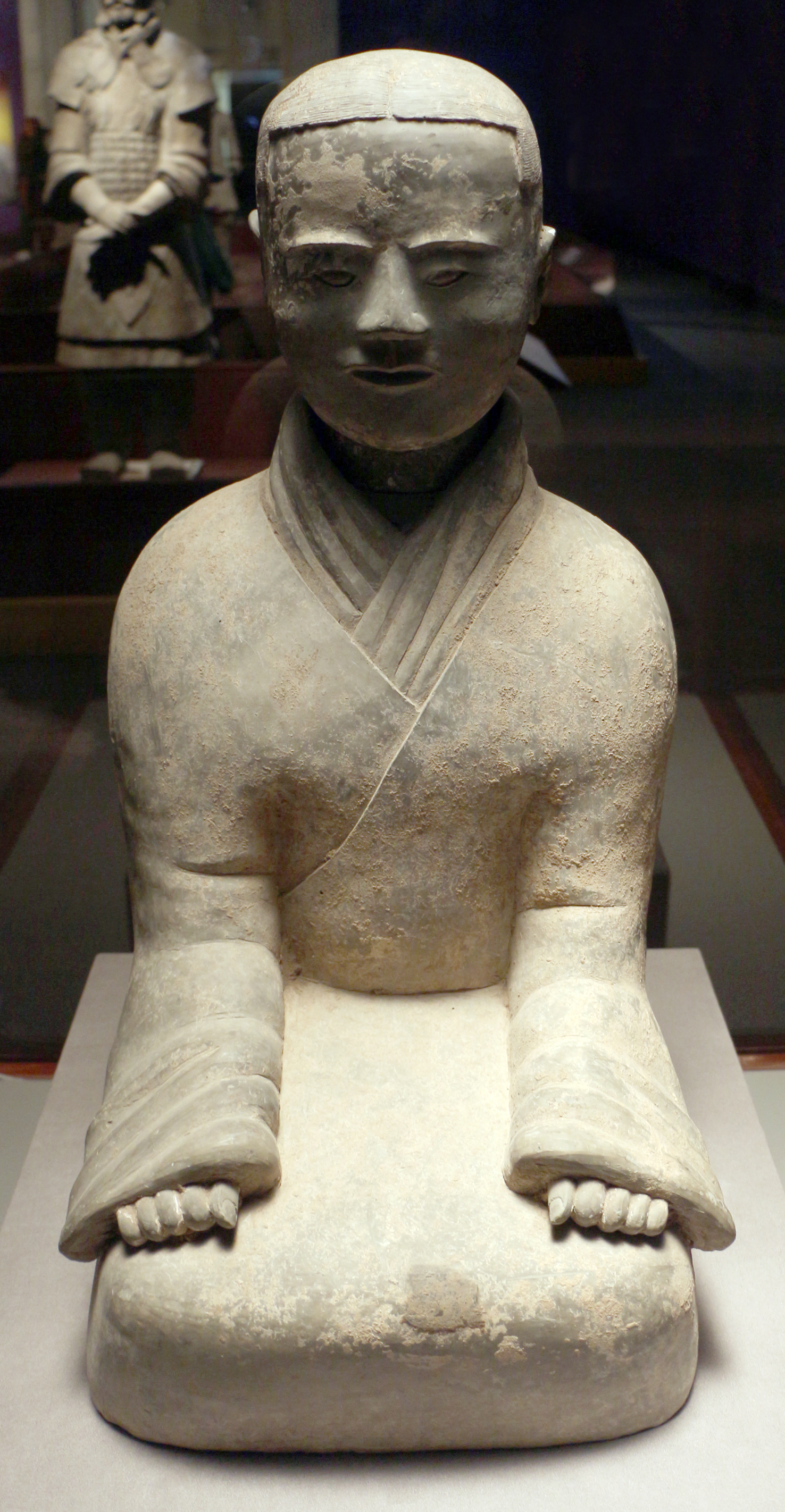
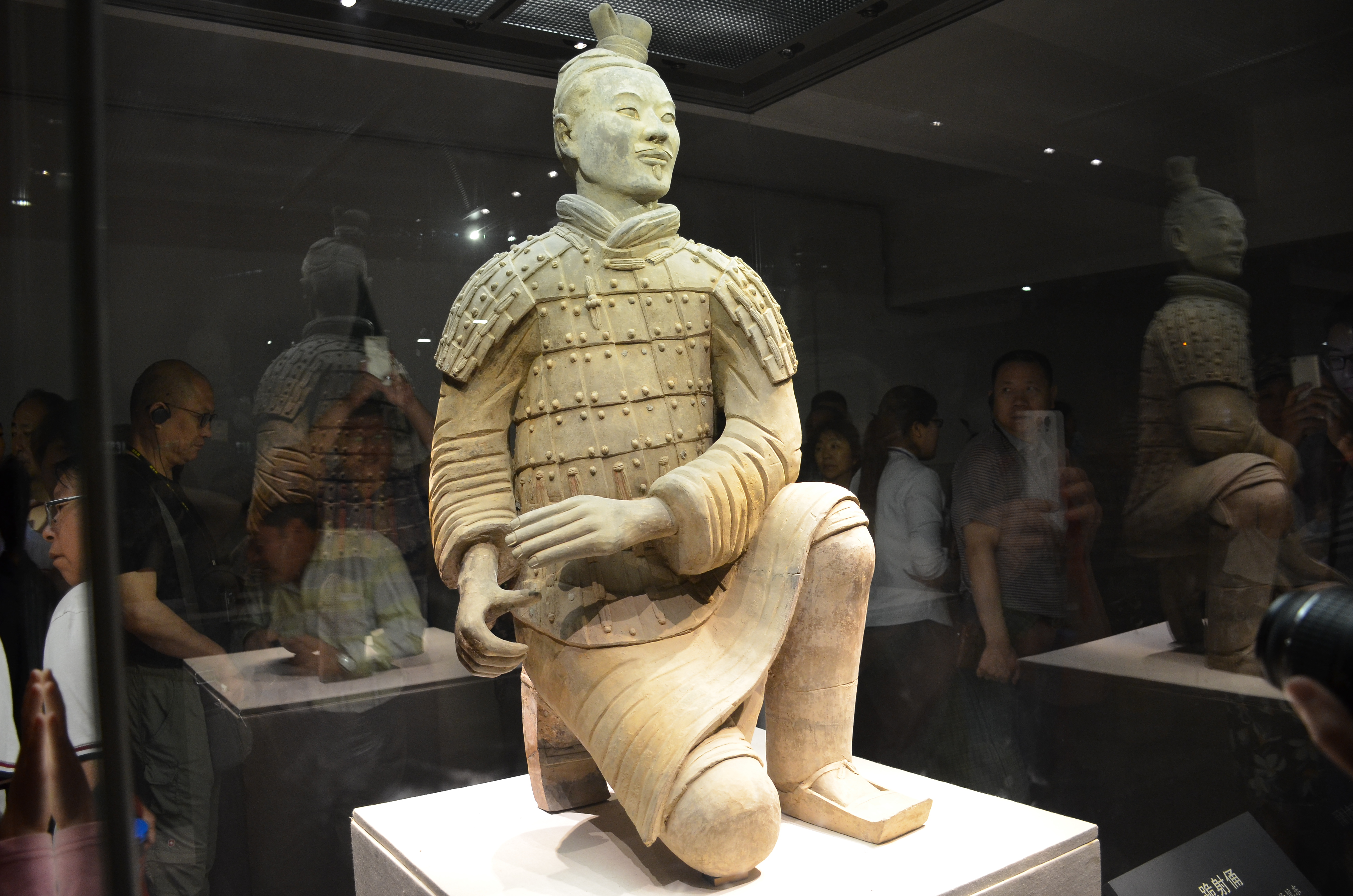
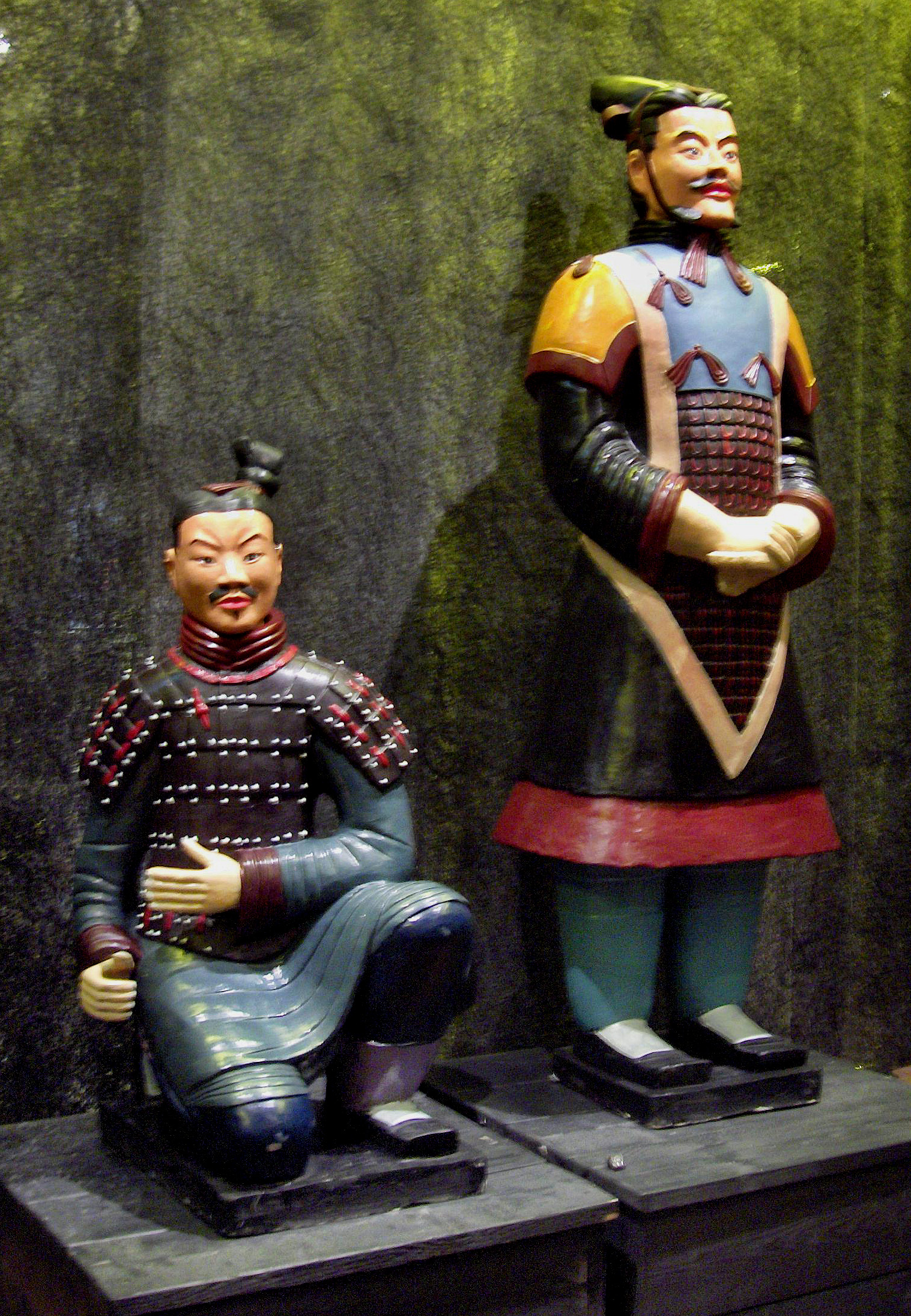
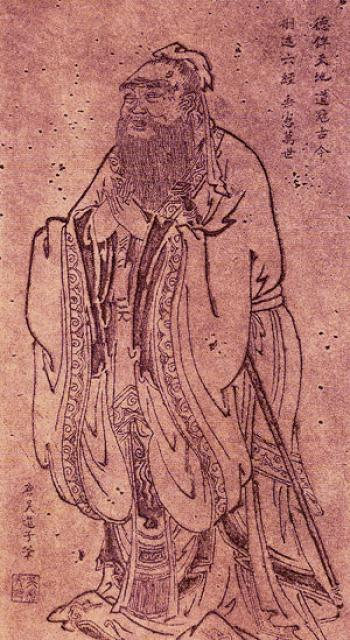
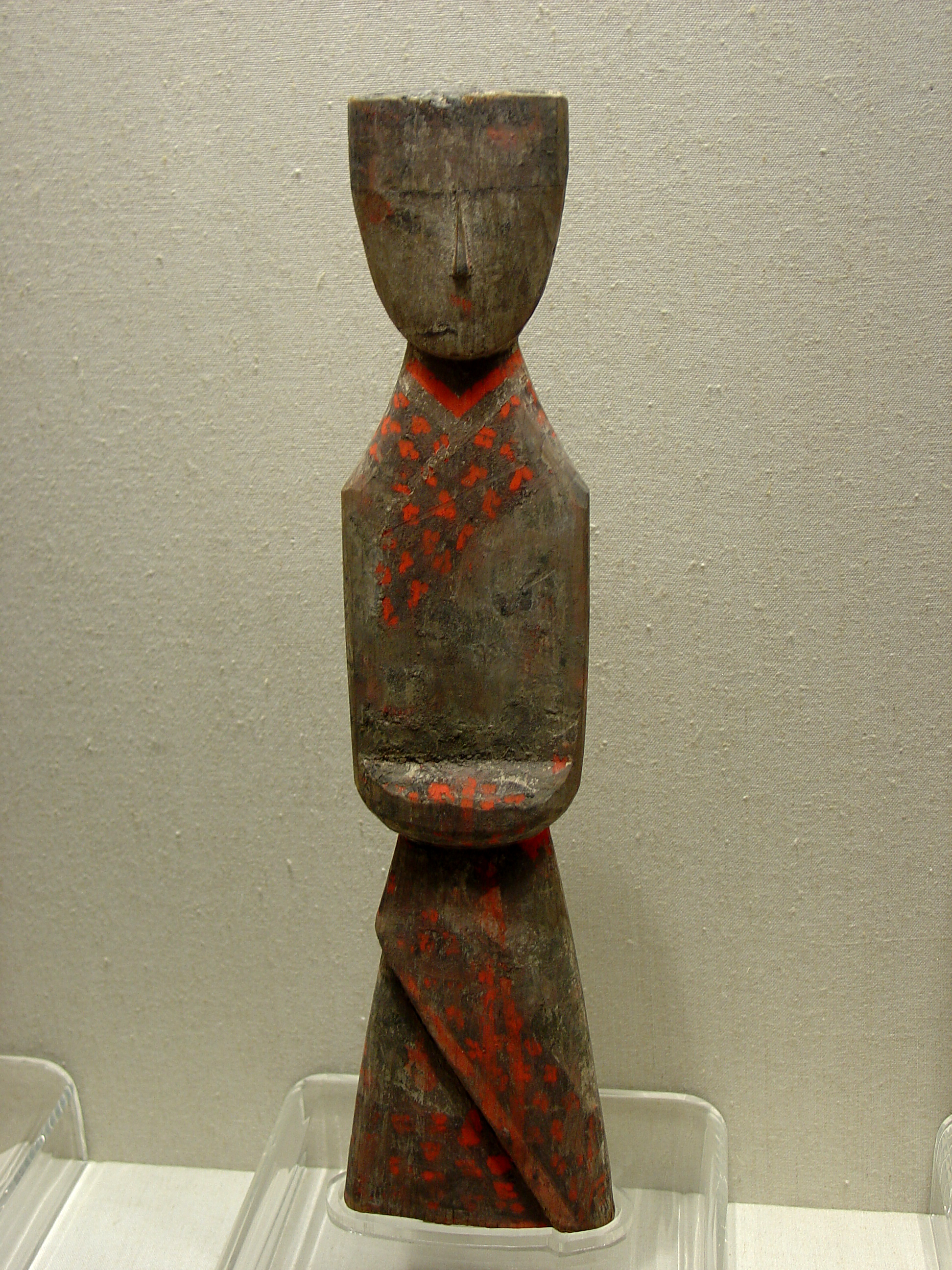
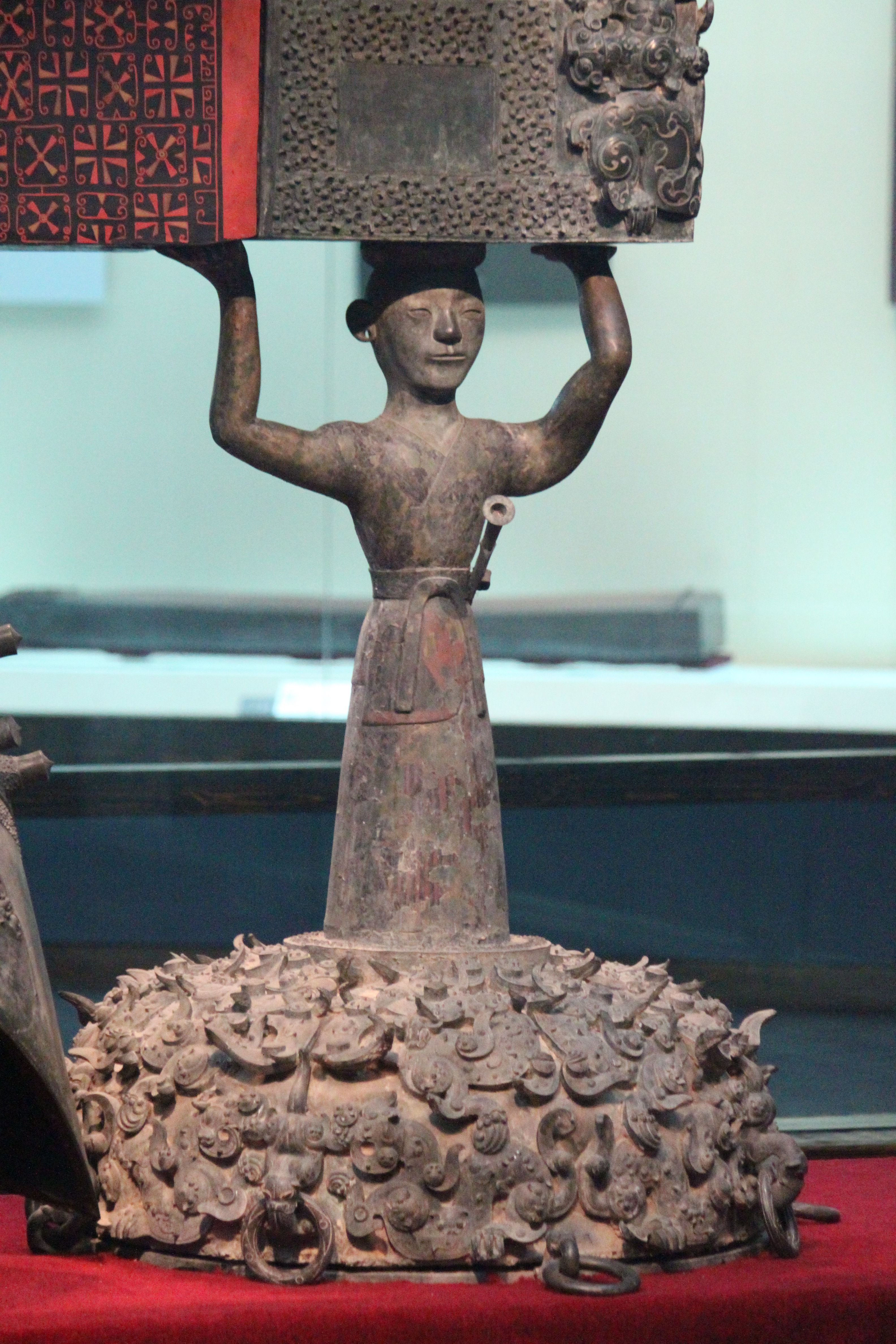
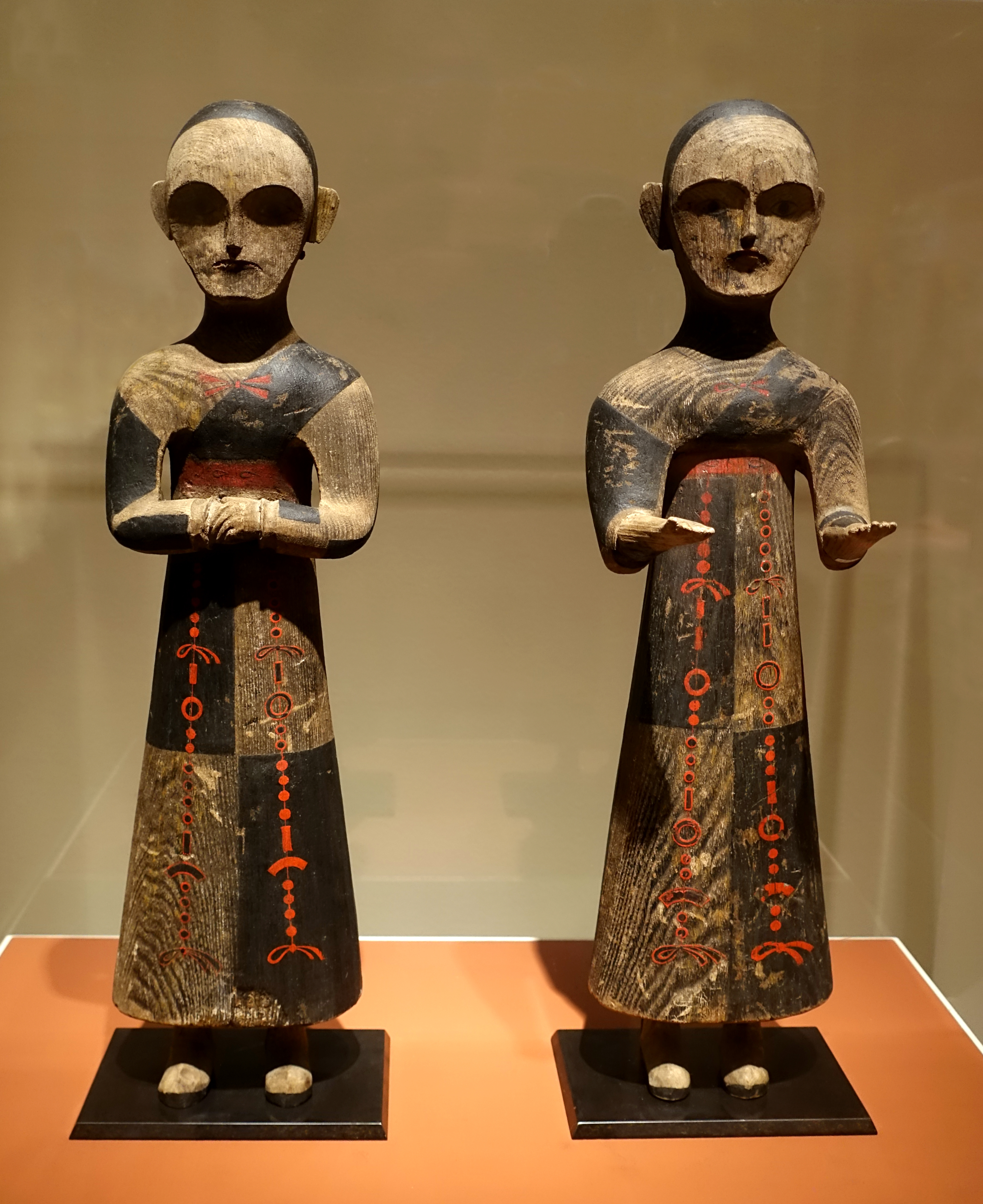
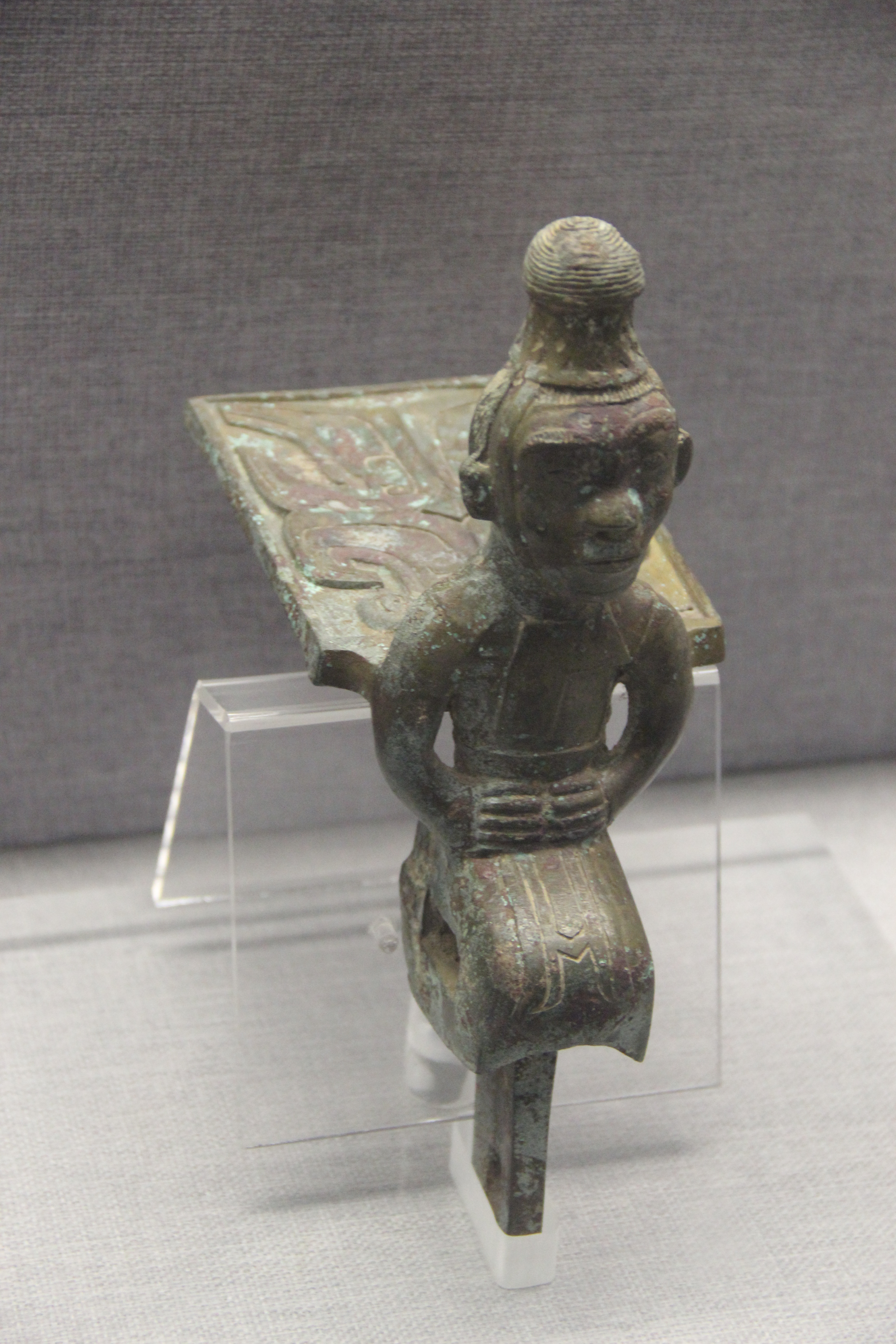

### 진·한 시대
진나라 때 중국이 통일된 후 각종 제도가 새로 창립되었으며 그중에는 자연히 관복제도를 포함한다. 한나라는 진나라의 제도를 이어받았는데 무제 때 서역과 문화교류가 강화되면서 복식의 색채가 더욱 다양해졌다. 한나라 때 성행한 복식은 온몸을 감싸는 포(袍) 위주였고 양식은 소매가 큰 것이 많다. 어깨부터 직통으로 발까지 내려가는 긴 장포(長袍)는 당시 가장 전형적인 복장이었다. 한나라는 정치가 안정되고 경제가 번영함에 따라 의관과 복제도 화려해졌다. 한나라 때 귀족의 예복은 치마, 옷깃, 소매에 테두리 장식을 한 것이 특징이다.

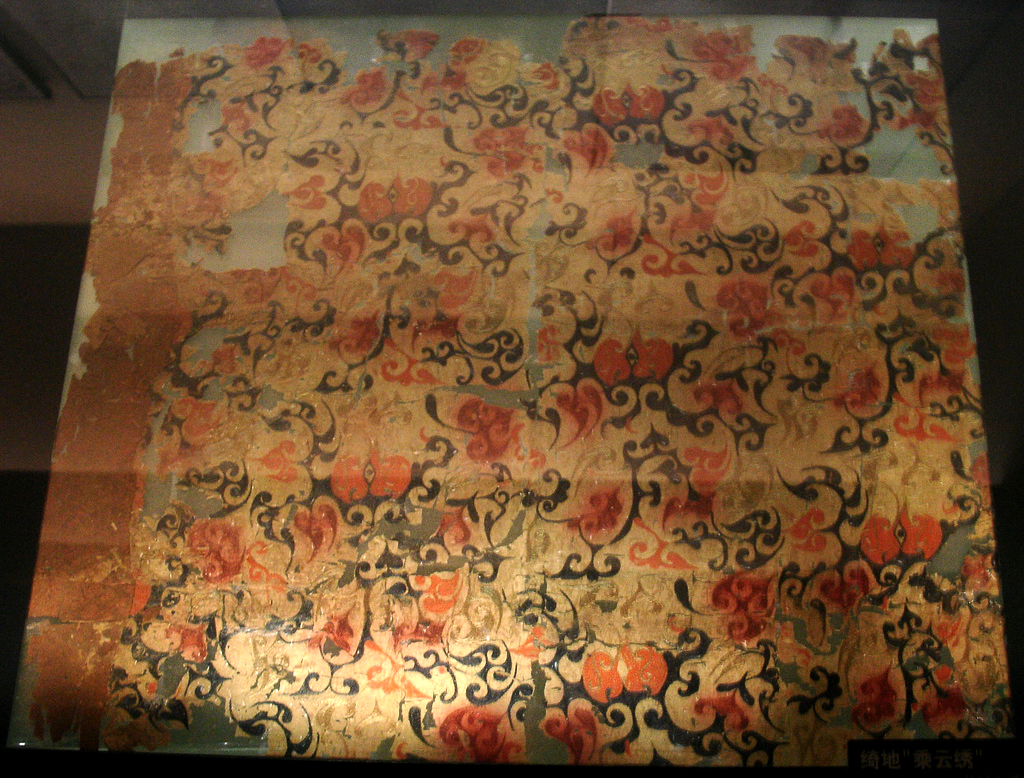
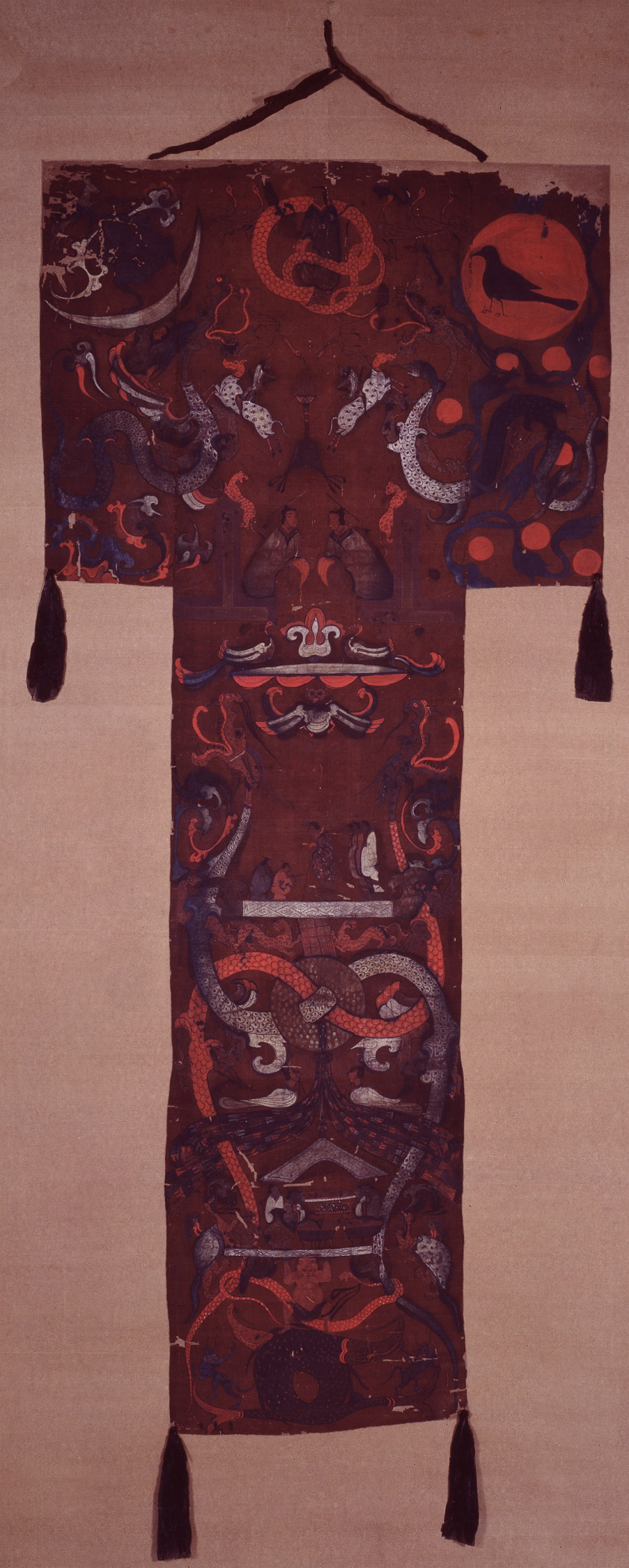
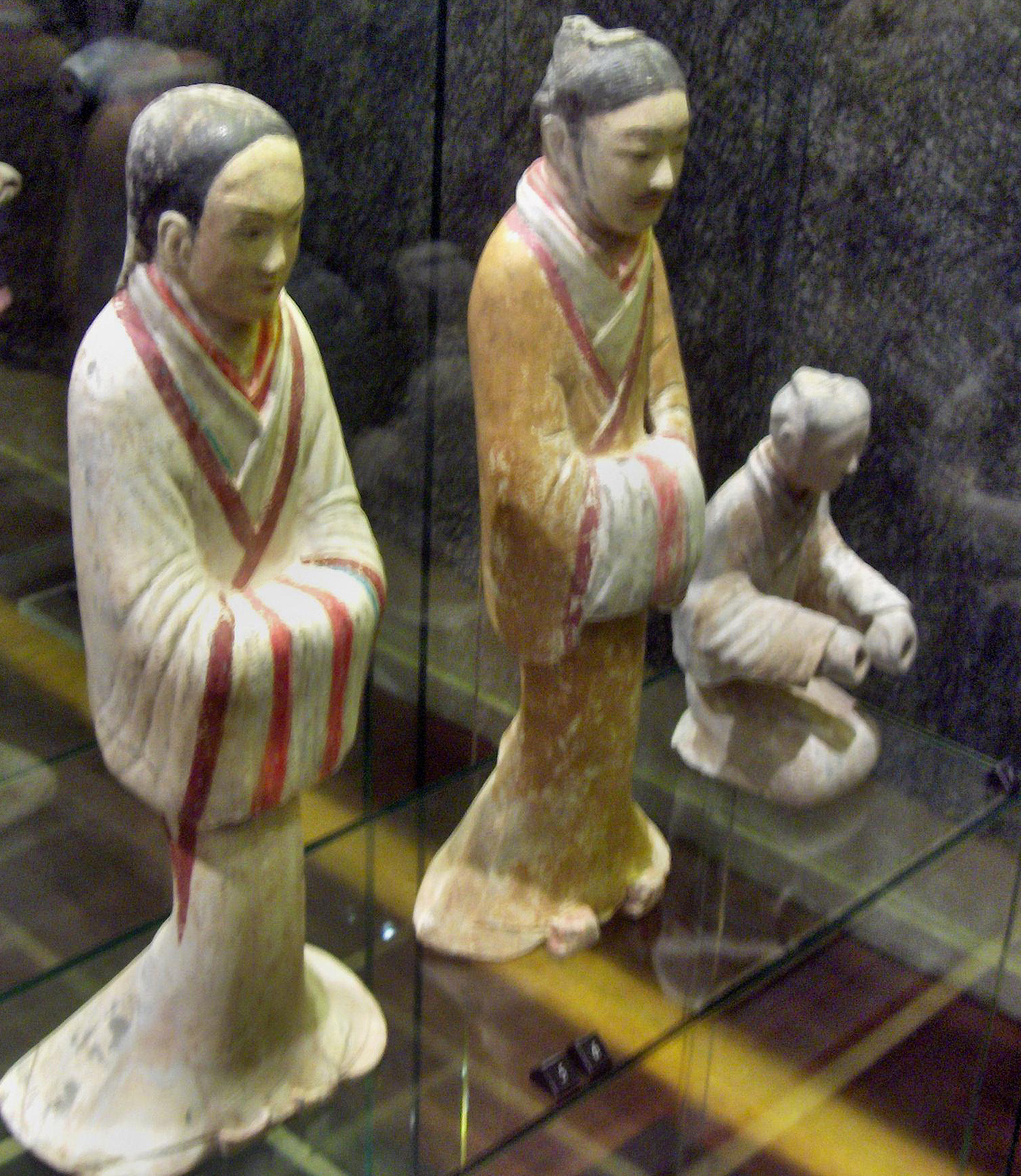
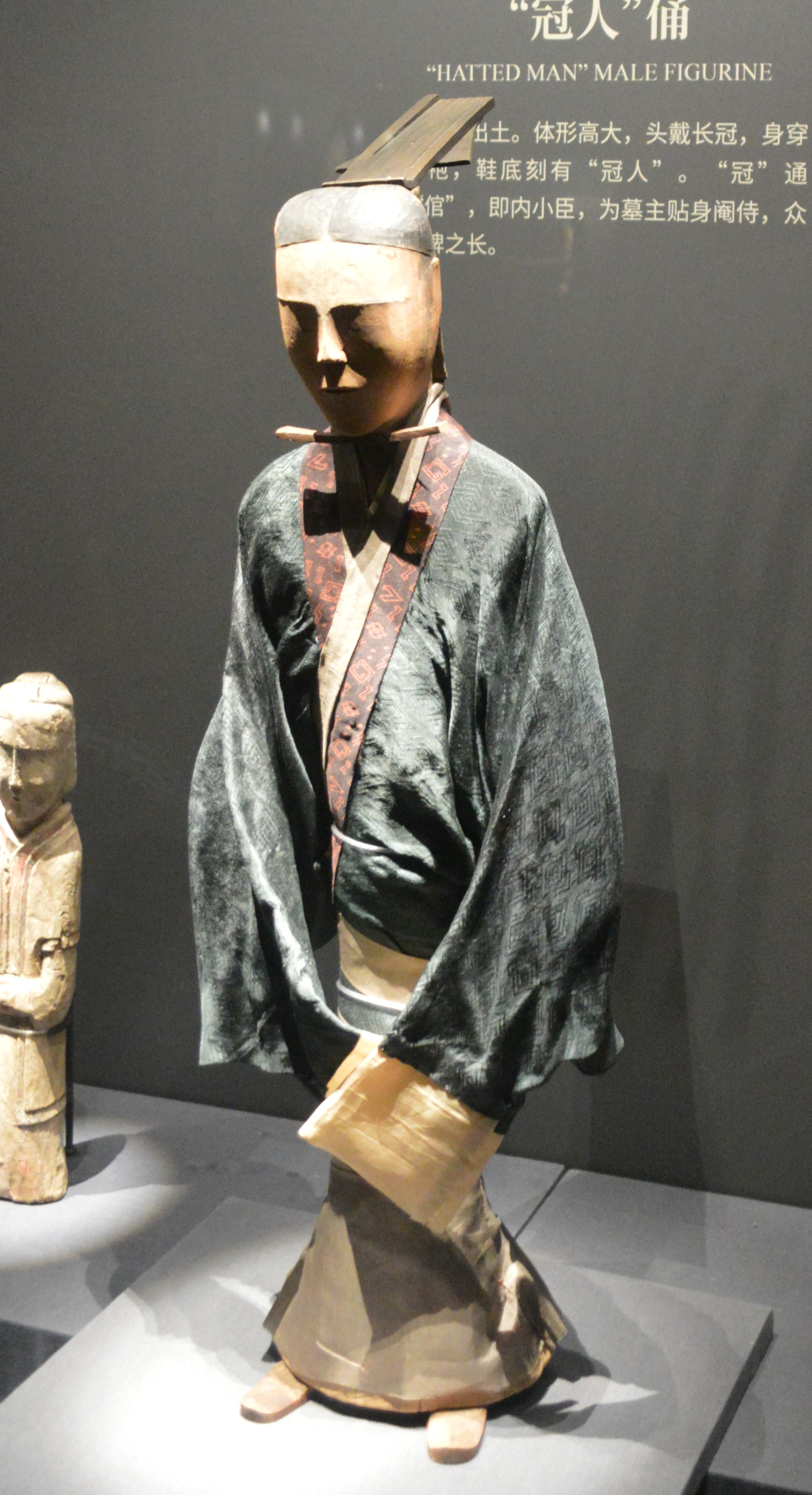
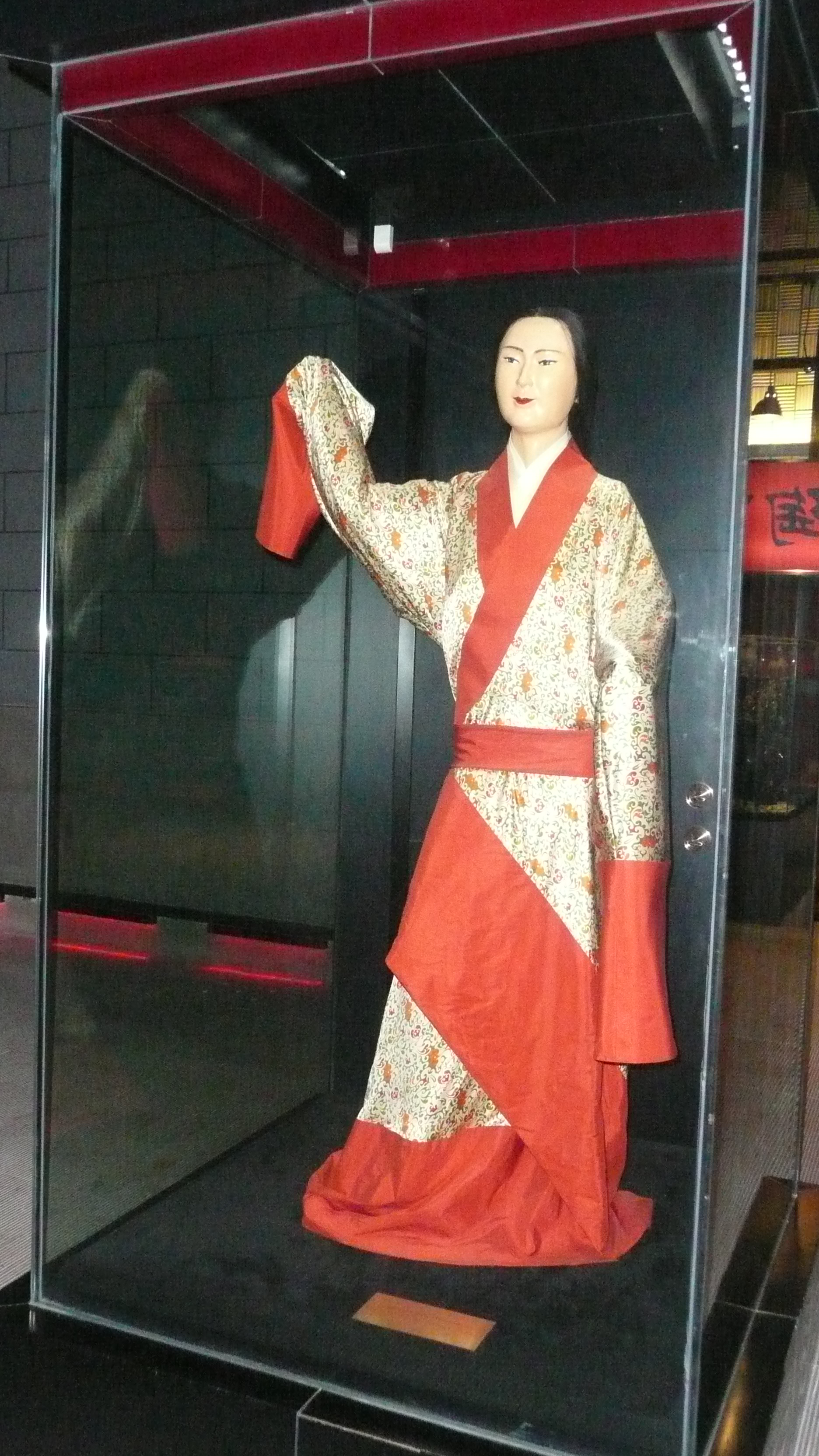
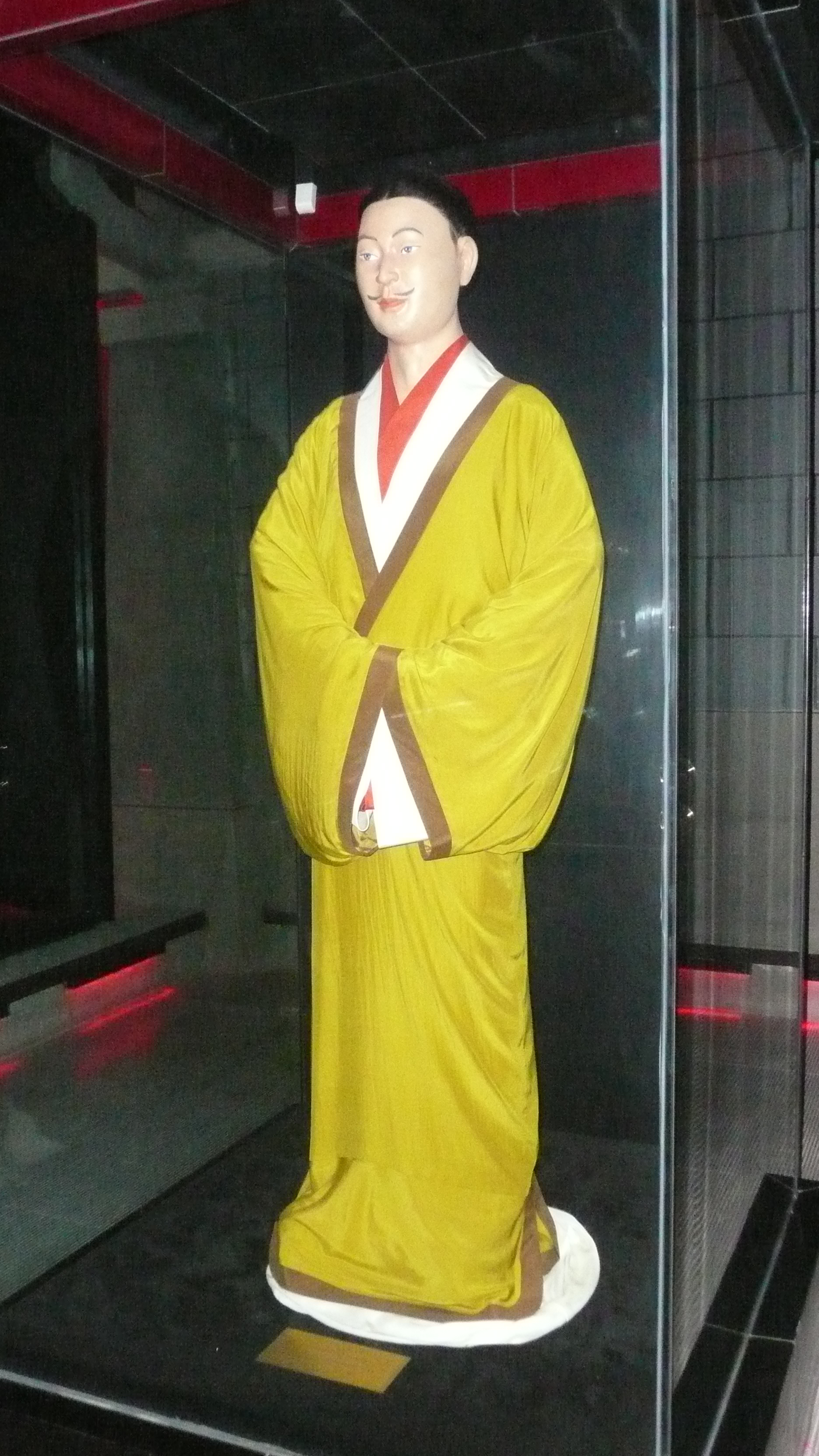
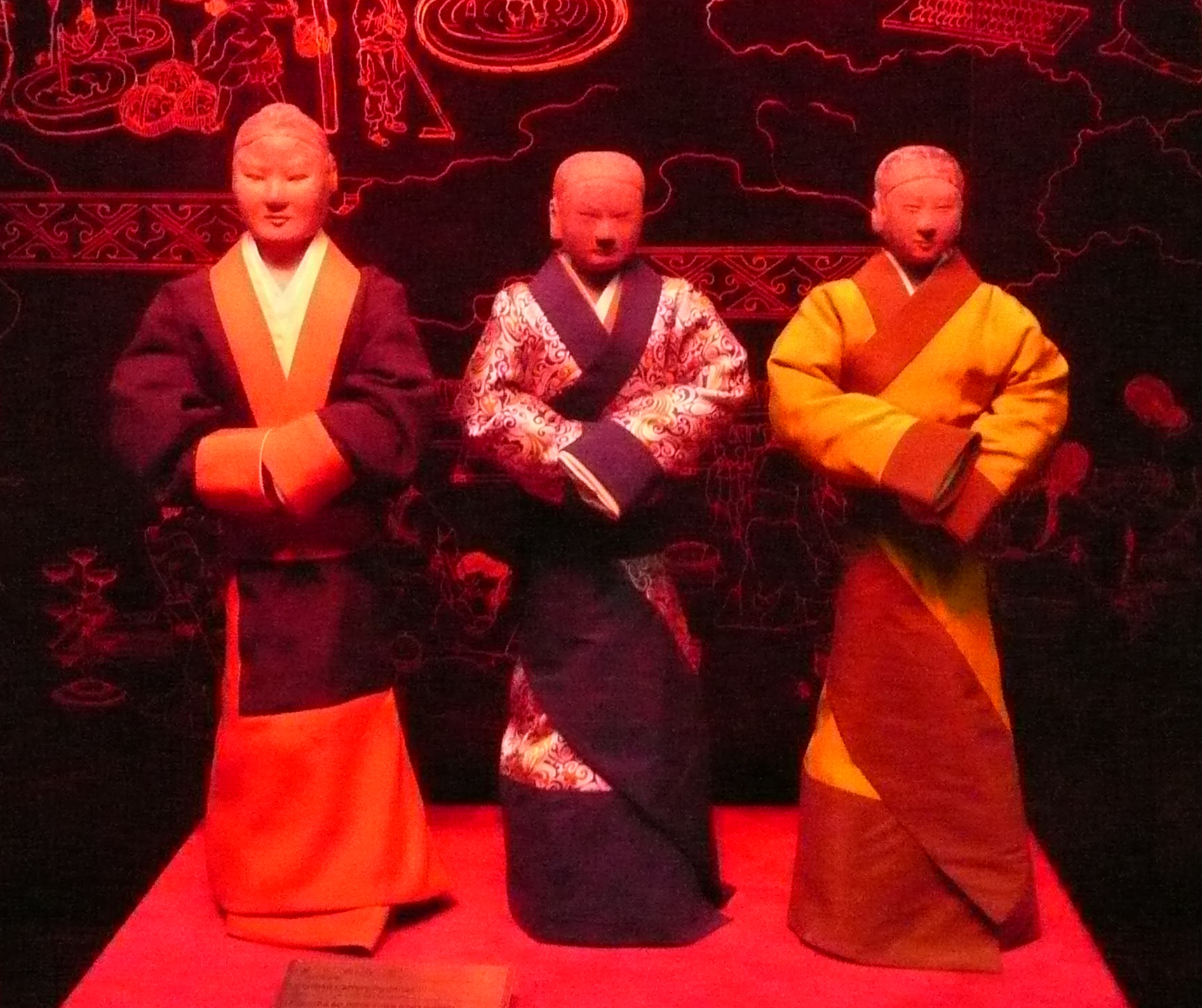
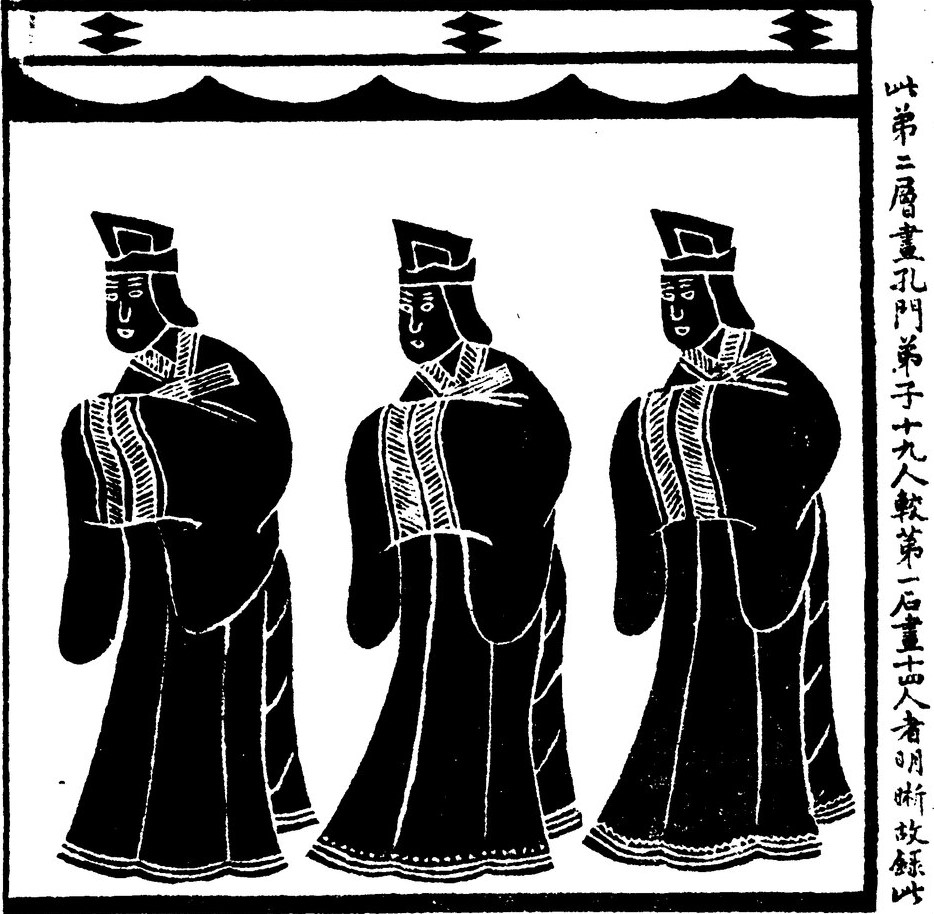
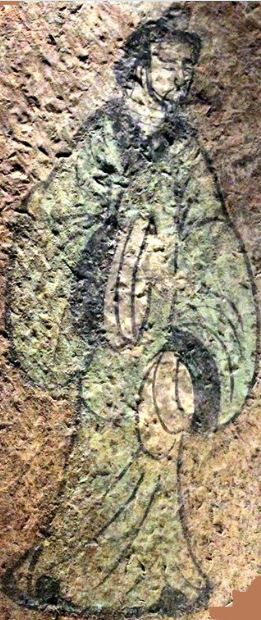
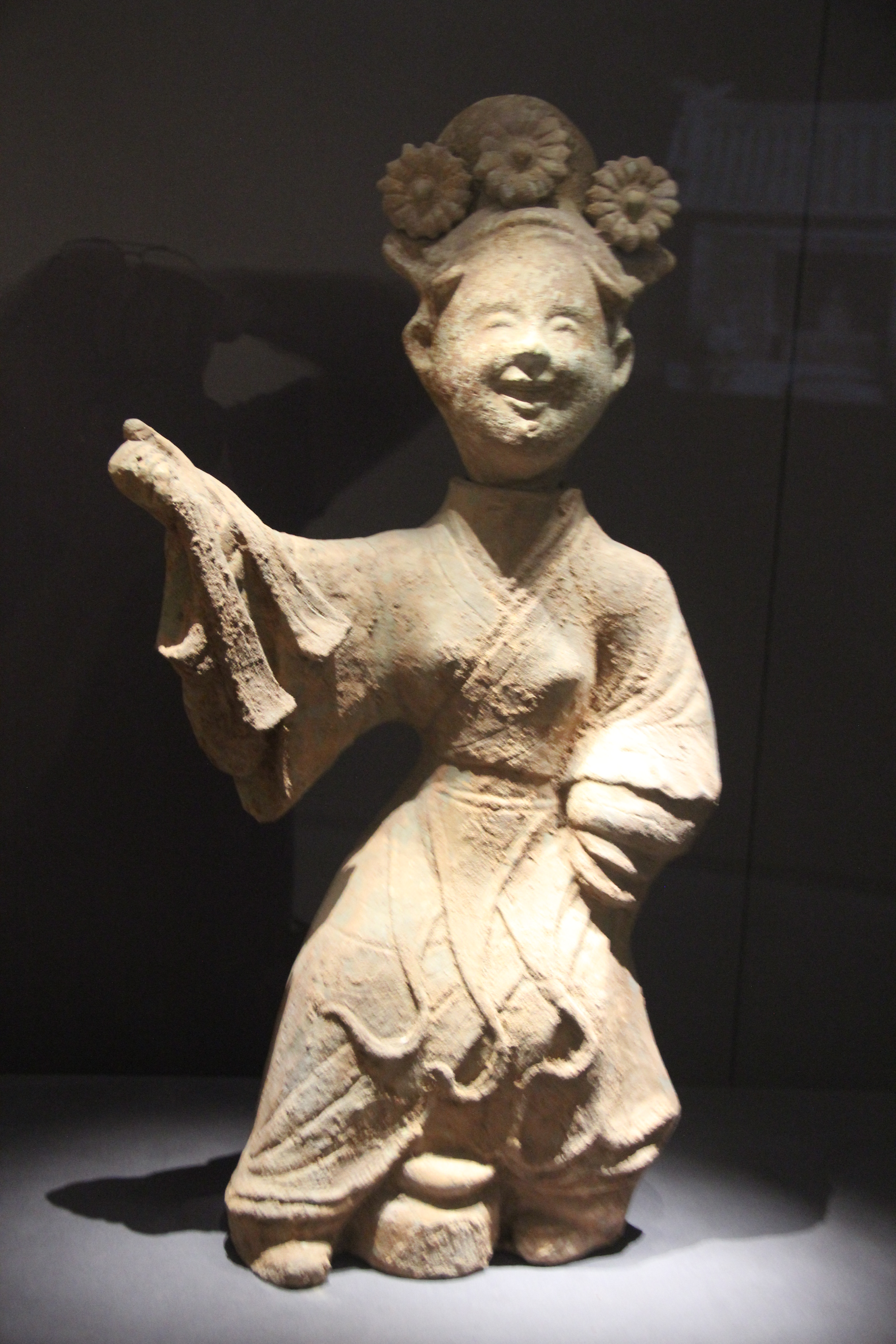
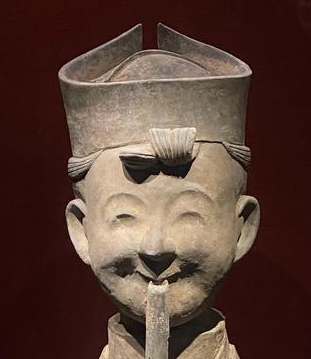
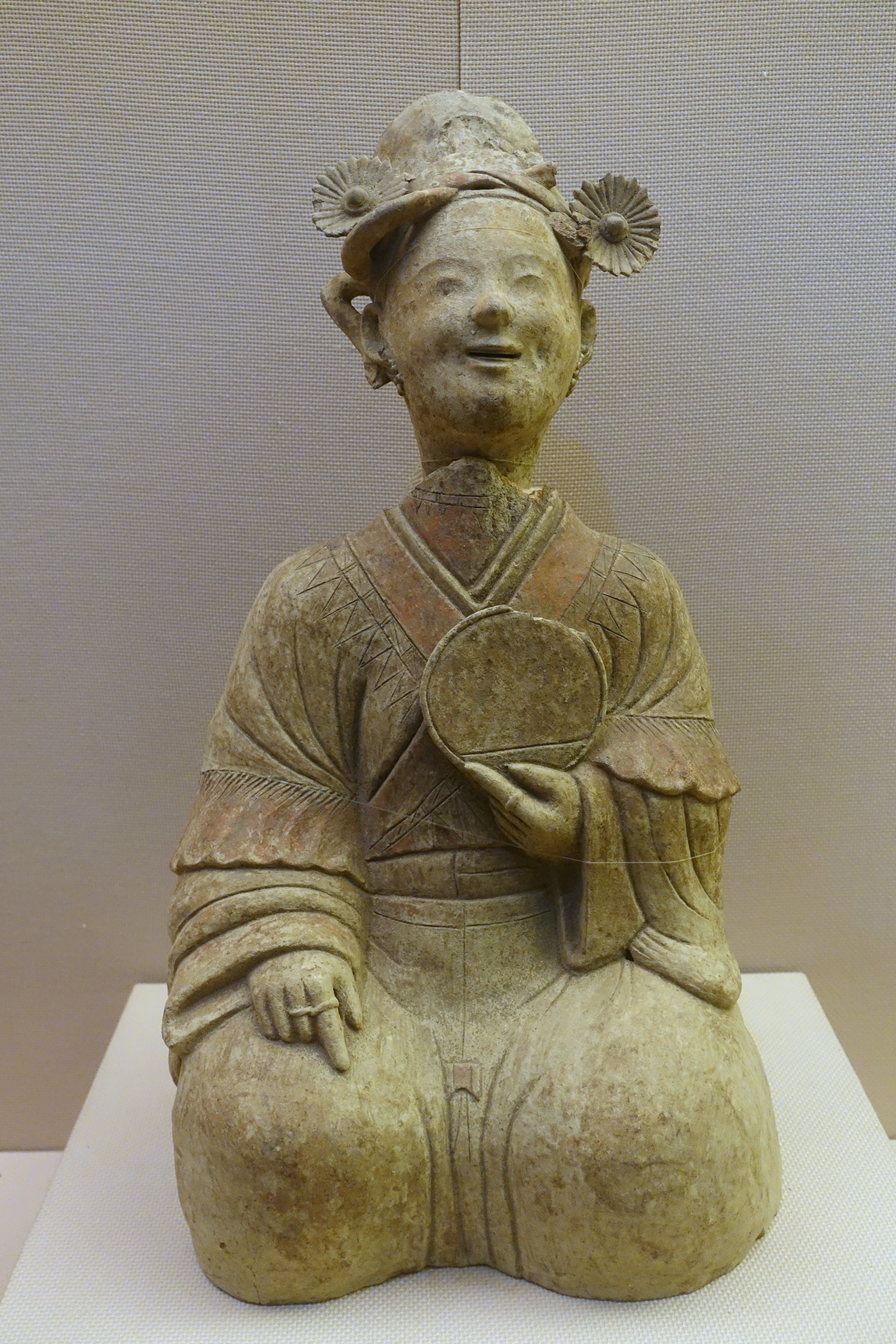
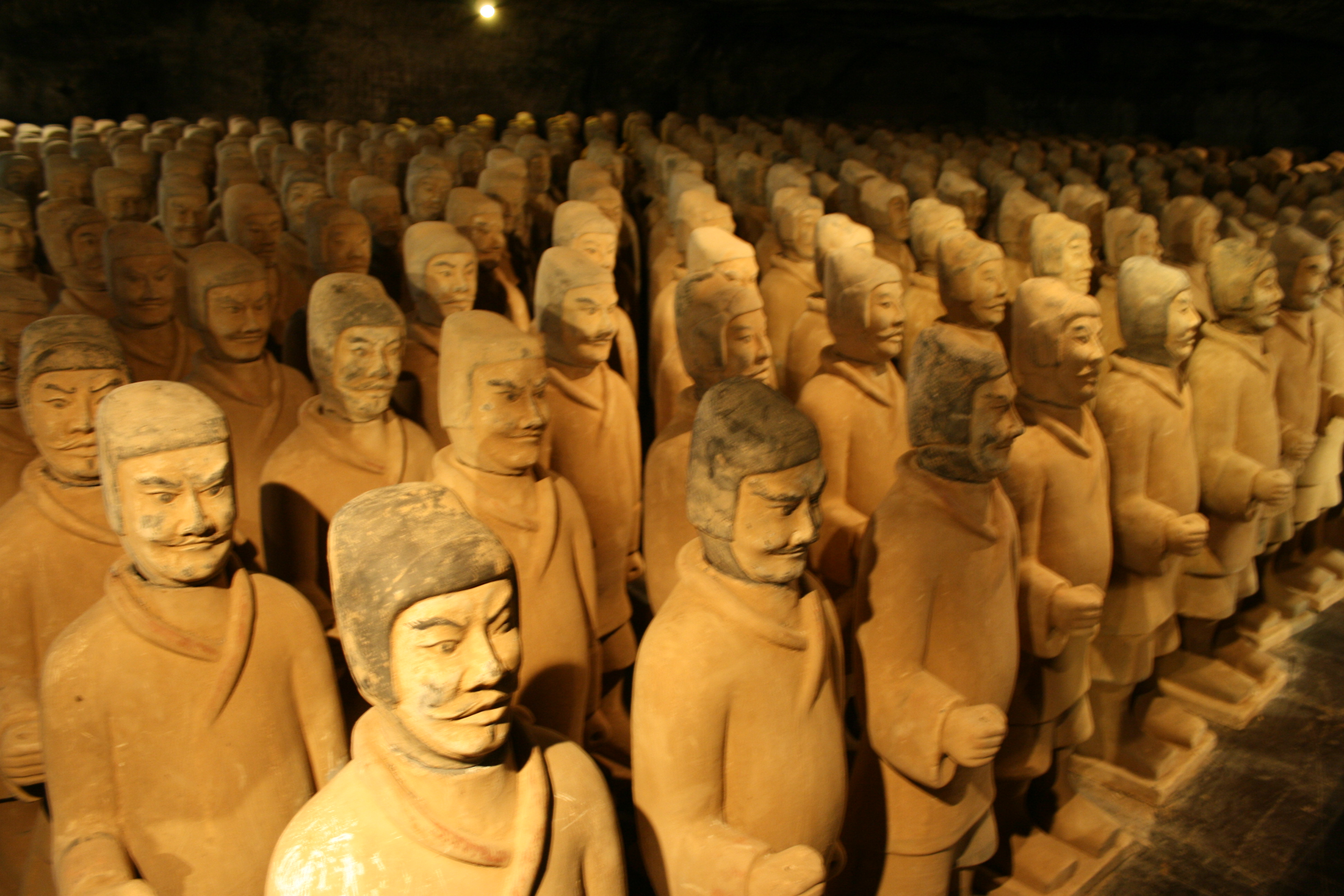
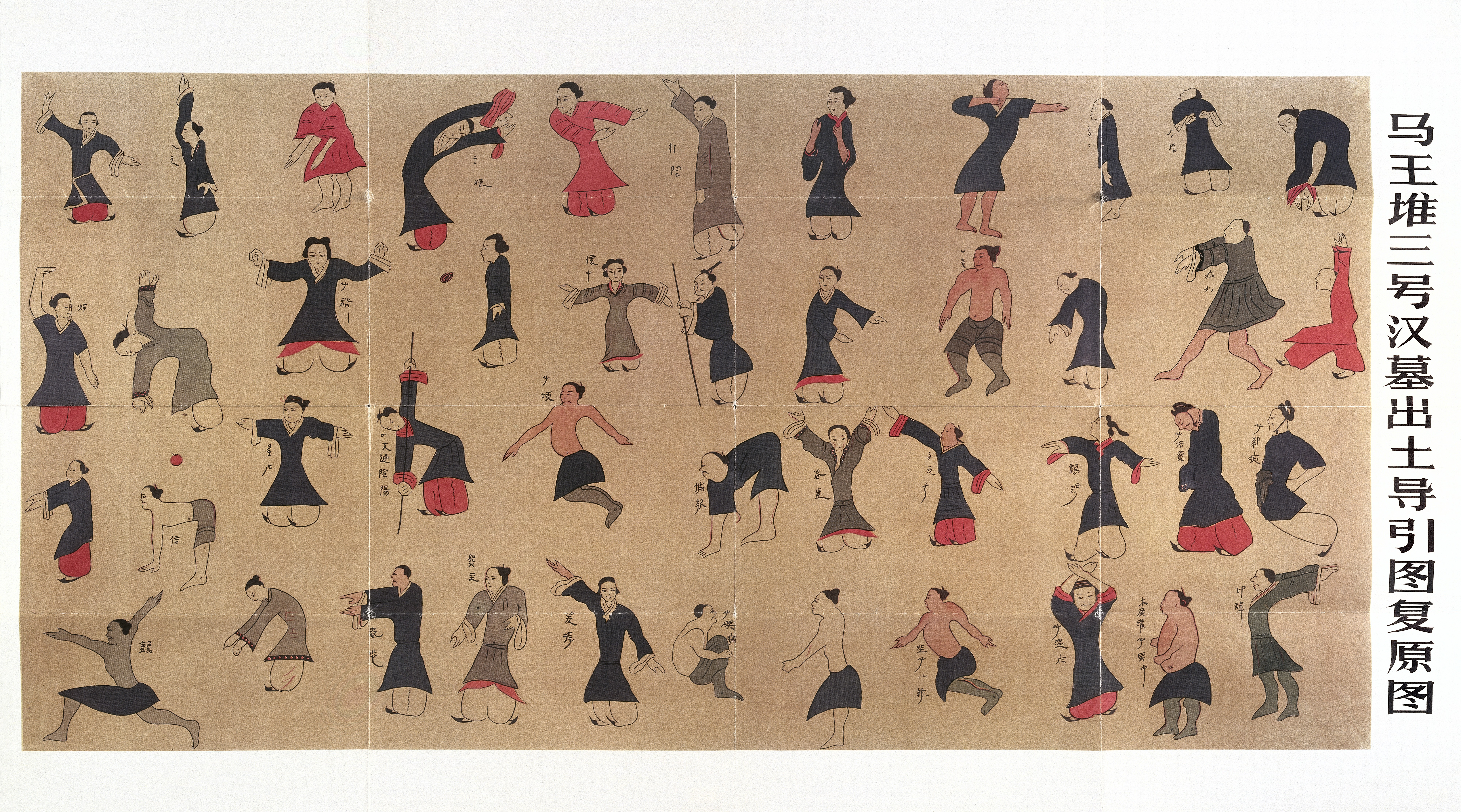
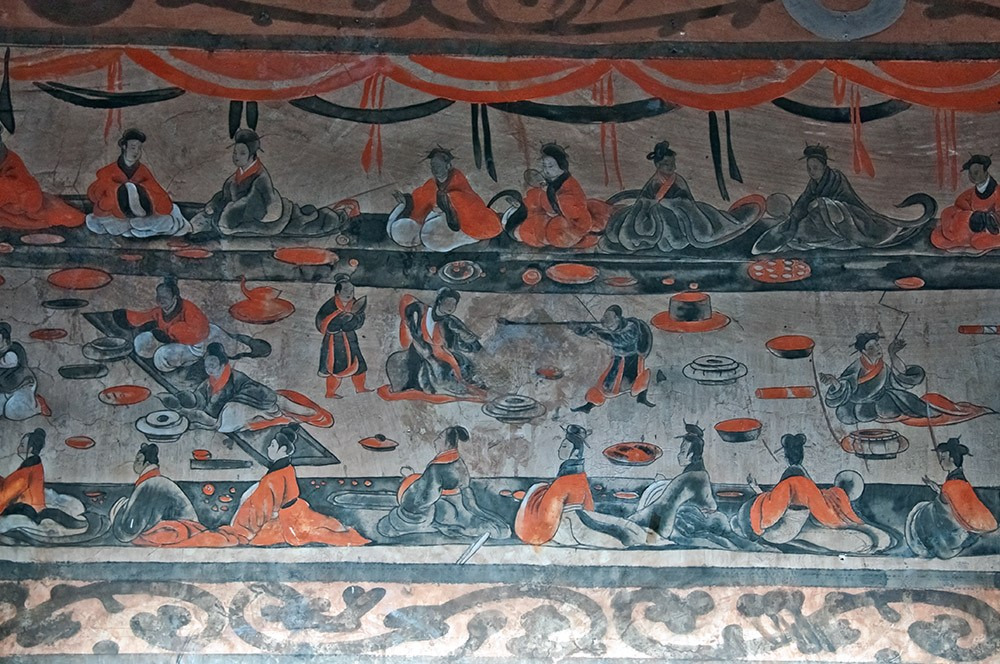
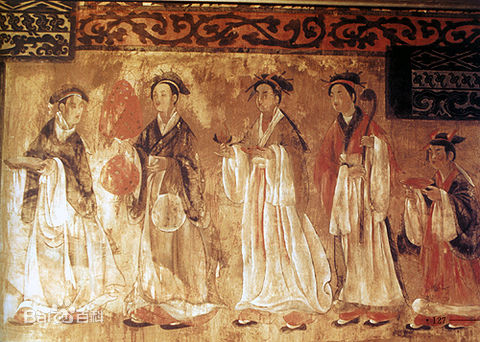
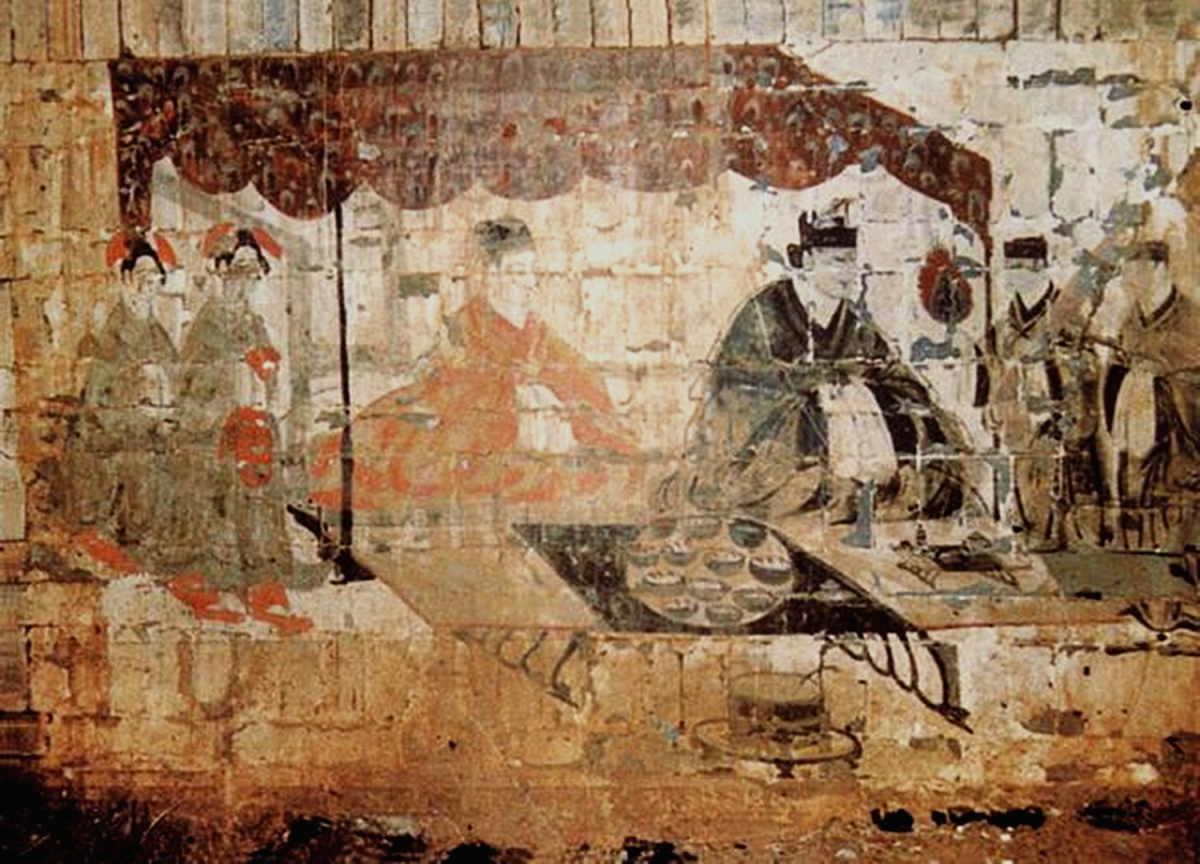
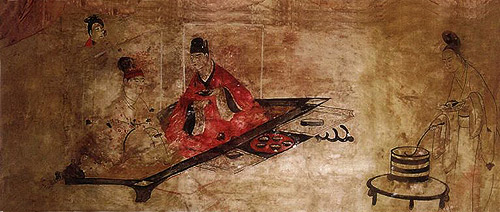
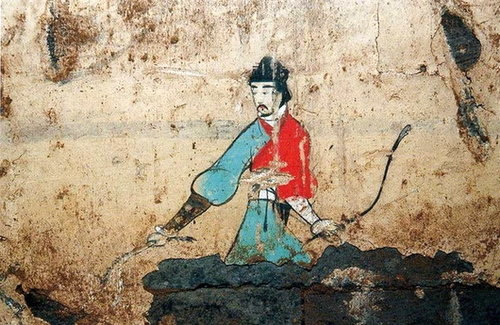
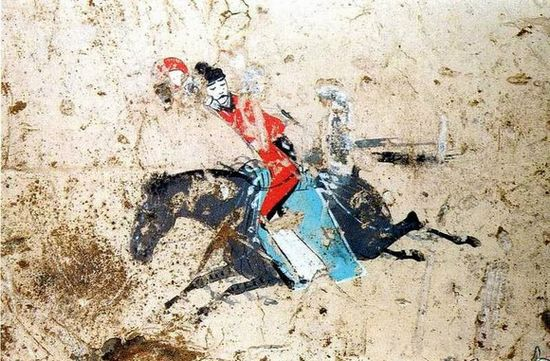
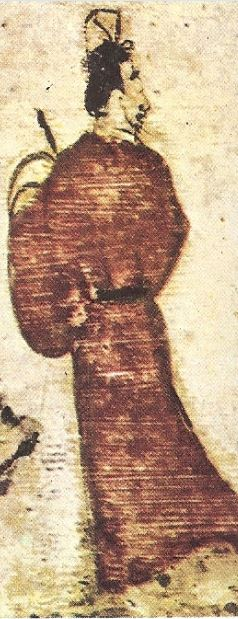
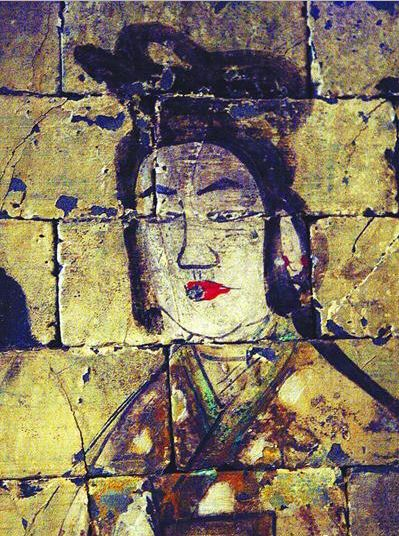
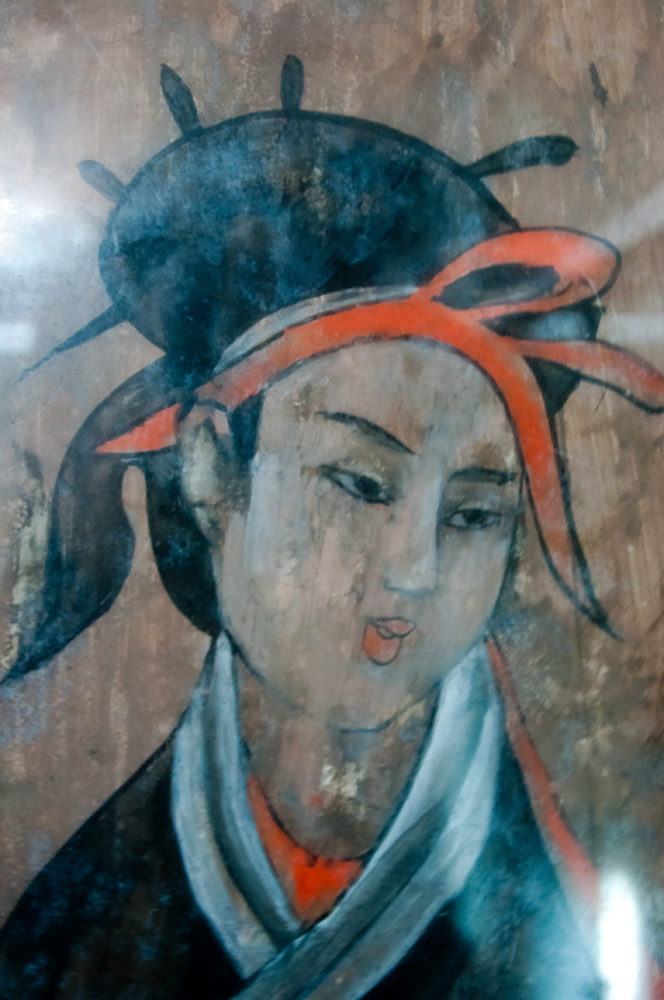

### 위진남북조 시대
위진남북조 시대에는 빈번한 전란으로 인구학적 이동이 잦았다. 동시에 다양한 민족들이 서로 섞여 거주하는 상태가 나타남에 따라 한족과 변방민족의 문화가 서로 영향을 끼쳤다. 크고 헐렁한 옷에 넓은 띠인 포의박대(褒衣博帶)는 이 시기에 유행하던 복식으로 느슨한 복장을 특징으로 한다.

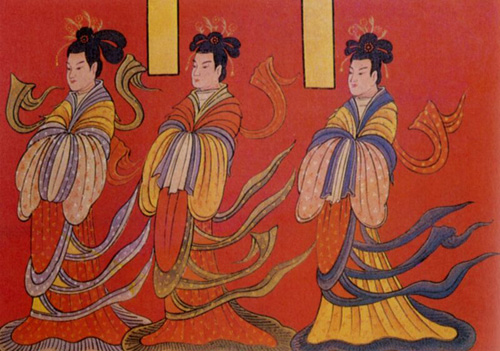
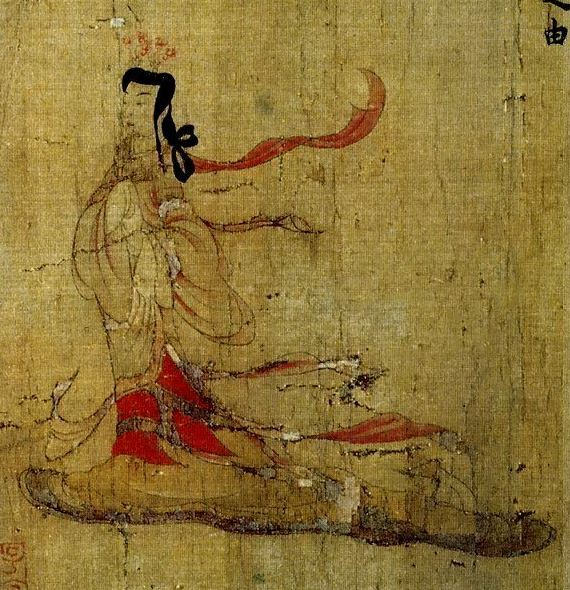
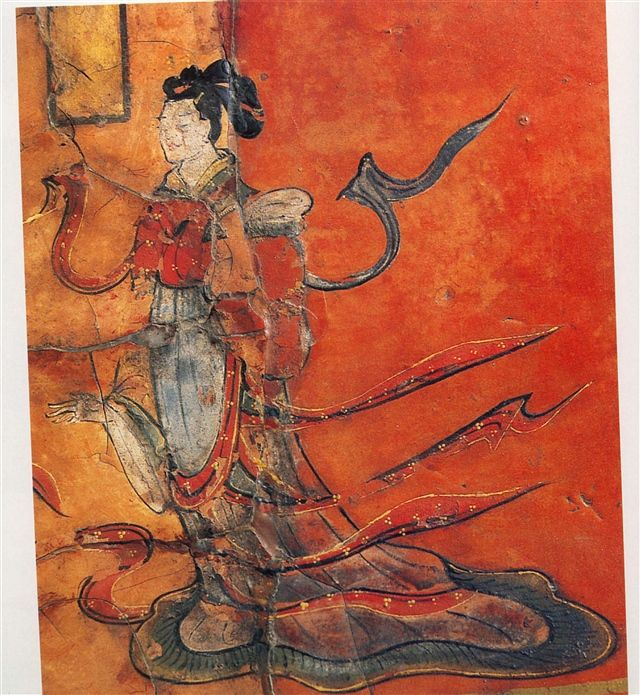
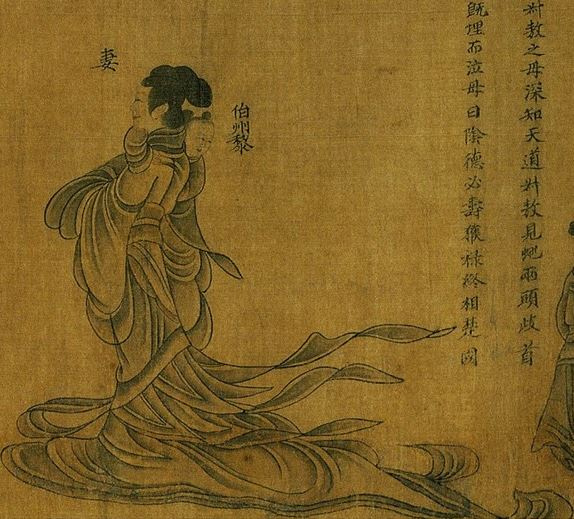
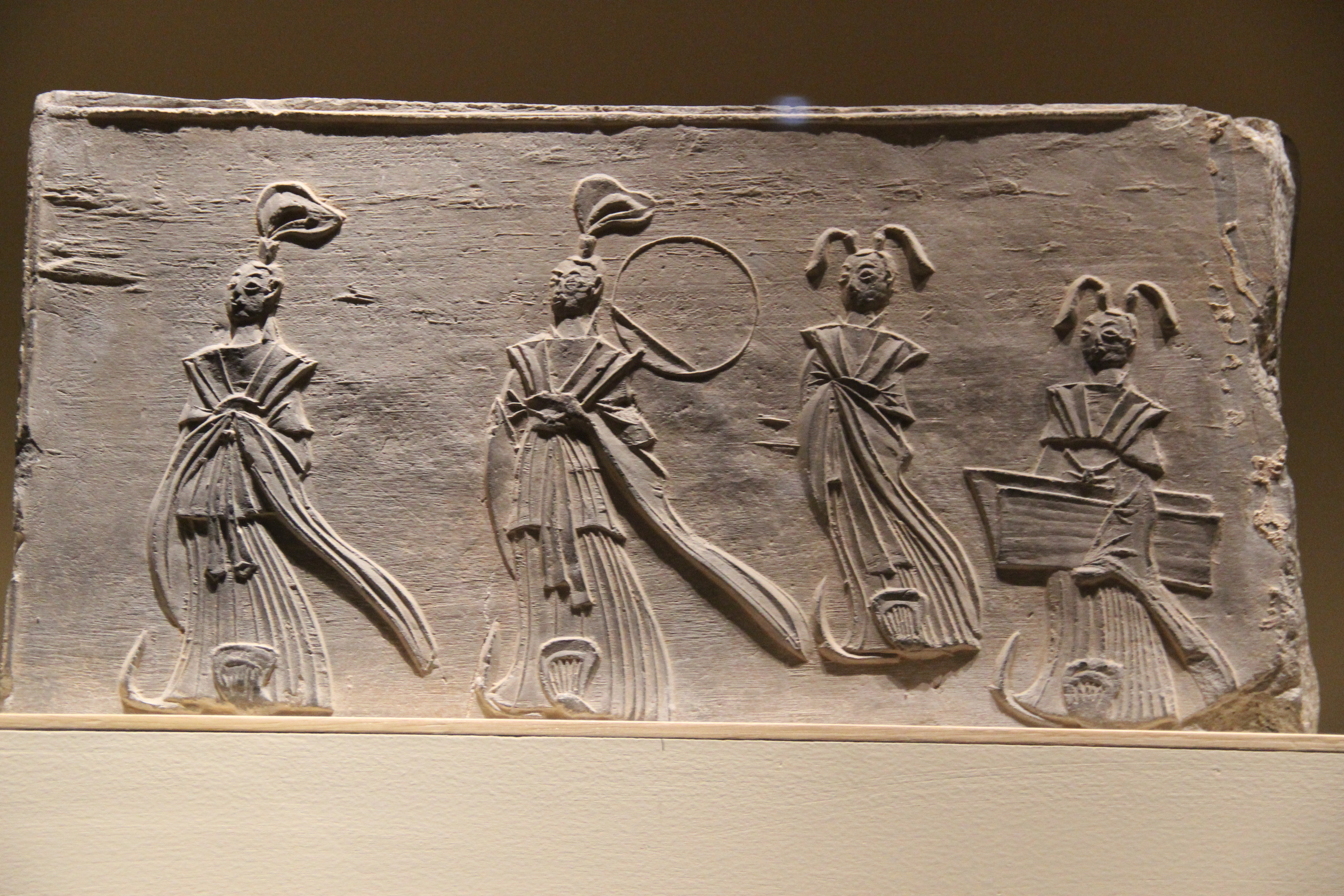
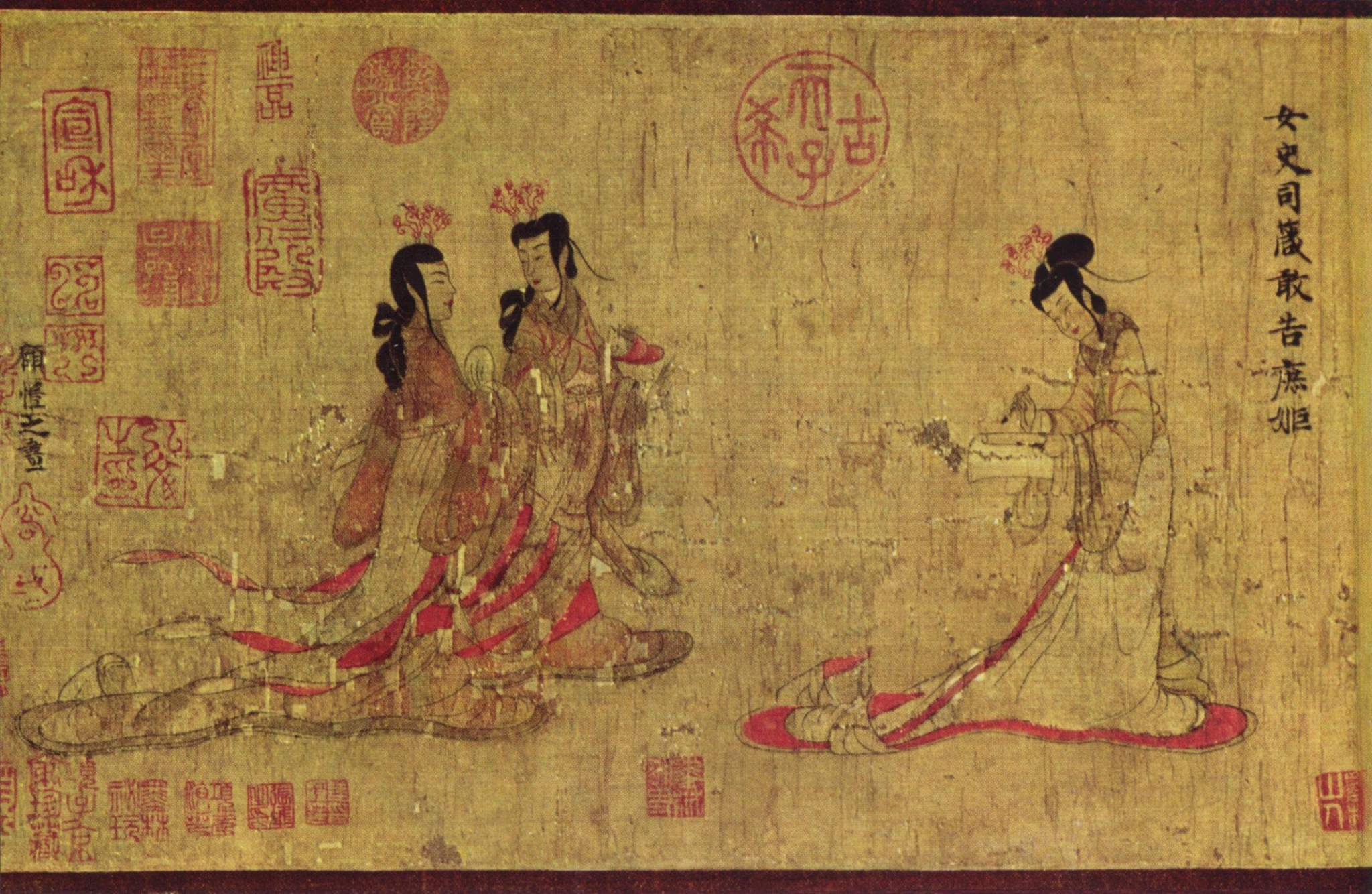
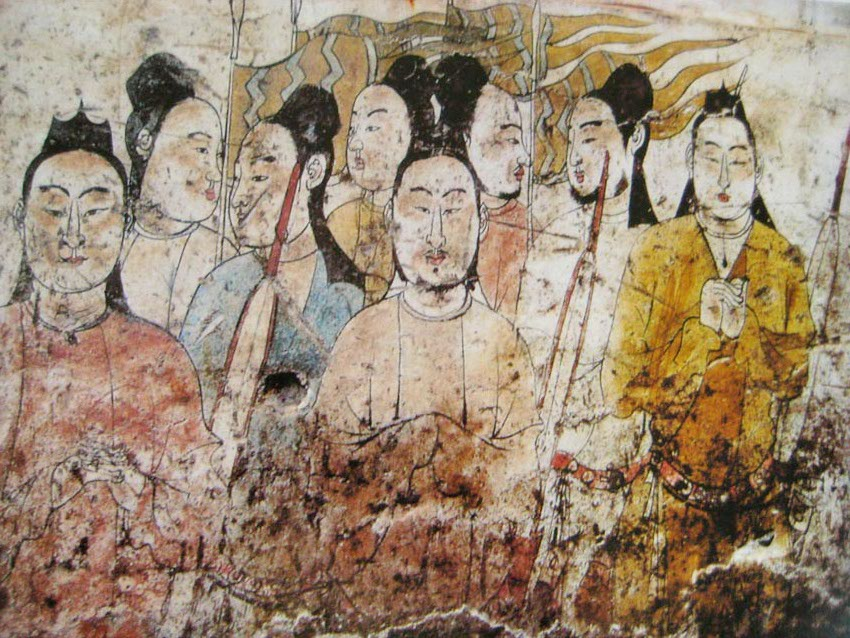
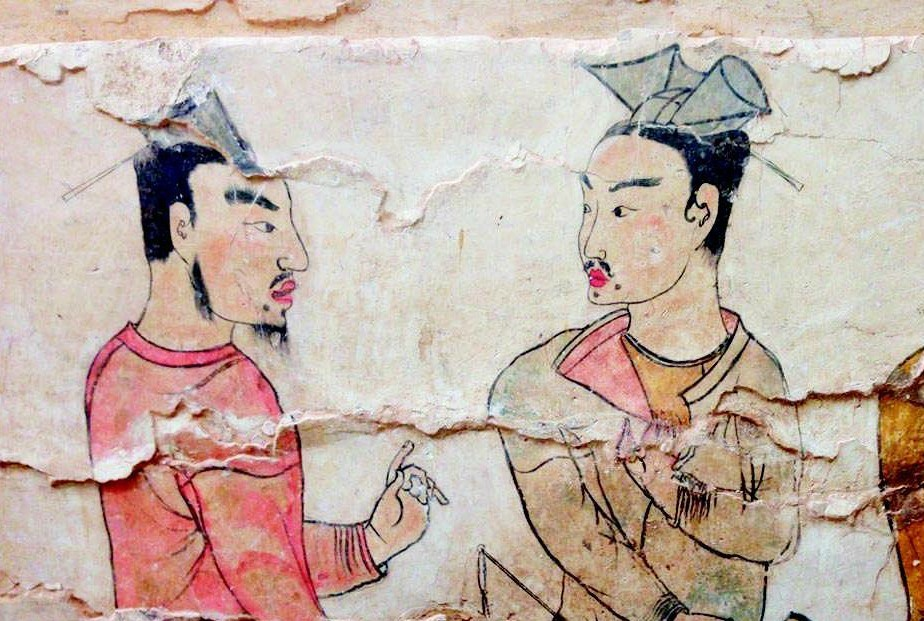
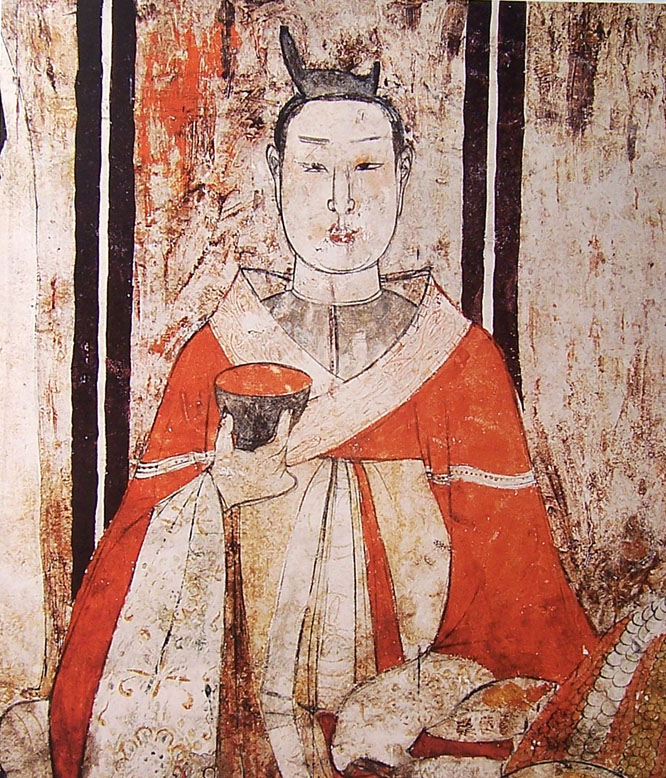
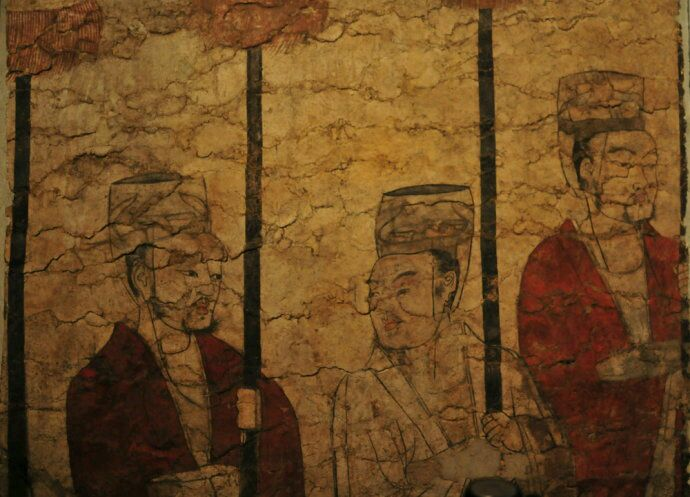
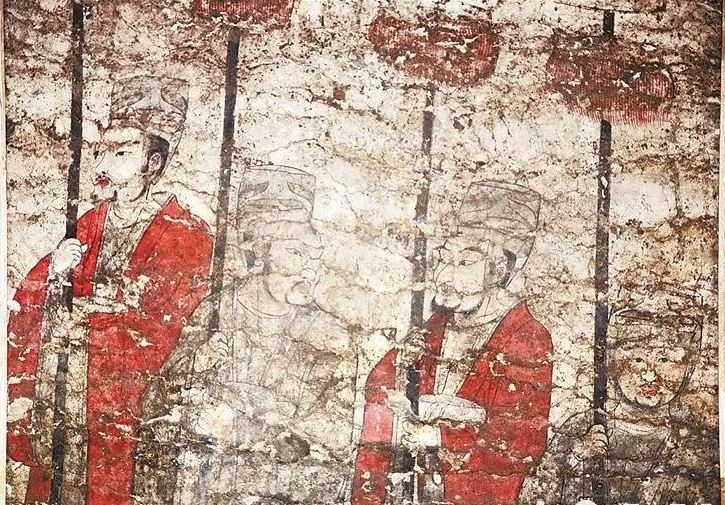
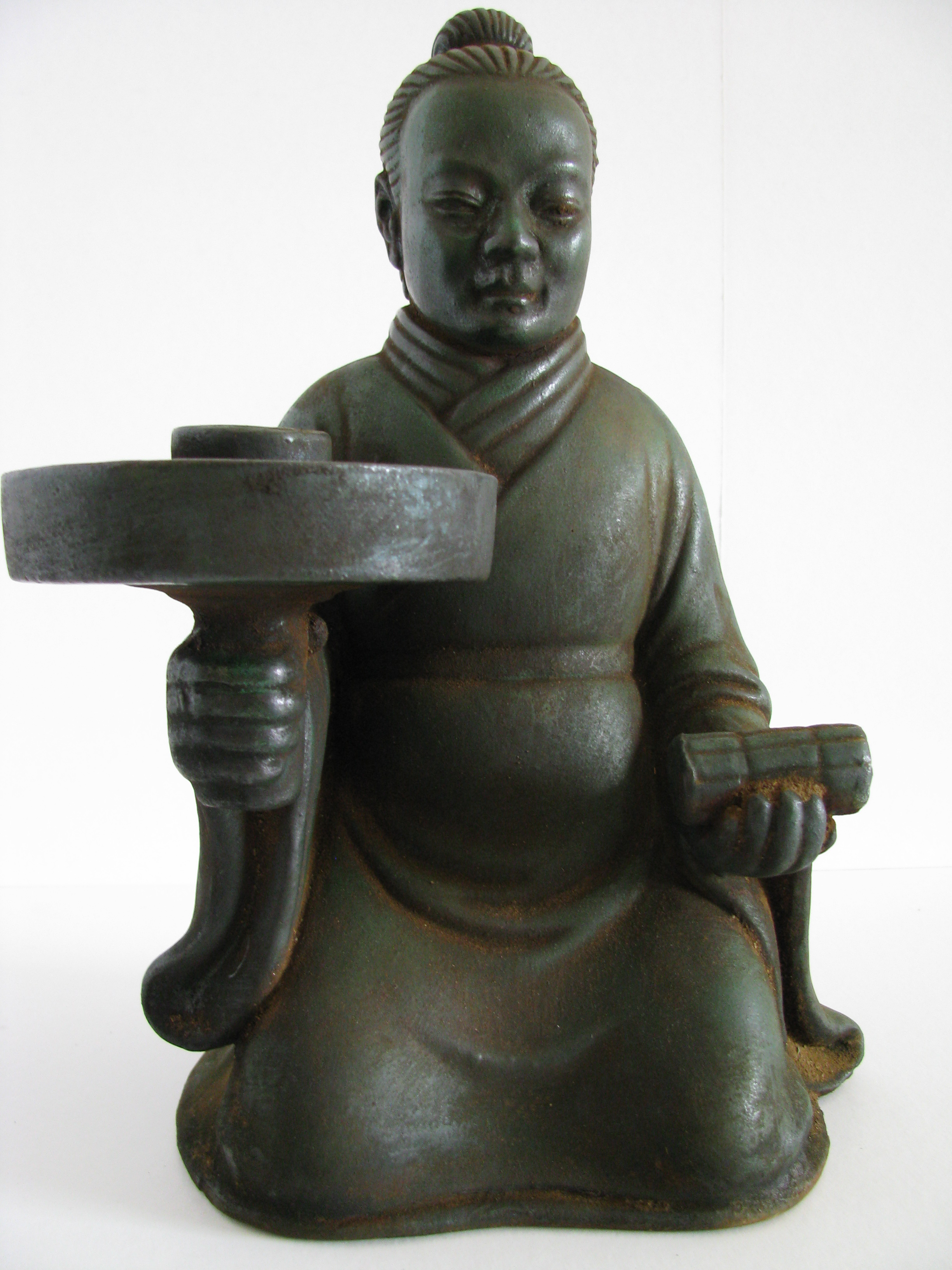
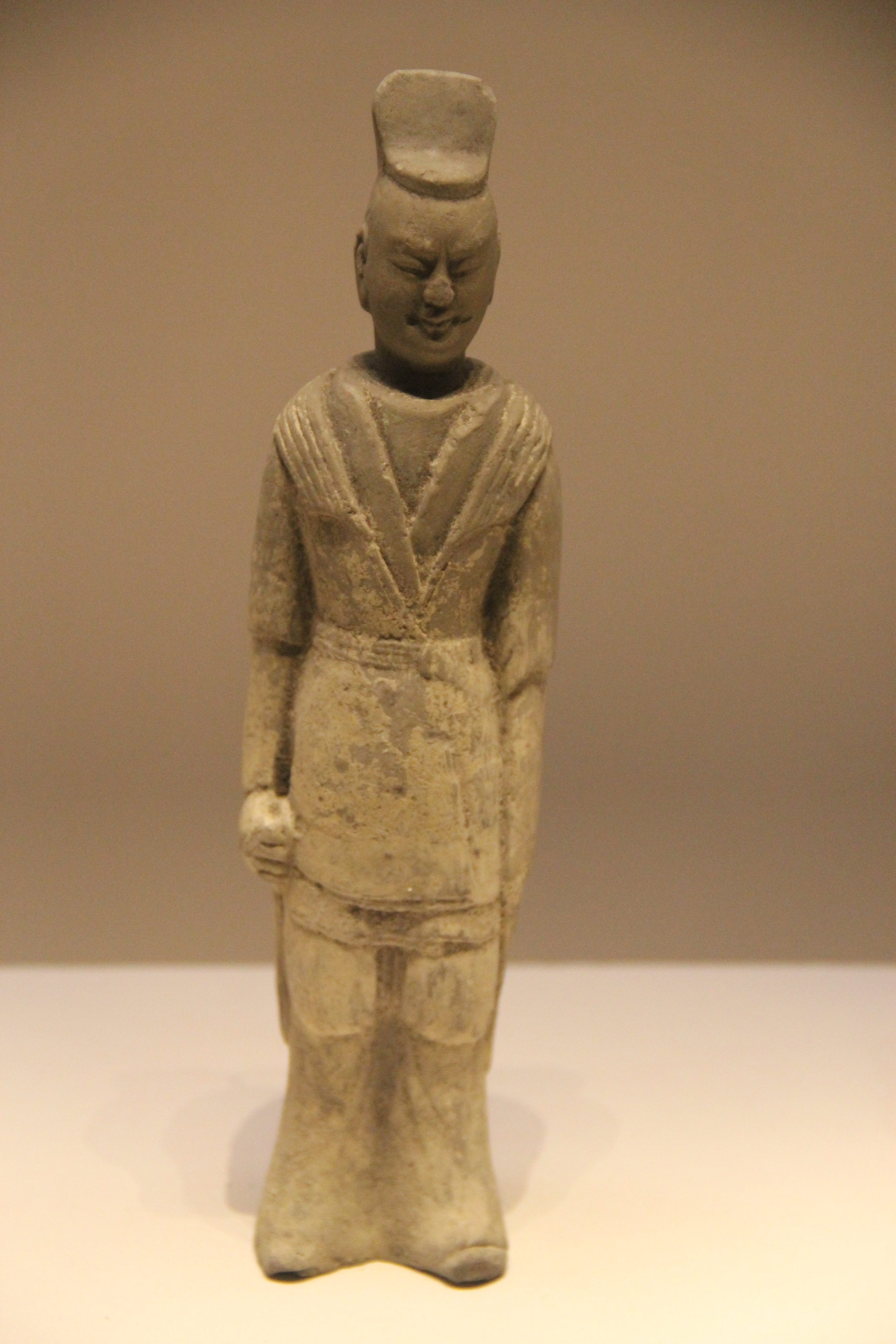
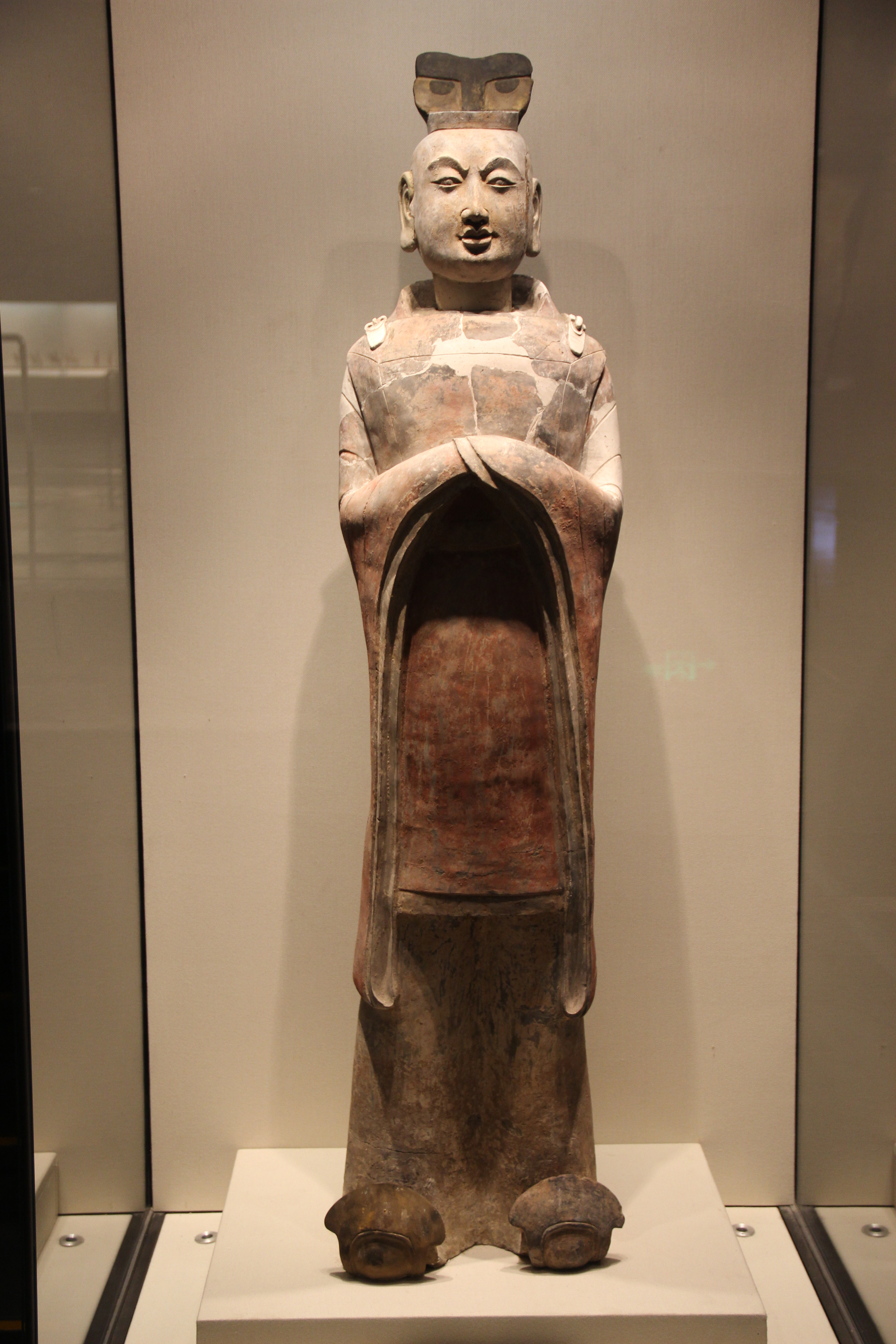
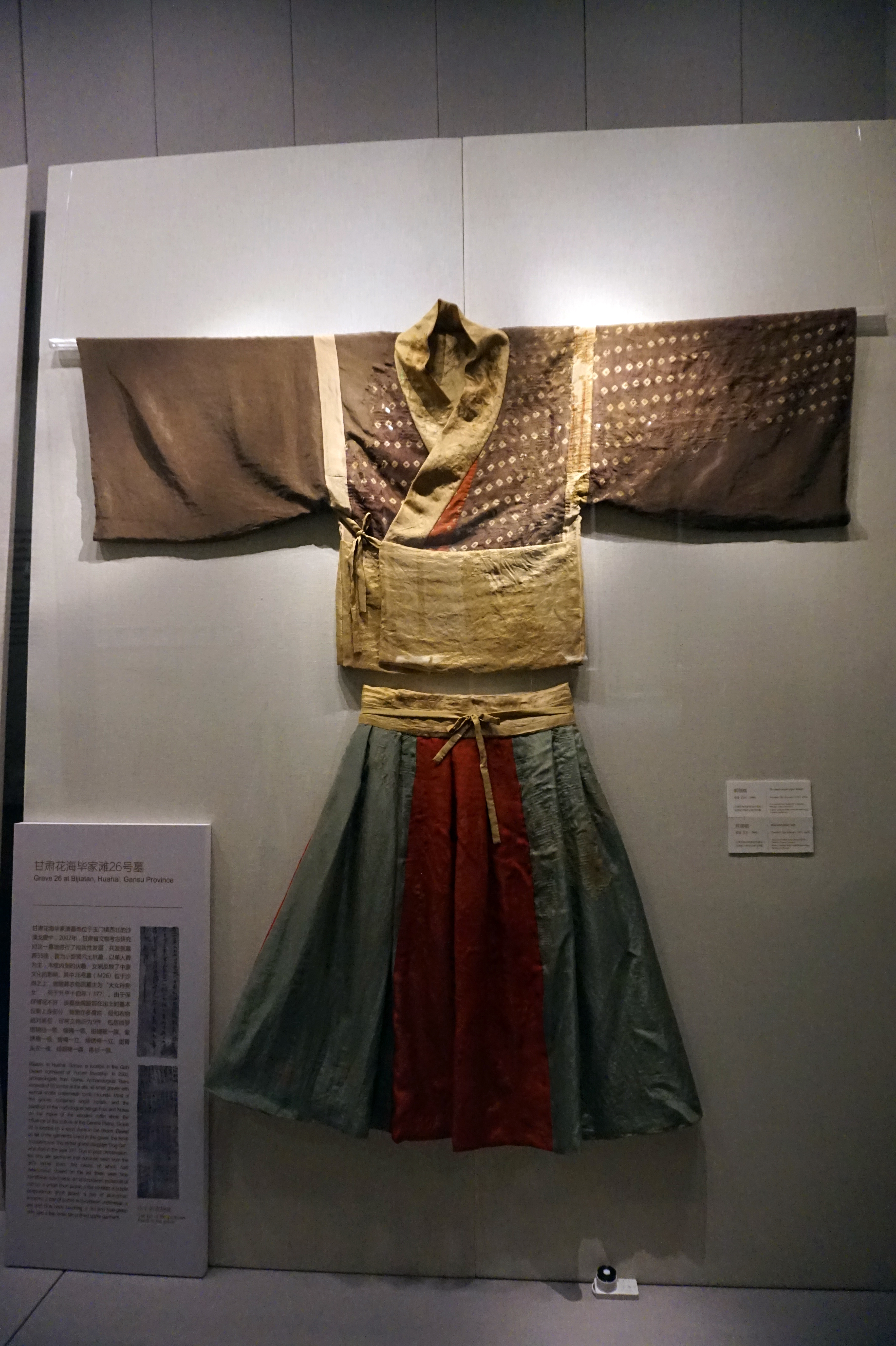
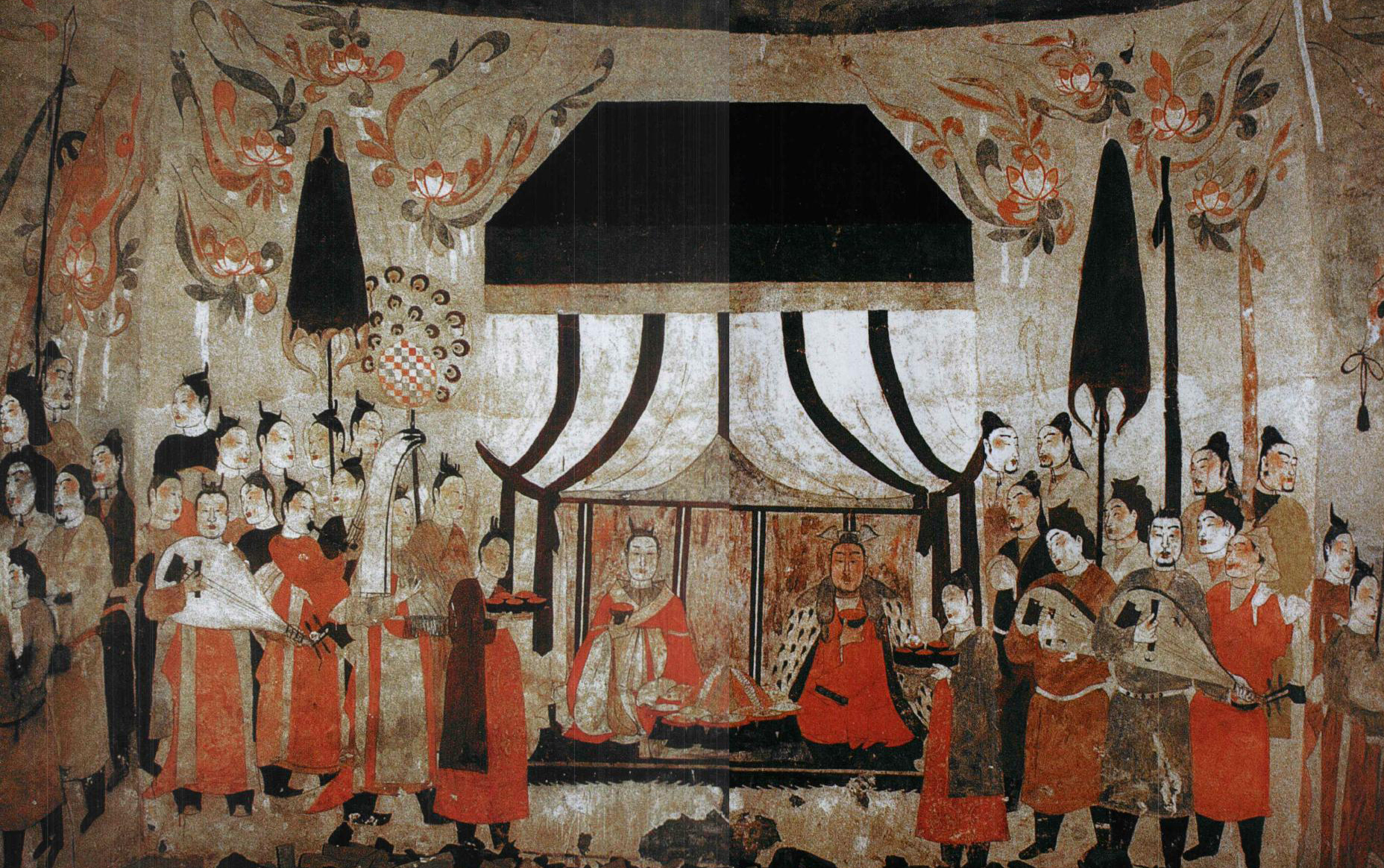
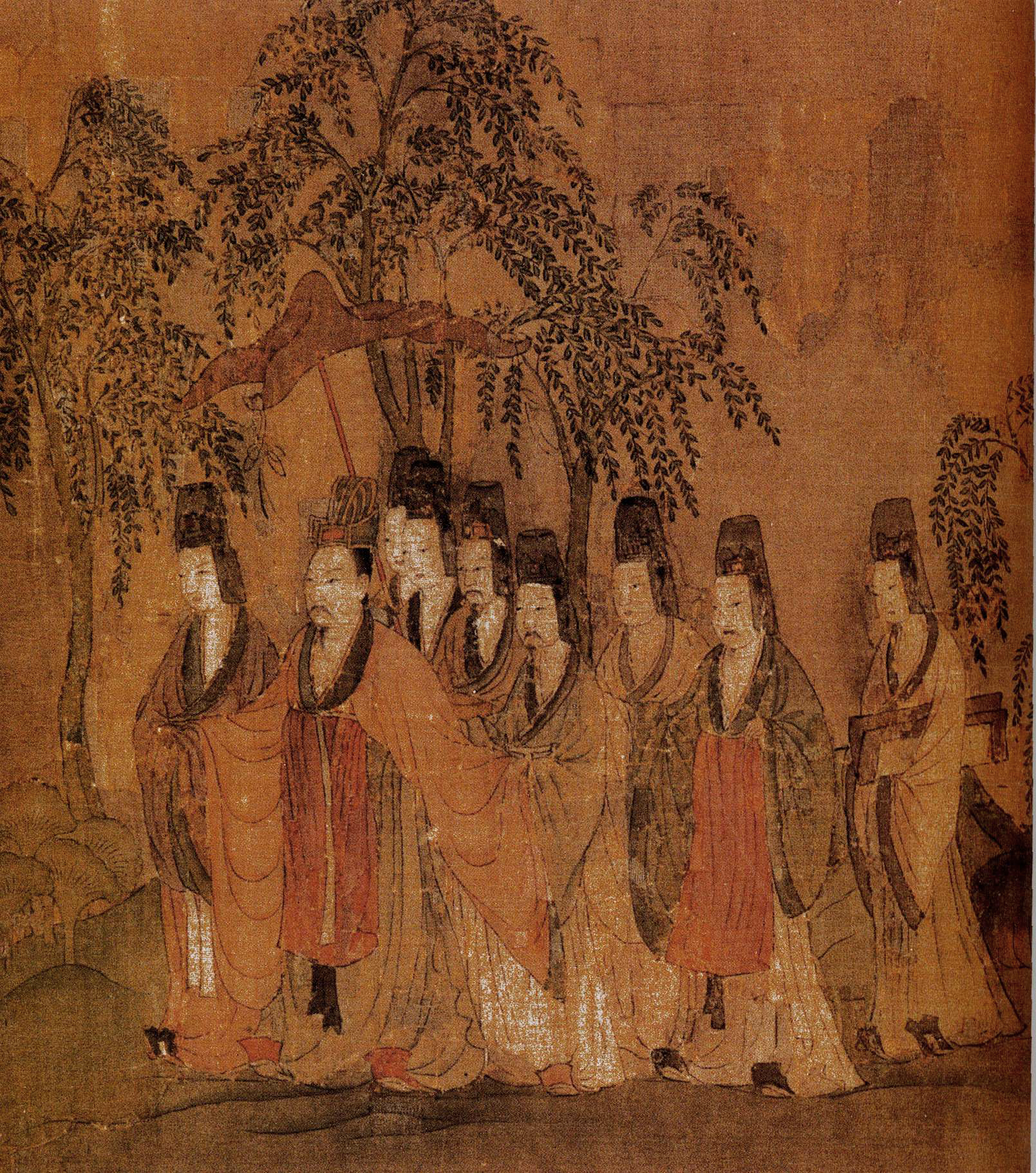
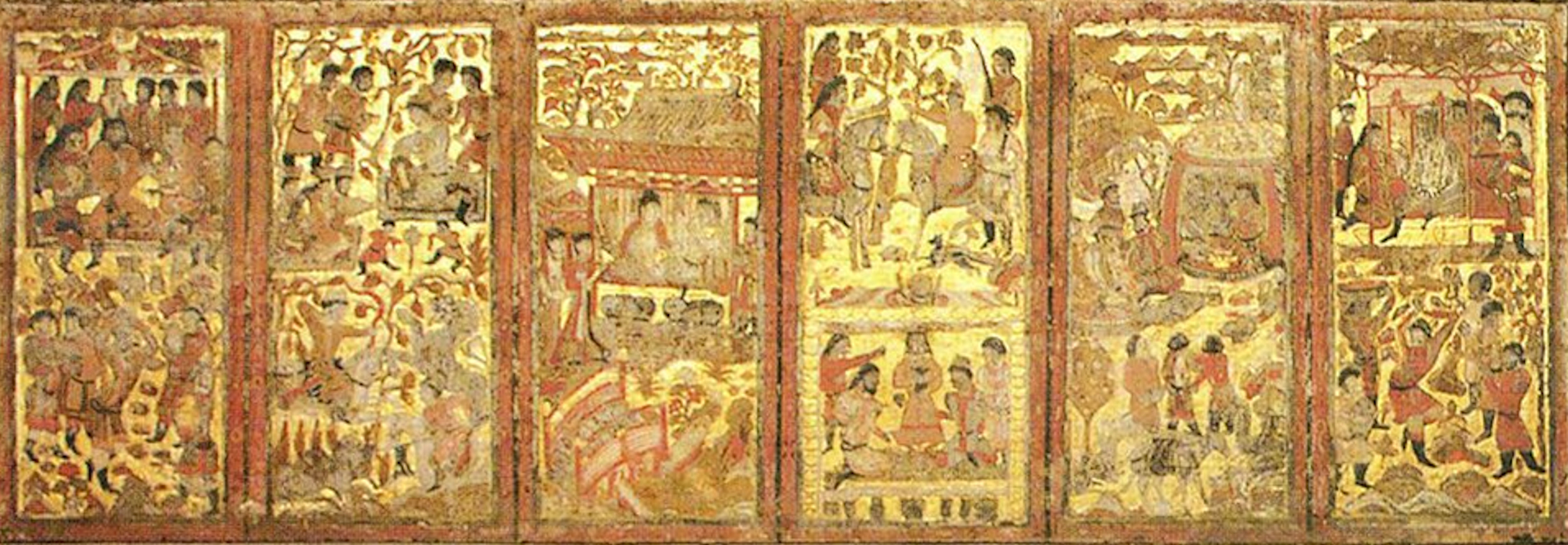
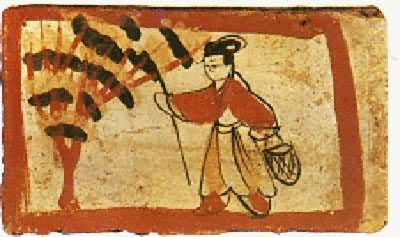
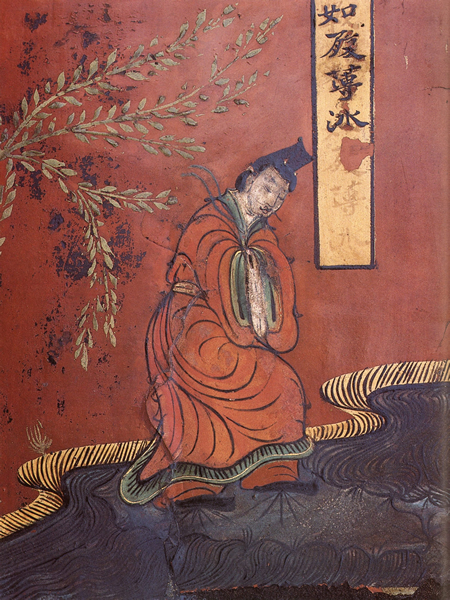

### 수·당 시대
수나라와 당나라 시기에는 비단의 염색 및 직조 기술이 크게 발달하였다. 더불어 실크로드의 개통 및 교역으로 쿠처, 남조, 토번, 아라비아 및 페르시아 사자들이 각 지역의 문화를 가져왔고 이는 당나라 시기의 한푸가 다양한 문화적 특징을 수용하게 되는 이유가 되었다. 또한 염색기술의 발달로 무늬가 들어가게 된다.
당나라 때 남자들의 가장 전형적인 복장은 원령(圓領 둥근 깃)에 포삼(袍衫)을 입고 머리에는 복두(幞頭)나 사모(紗帽)를 쓴 것이다. 원령은 한족이 아닌 선비족의 복식에서 유래한 호복의 일종으로 선비족 문화의 영향이 상당히 강했던 수나라, 당나라의 관복 시스템으로서, 이는 수나라와 당나라의 황실이 한화(漢化)된 선비족 혈통들의 왕조였기 때문이다. 고대 복두란 사견(紗絹)으로 만든 사각형 두건을 말하는데 위는 네모지고 좌우에 각(角)을 부착한 모양으로 당나라 때 널리 유행했다. 복식의 특징은 옷깃이 낮게 내려가고 소매가 크며 치마허리를 높이 묶었다. 주요한 양식은 위에는 짧은 저고리나 적삼을 입고 아래는 긴 치마를 입었으며 소매가 없거나 짧은 겉옷인 반비(半臂)를 입고 어깨에는 피백을 둘렀다. 

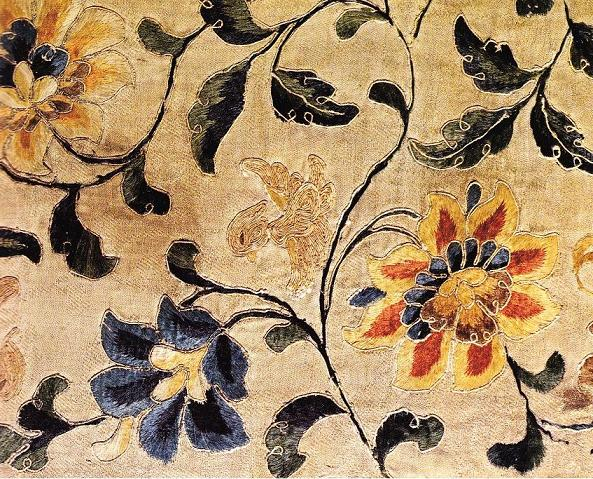
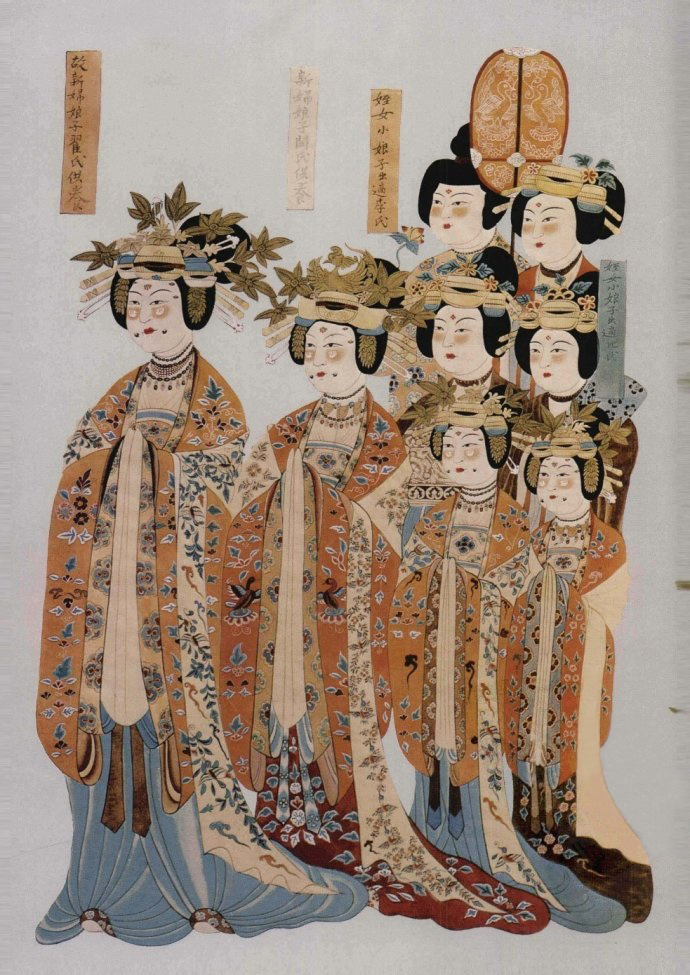
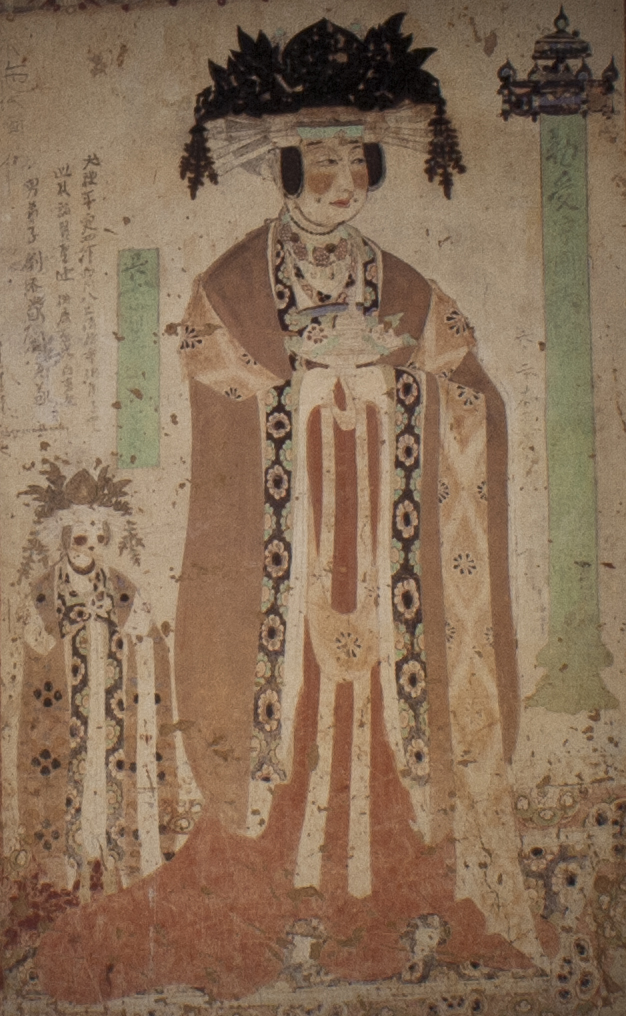
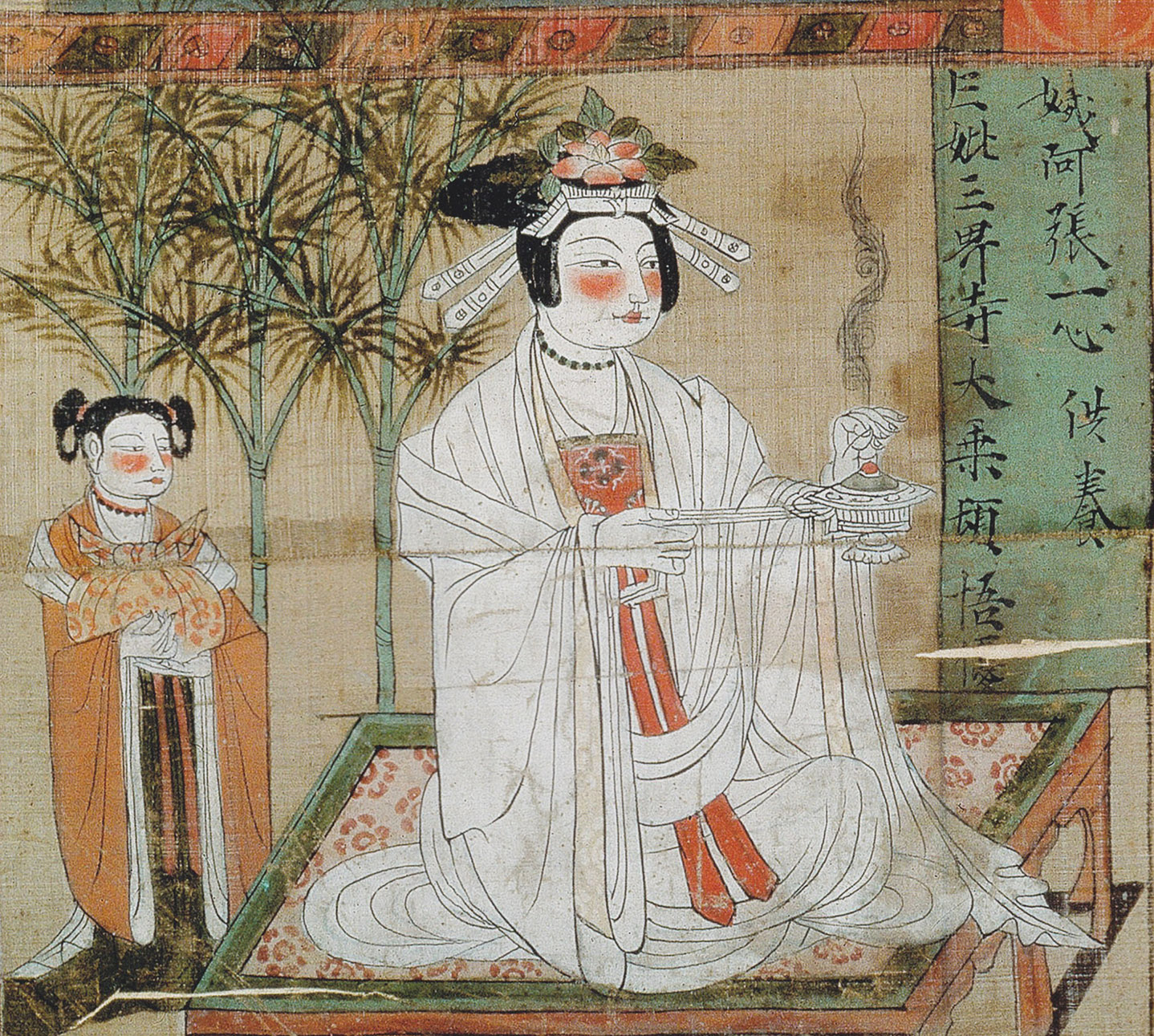
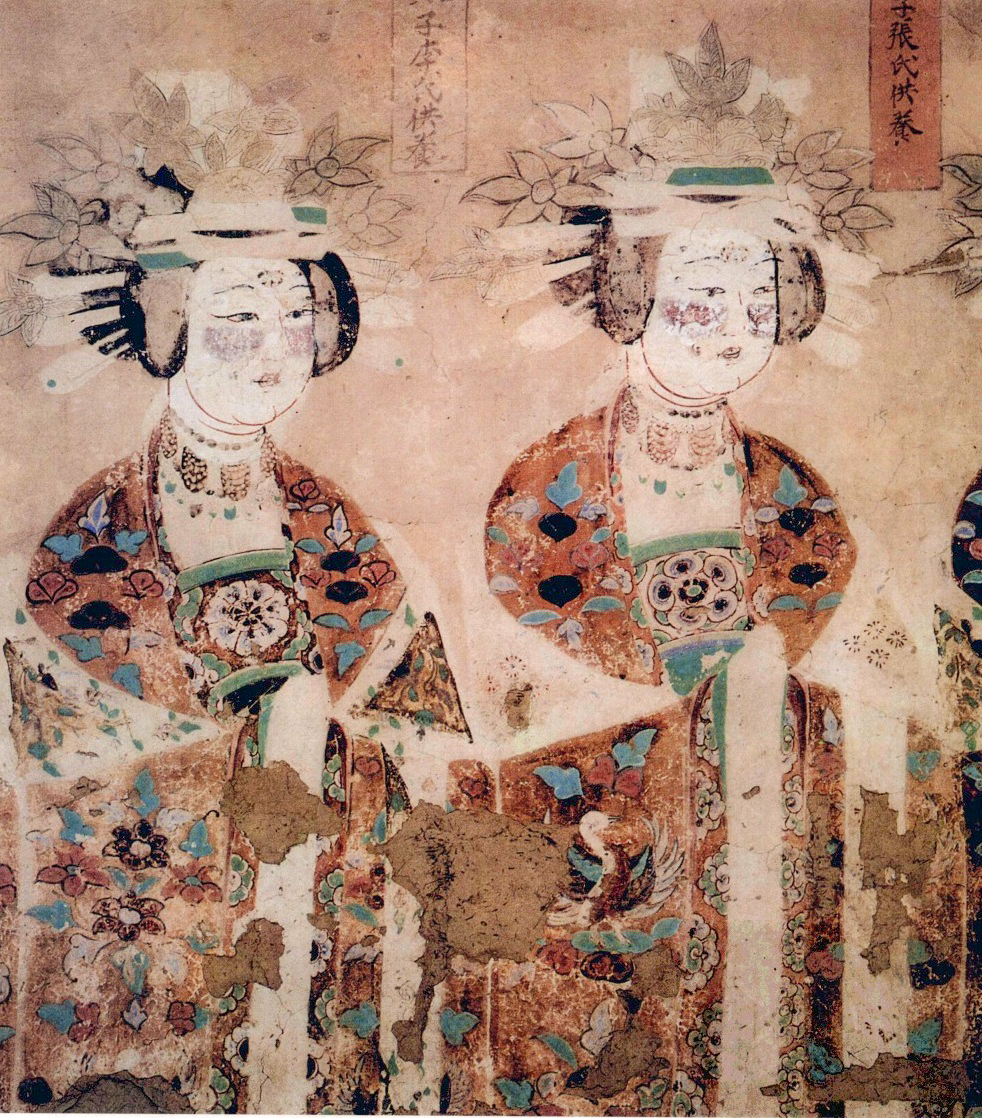
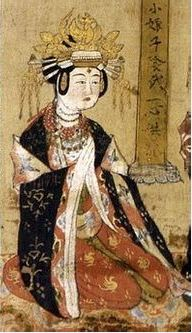
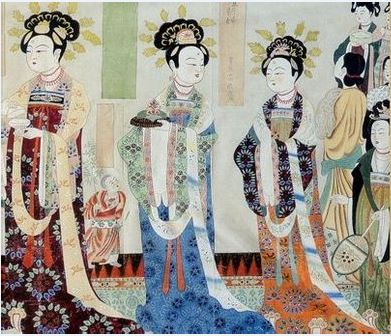
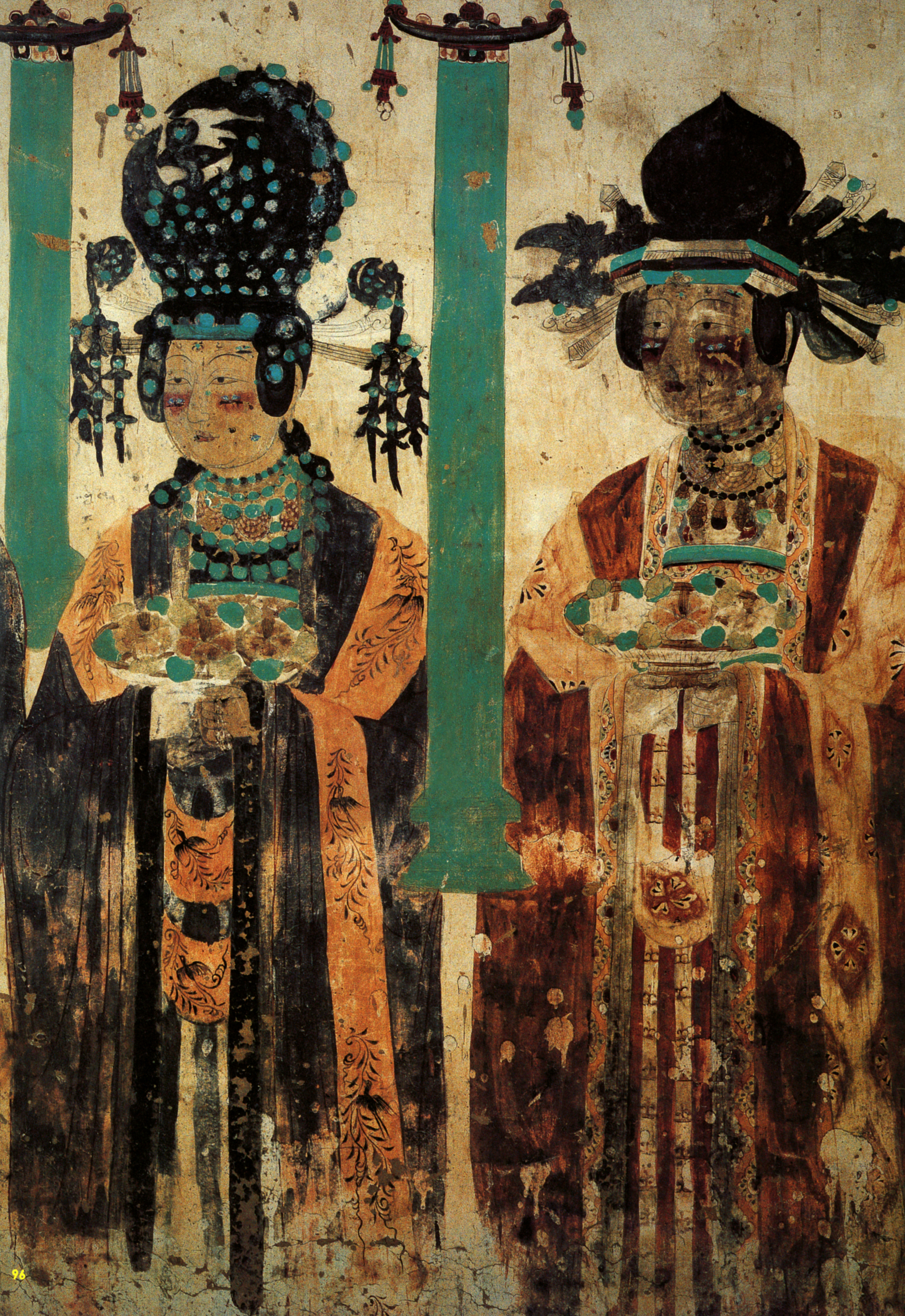
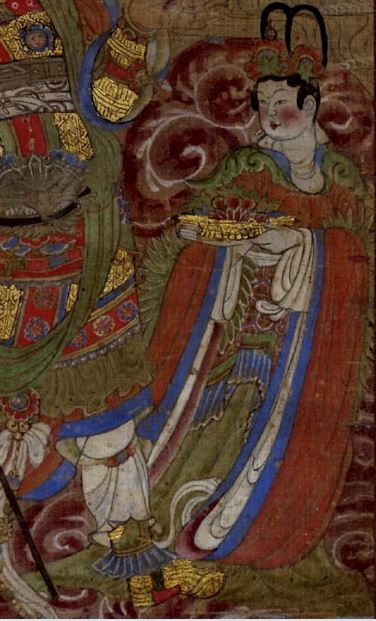
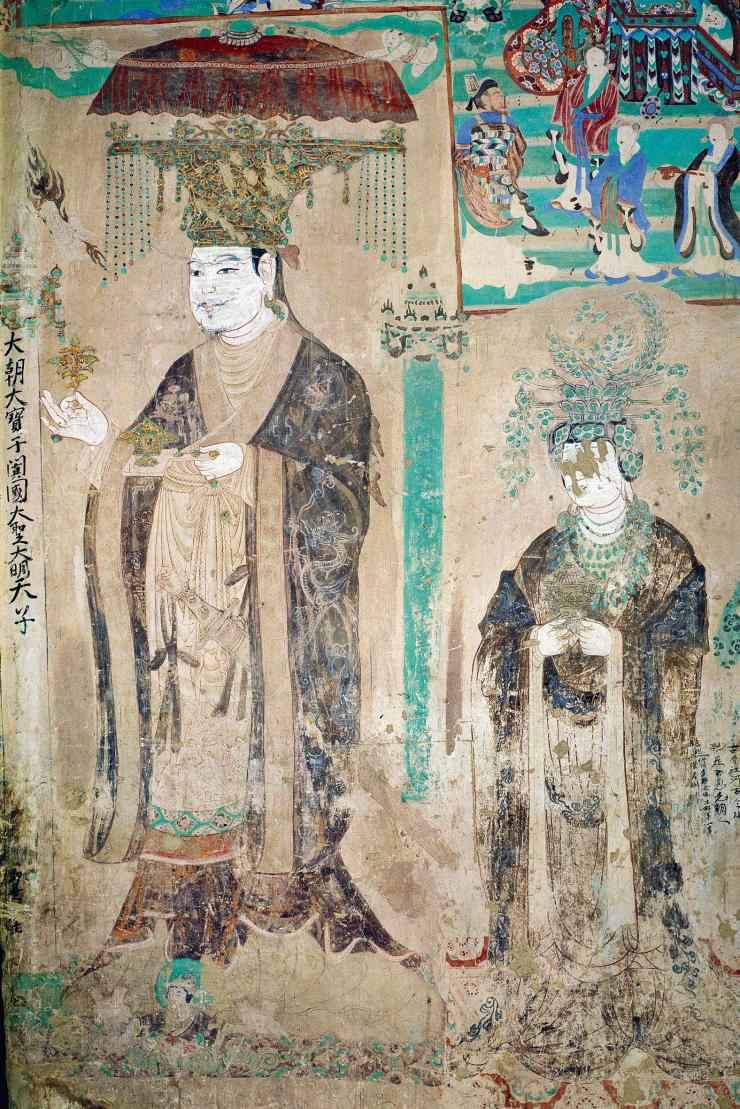
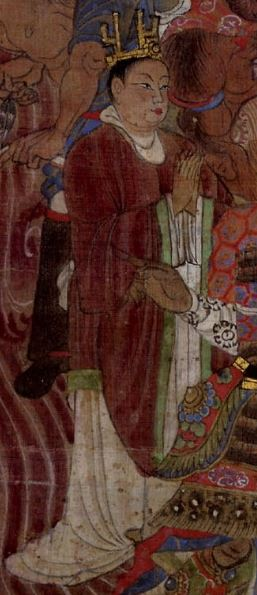
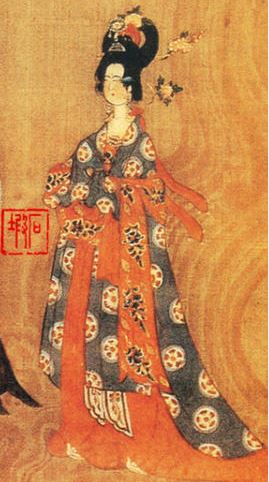
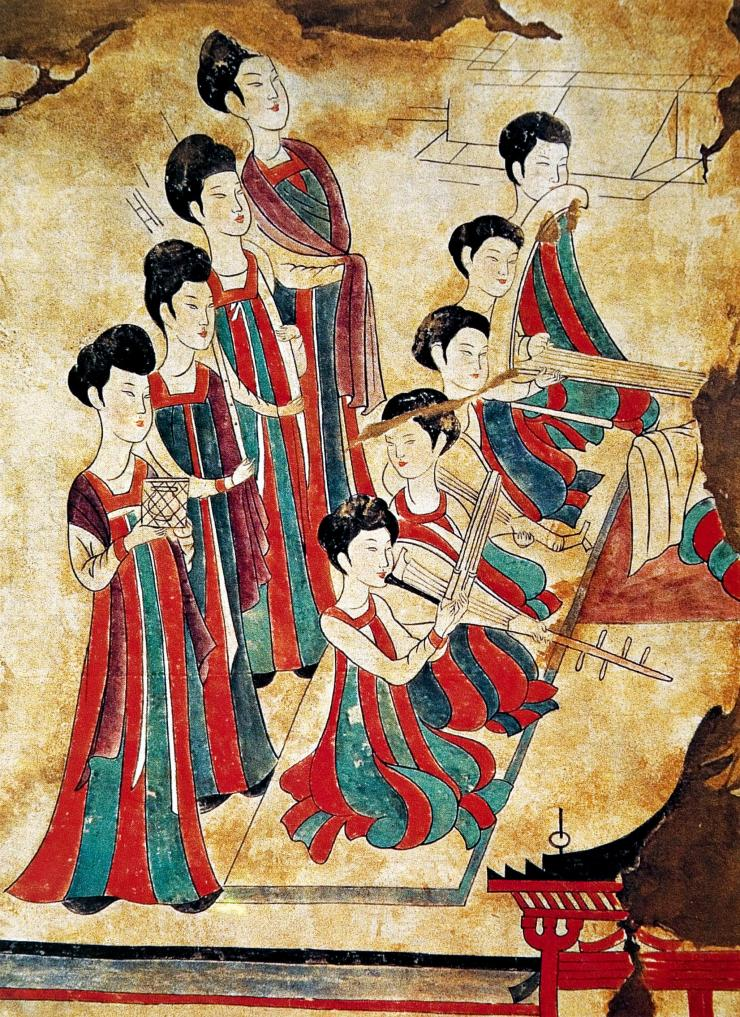
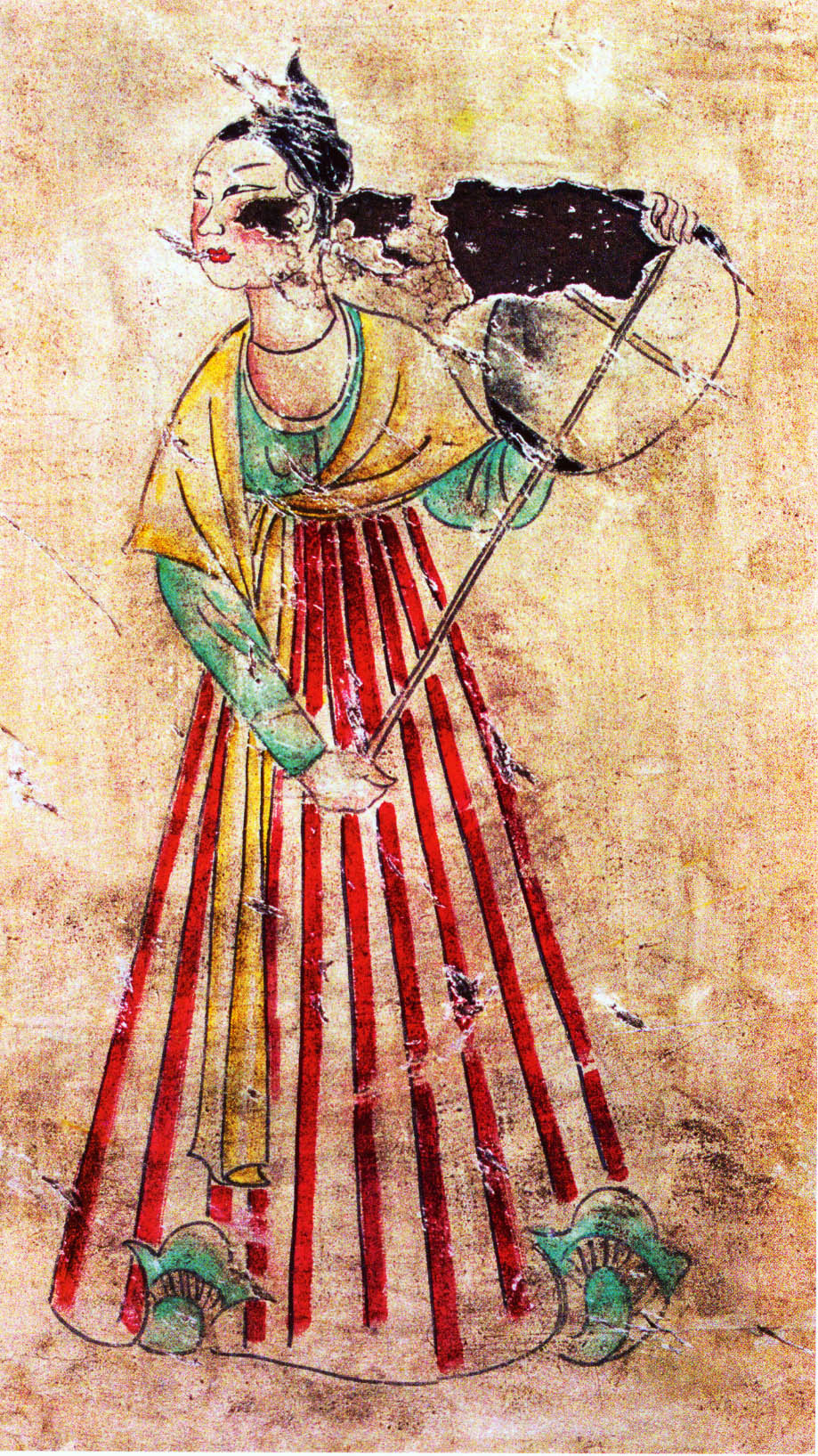
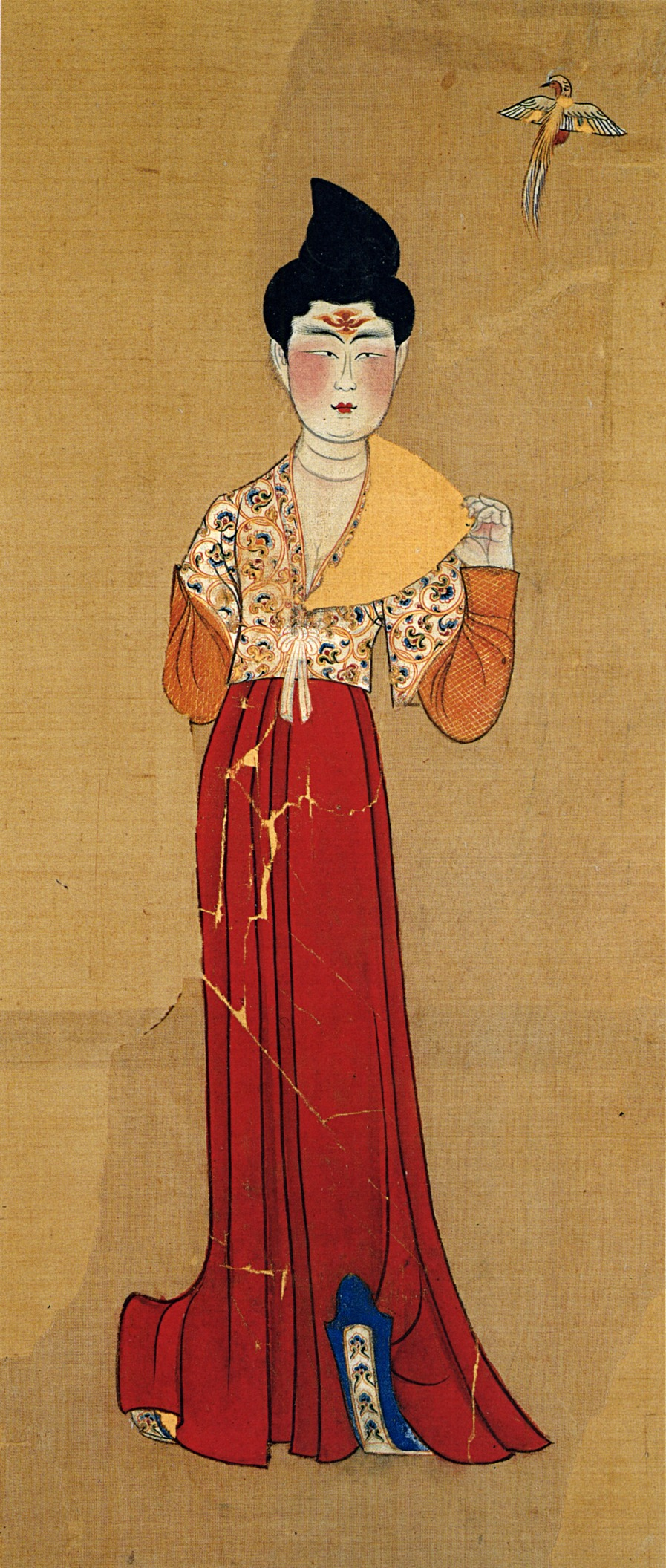
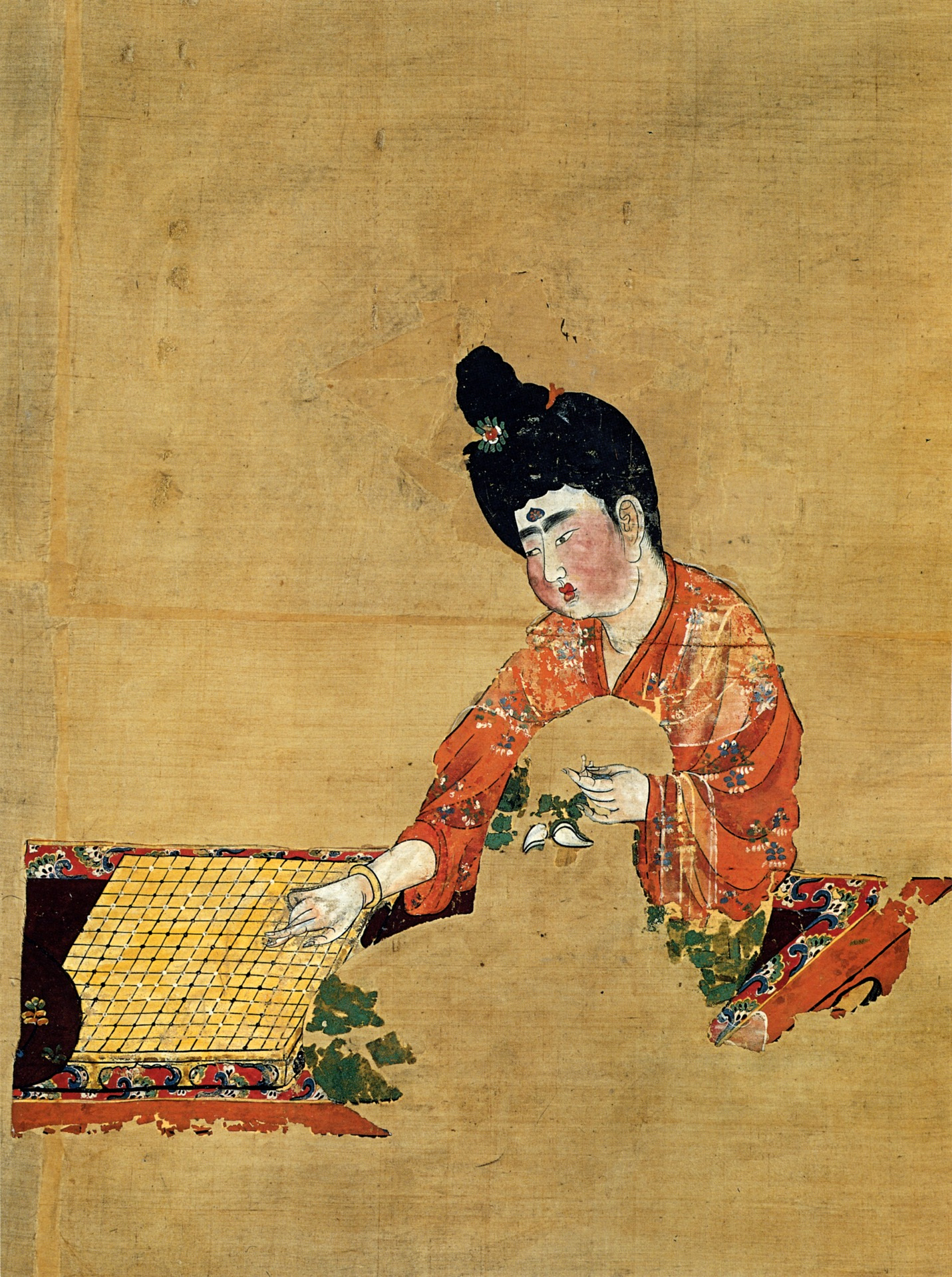
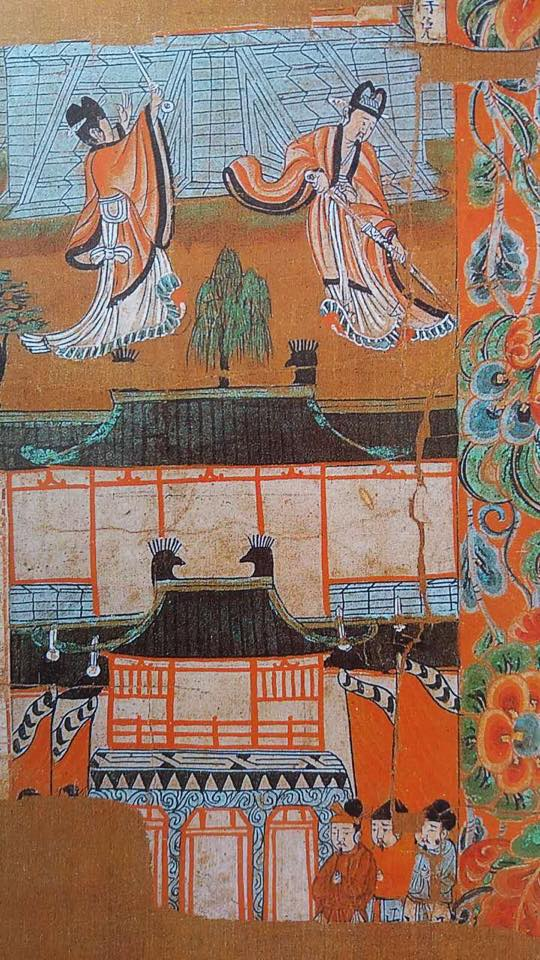
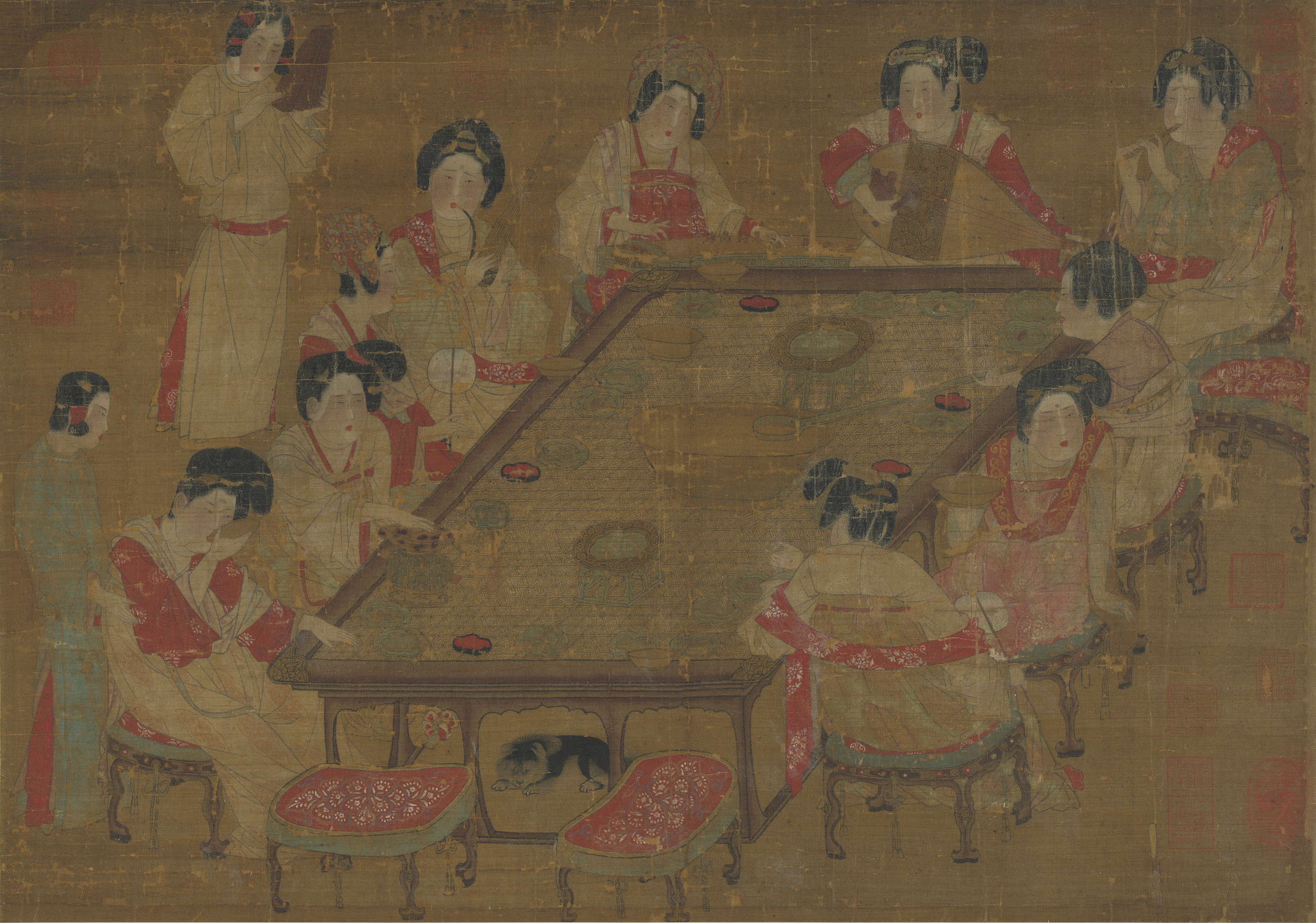
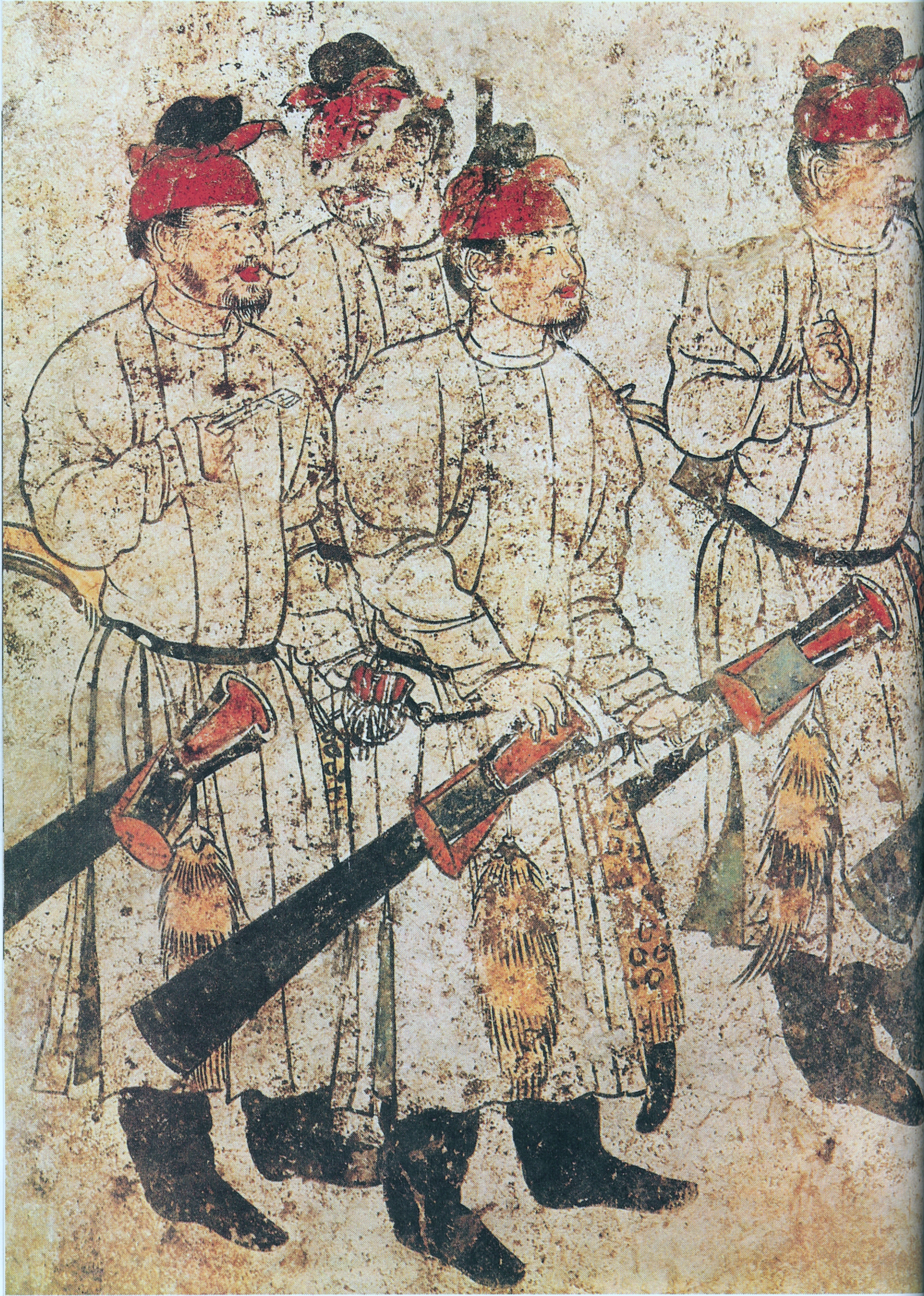
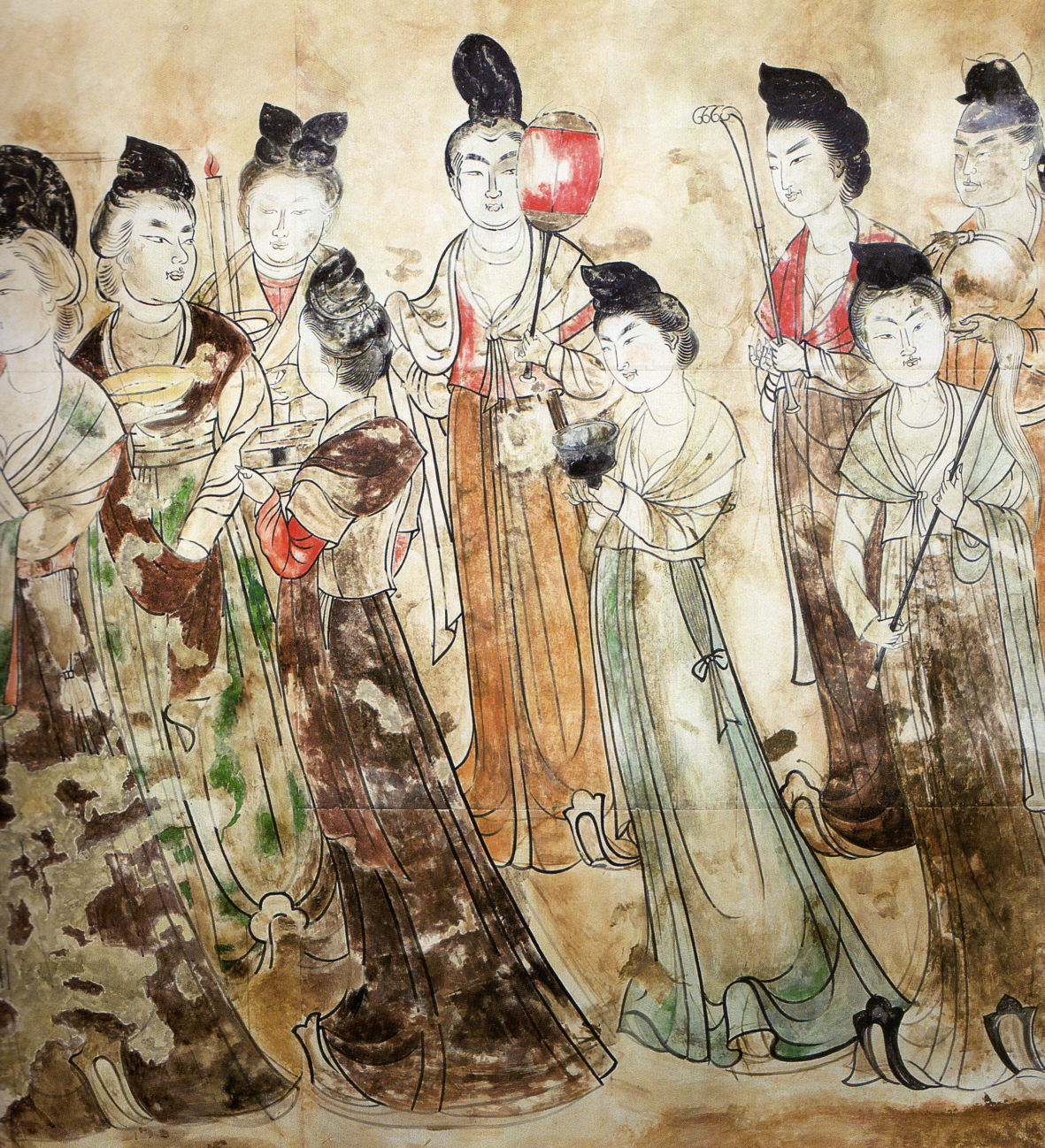

### 송나라
송나라의 의관복식은 당나라의 전통복제를 답습하긴 했으면서도 독특한 점이 있다. 당시 사회적으로 성리학을 숭상해 전통의 보수적인 도덕관을 강조되었다. 이러한 영향 때문에 복식도 더 이상 화려함을 추구하지 않게 되었고 자연스럽고 간단하며 소박한 것이 위주가 되었다.
송나라 남자들은 귀천을 불문하고 각종 장소에서 모두 박두(幞頭)를 썼다. 단, 이때의 박두는 비교적 모자와 비슷한 모양의 직각 관모(冠帽)였다. 복식은 둥근 깃을 위주로 다양한 색상의 포삼(袍衫)으로 등급을 구분했다. 송나라 귀족 여인의 예복은 소매가 큰 적삼인 대수삼(大袖衫)이었다. 송나라는 주나라의 제도를 본받아 제사 등 중요한 장소에서는 반드시 예복을 입어야 했다. 그러나 일반 평민 여인의 복식은 상의에 유(襦), 삼(衫), 오(襖), 대수(大袖), 반비(半臂), 조끼 등을 입어 양식이 다양했고 아래에는 치마를 입었다. 이중 배자는 당시에 신분의 귀천을 불문하고 유행했던 복식으로 외투의 일종이며 직령(直領 곧은 깃)과 대금(對襟 웃옷의 두 섭이 겹치지 않고 가운데서 단추를 채우는 맞깃), 무릎까지 길게 내려오는 것이 특징이다.

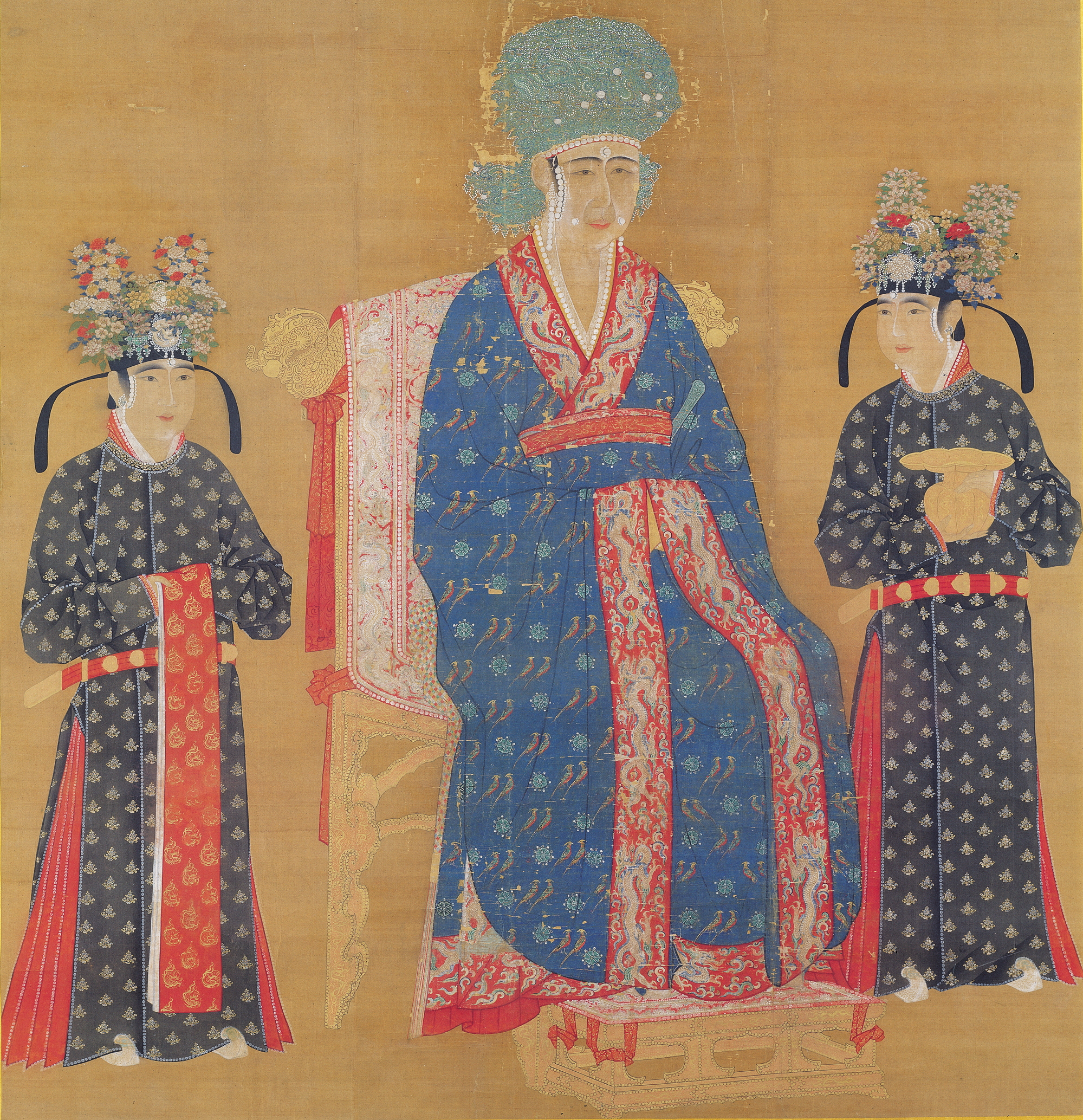
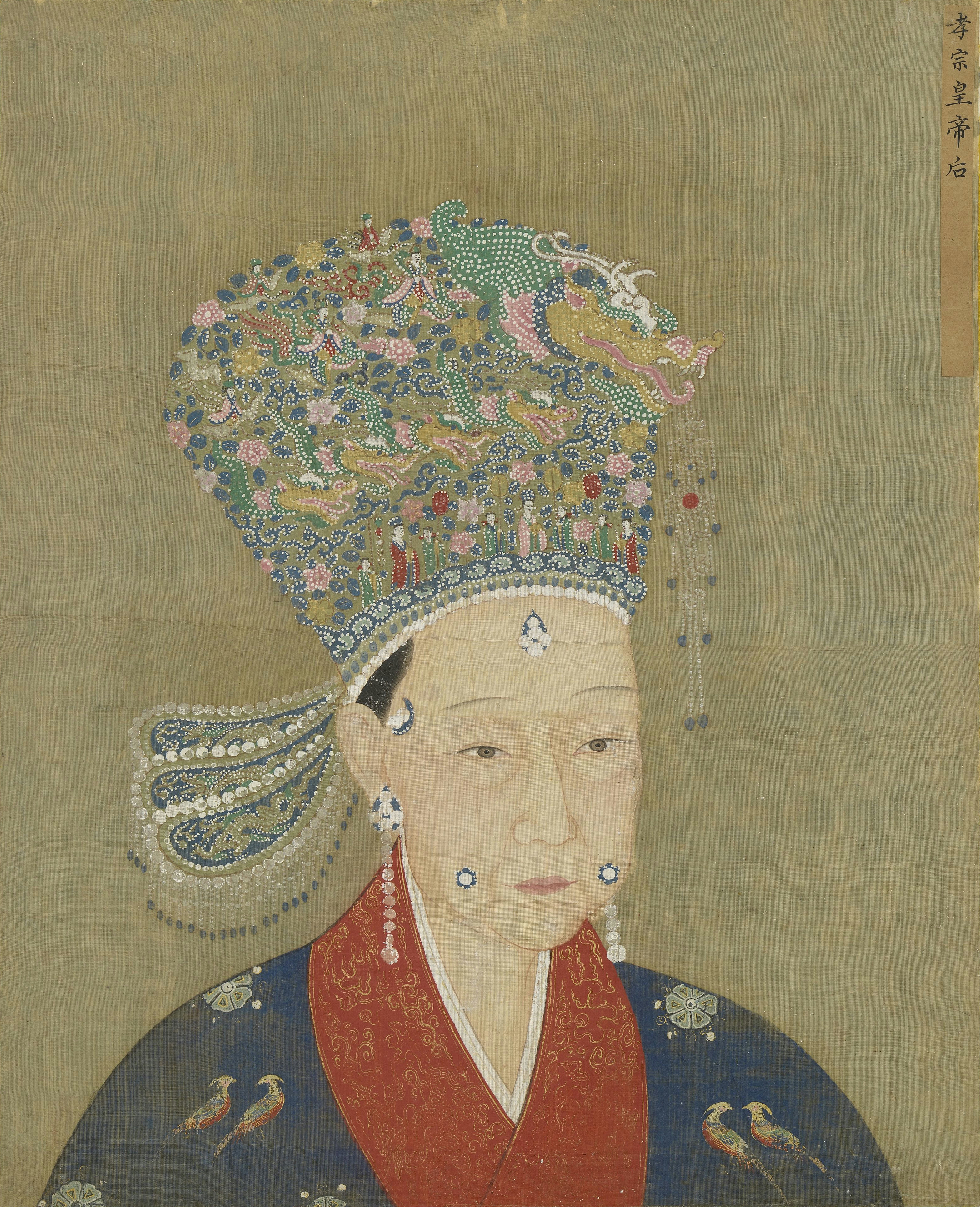
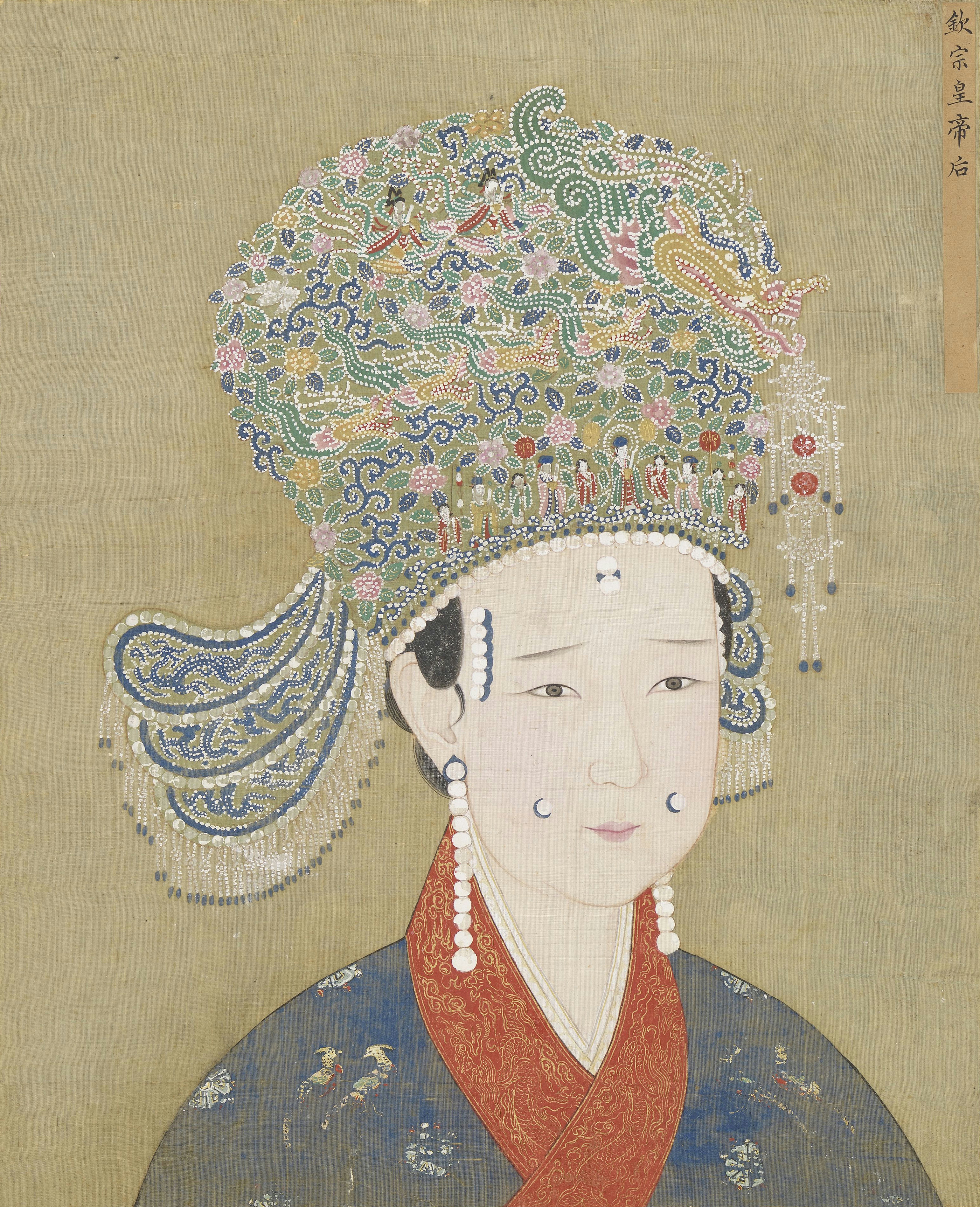
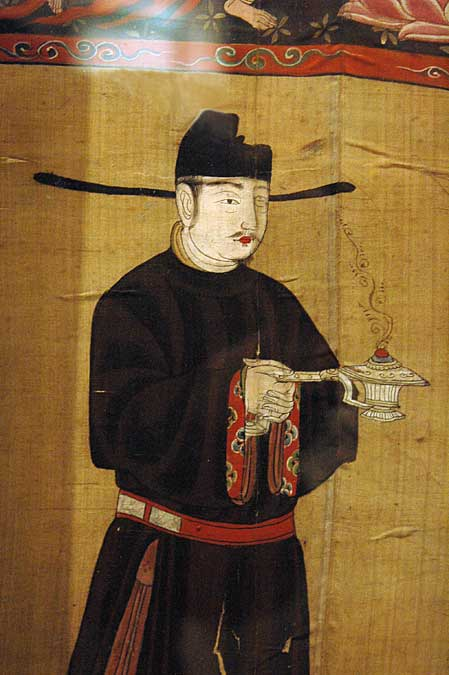
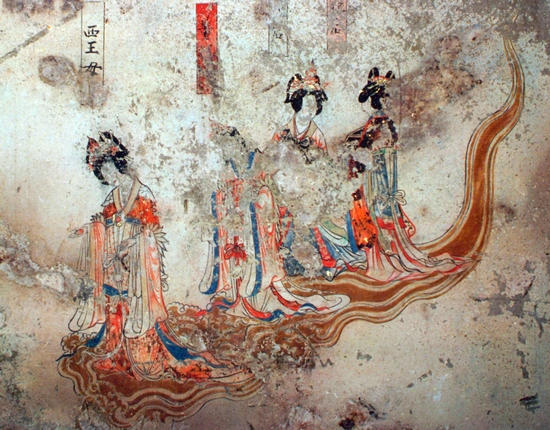
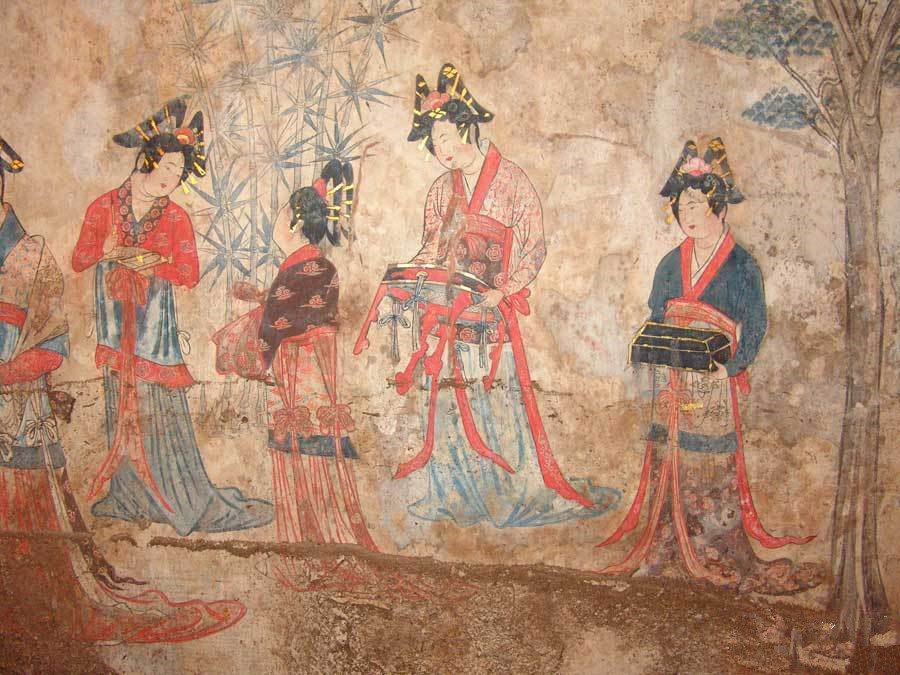
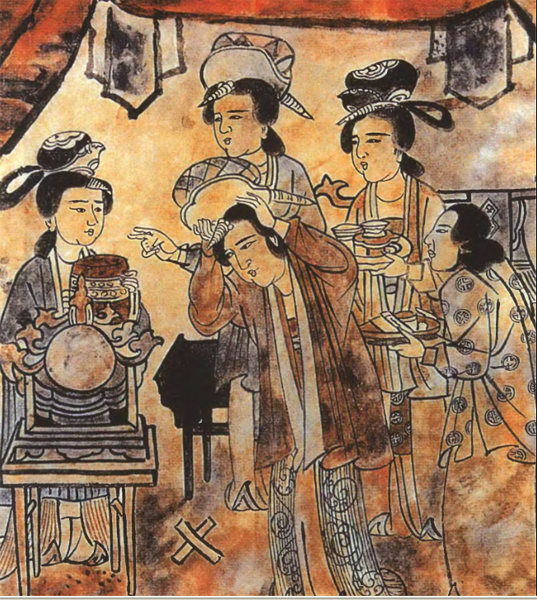
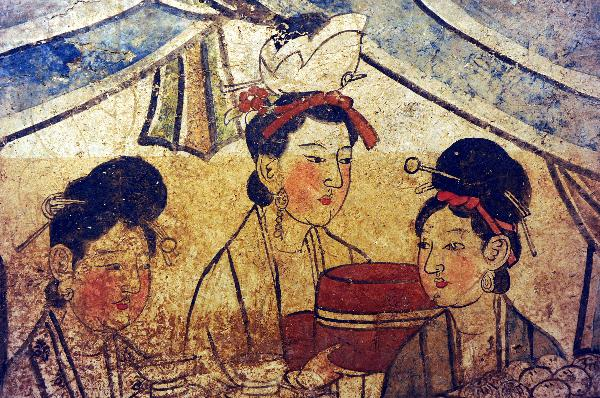
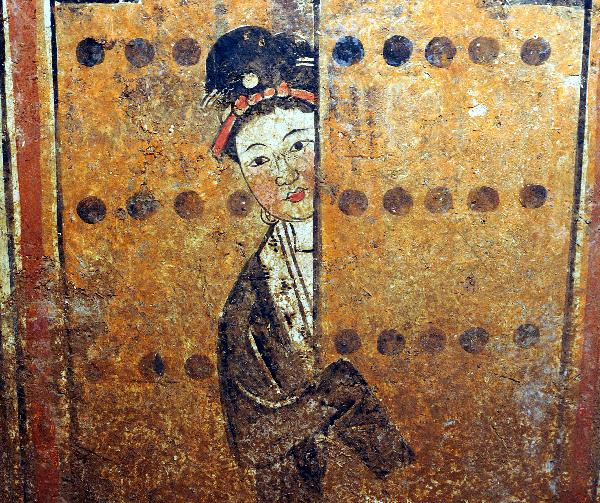
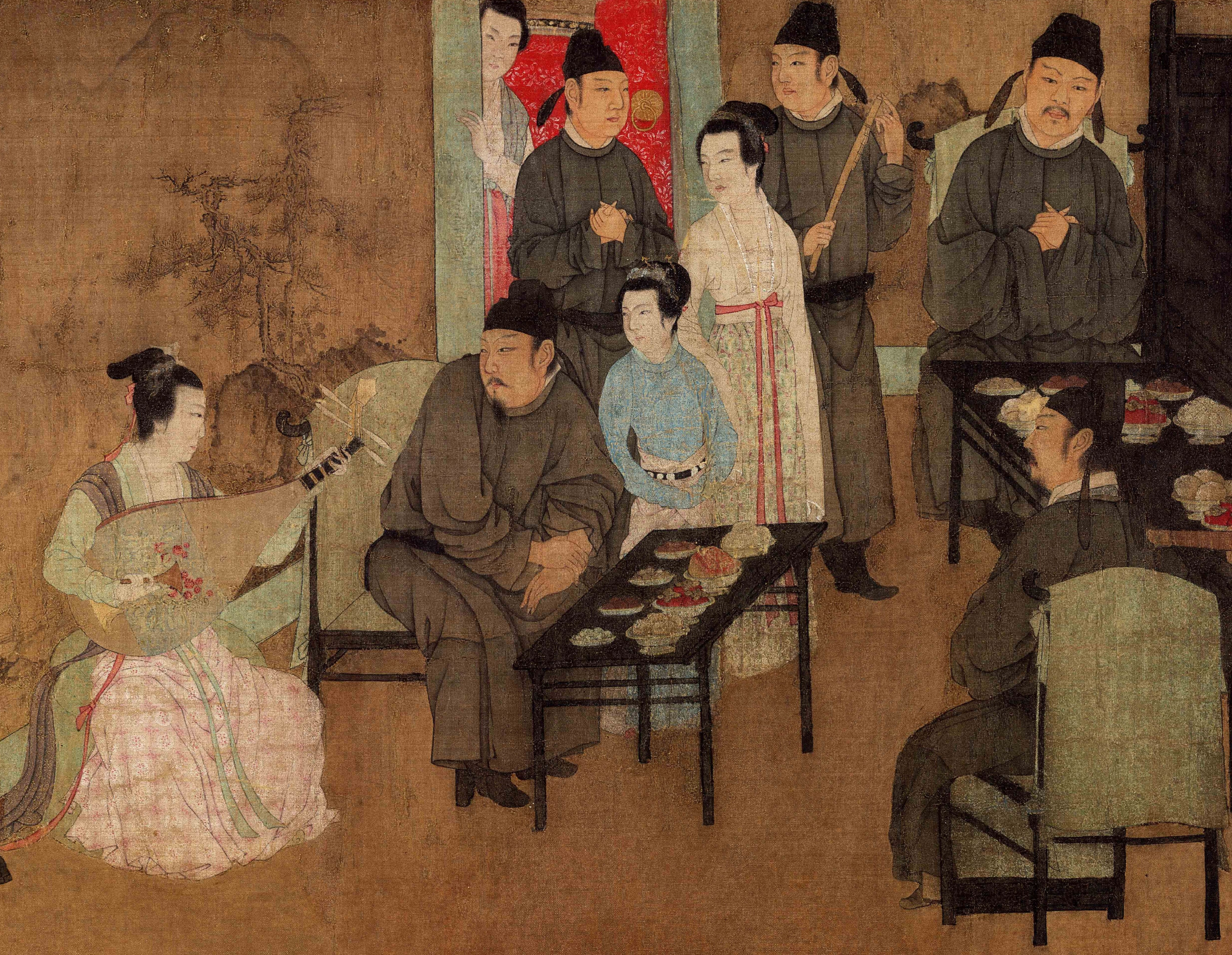
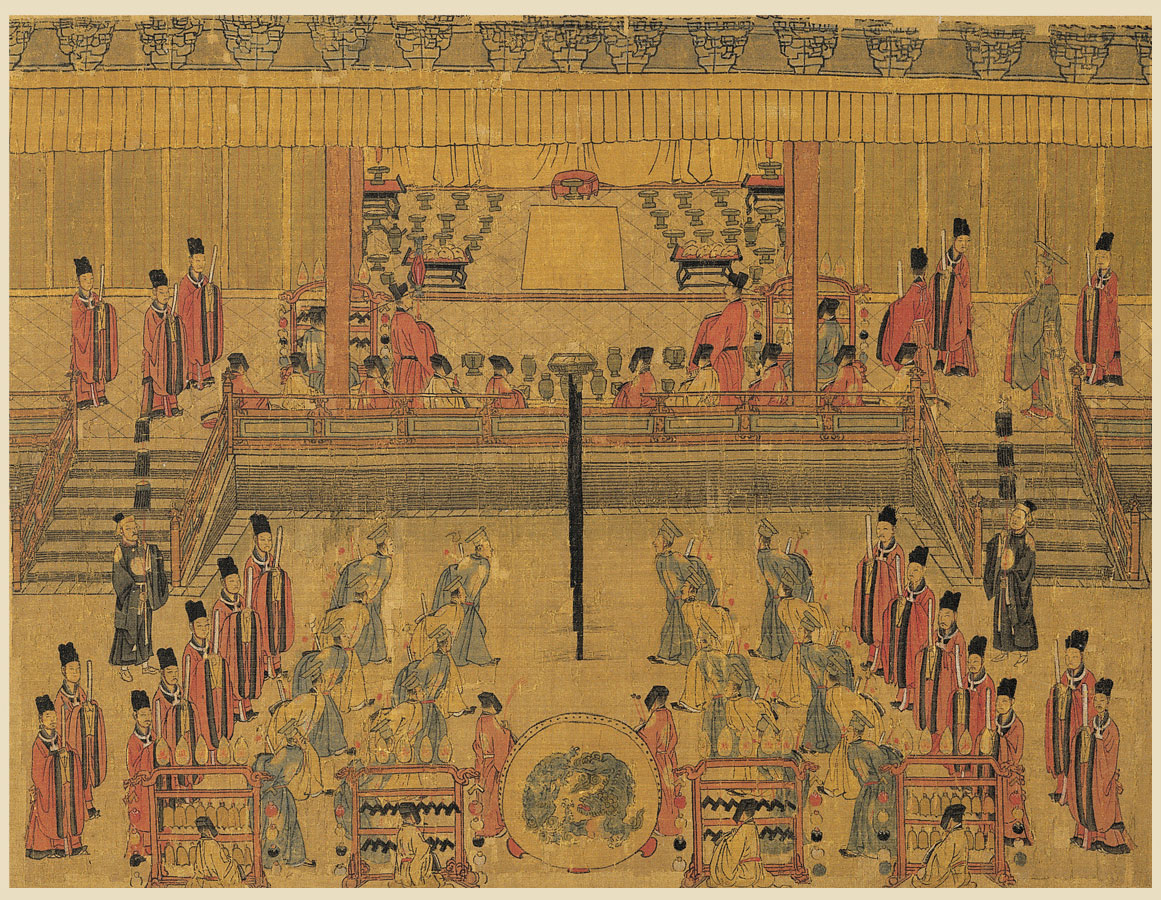
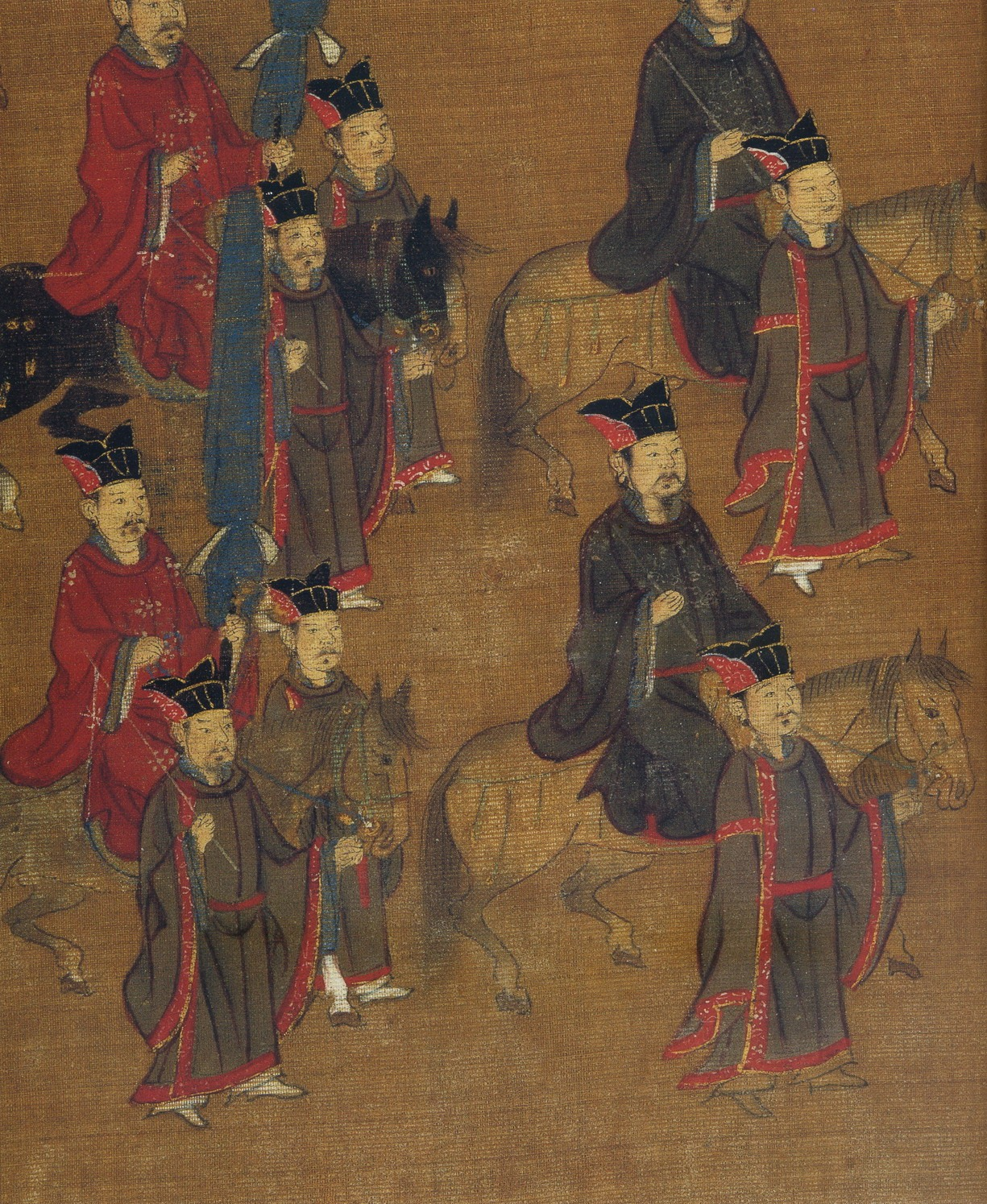
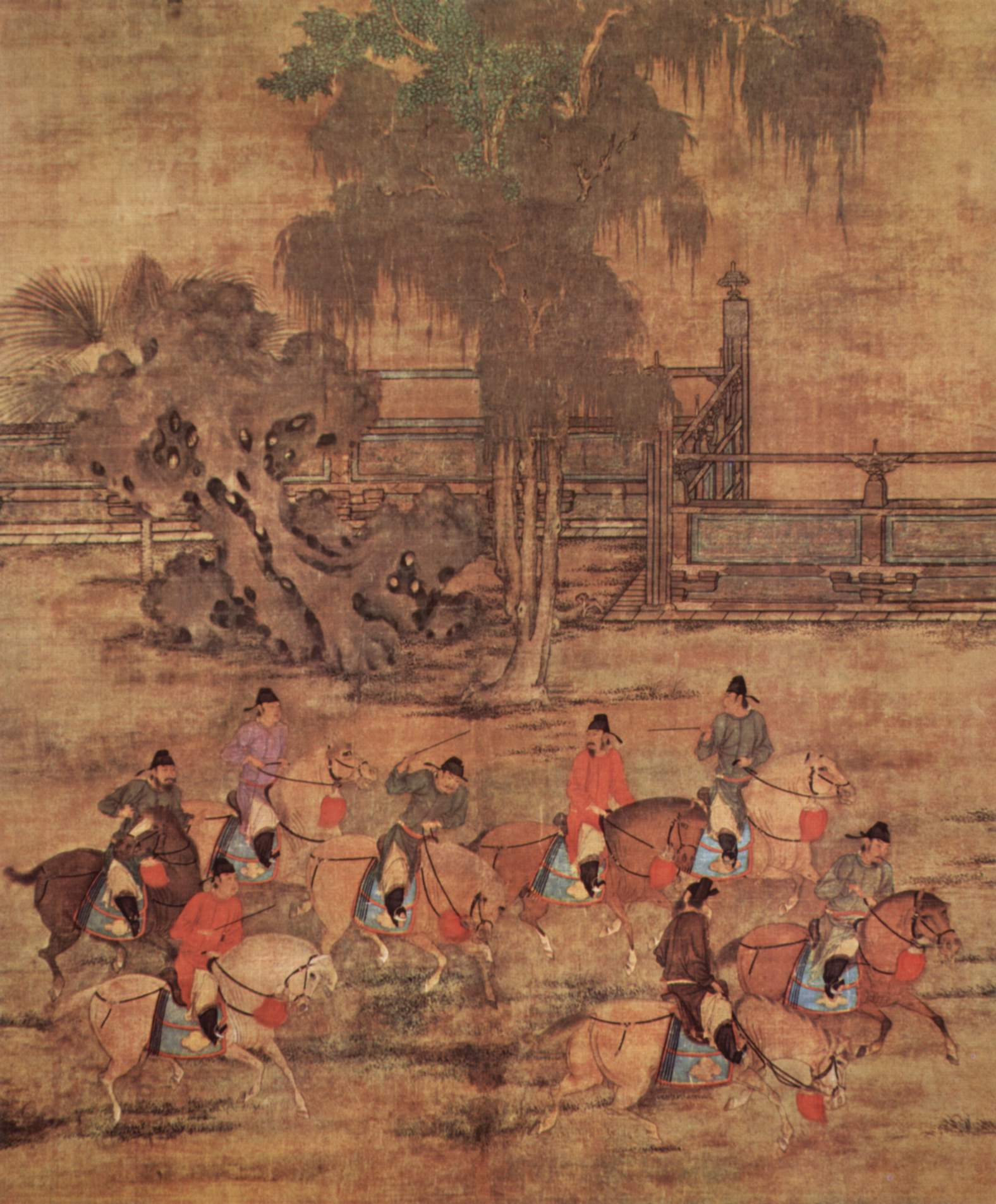
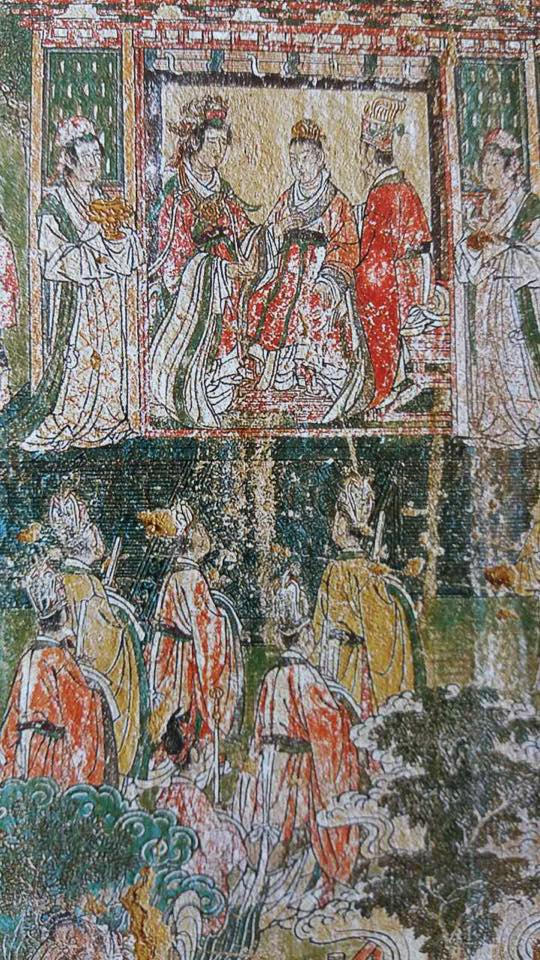
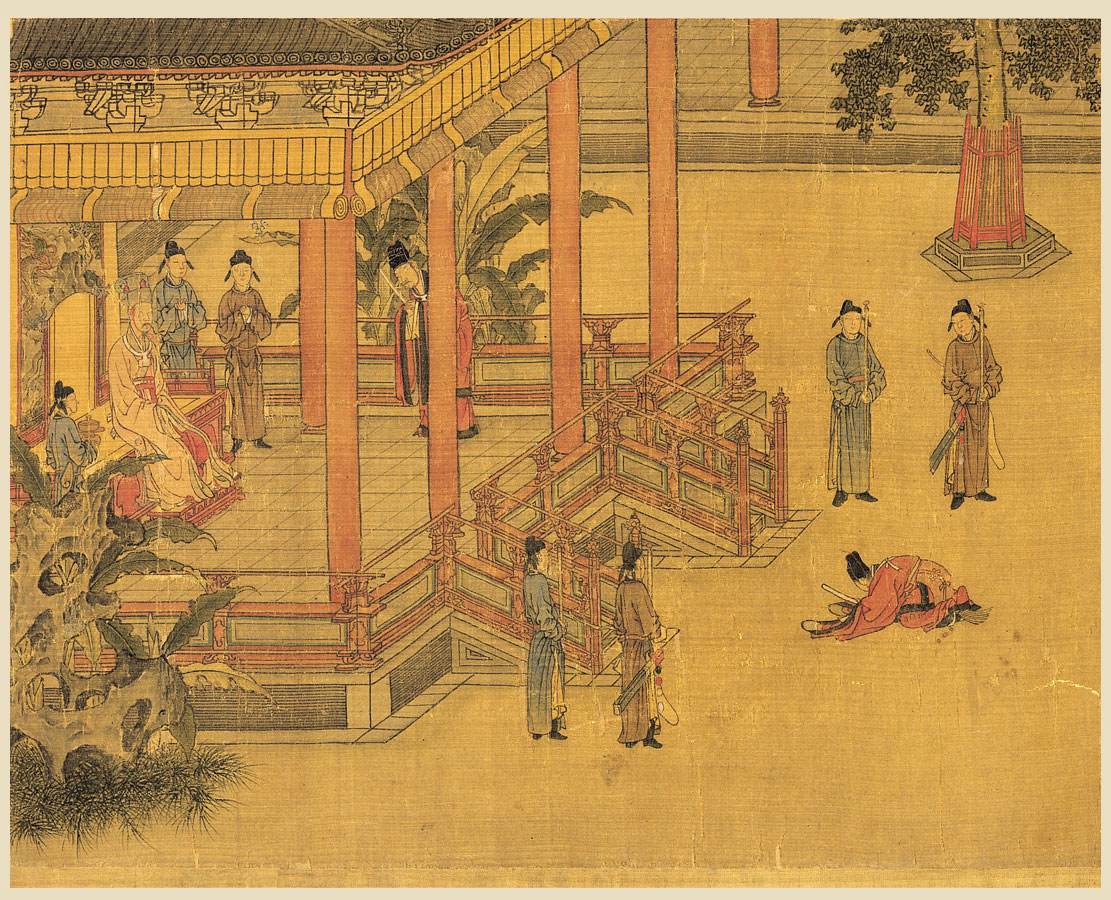
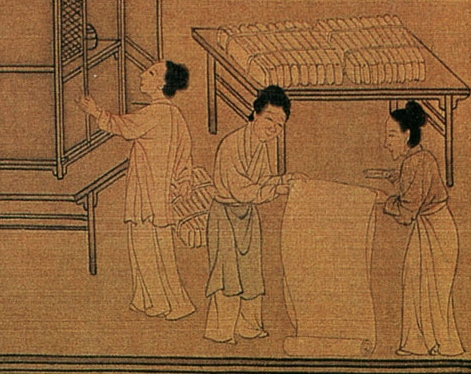
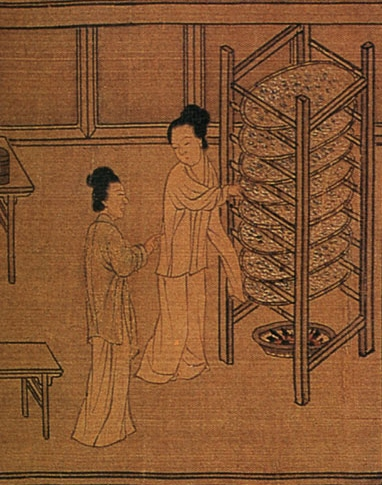
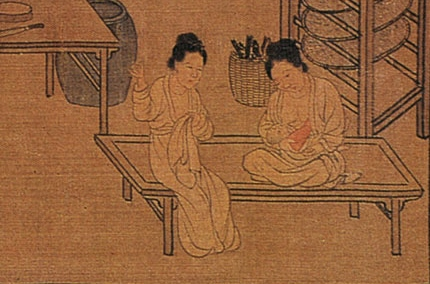
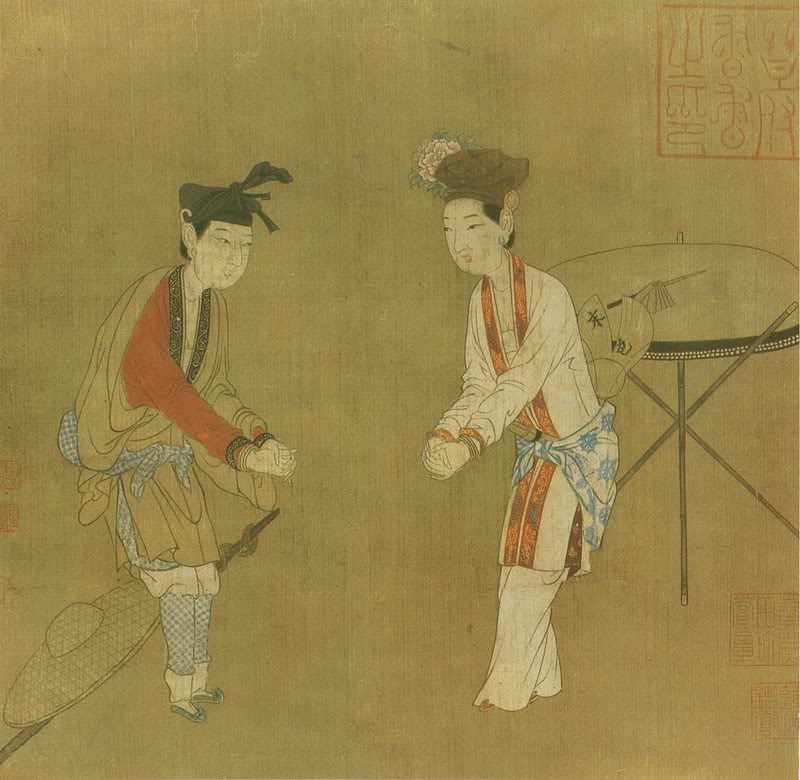
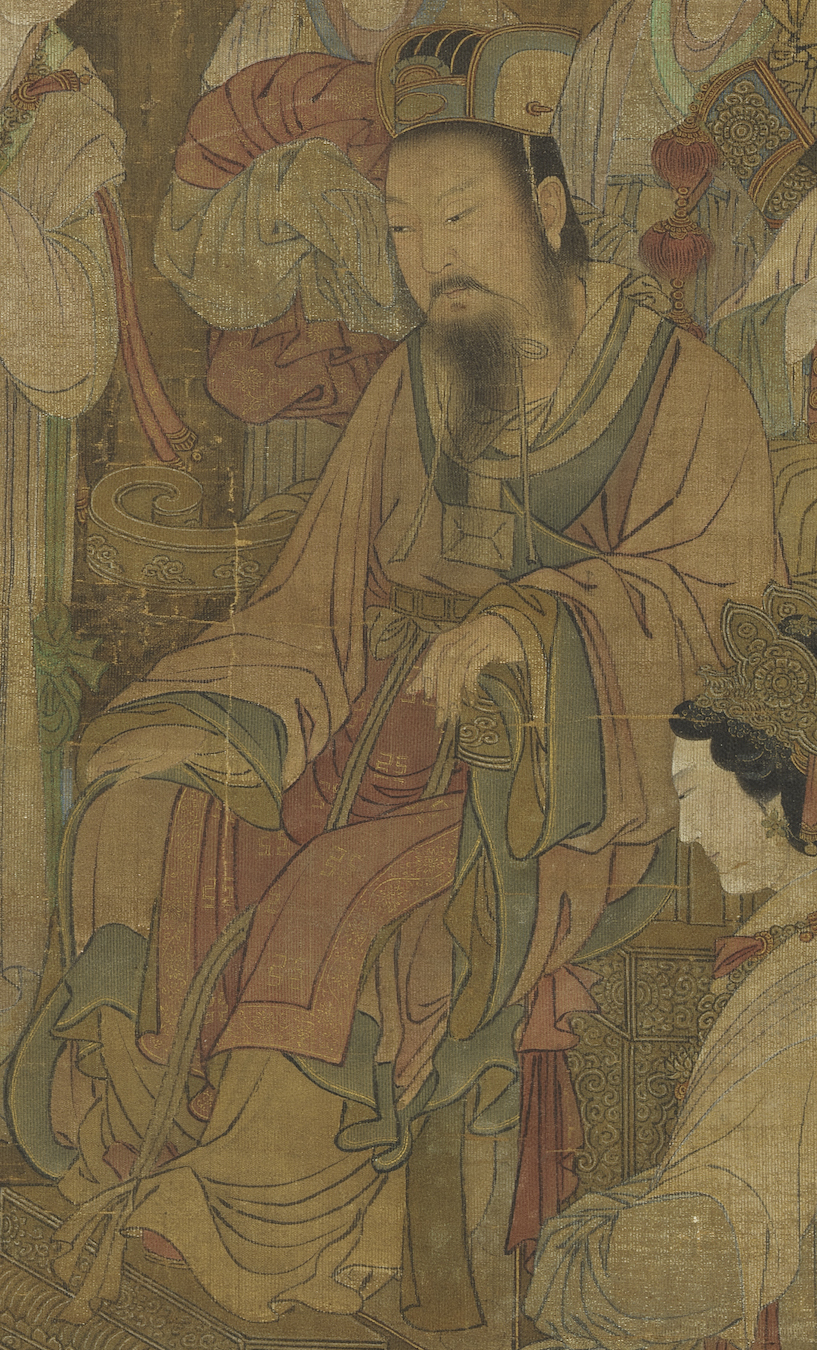
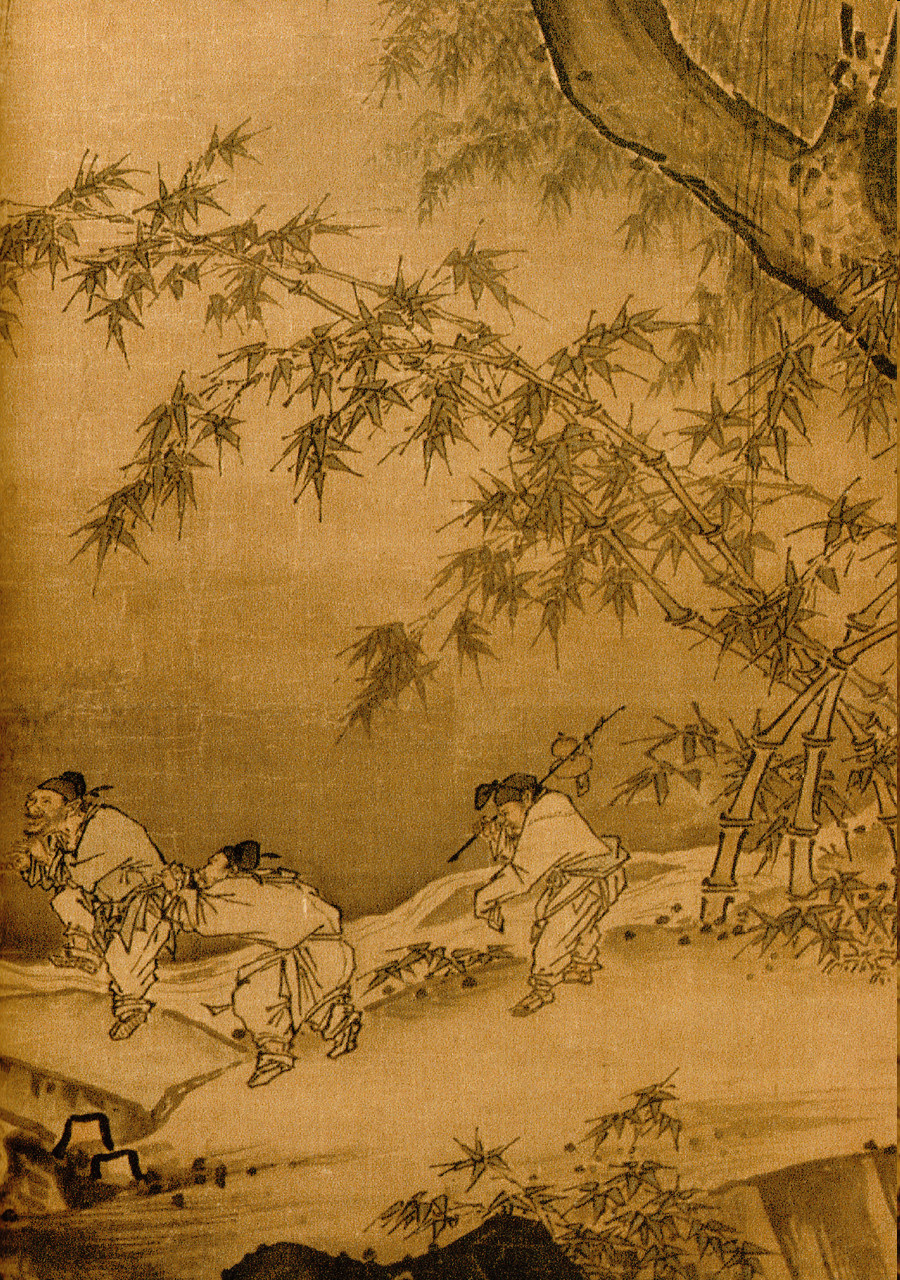
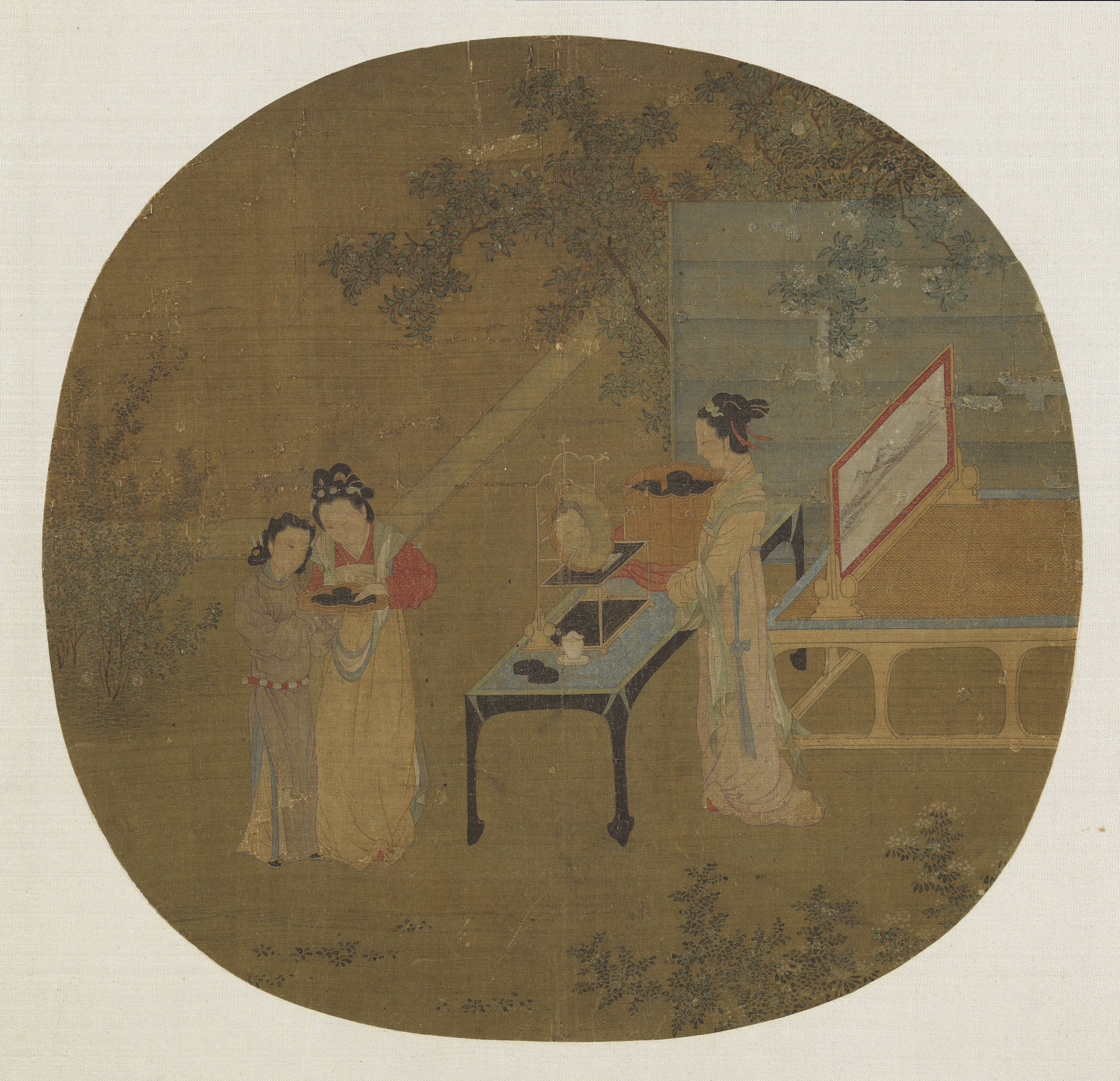

### 원나라

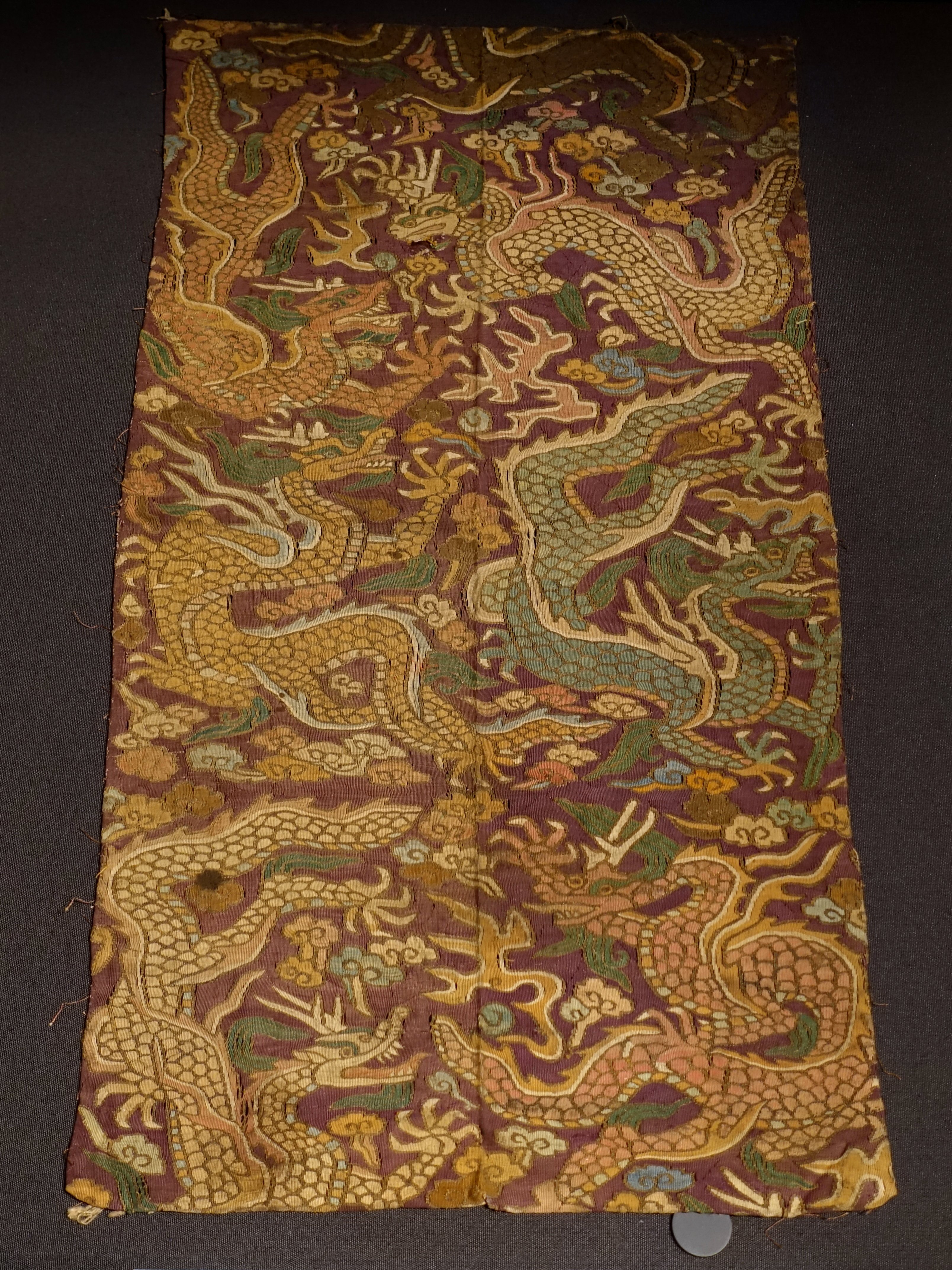
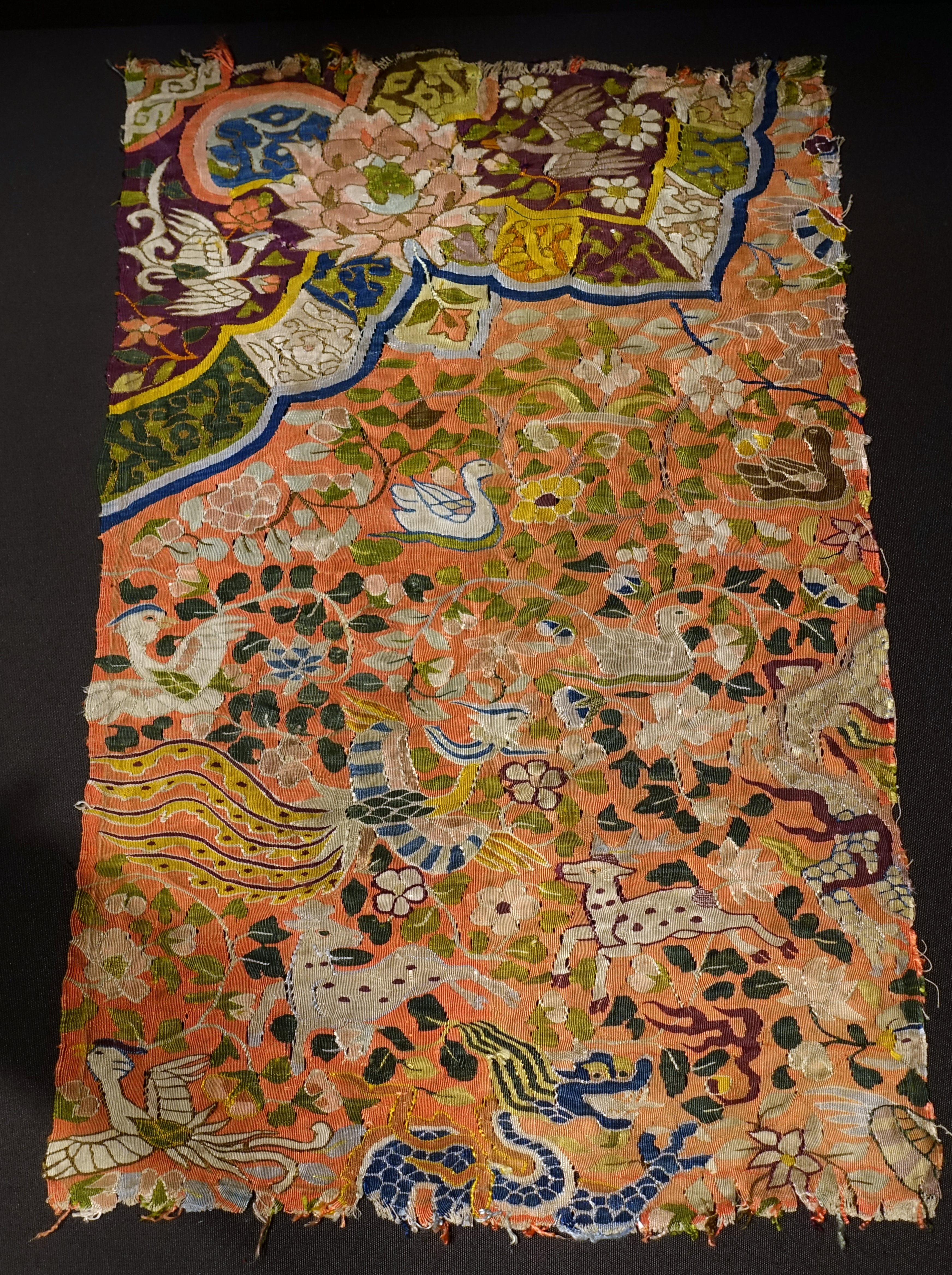
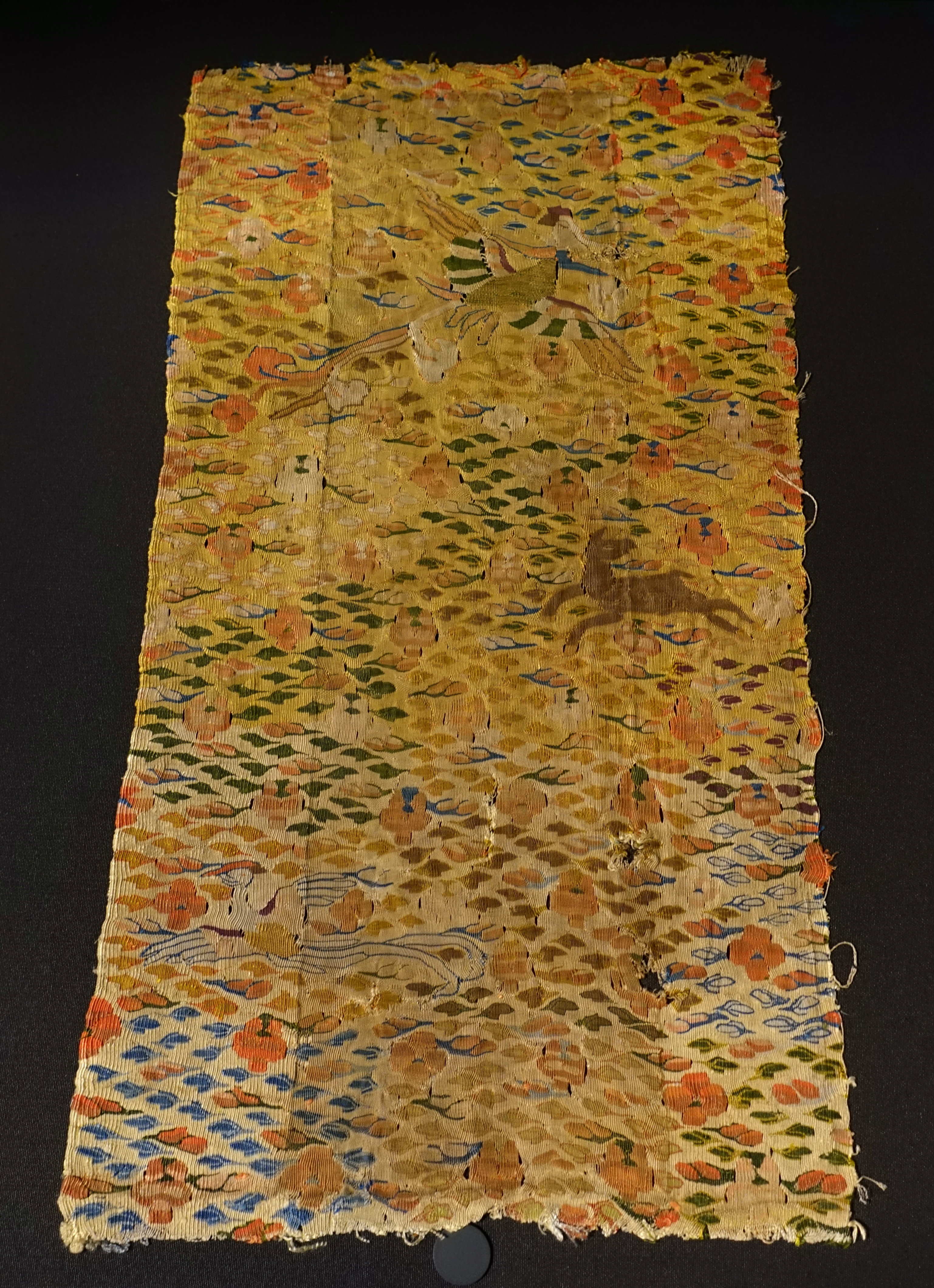
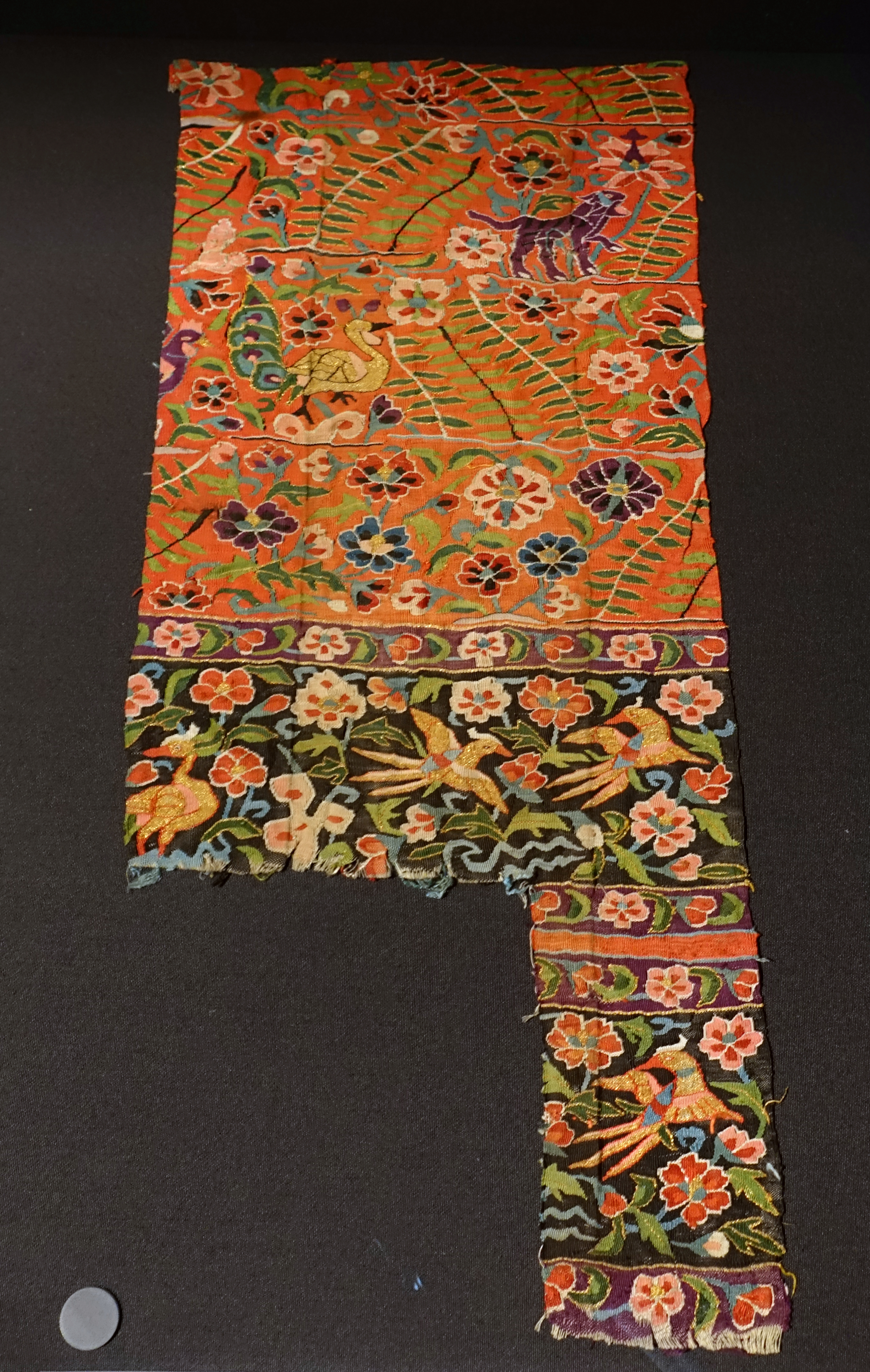
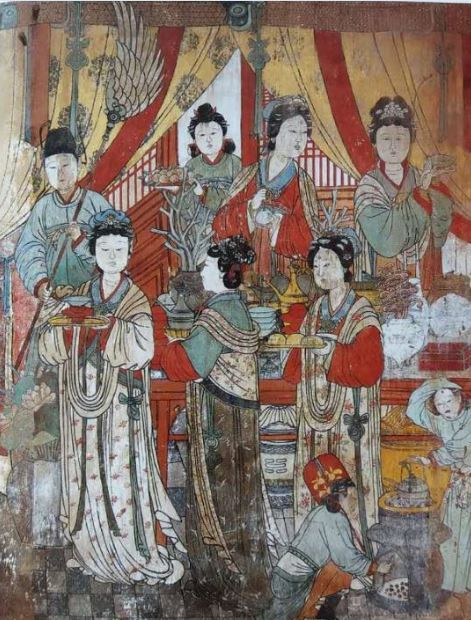
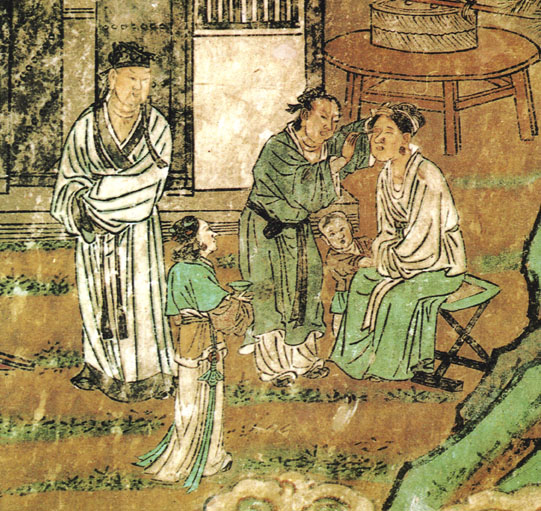
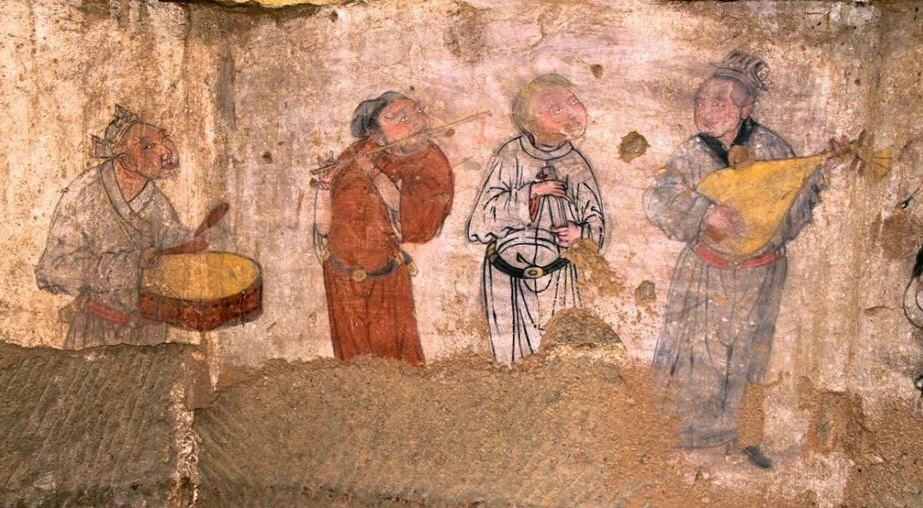
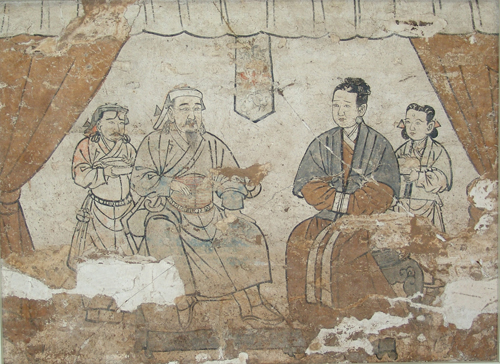
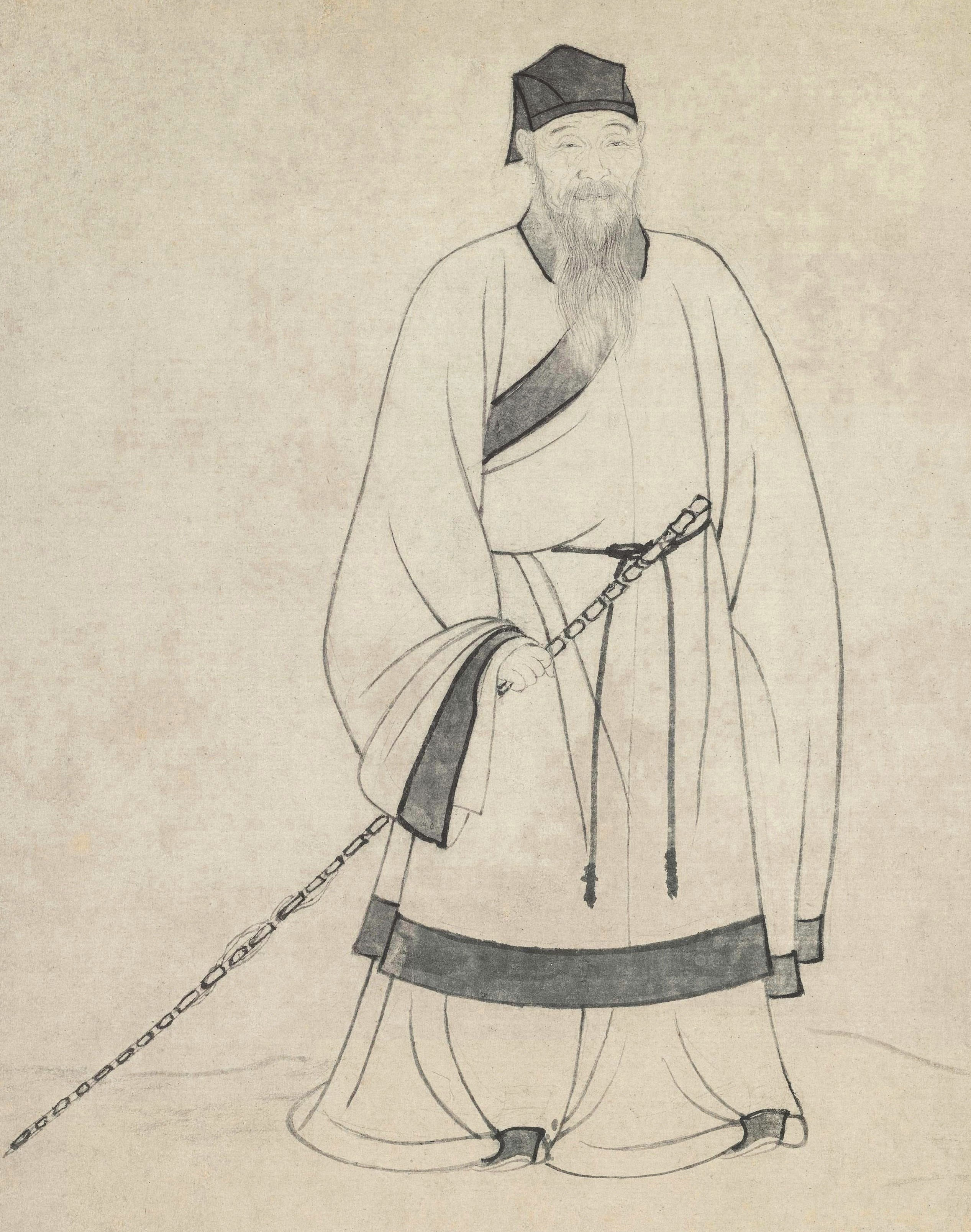
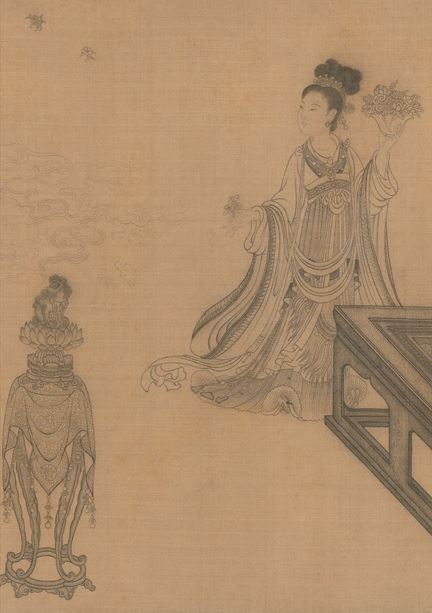
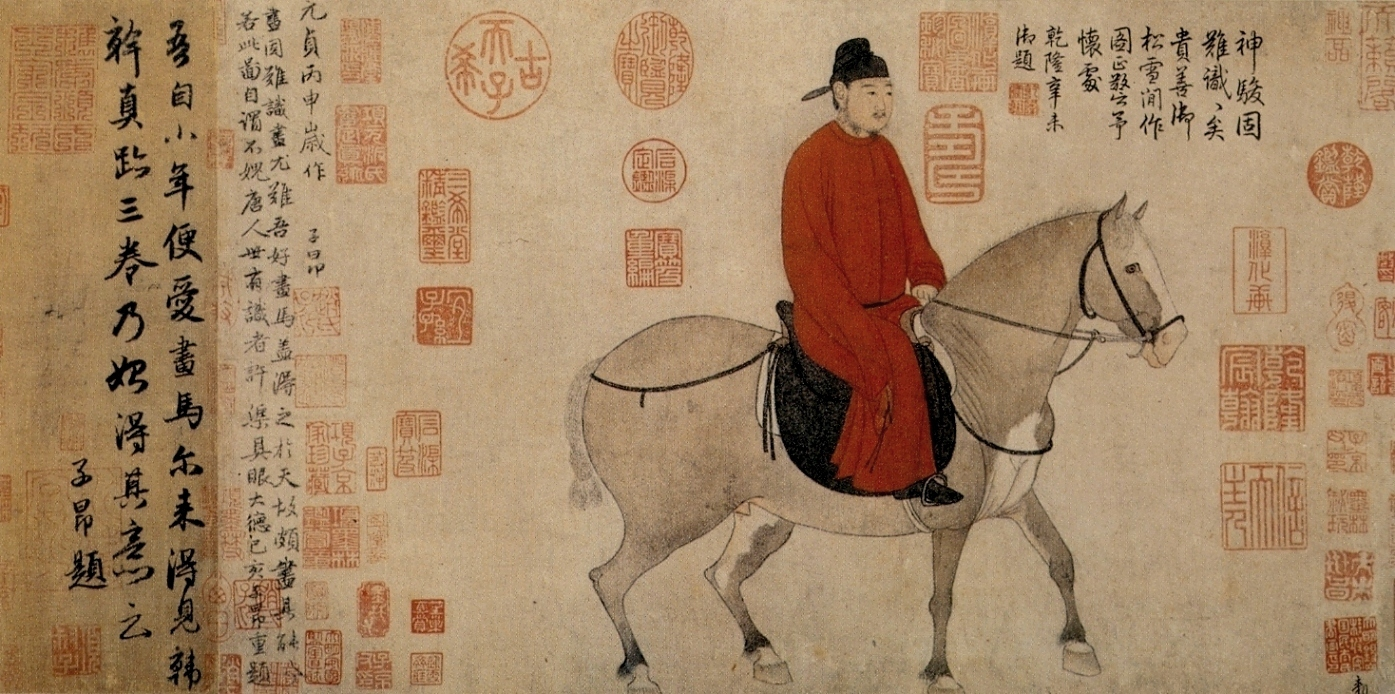
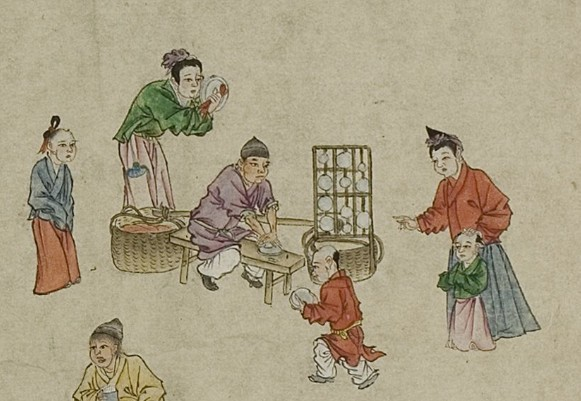
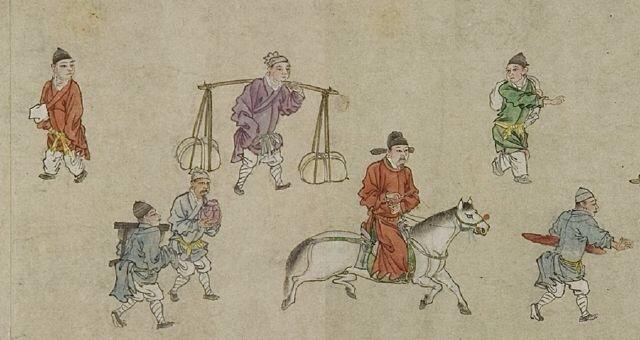
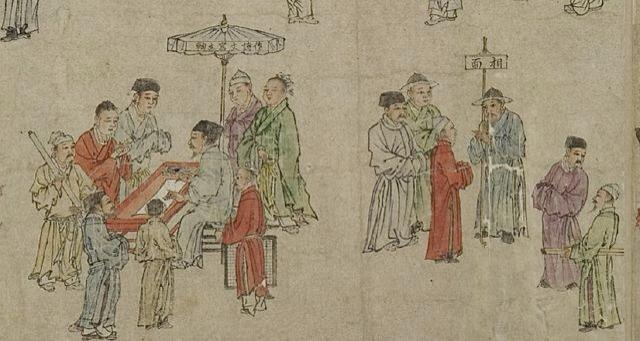
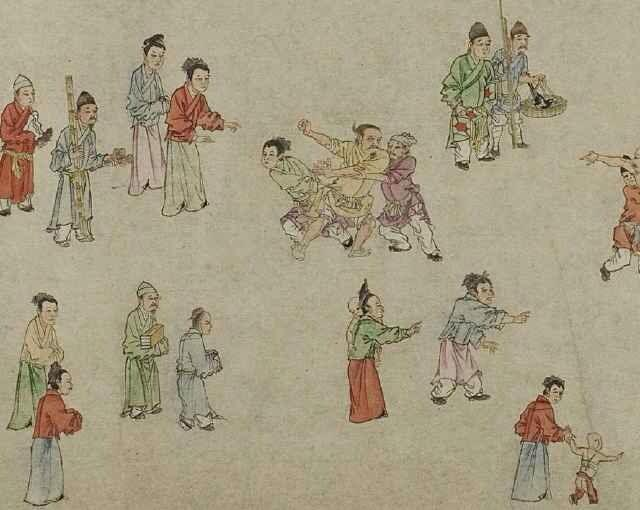
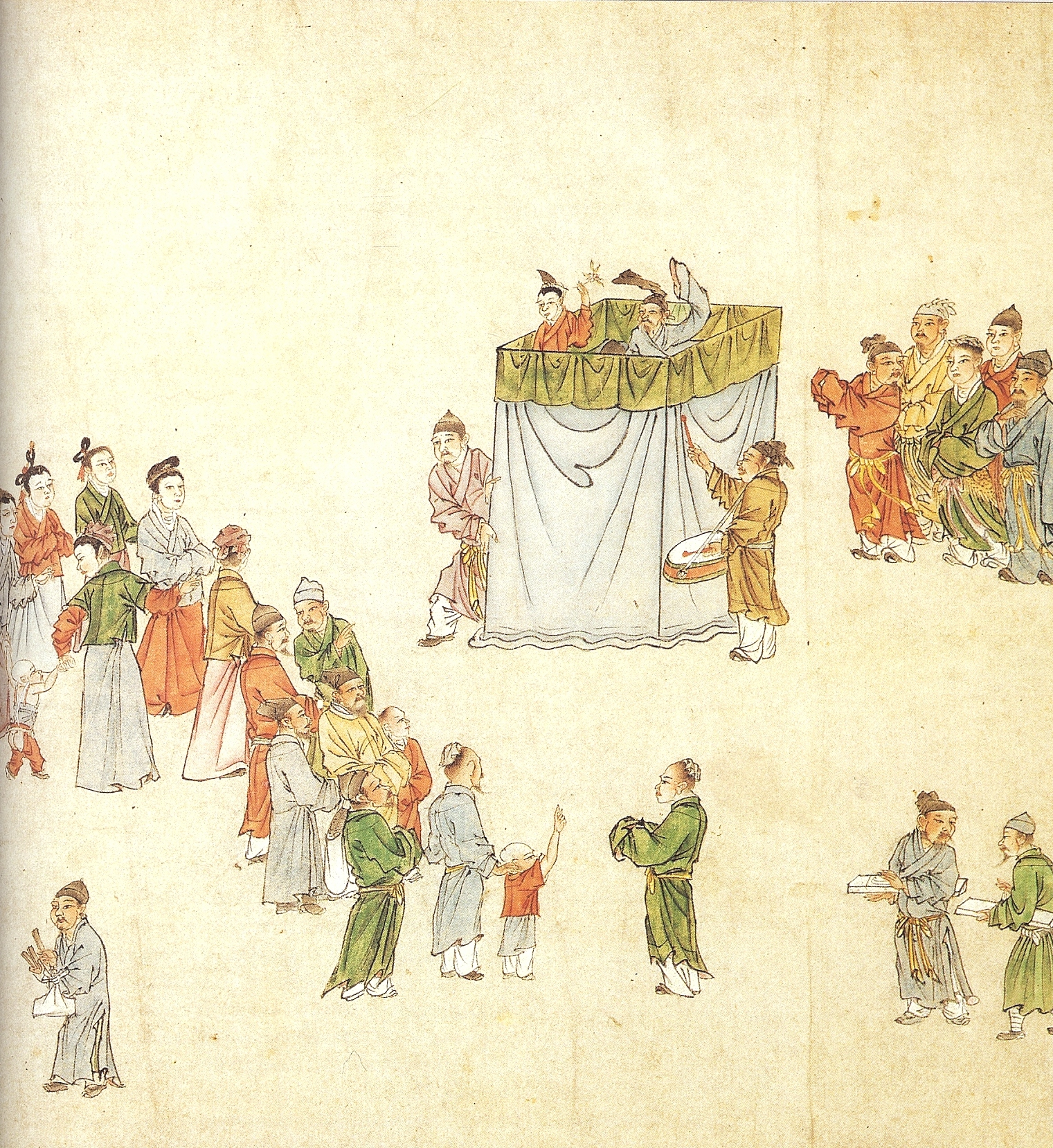

### 명나라
원나라에서 유행한 고려풍 복식의 영향이 명나라 때까지 이어졌다. 홍치제 시기에 들어서야 고려양이 원래 중국 풍습이 아니라는 이유로 금지되었다. 명나라는 관복제도에 있어 이전 시대의 의복을 참고해 한족의 전통적인 복식을 복원하고자 했다. 명나라의 복식은 재료가 다양하며 특히 자수 기술이 발달했다. 남자의 복식은 포삼(袍衫)을 위주로 했고 관리들의 조복(朝服)은 옛 제도를 답습해 오사모(烏紗帽)와 원령삼(圓領衫 둥근 깃의 삼)을 입었고 소매는 넓어 3척이나 되었다. 포삼의 색과 도안으로 관직을 구분했으며 포삼 관복의 앞에는 사각형 자수그림이 있었다. 문관(文官)은 날짐승을 도안으로 삼았고 무관(武官)은 길짐승을 도안으로 했다. 비색(緋色 붉은 색) 포삼은 1품부터 4품까지, 청색 포삼은 5품부터 7품까지, 녹색 포삼은 8품부터 9품까지 입었다. 여성복식은 주로 오(襖), 삼(衫), 배자(褙子), 비갑(比甲) 및 치마였고 당송(唐宋)의 양식을 답습했다. 포삼의 색은 진홍색이나 황색, 청색은 사용할 수 없었고 단지 연분홍색, 자색, 녹색만을 입을 수 있었다. 명나라 부녀자의 예복은 봉관하피(鳳冠霞帔)인데, 후비(后妃)가 제사나 대전(大典) 등 중요한 장소에 참가할 때 입던 옷으로 봉관(鳳冠)위에는 용과 봉황을 새겼으며 하피(霞帔 예복을 입을 때 목에 거는 띠 모양의 장식물)와 함께 사용했다.

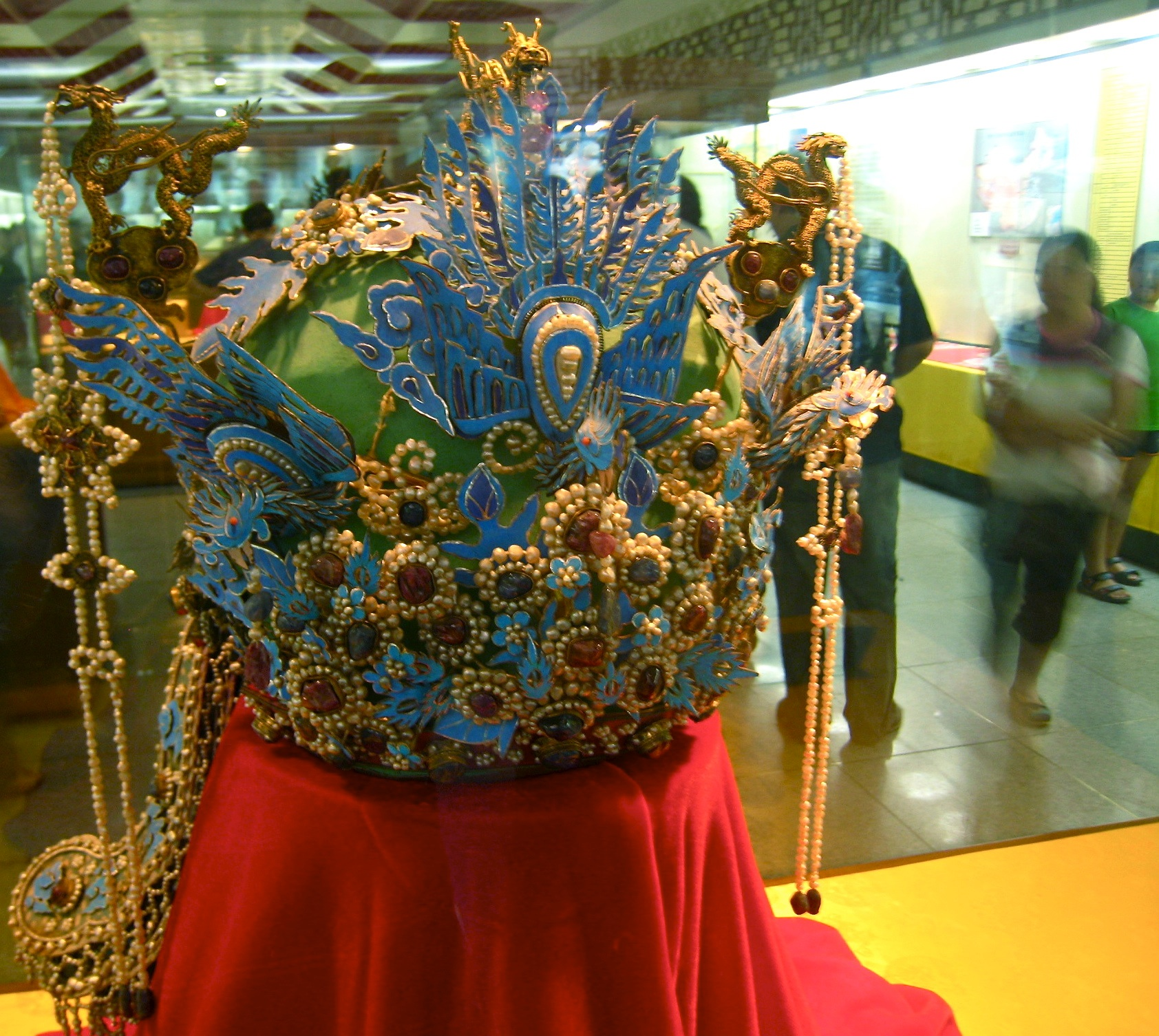
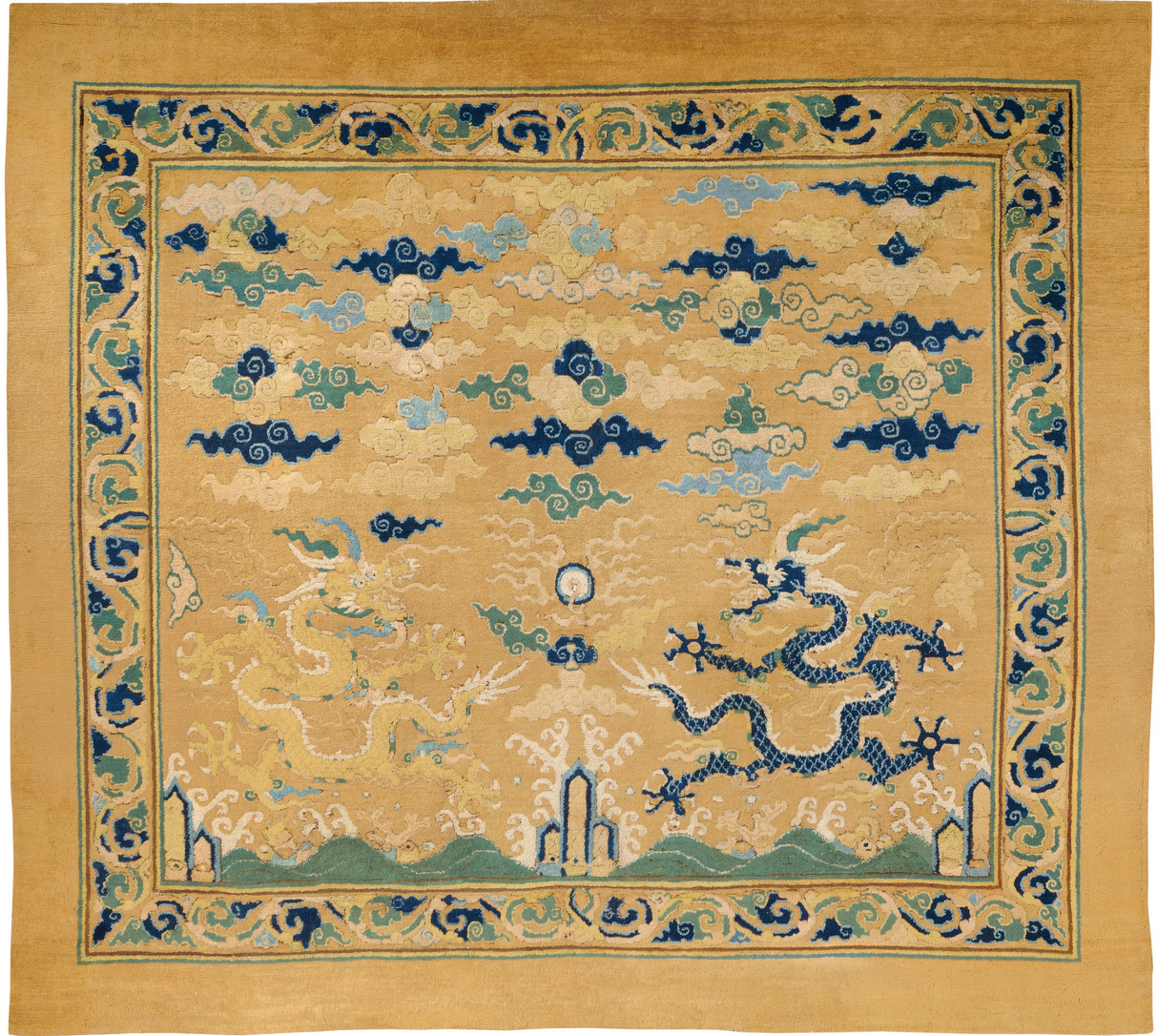
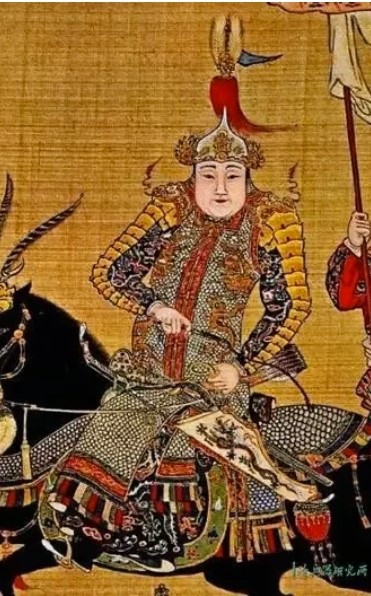
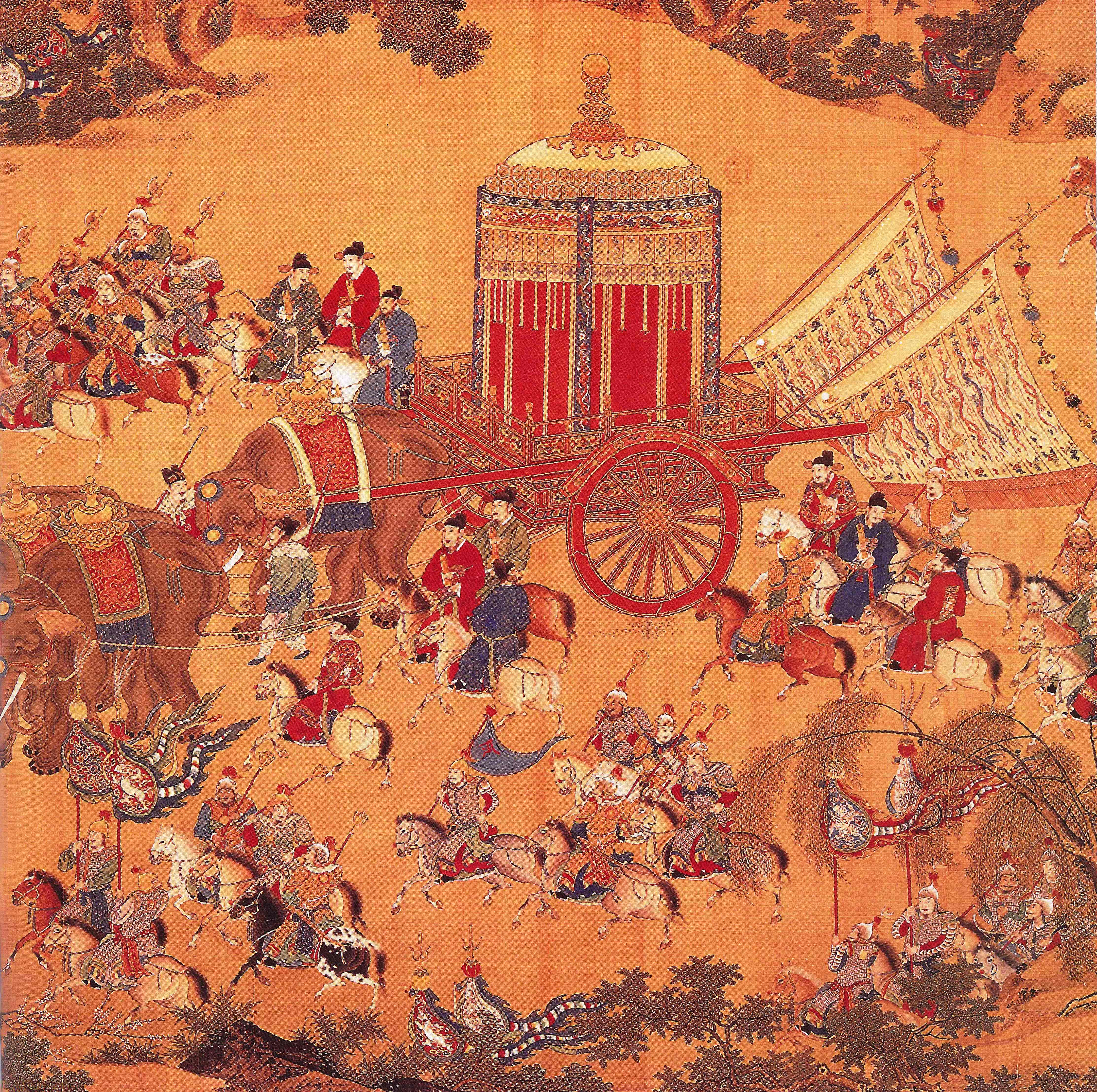
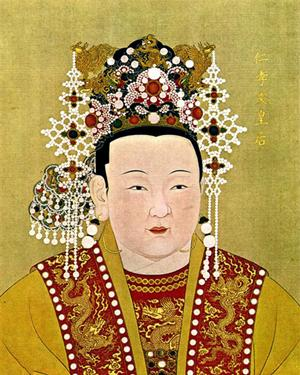
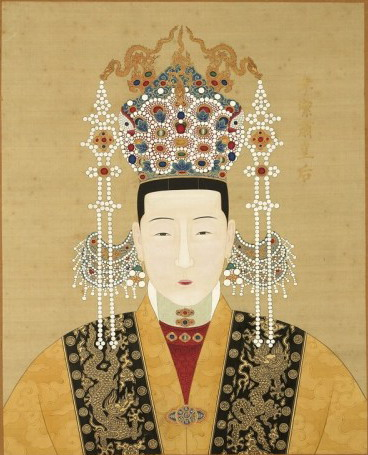
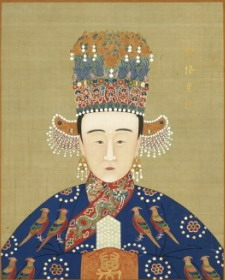
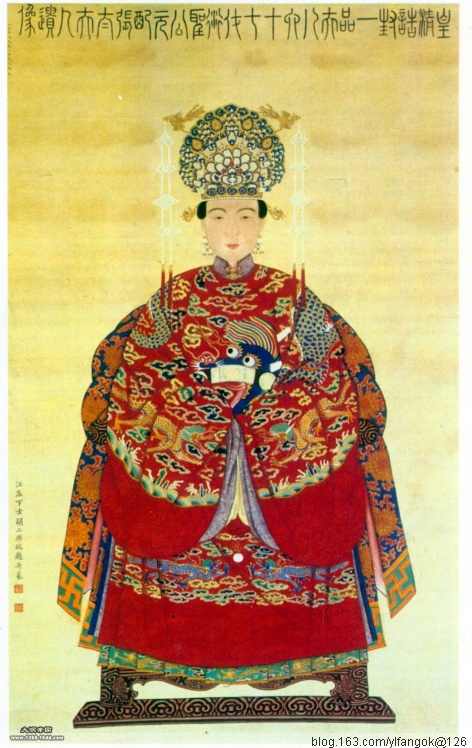
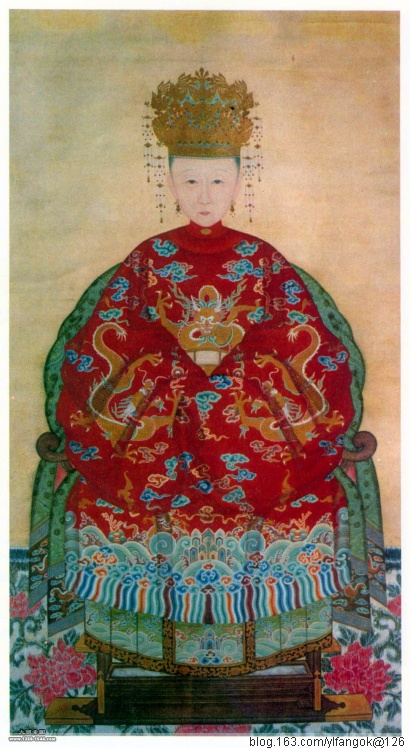
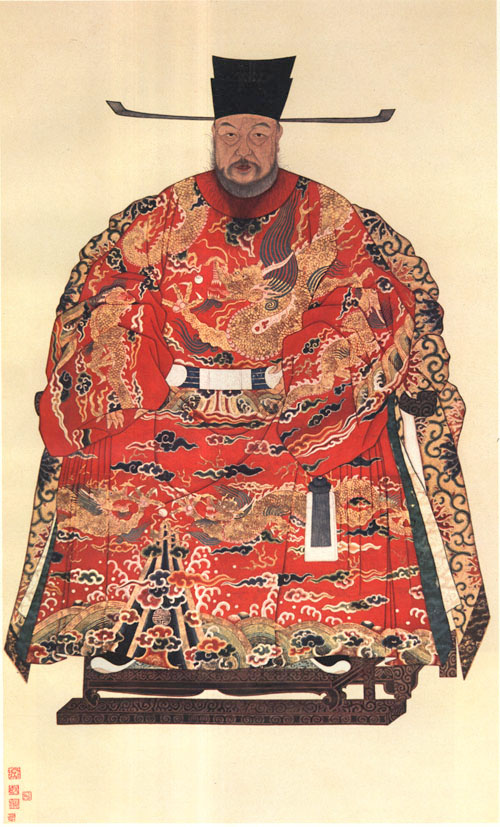
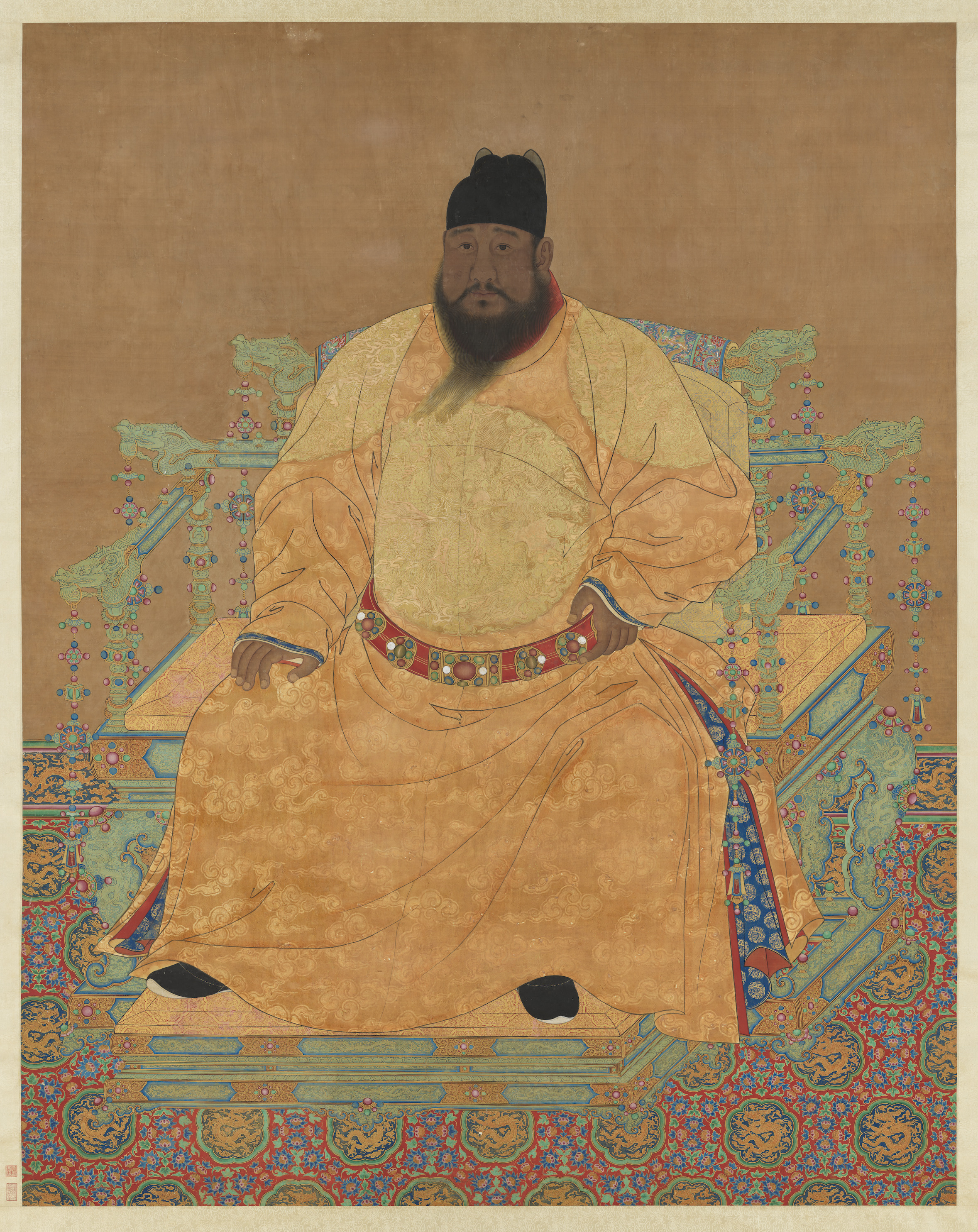
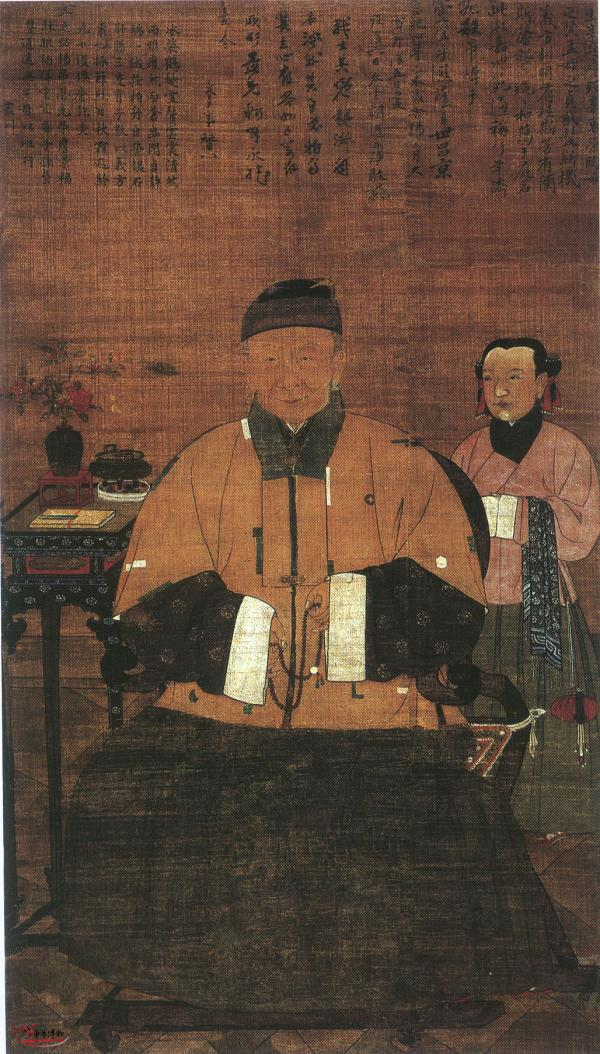
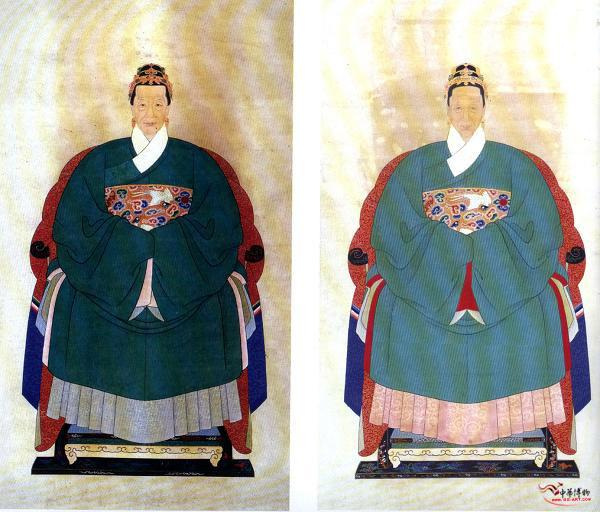
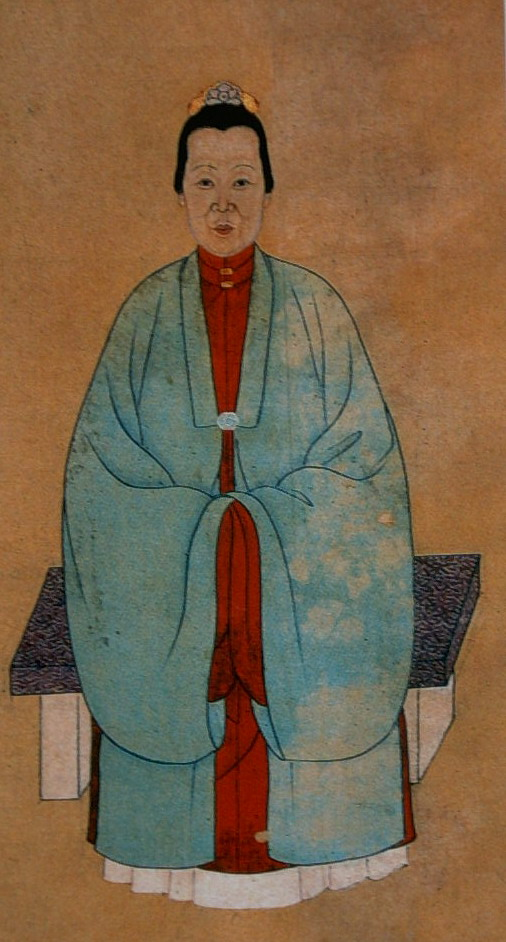
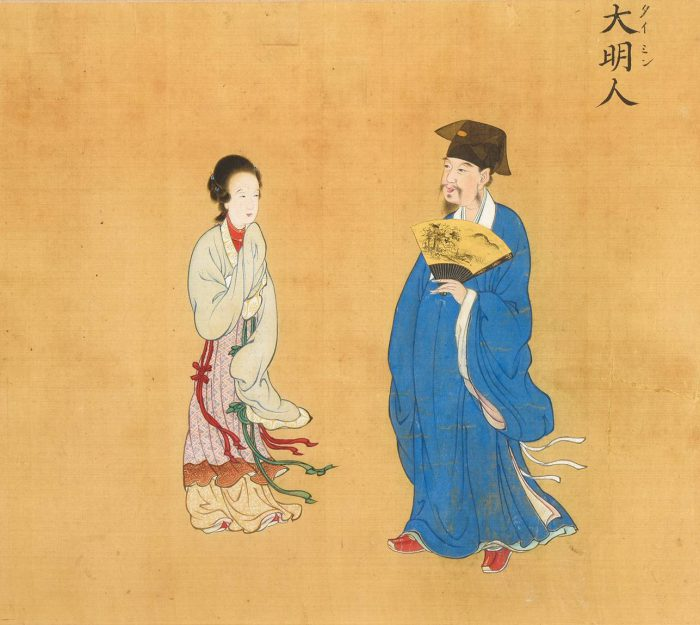
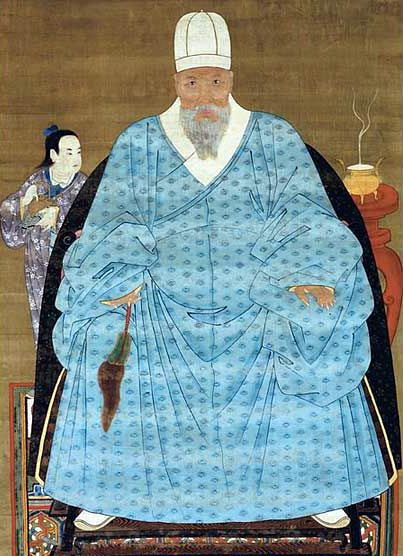
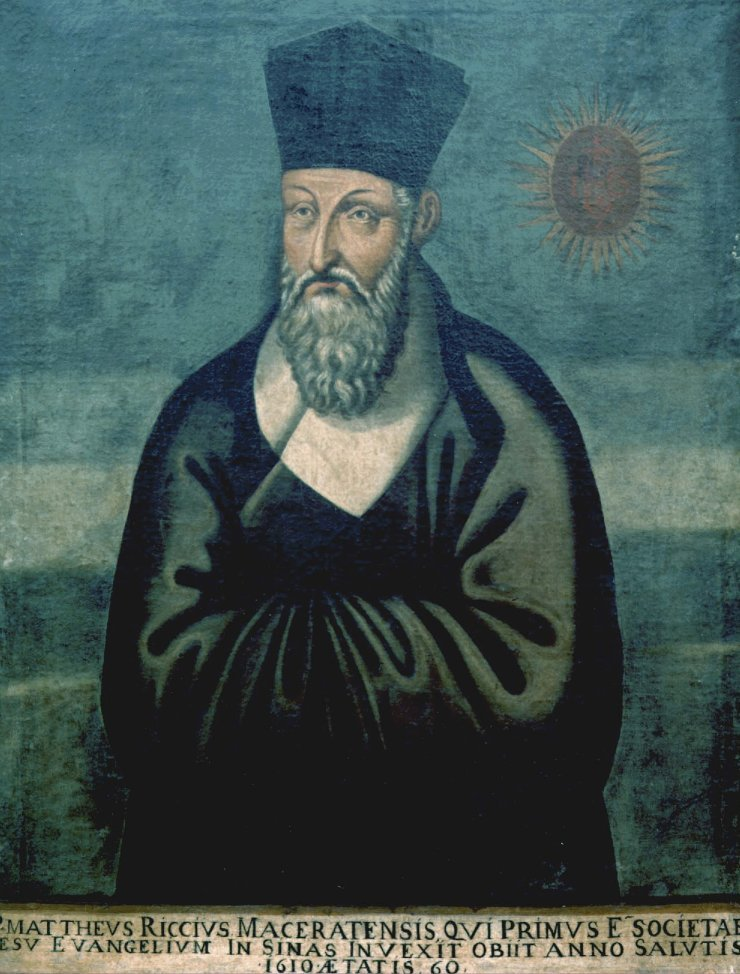
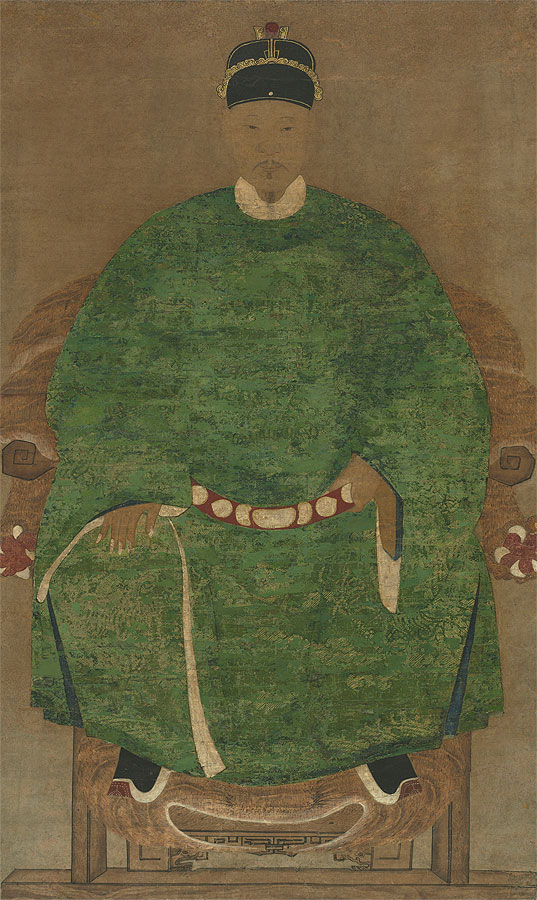
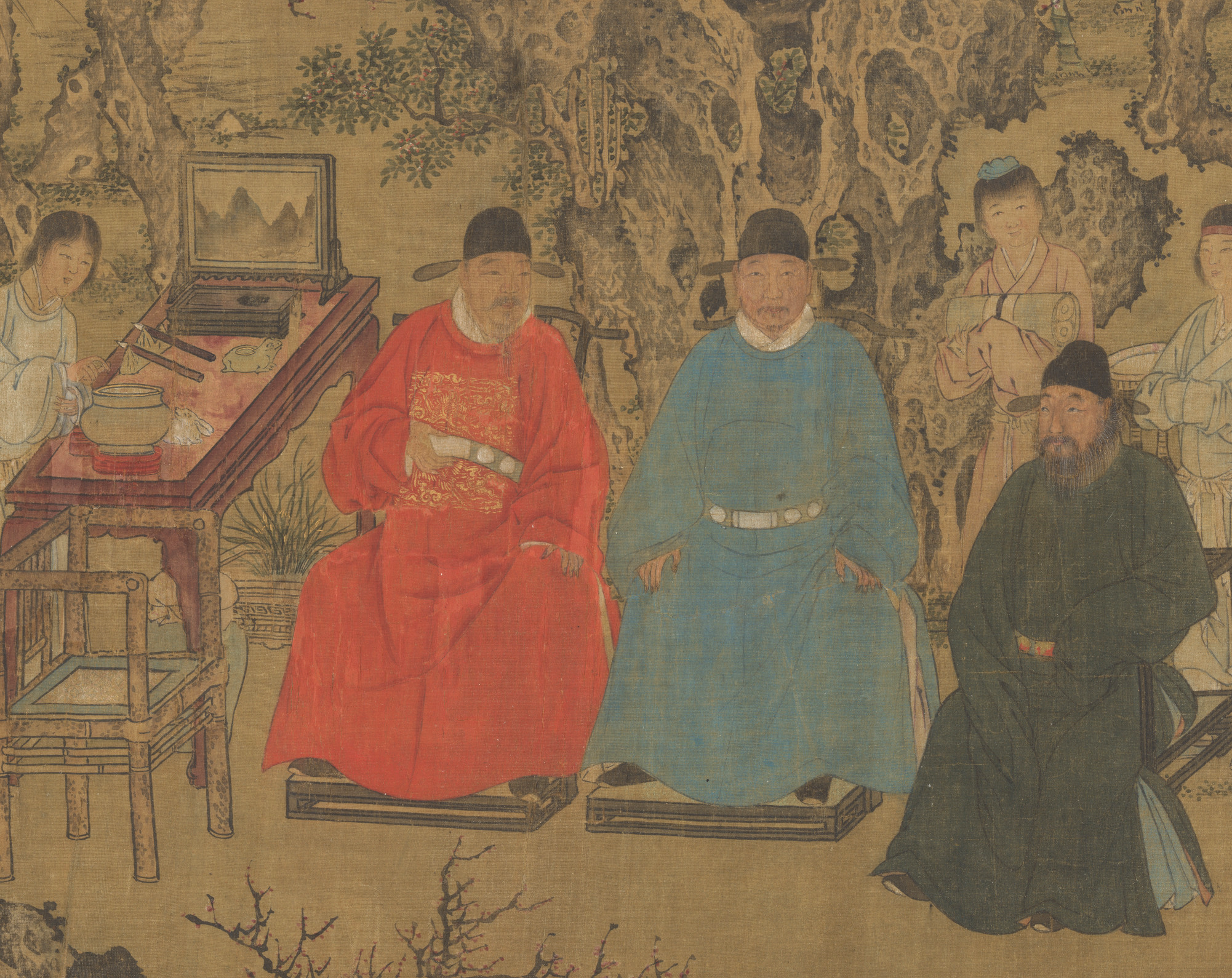
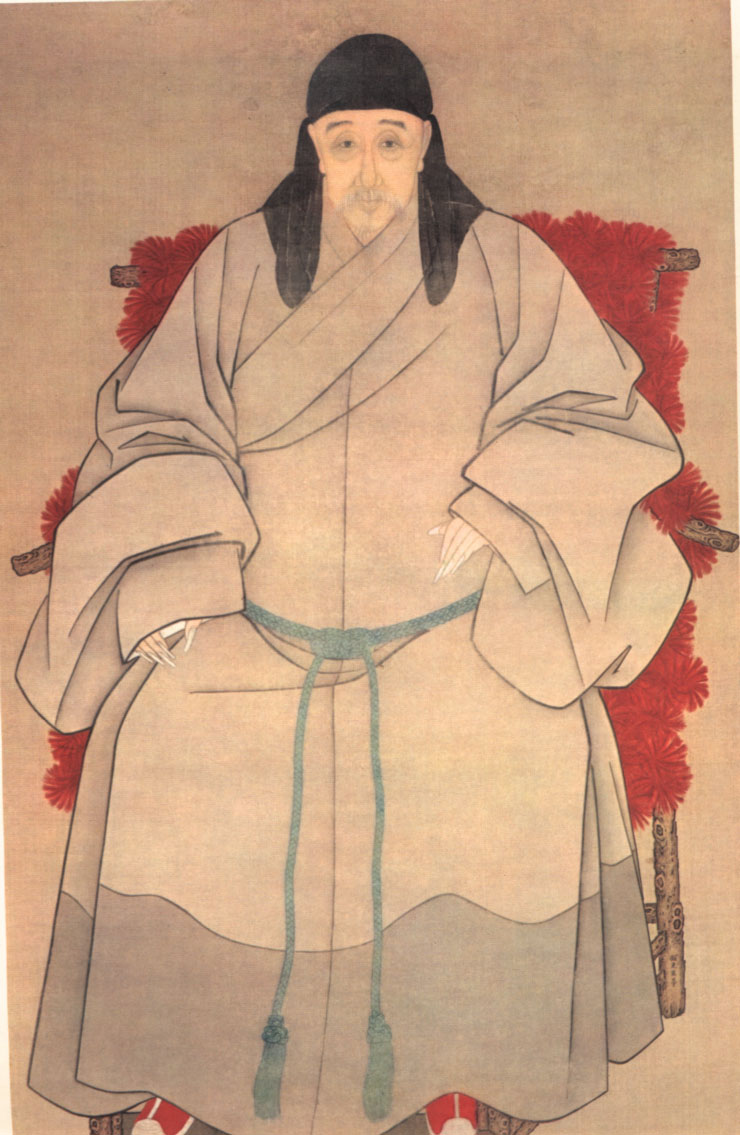
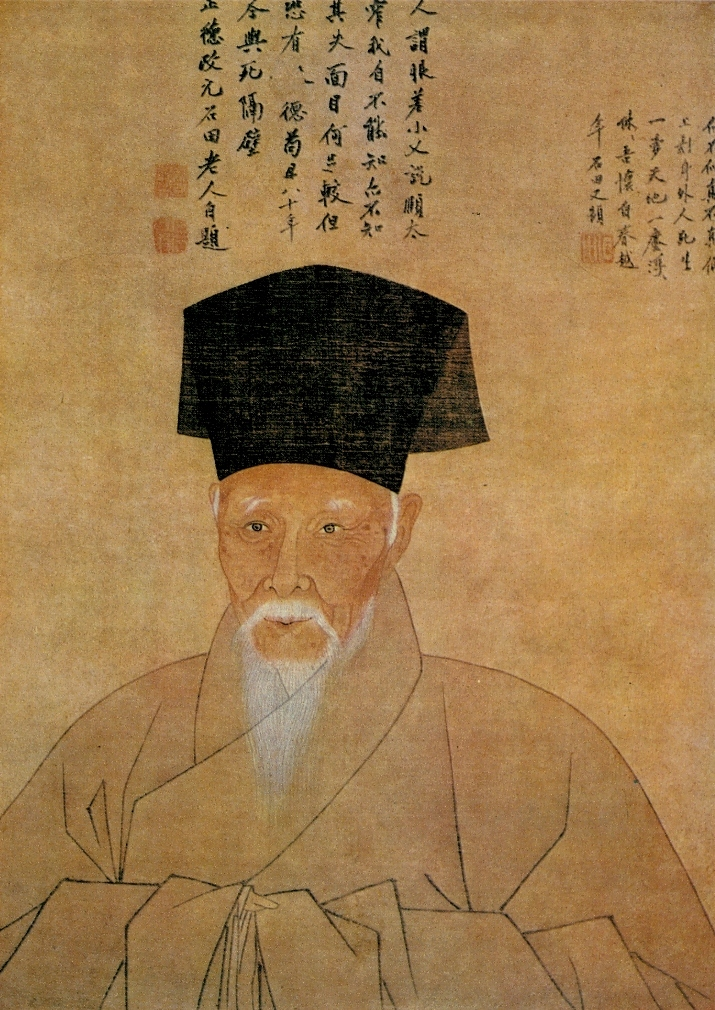
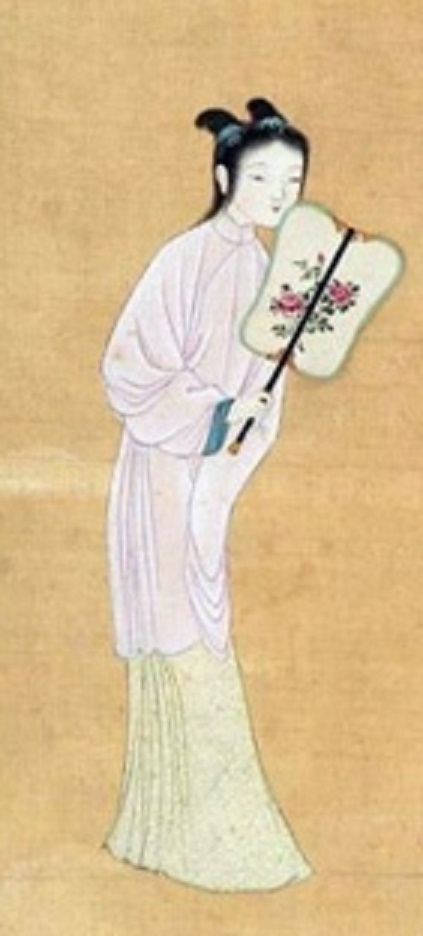
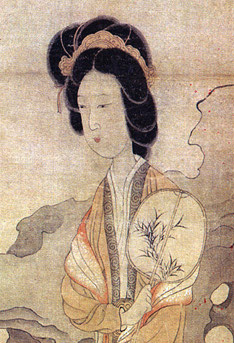
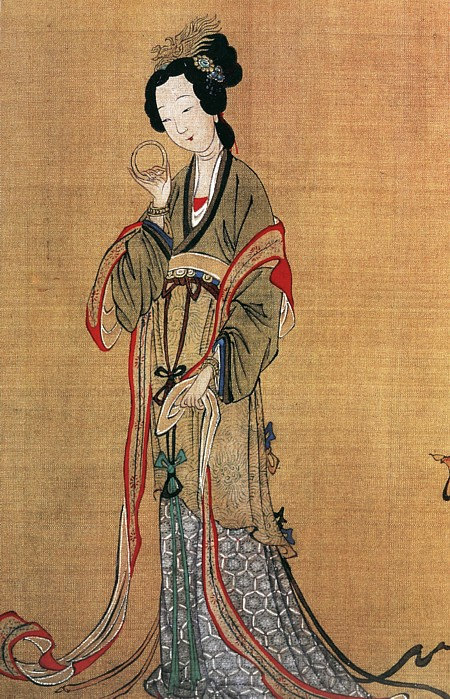
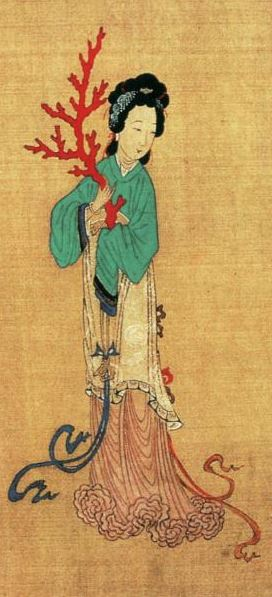
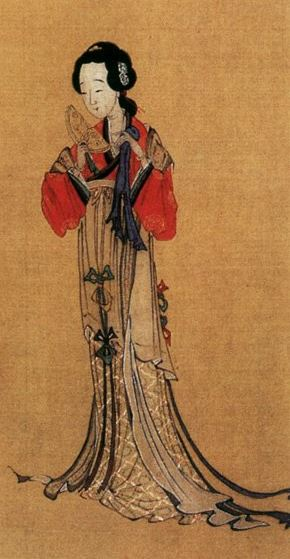
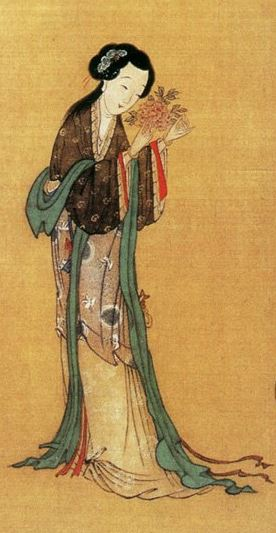
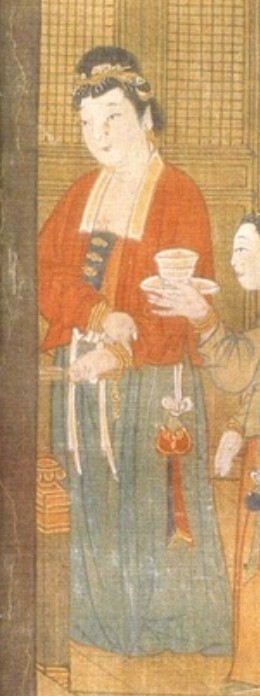
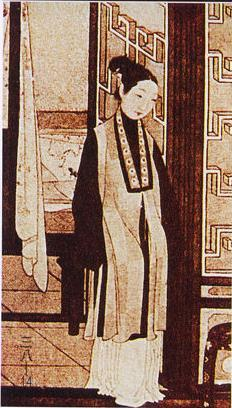
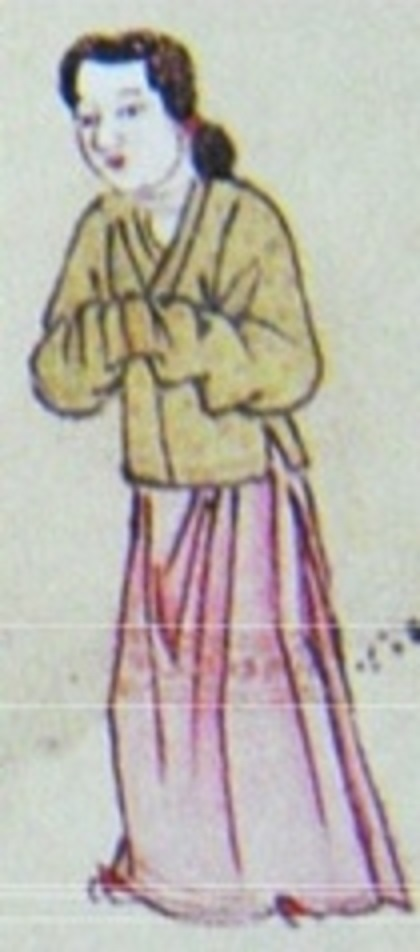
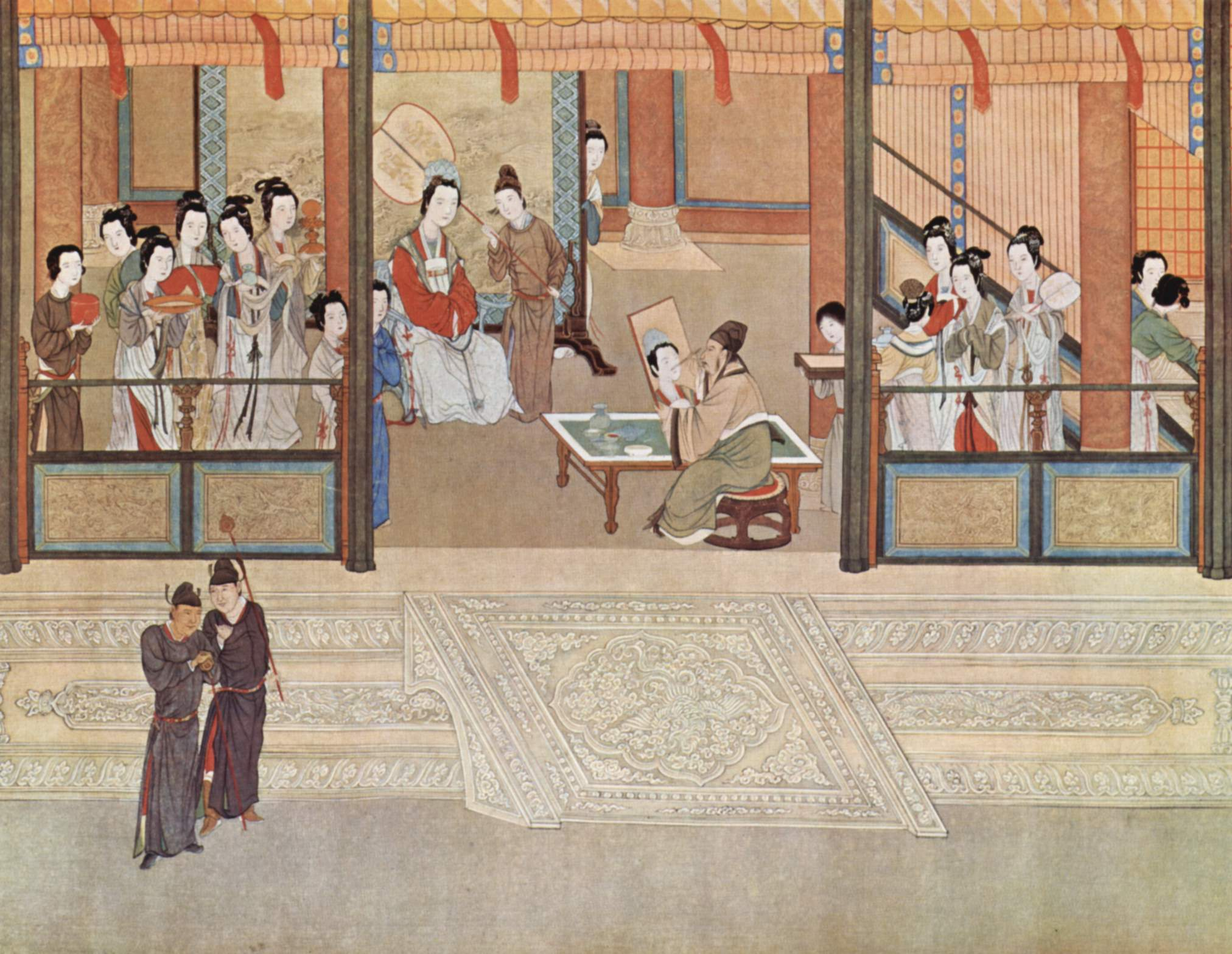
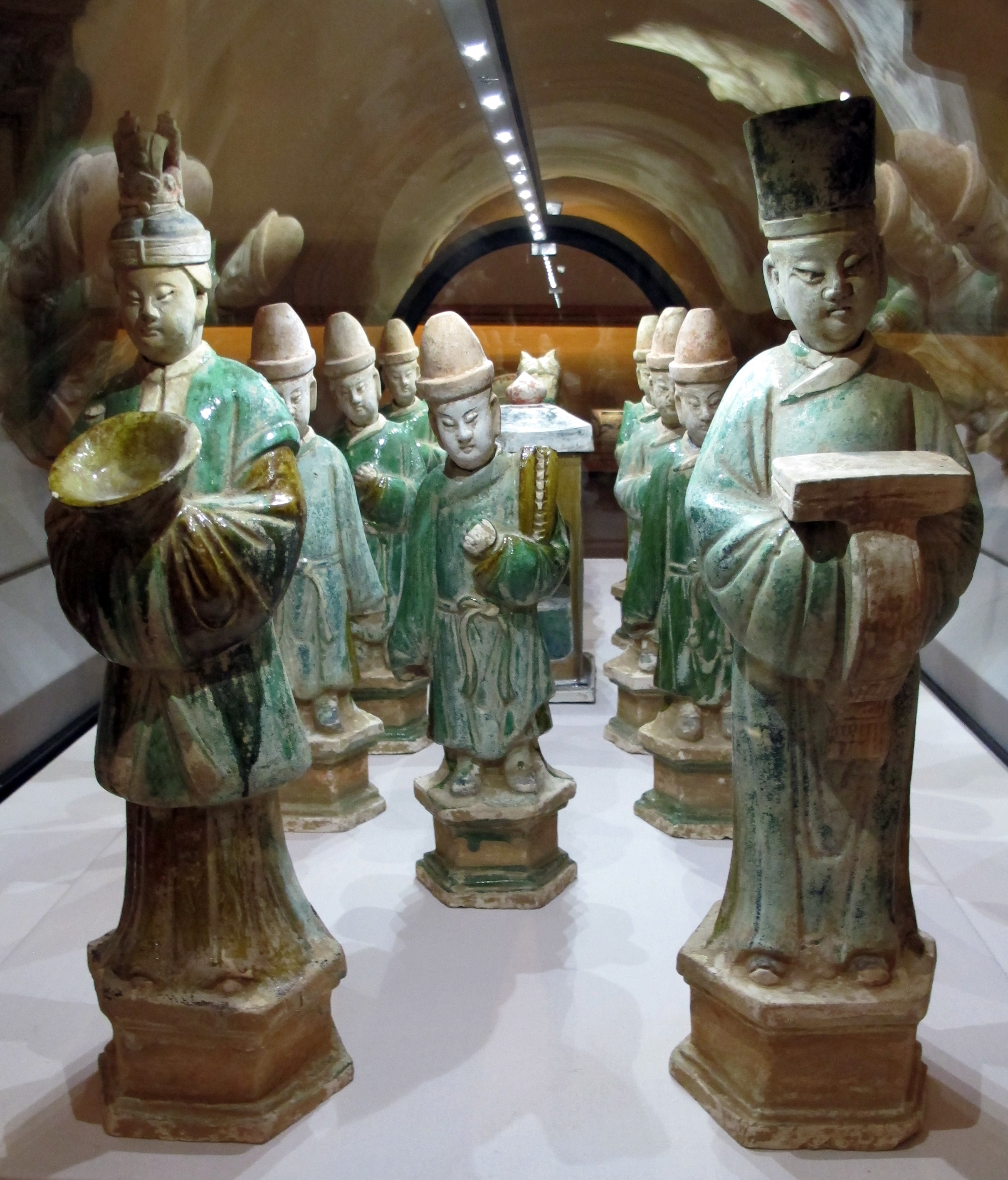
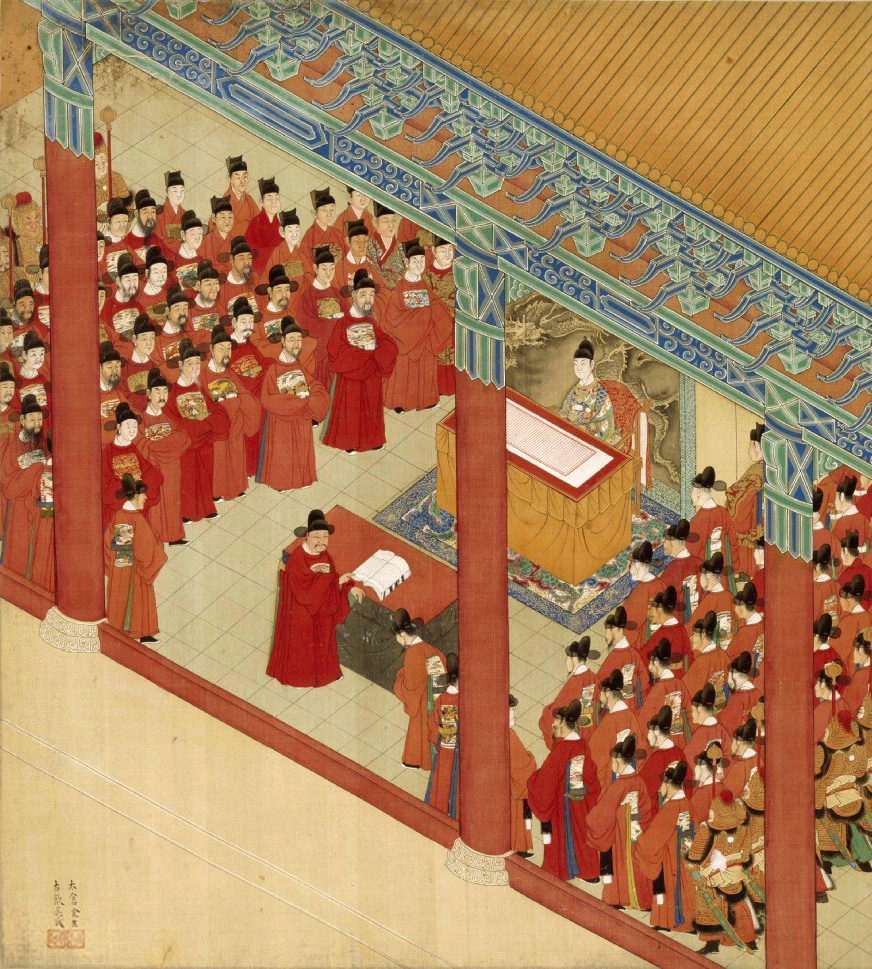
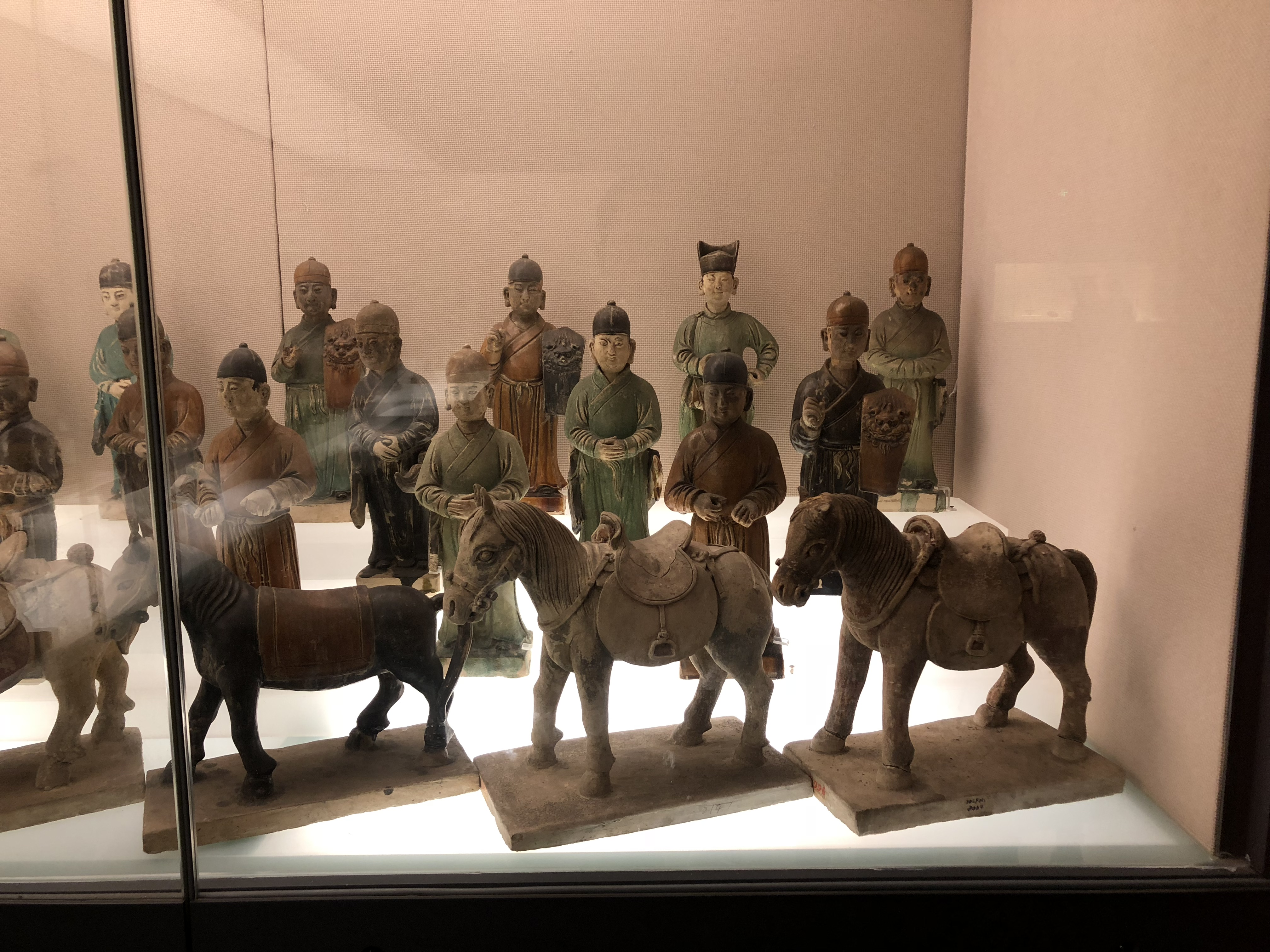
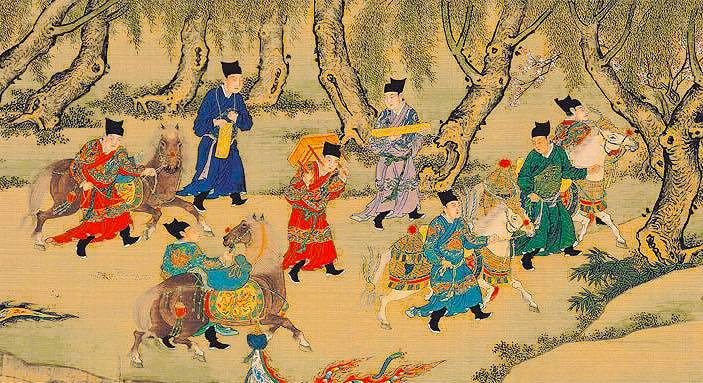
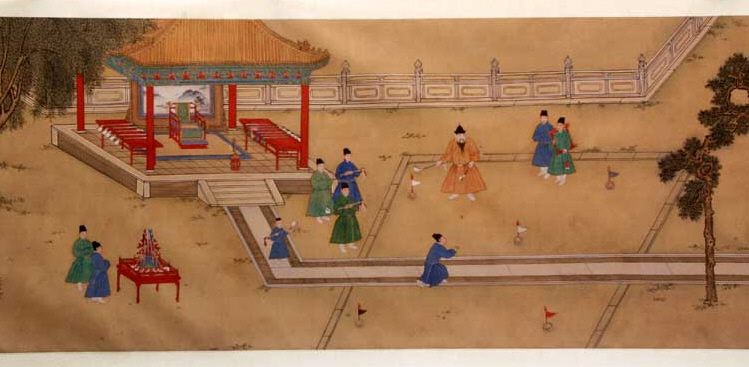
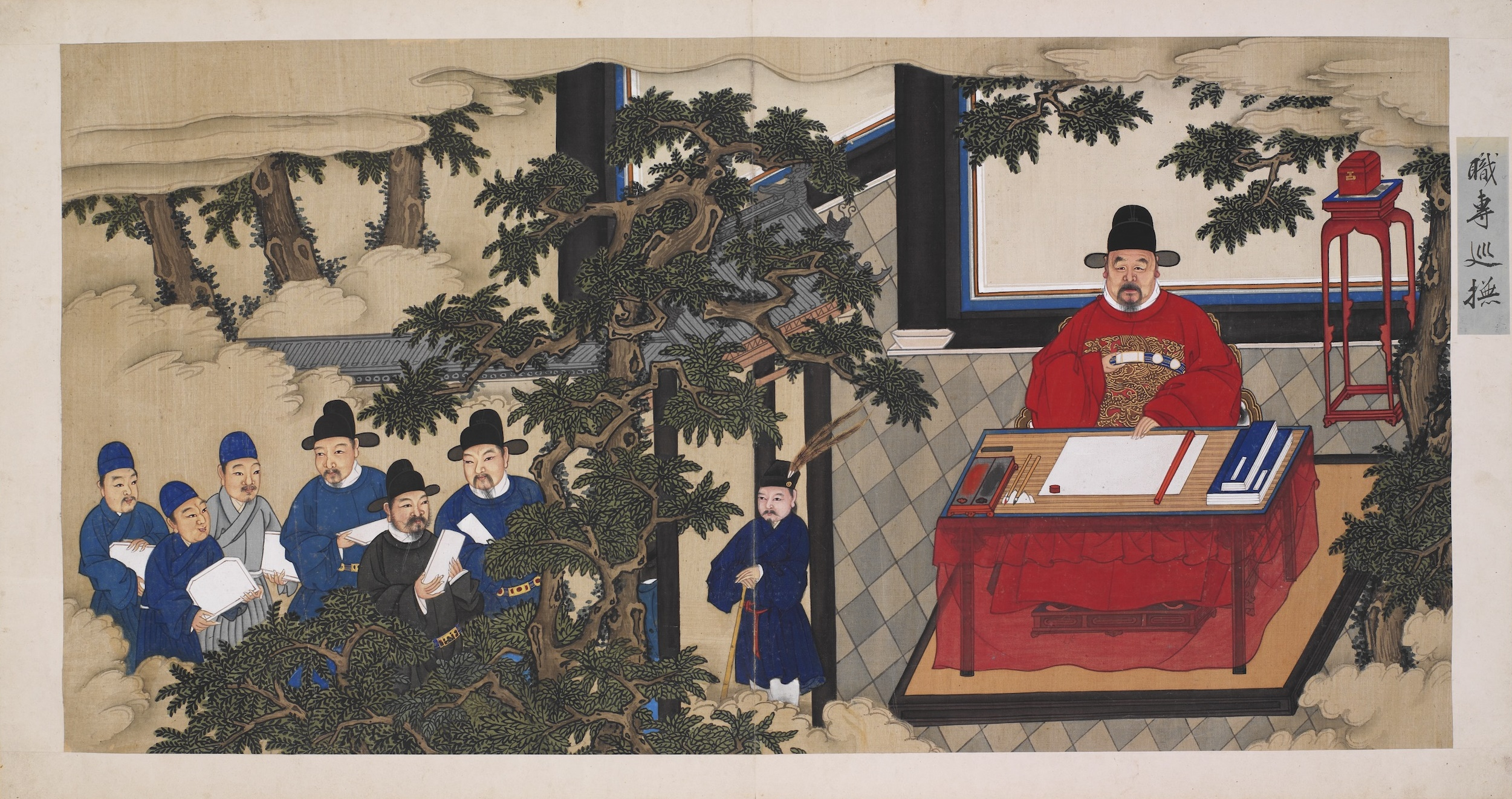
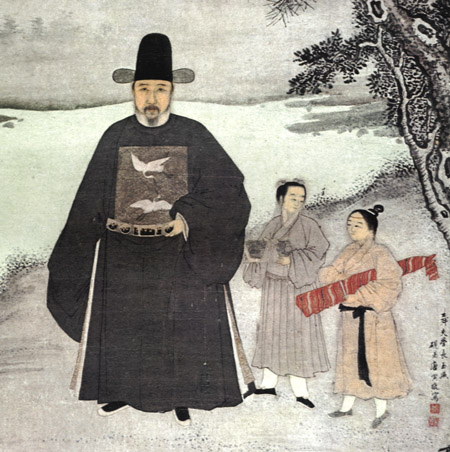
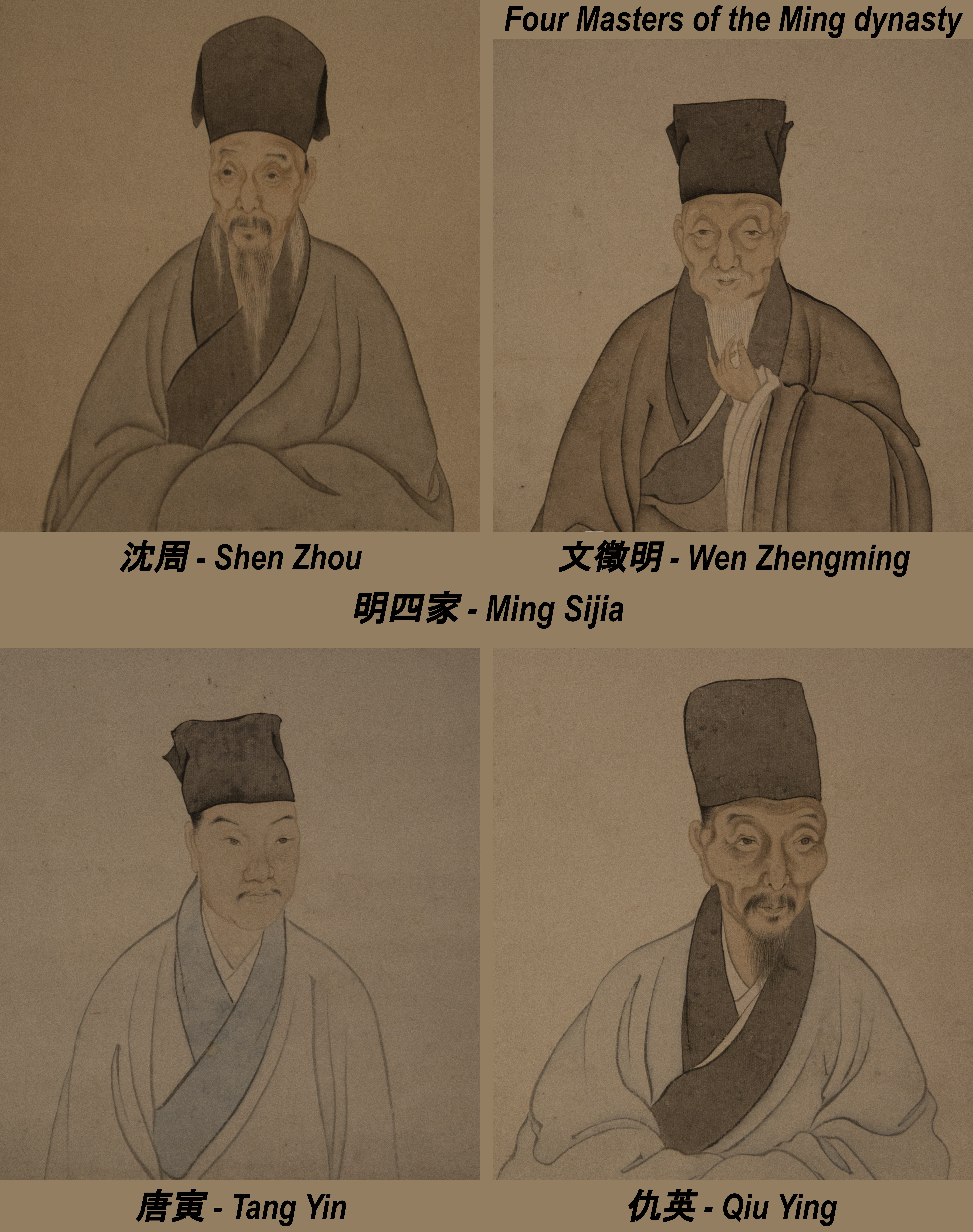

### 청나라
명나라 멸망후 만주족의 관습인 변발과 의복이 강제됨에 따라 한푸는 쇠퇴했다. 치파오는 만주족의 청나라 시대 때 형성된 전통의상으로써, 청나라를 세운 만주족의 기인(旗人)들이 입던 긴 옷에서 유래하였고, 청나라 순치제 원년에 수도를 베이징(北京)으로 옮기면서 치파오가 중원에 보급된 후 청나라 후기에 이르러 한족이 만주족의 옷차림을 모방하며 인기를 얻었다. 현재는 다양한 옷감과 디자인으로 중국의 전통 예복으로 자리잡았다.

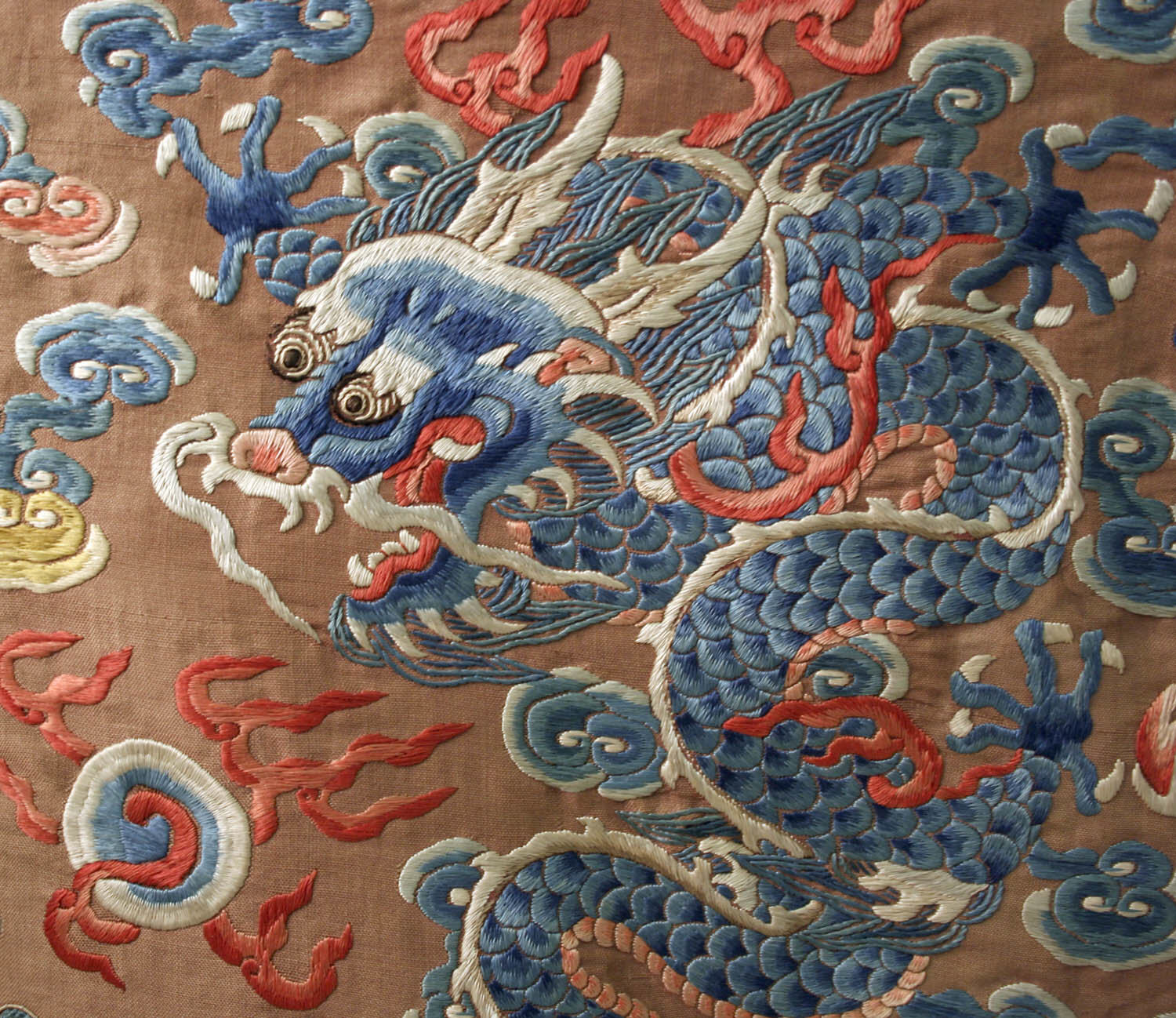
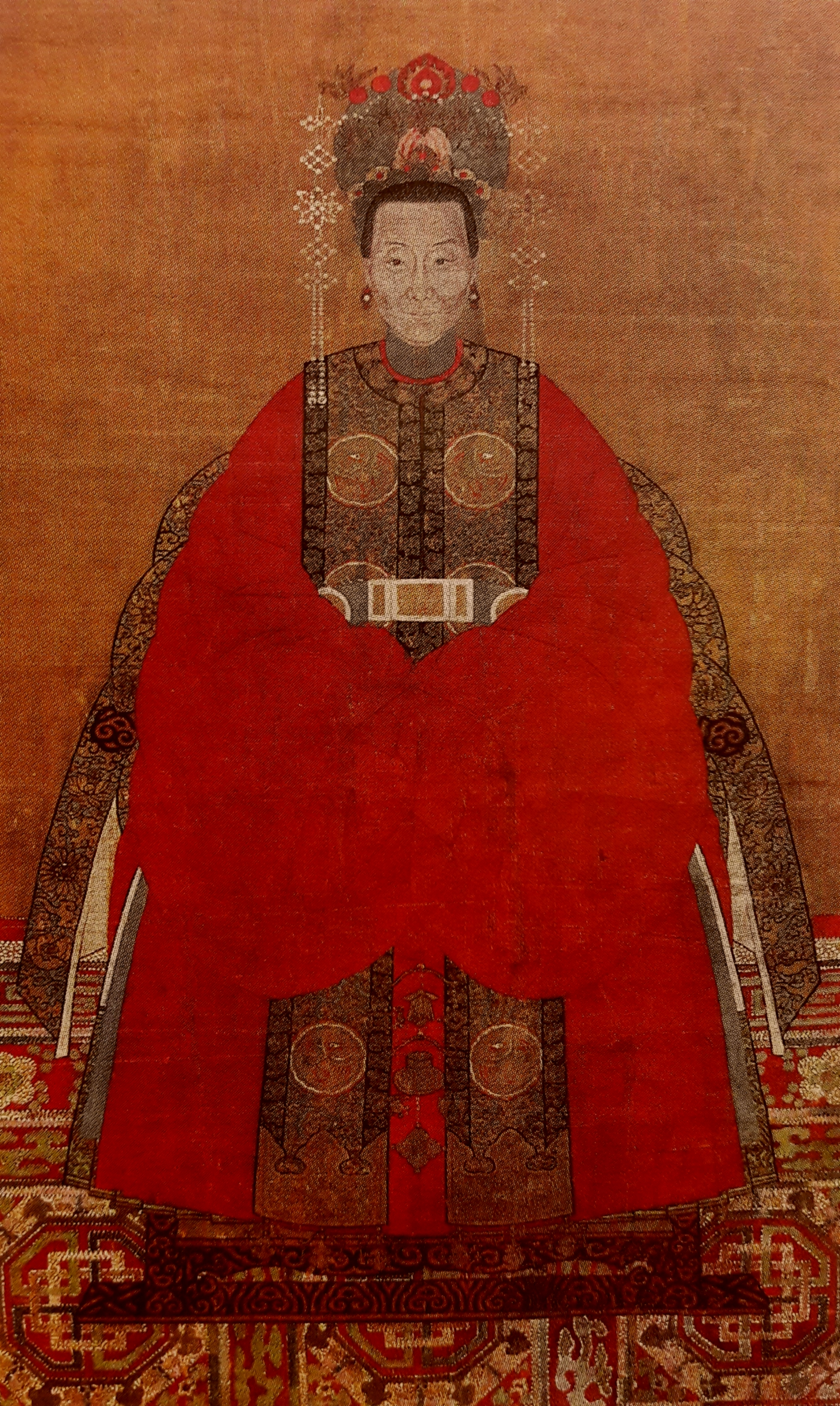
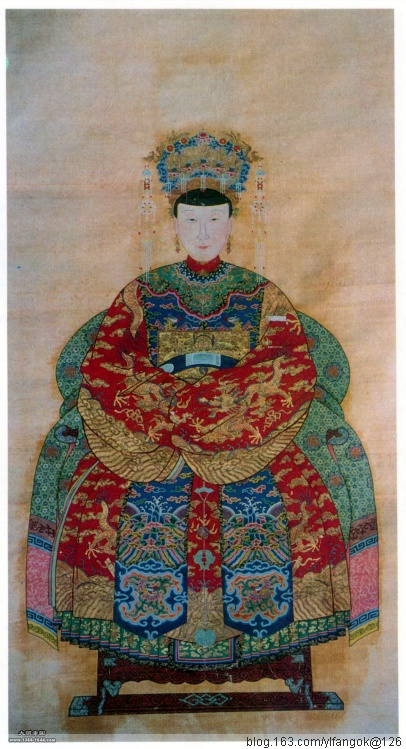
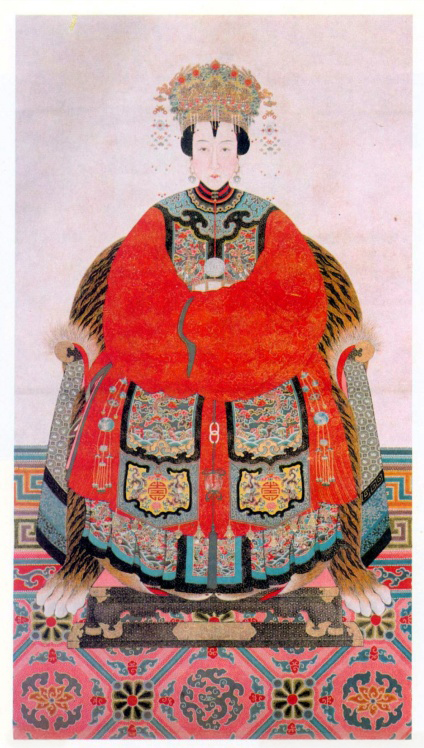
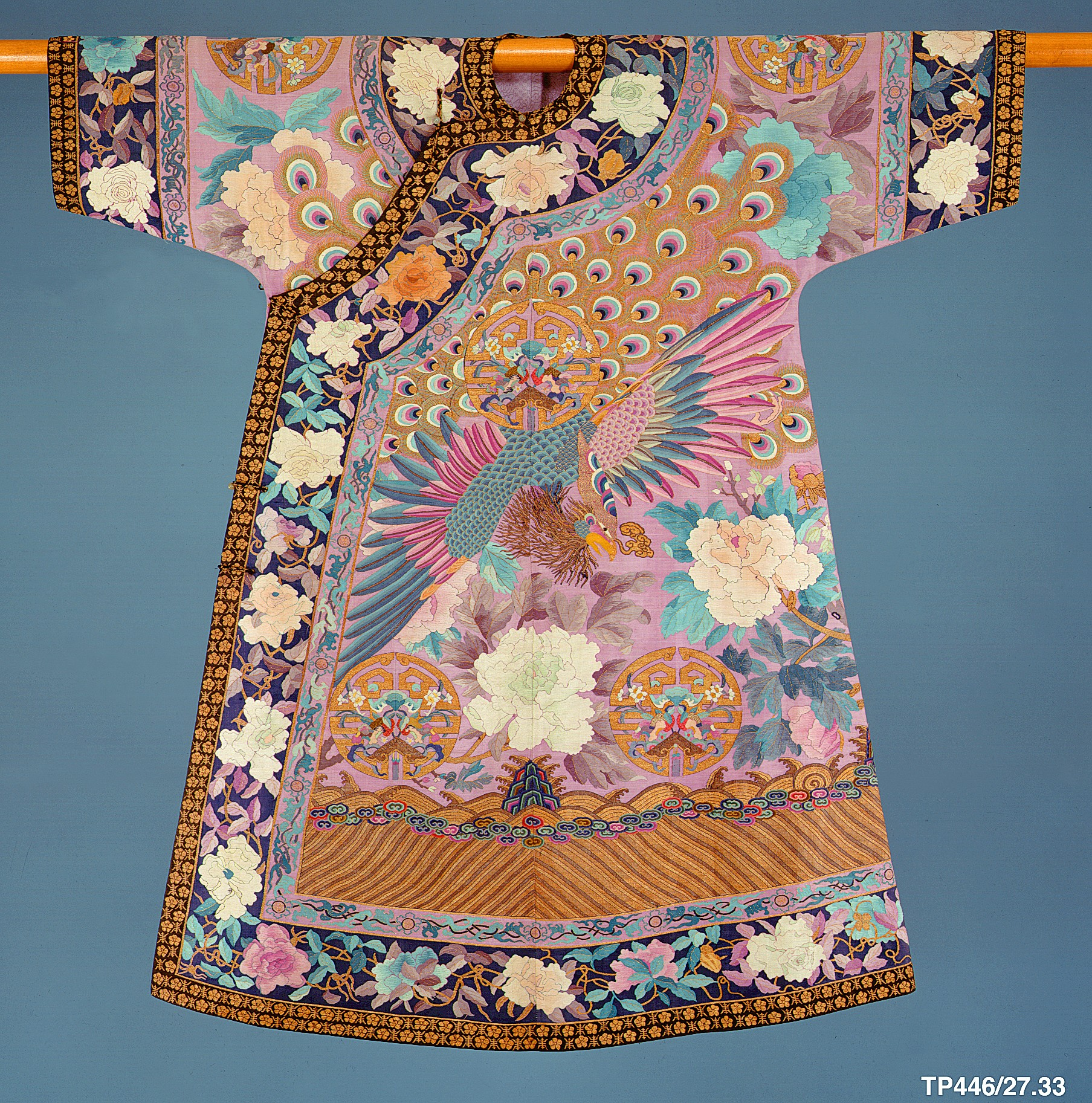
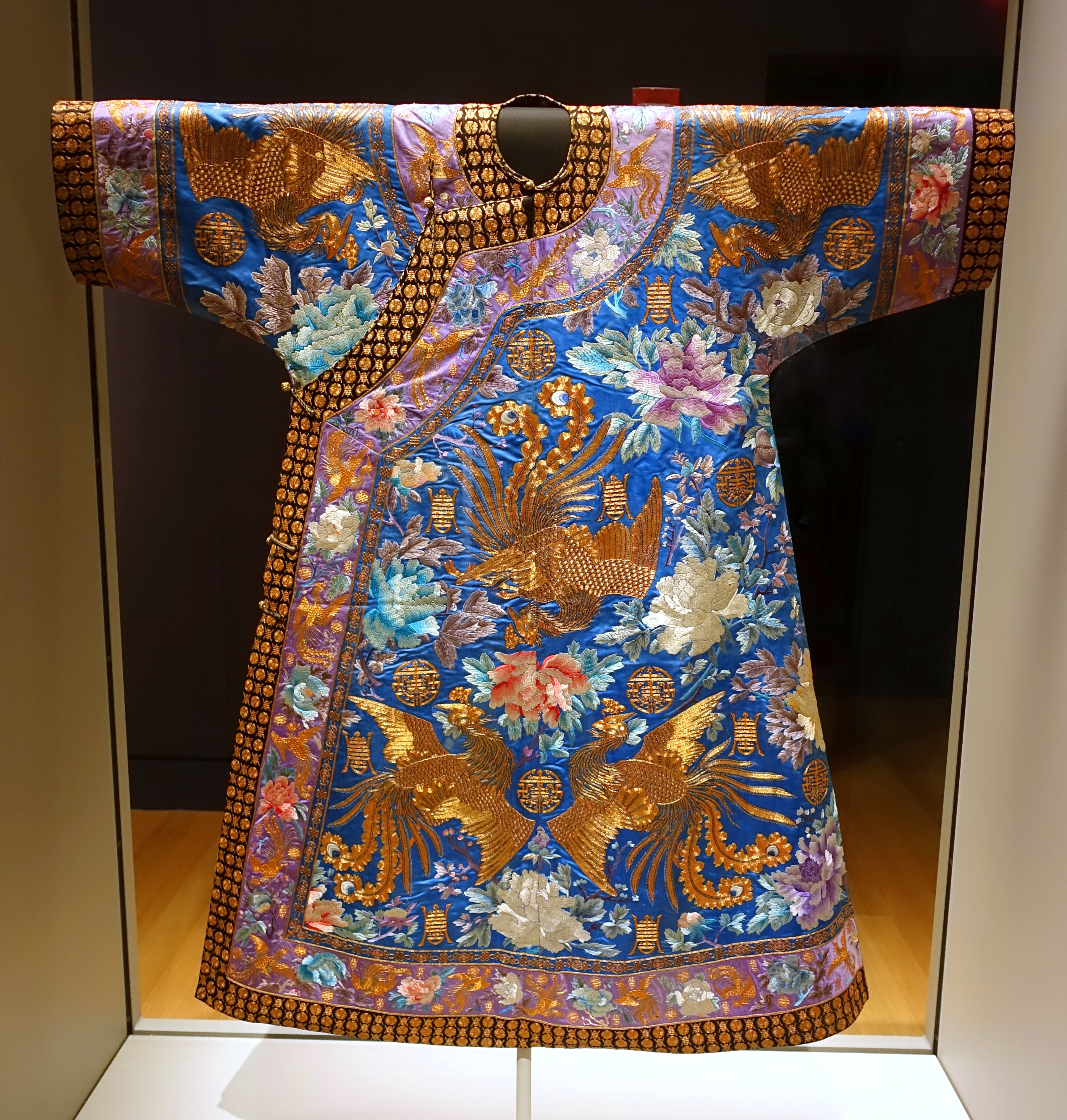
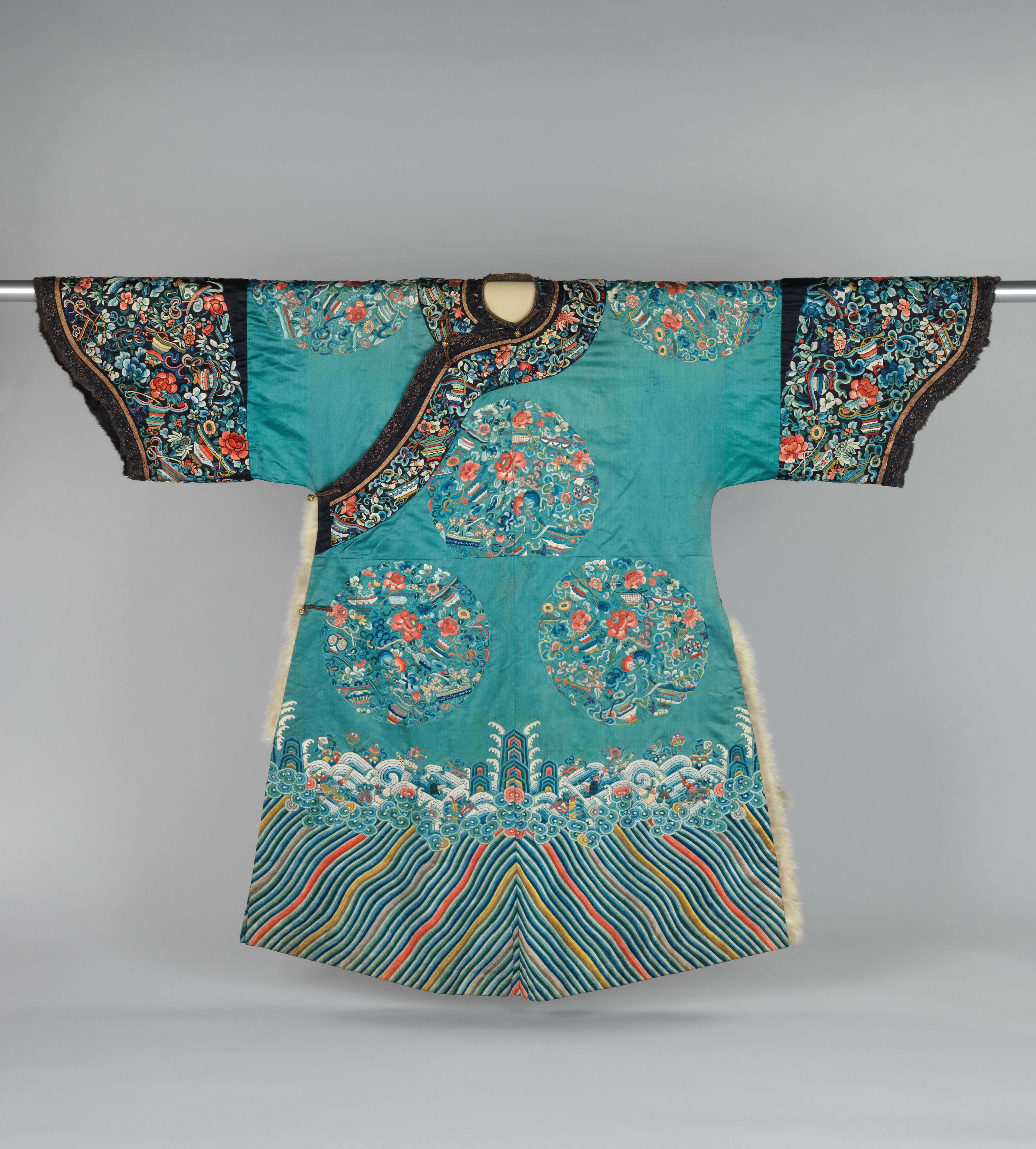
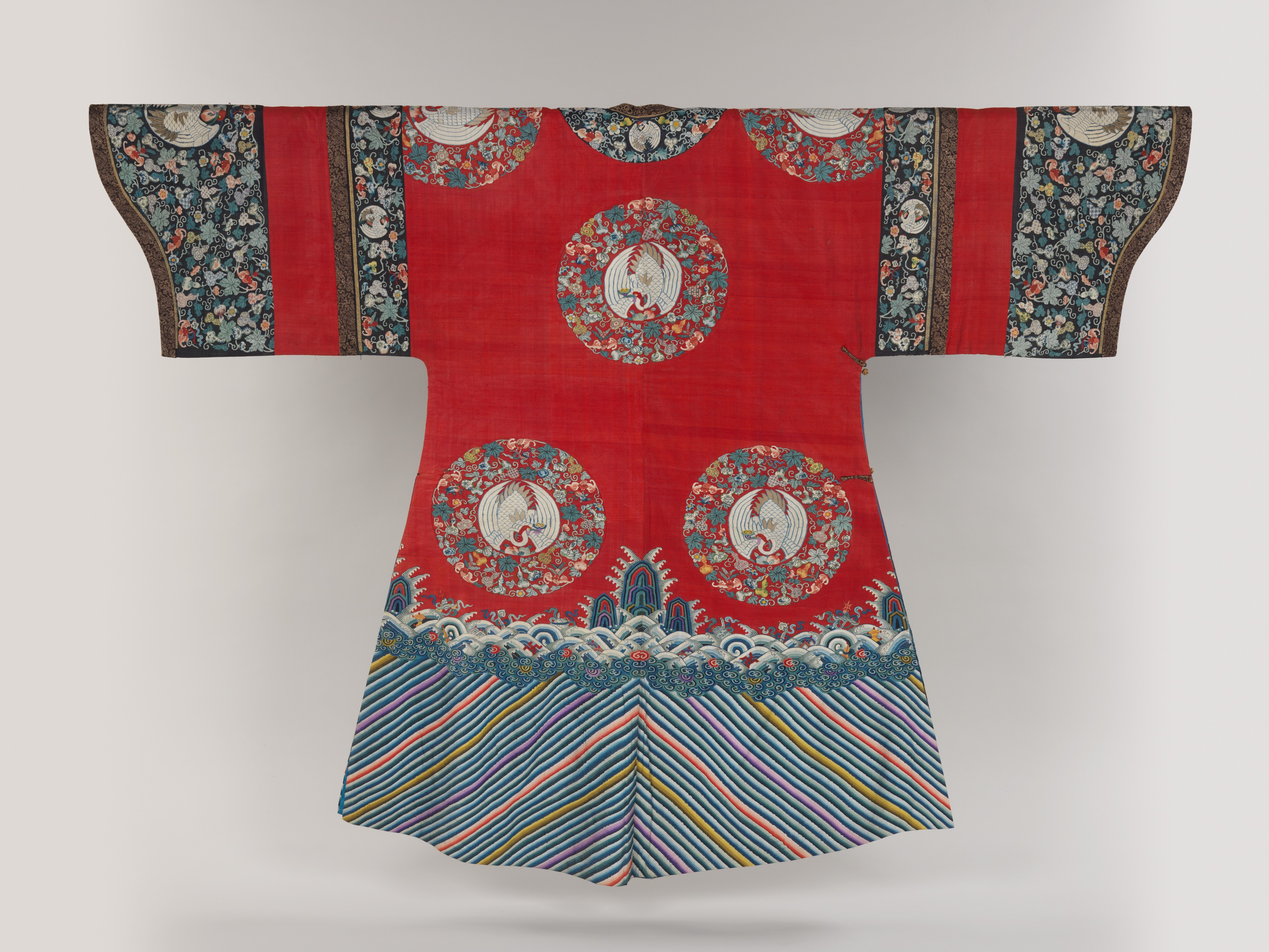
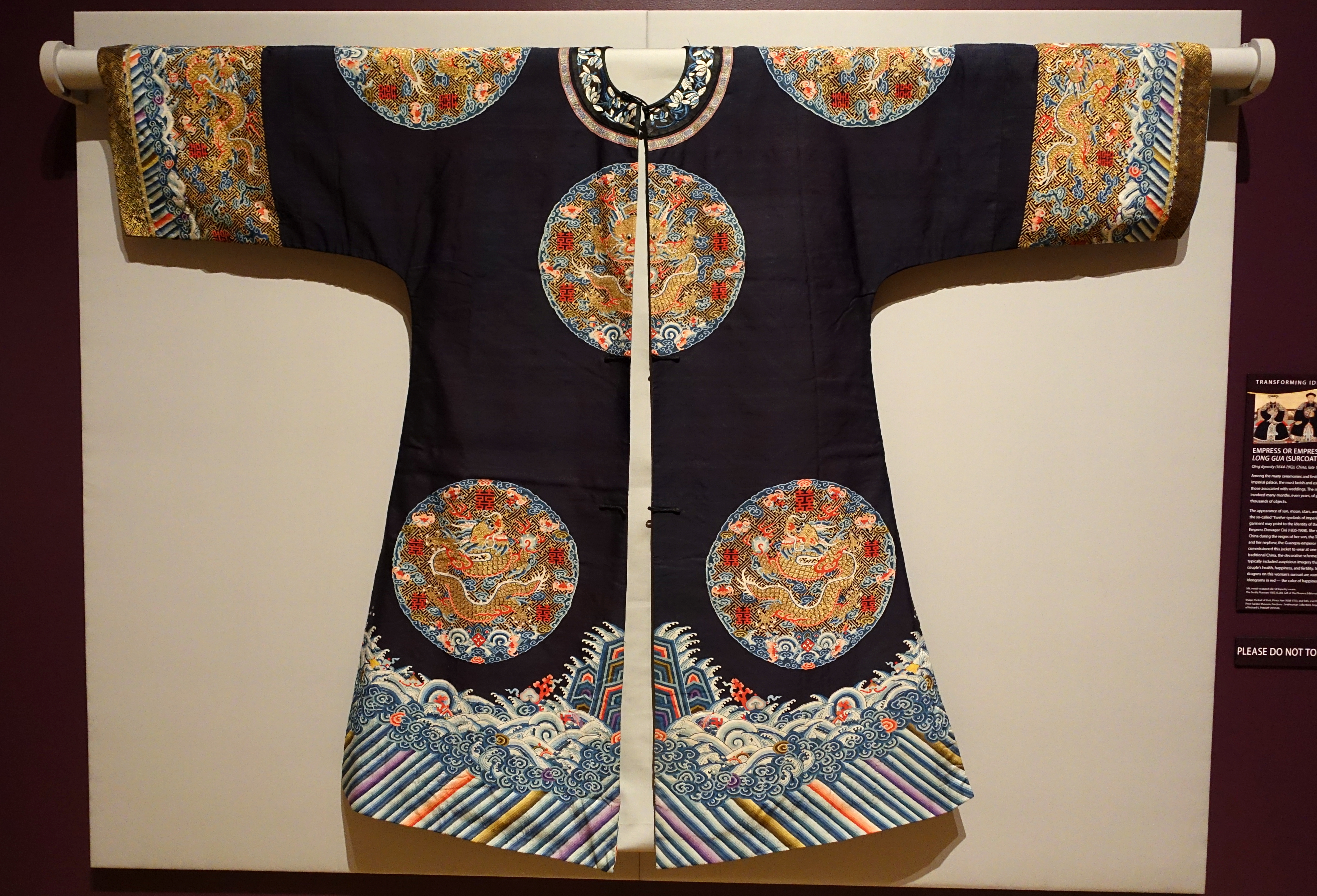
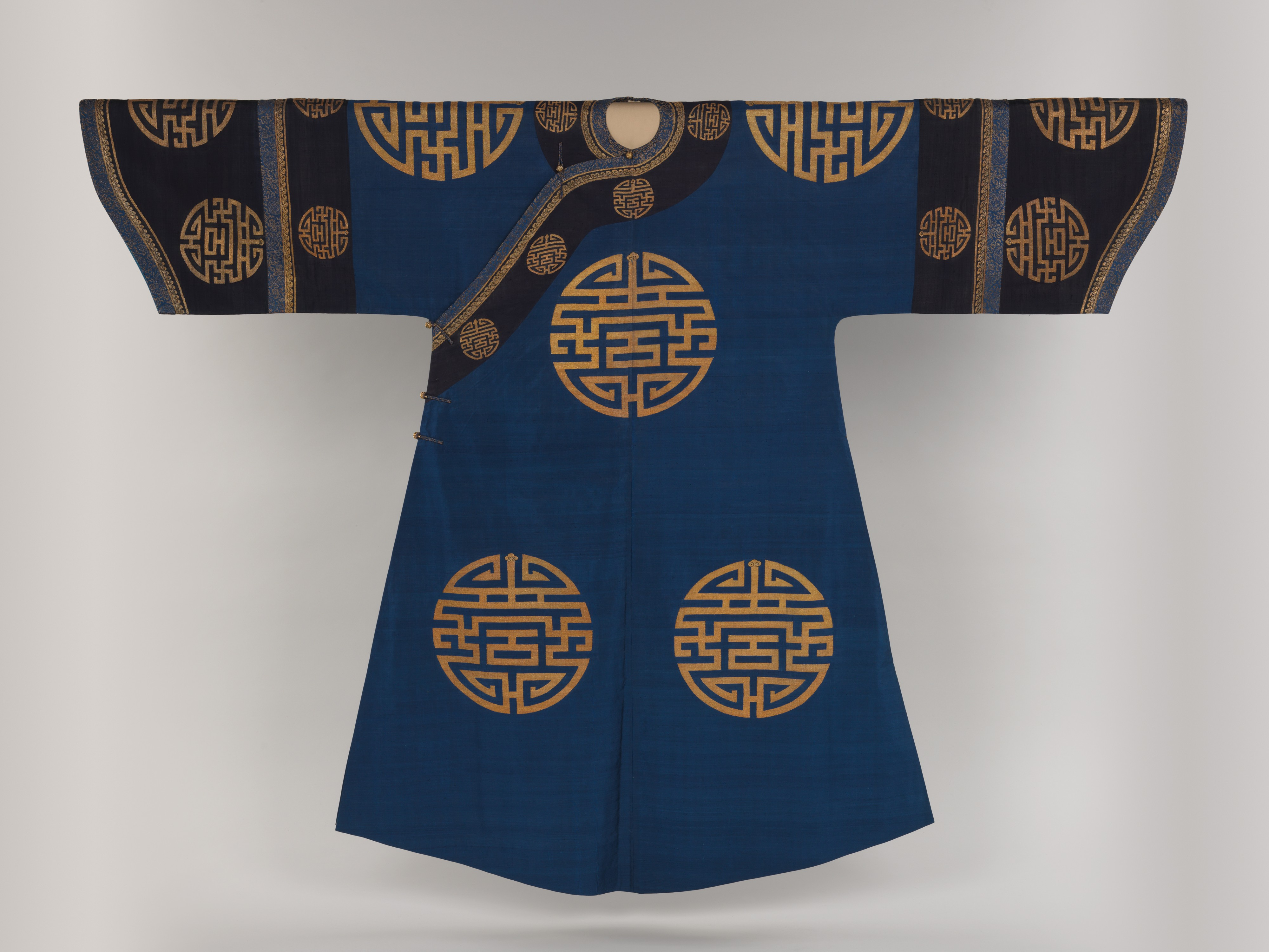
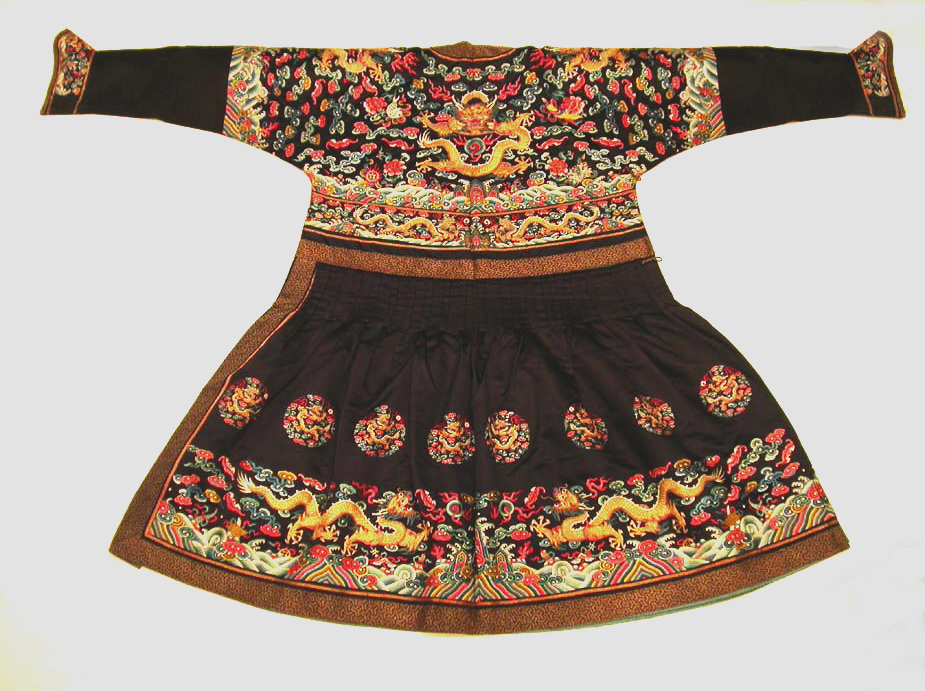
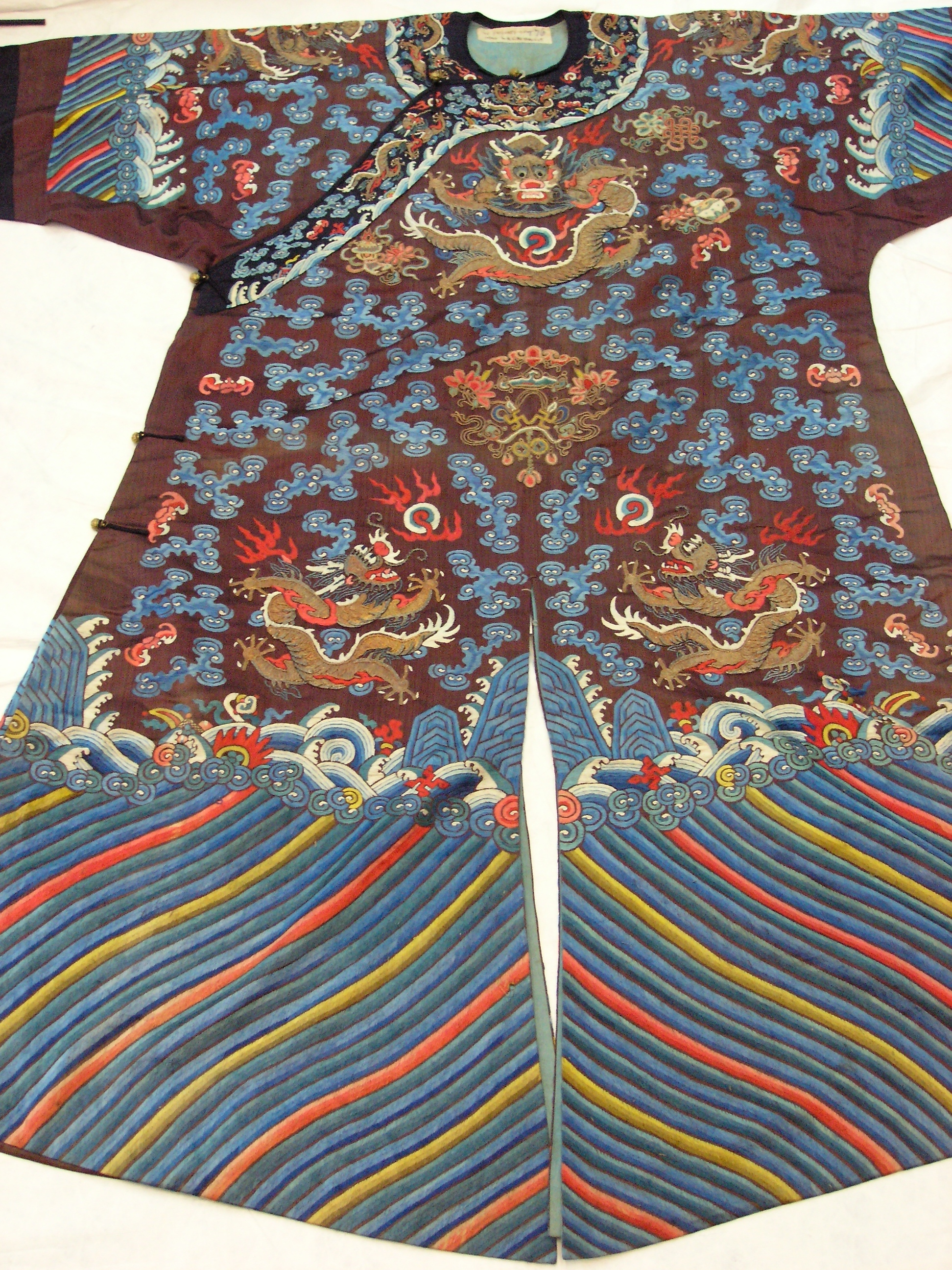
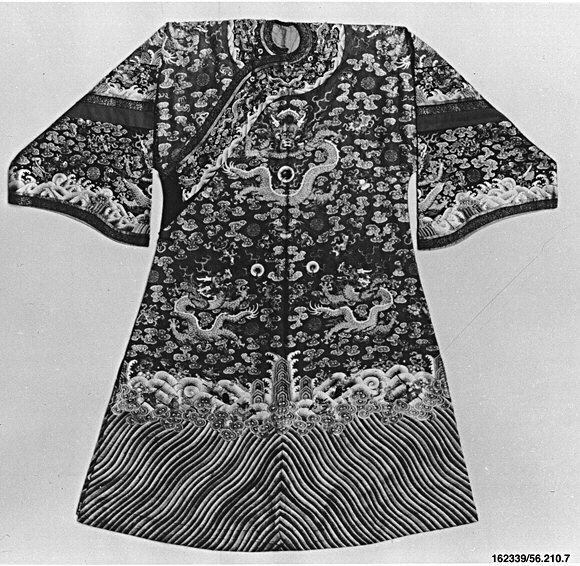
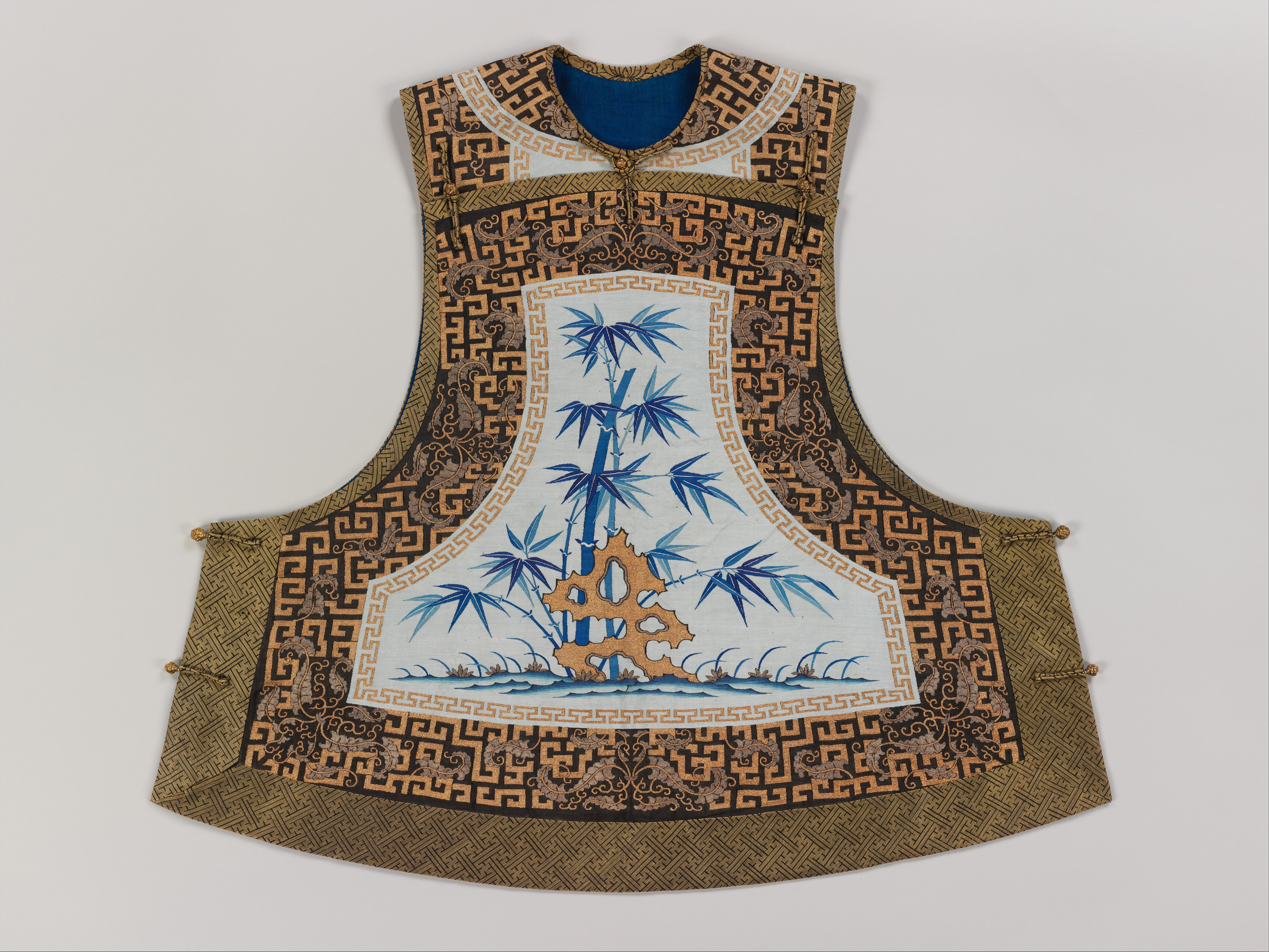
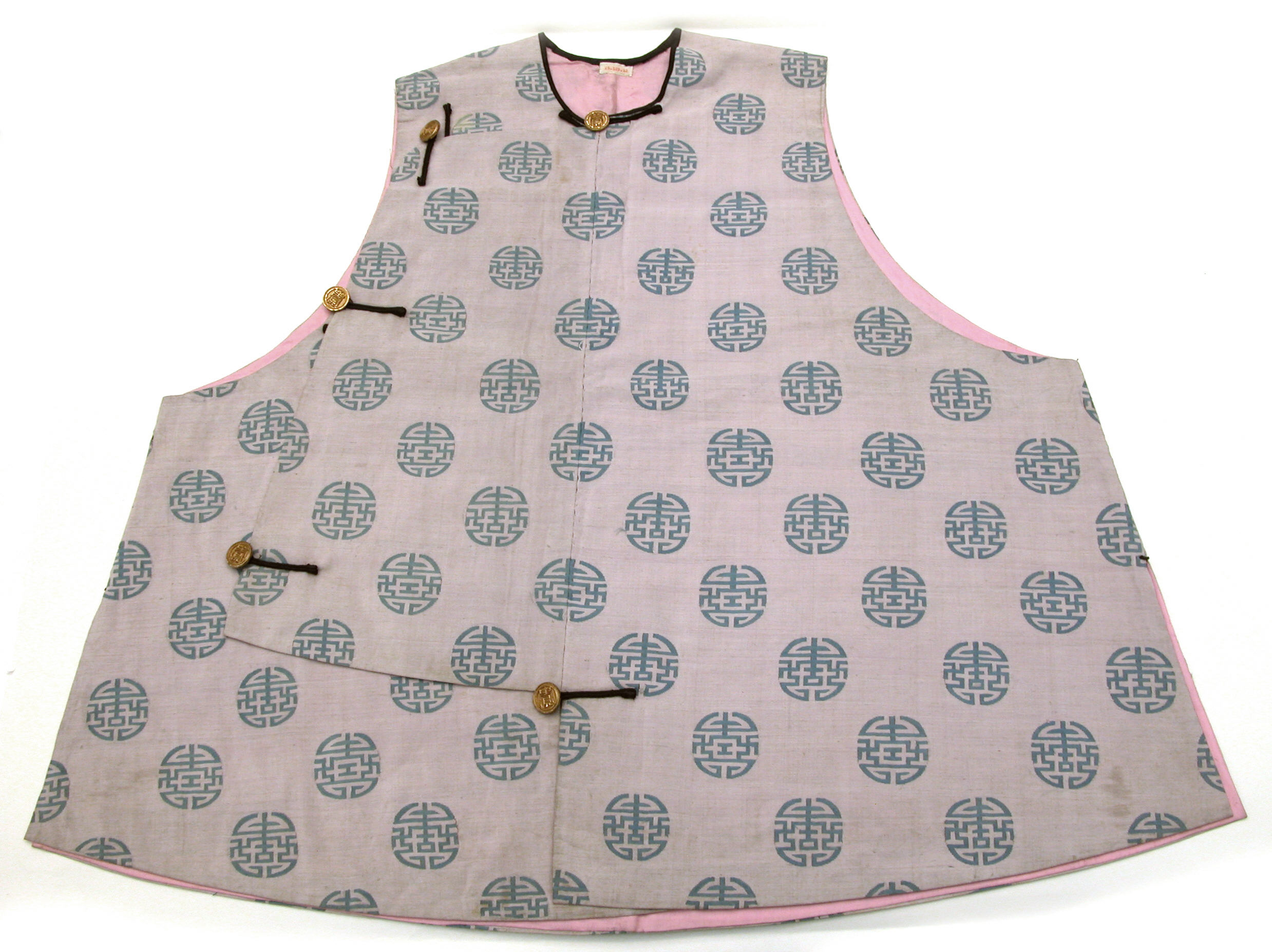
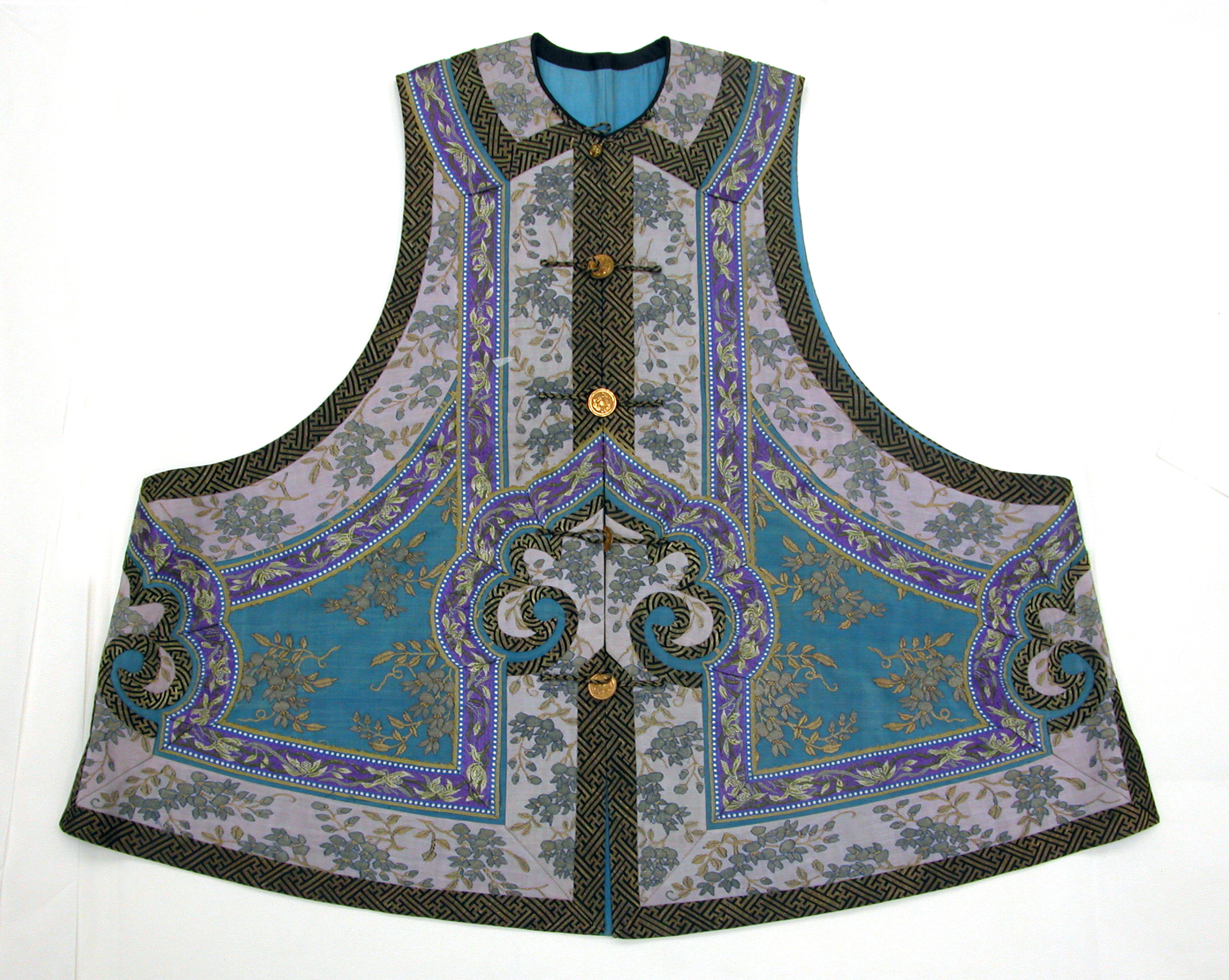
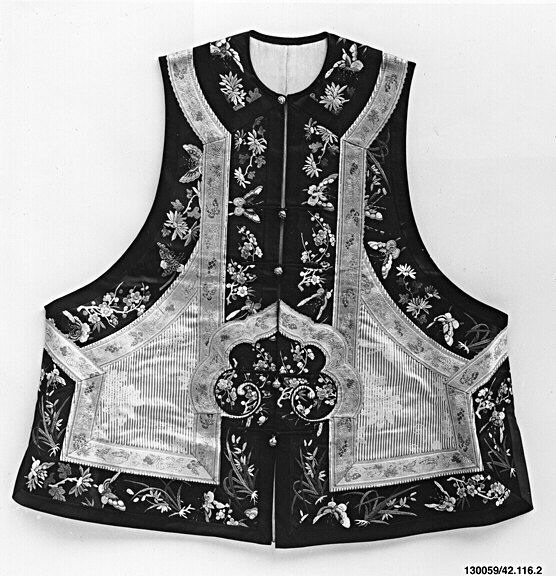
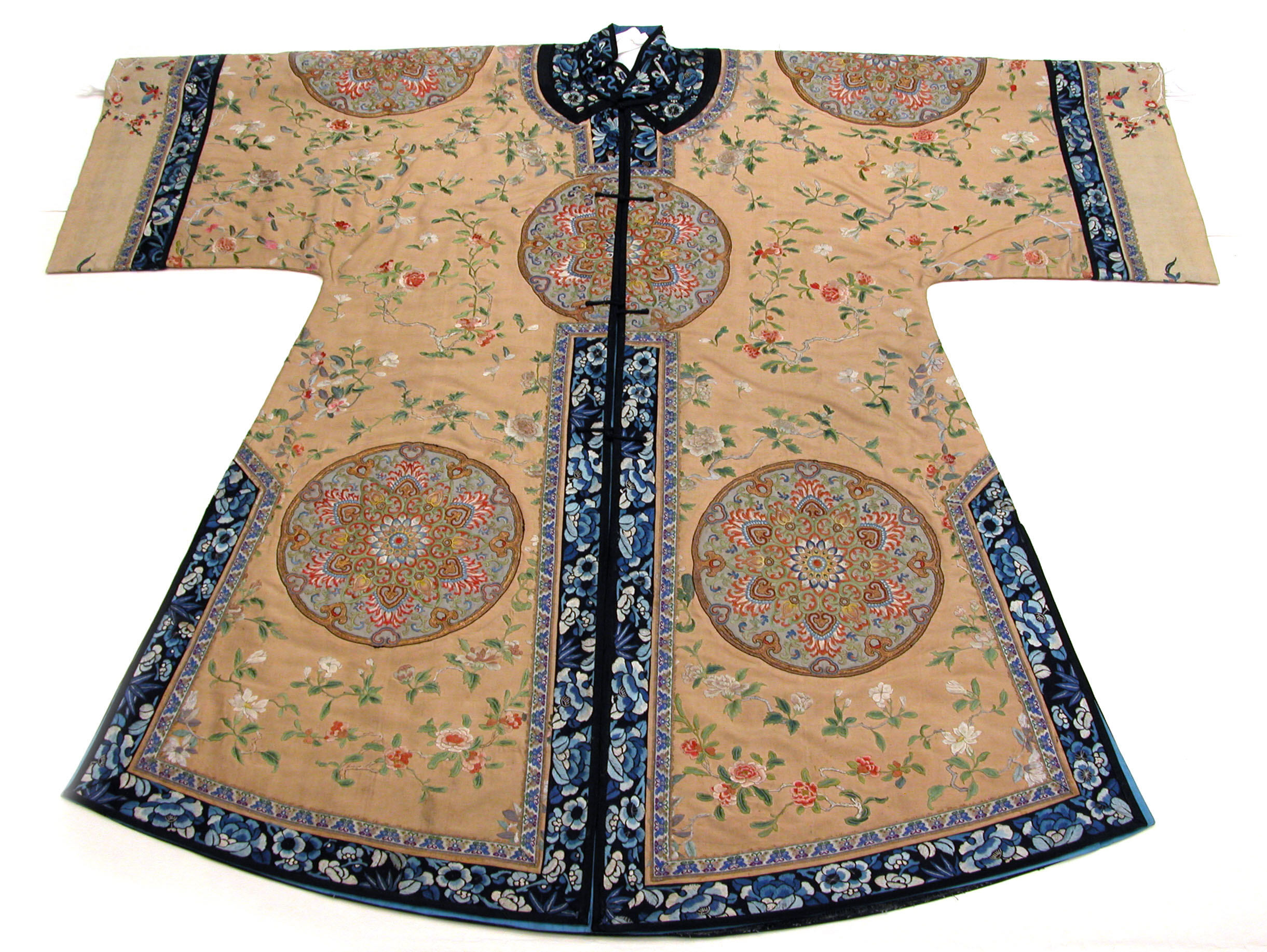
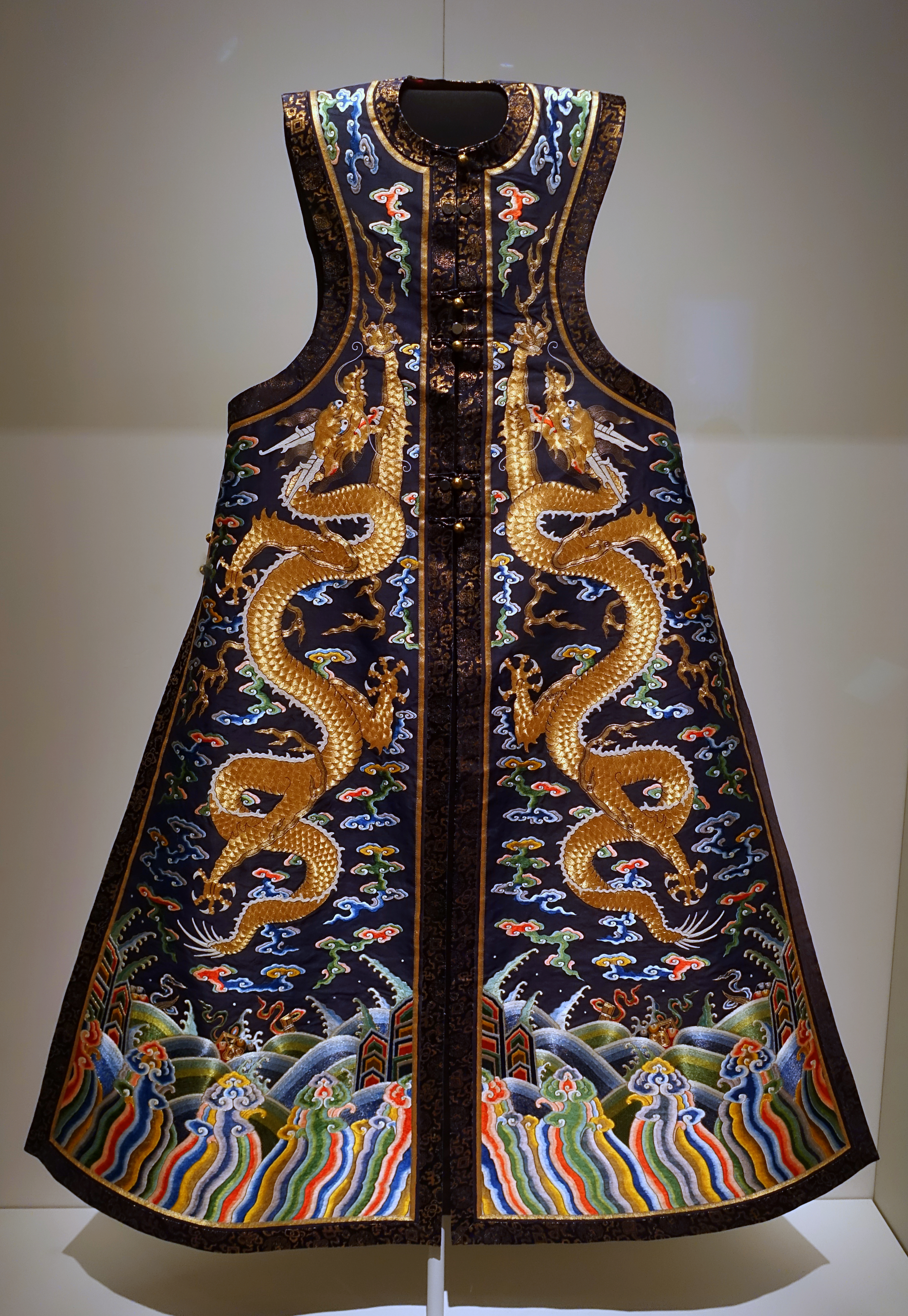
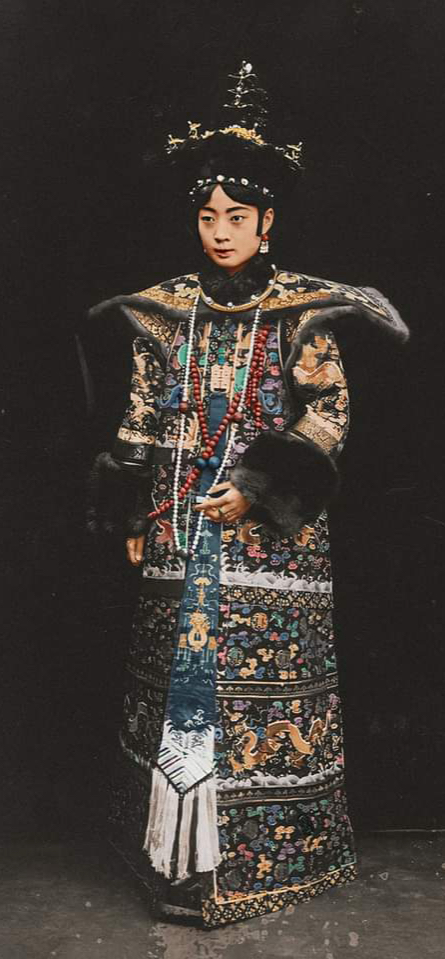
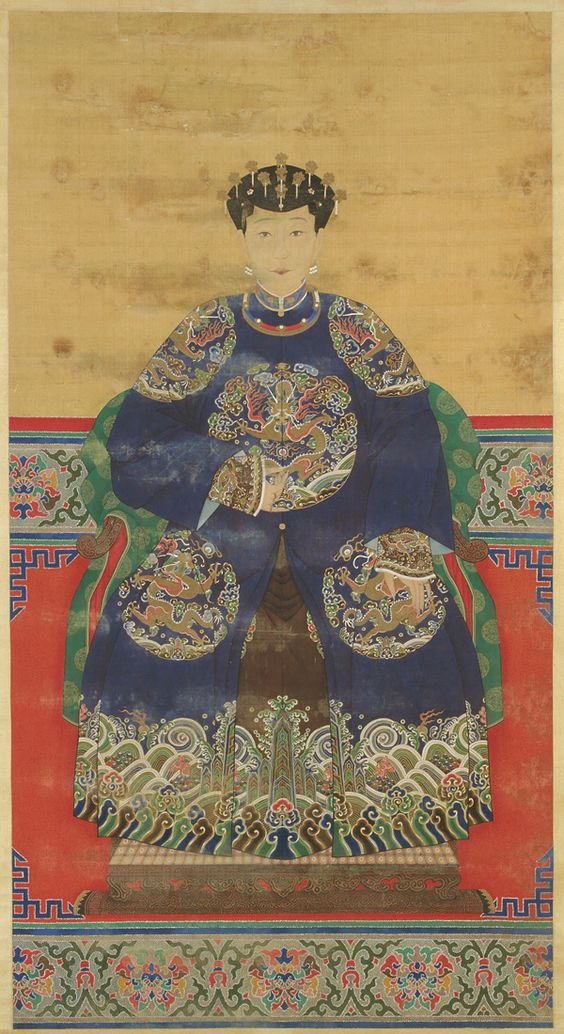
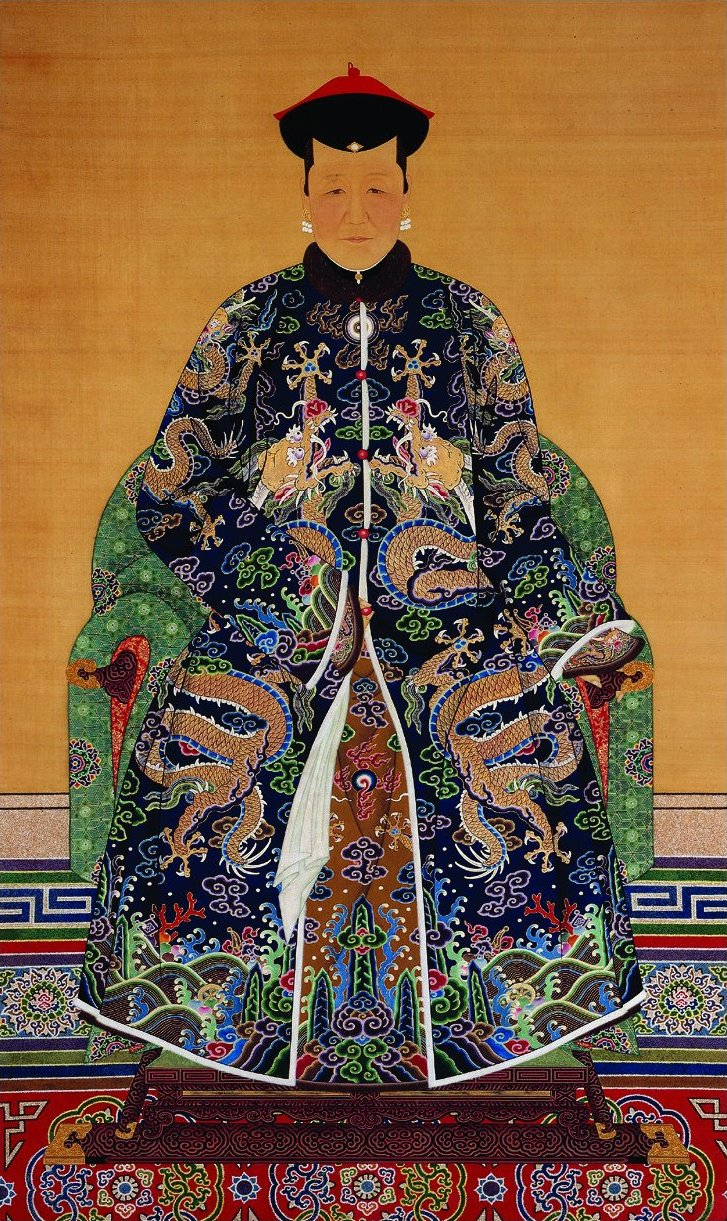
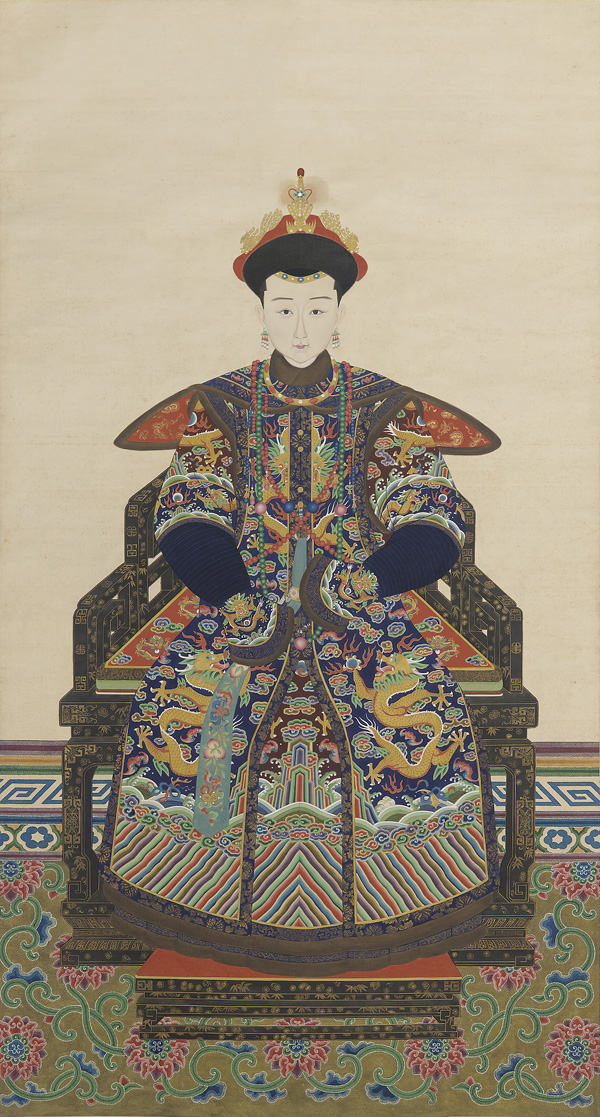
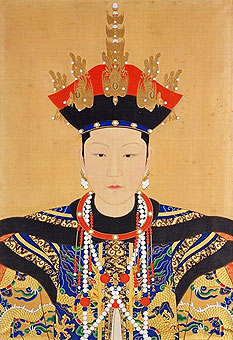
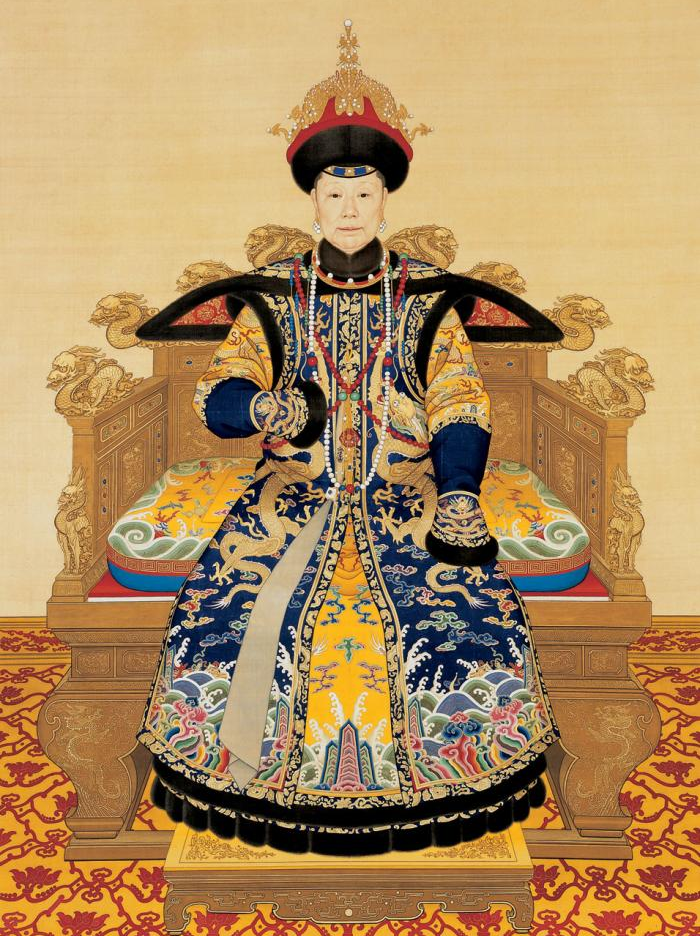
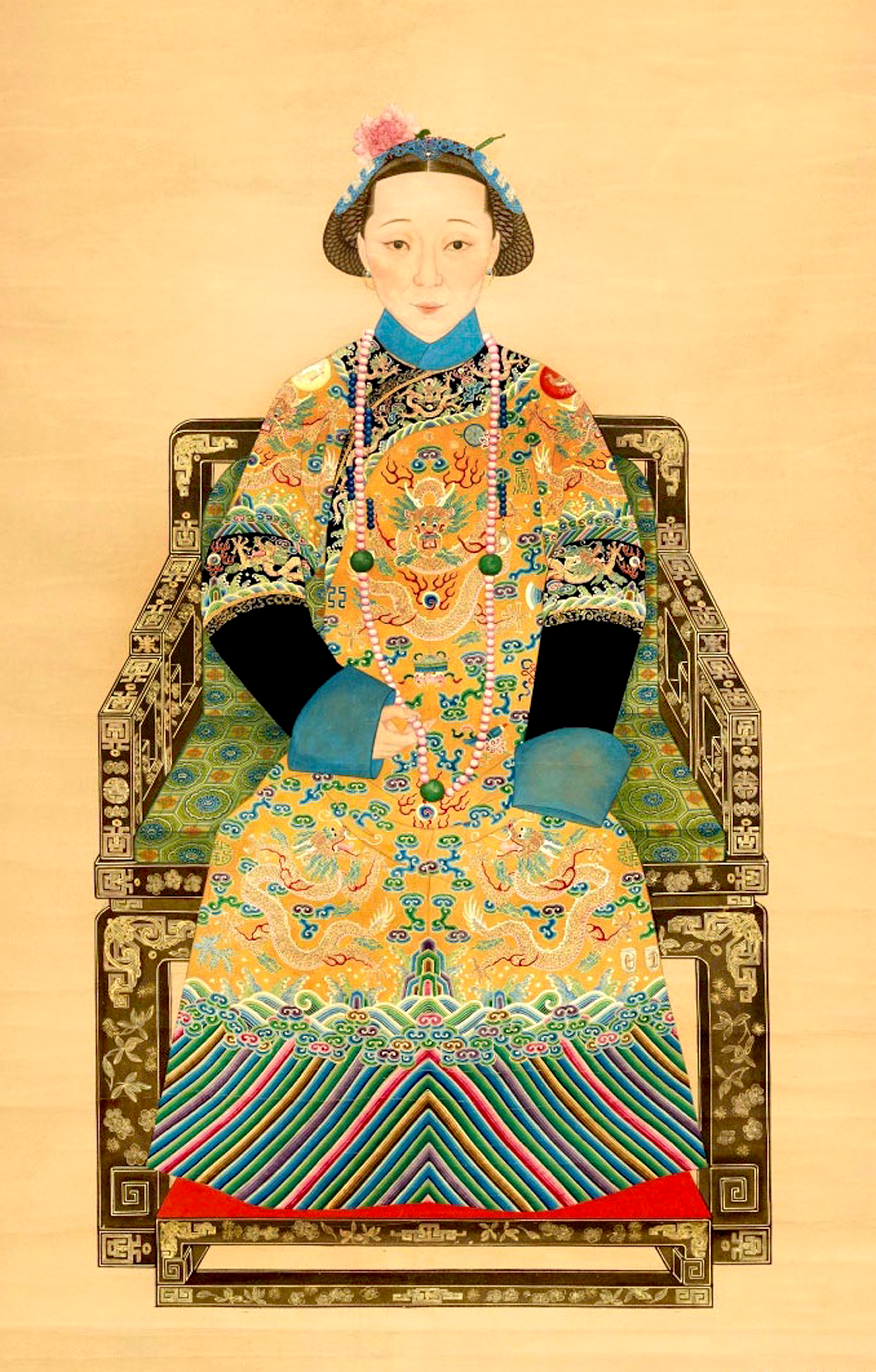
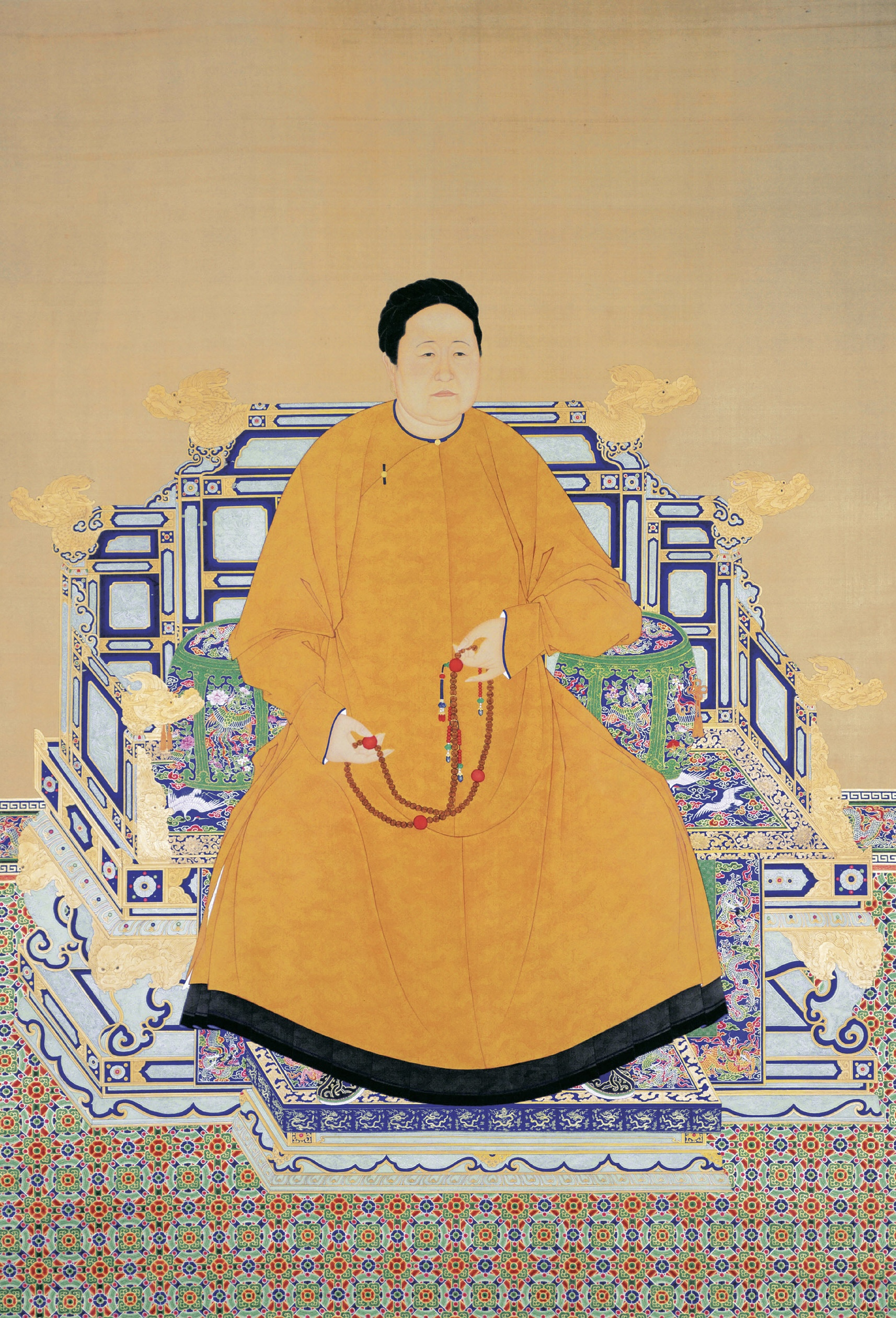
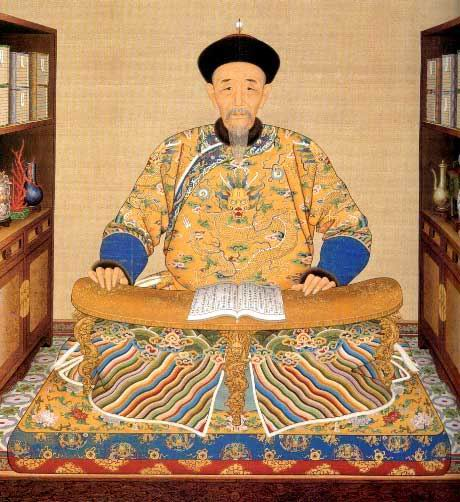
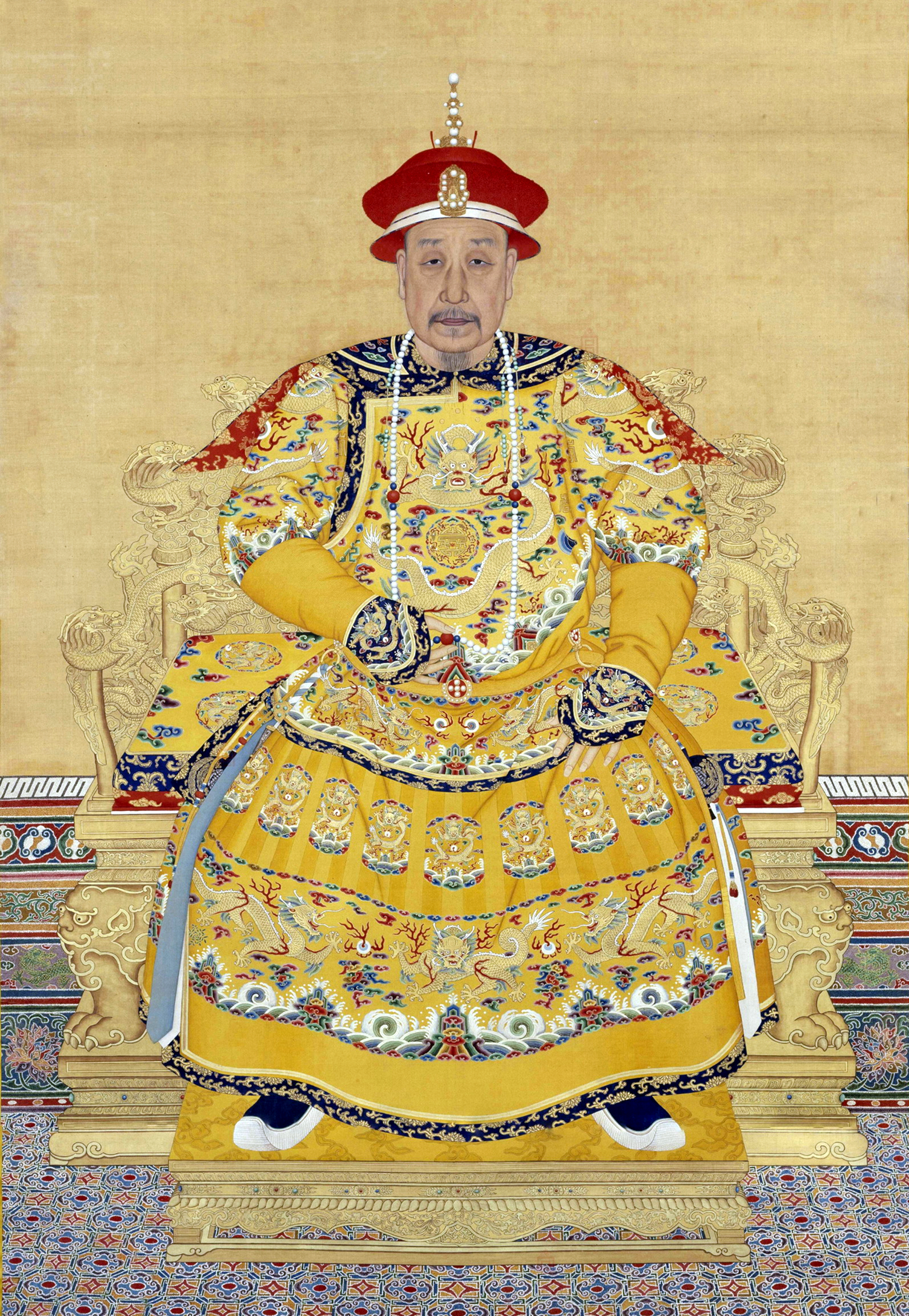
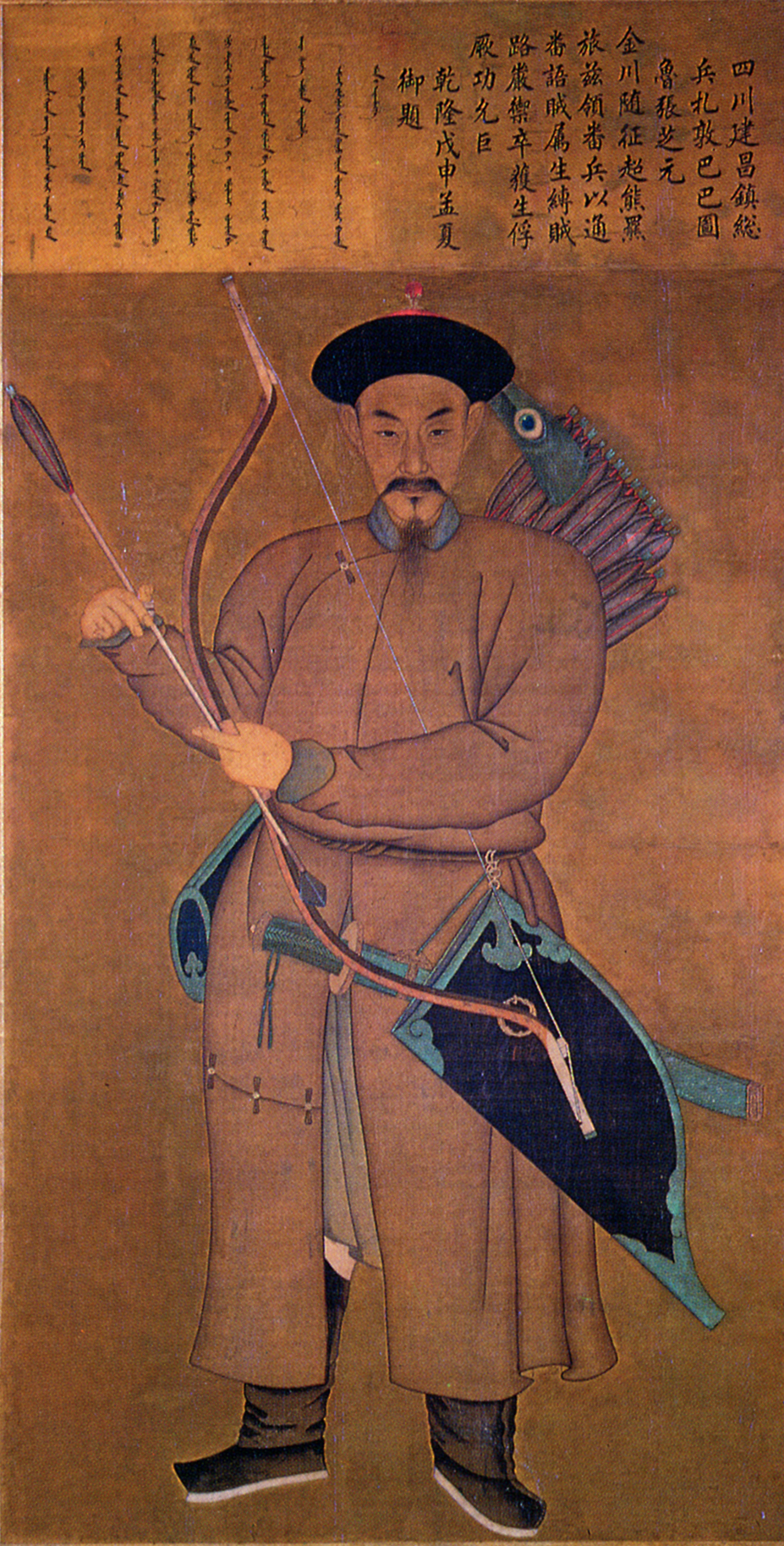
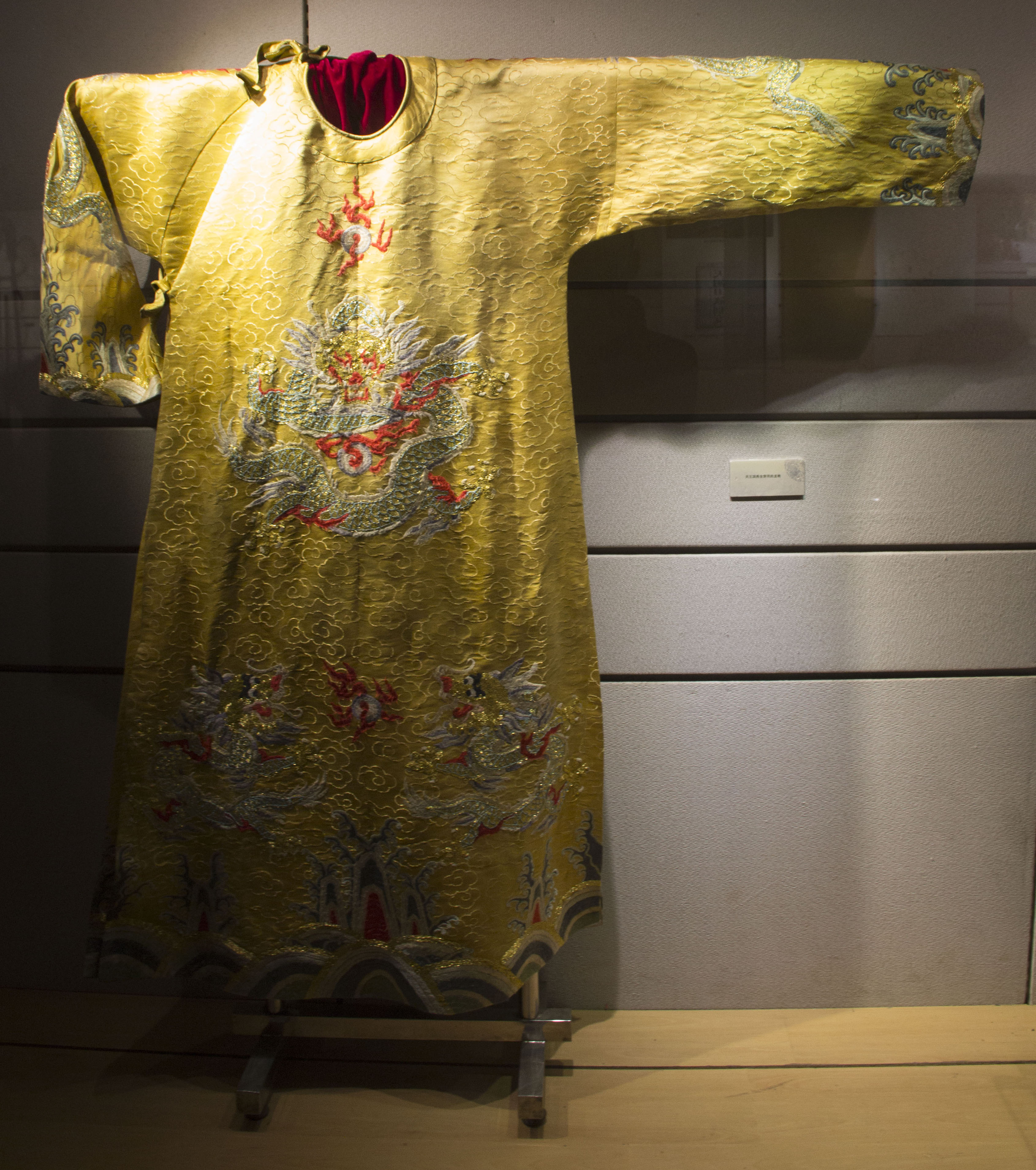
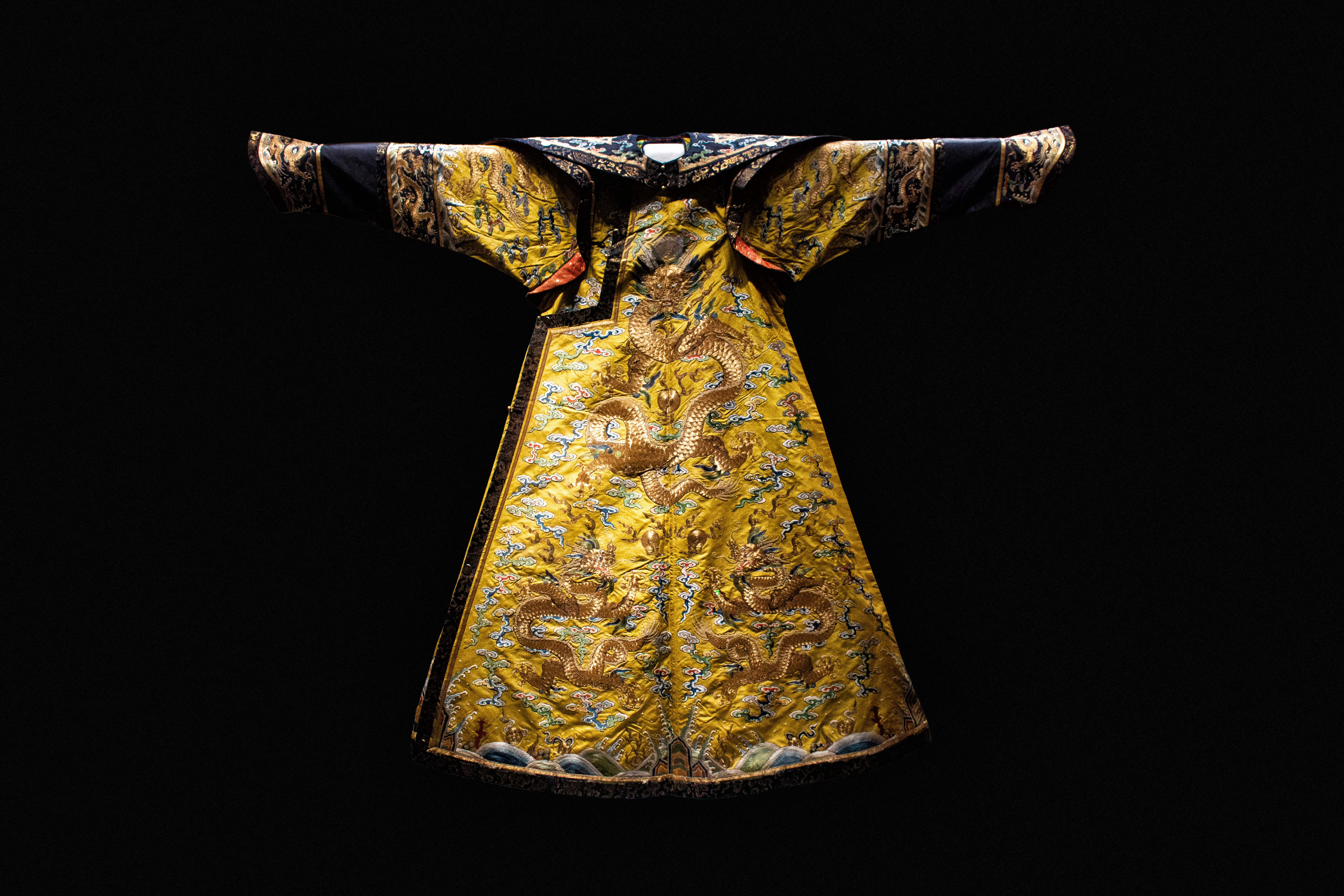
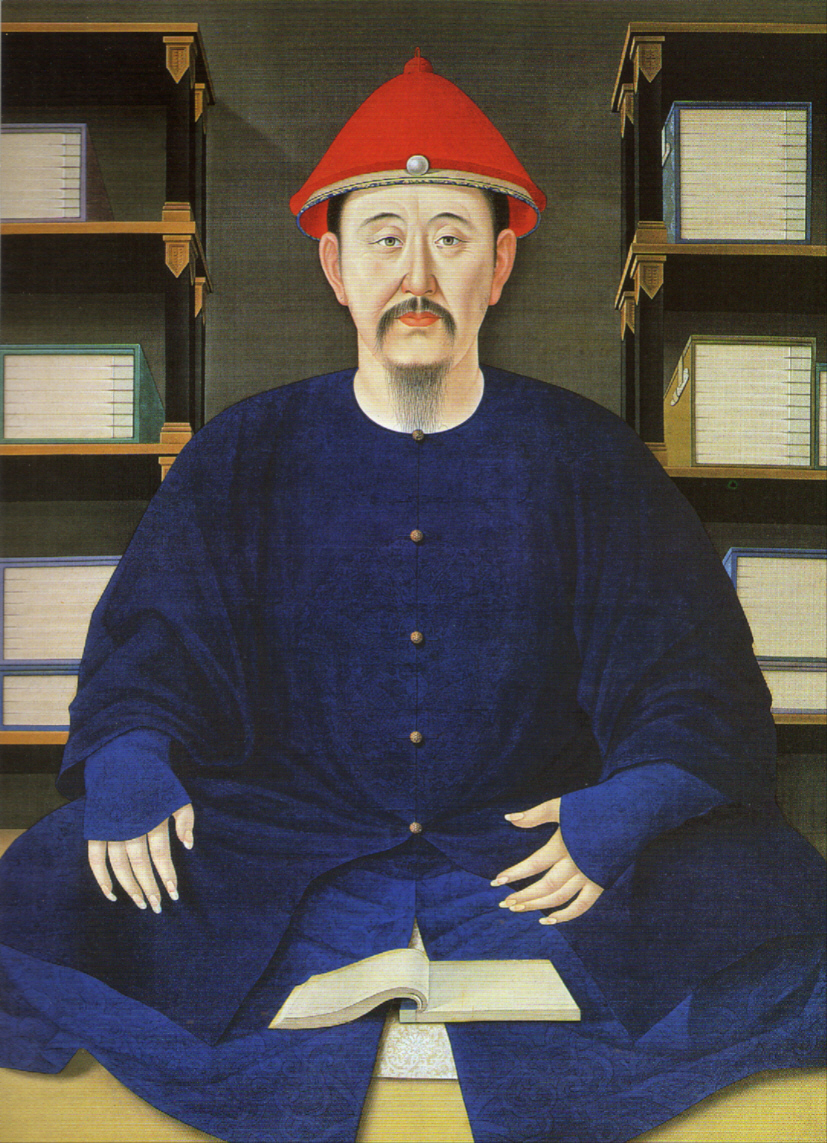
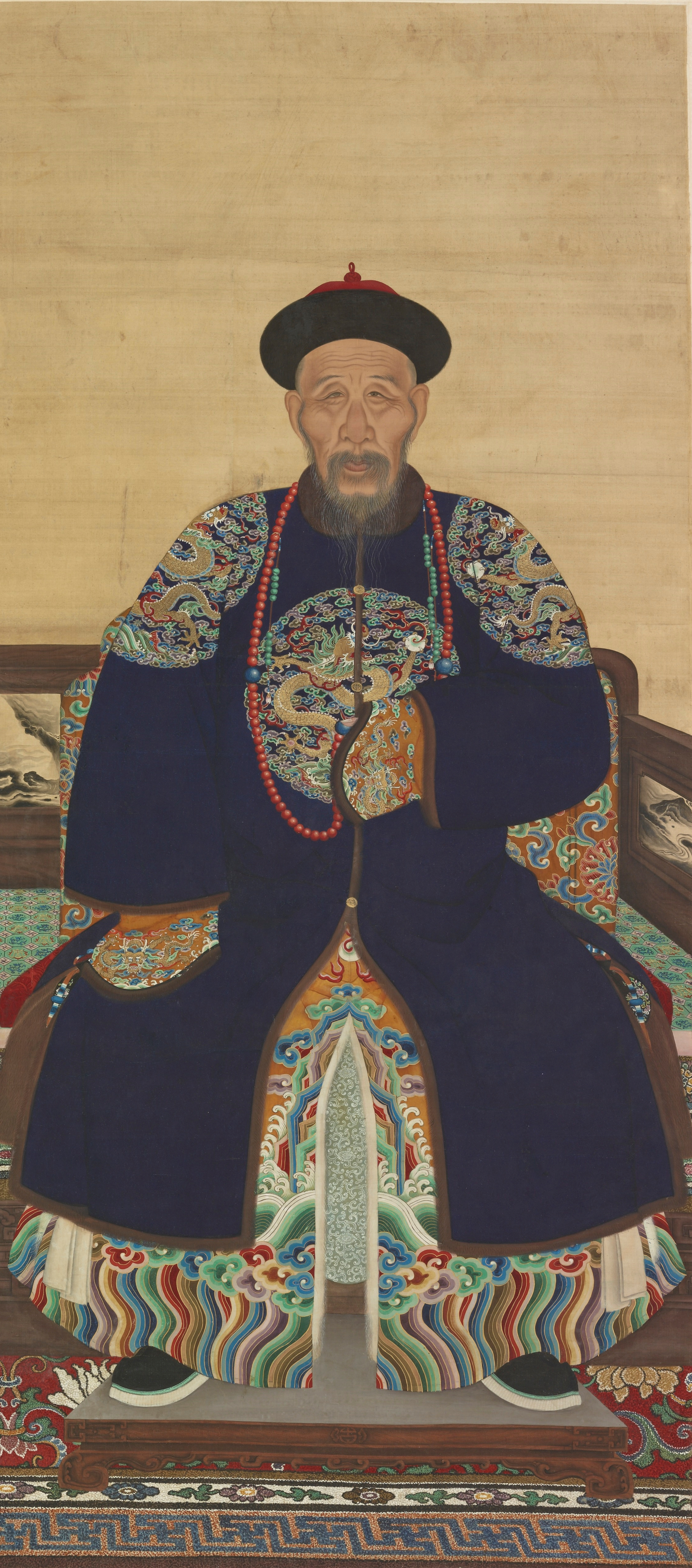
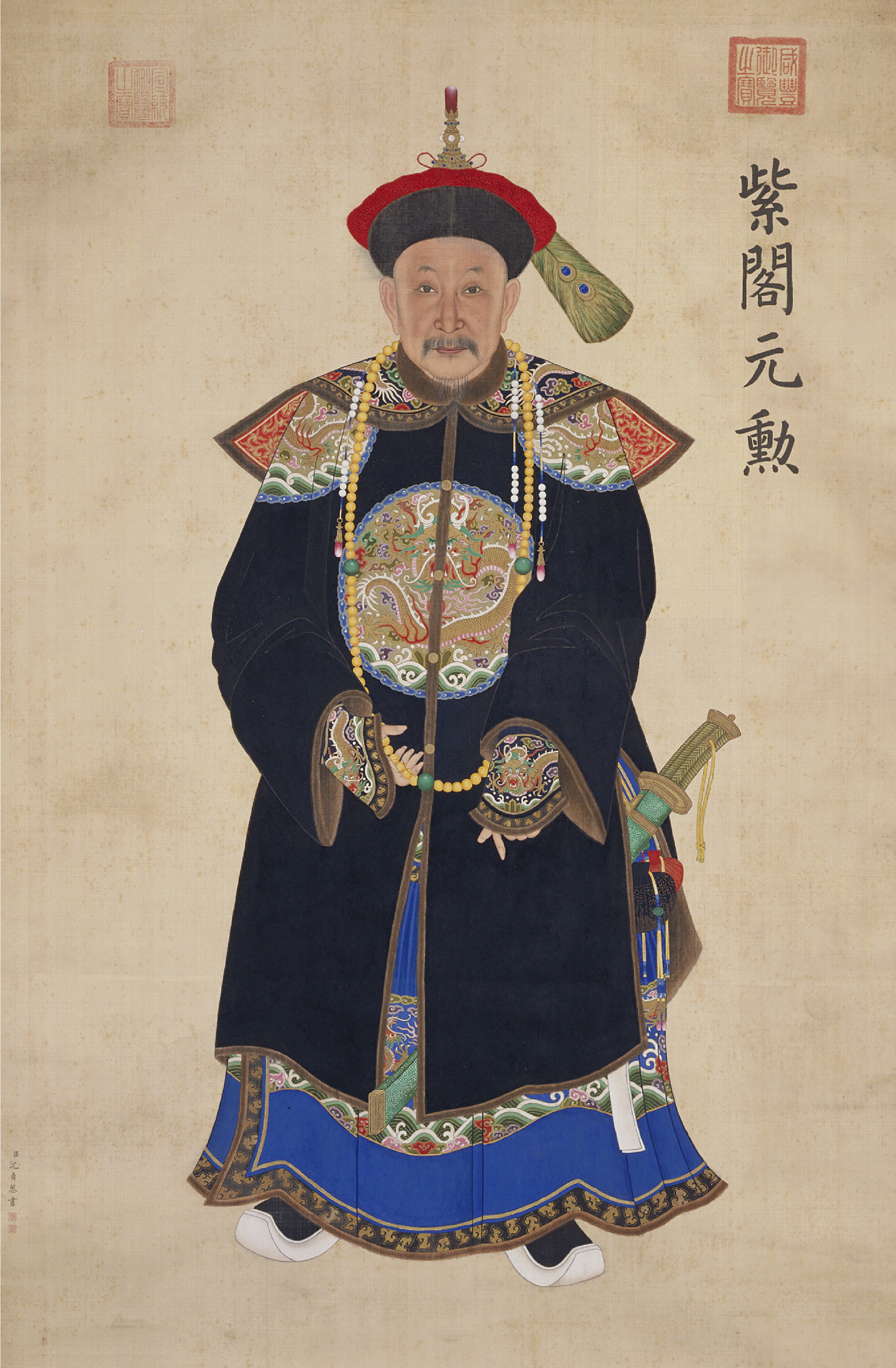
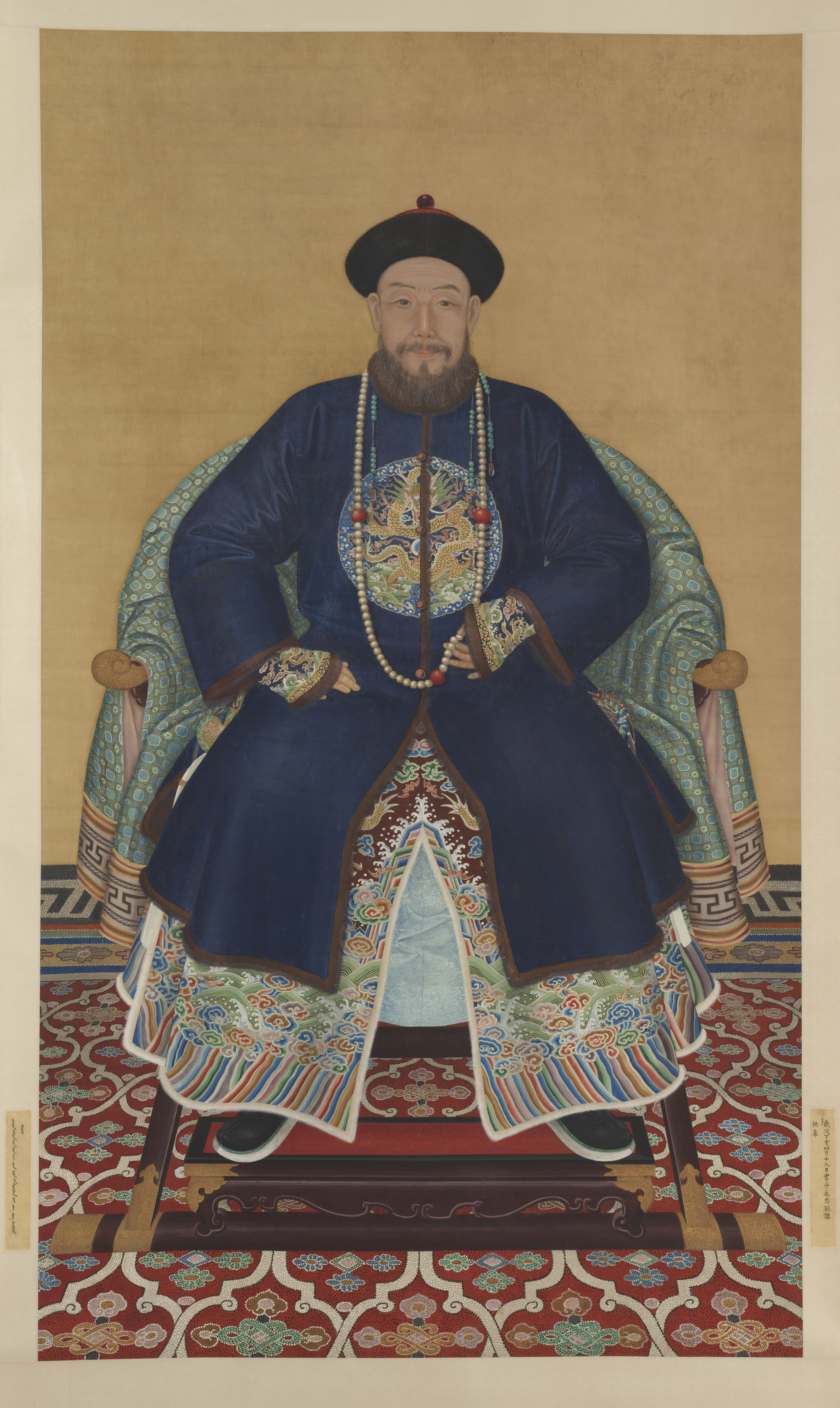
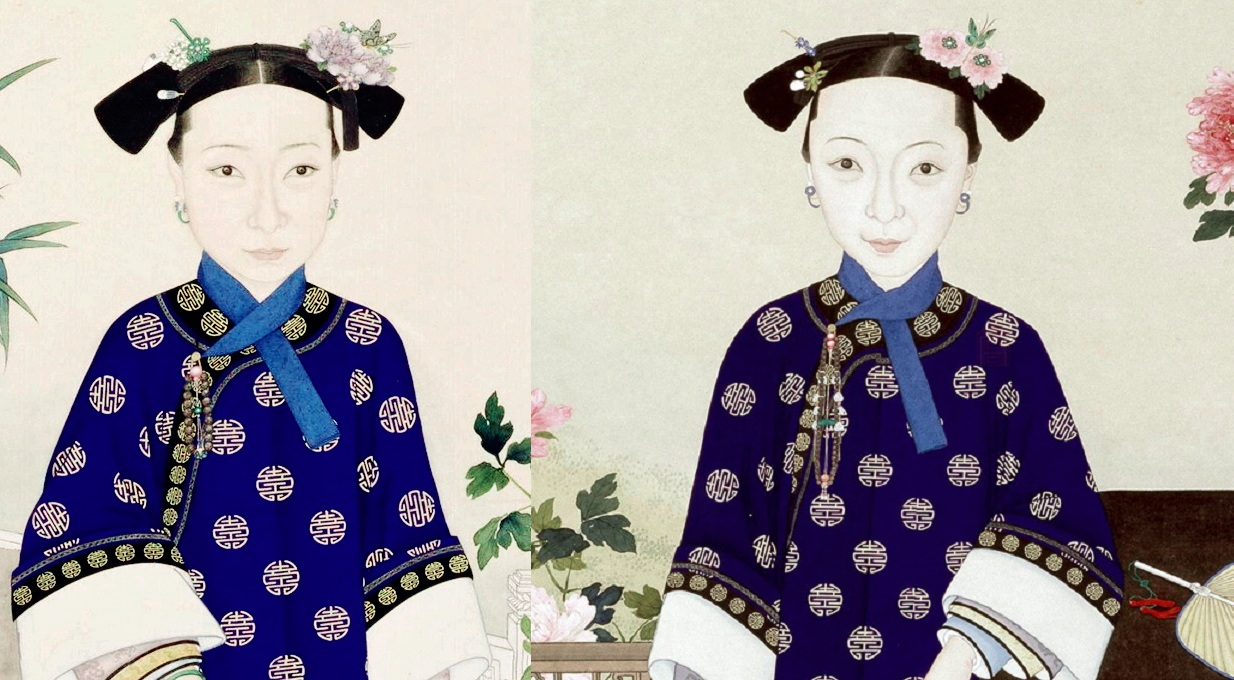
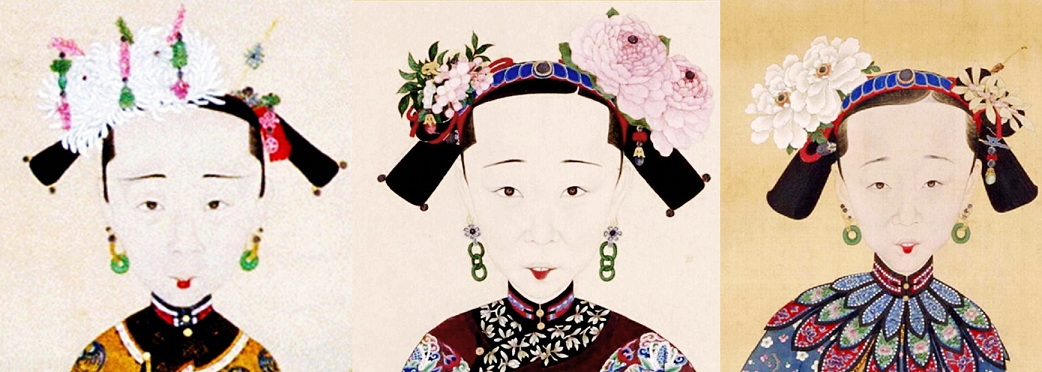
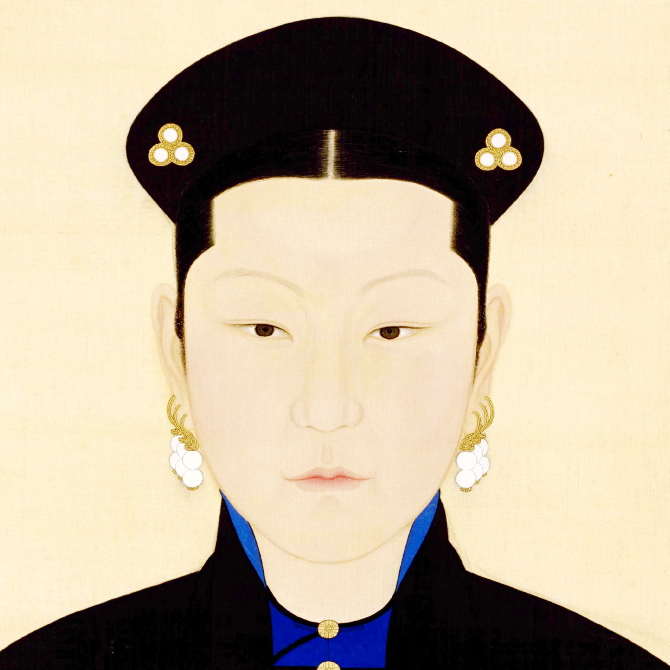
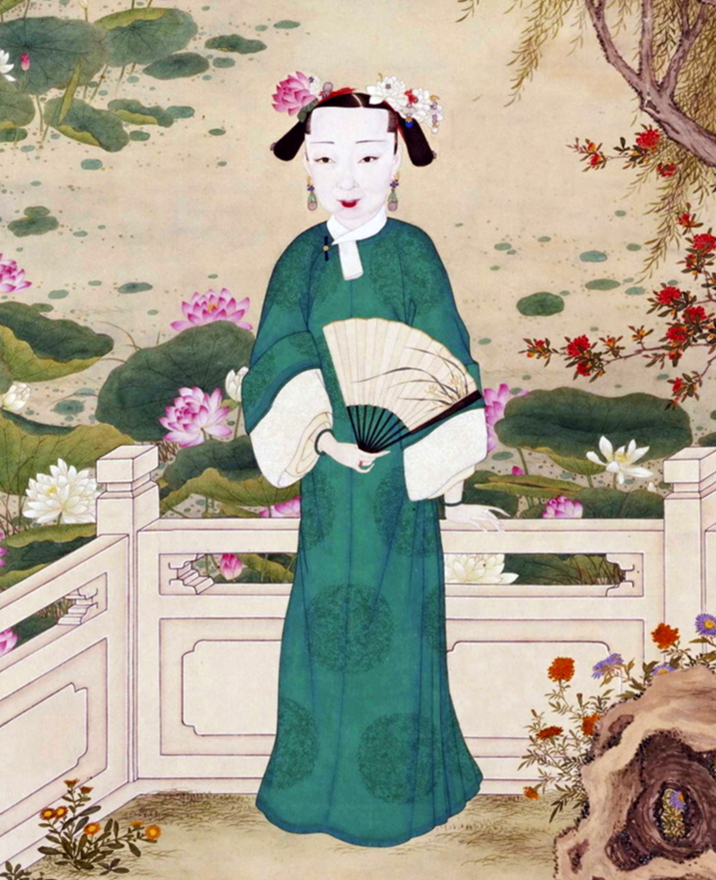
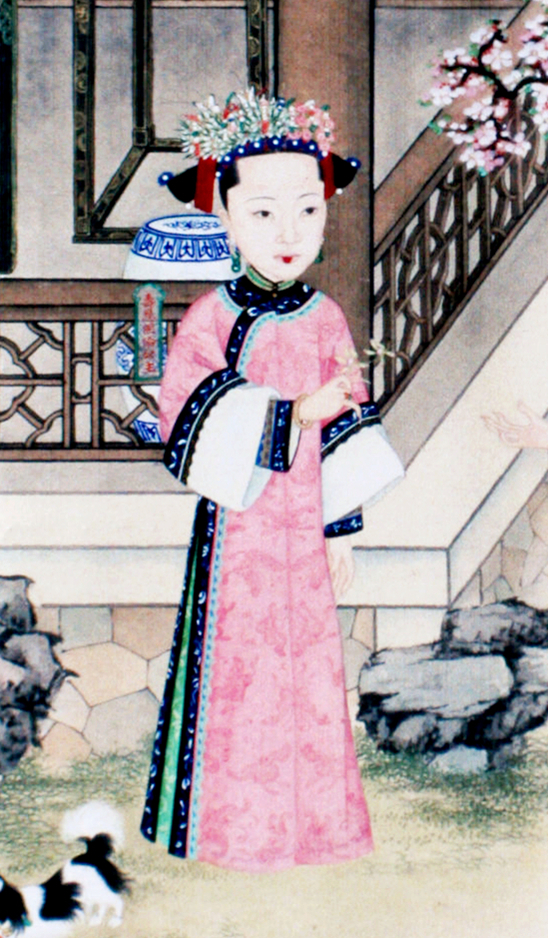
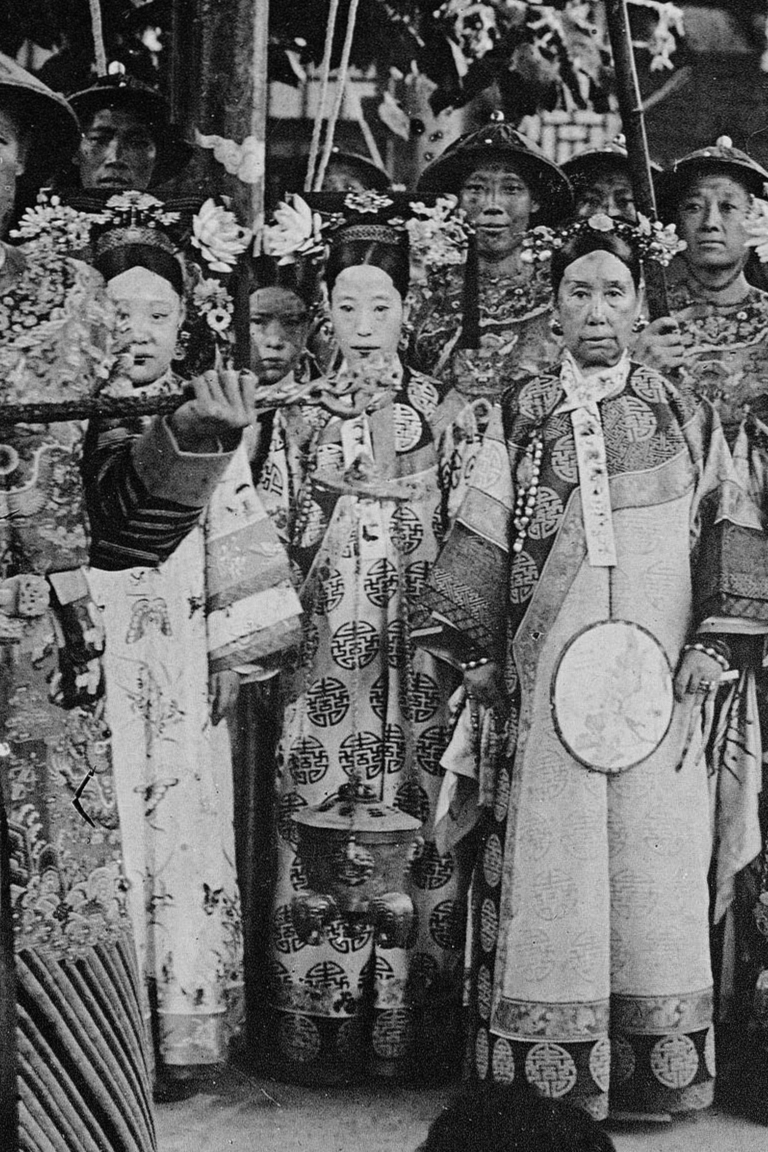
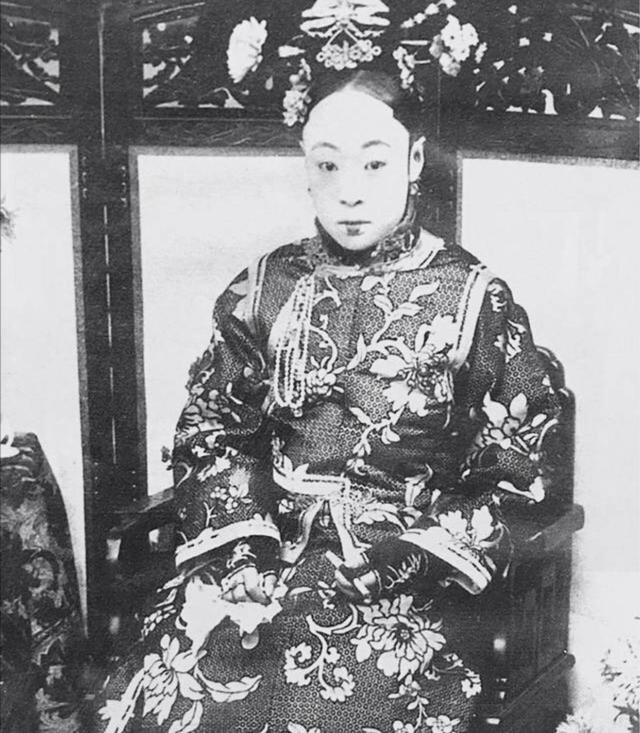
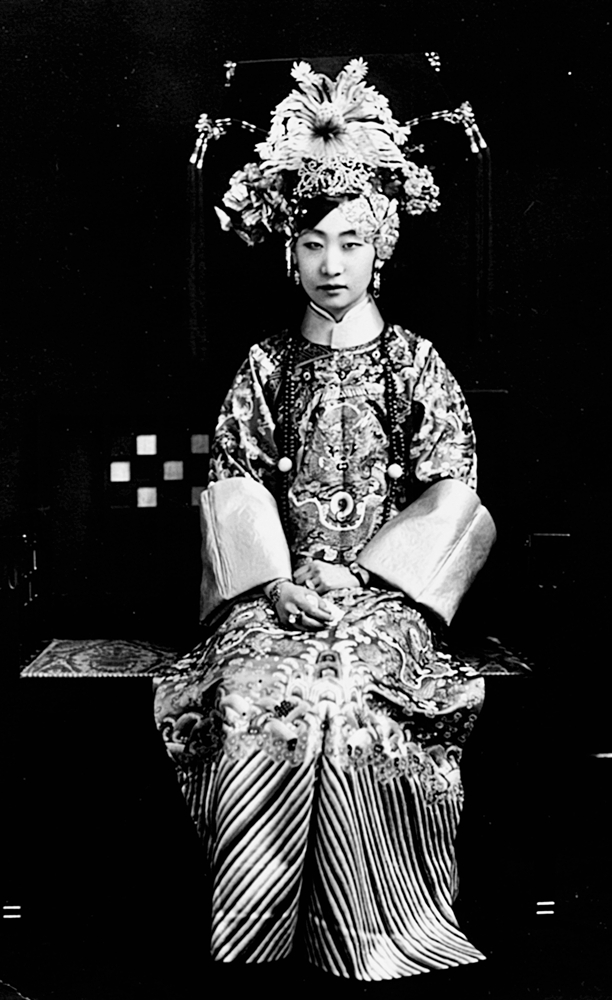
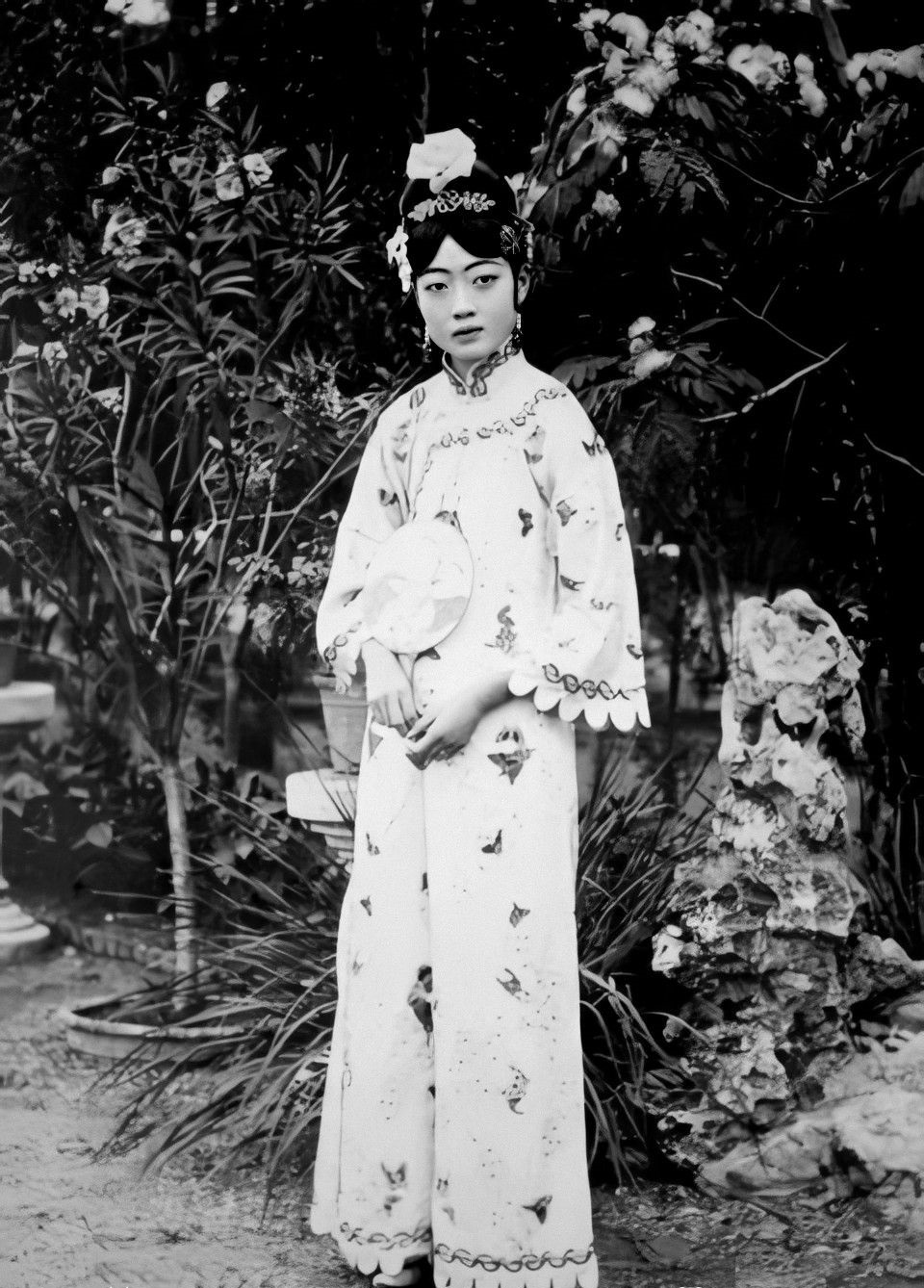
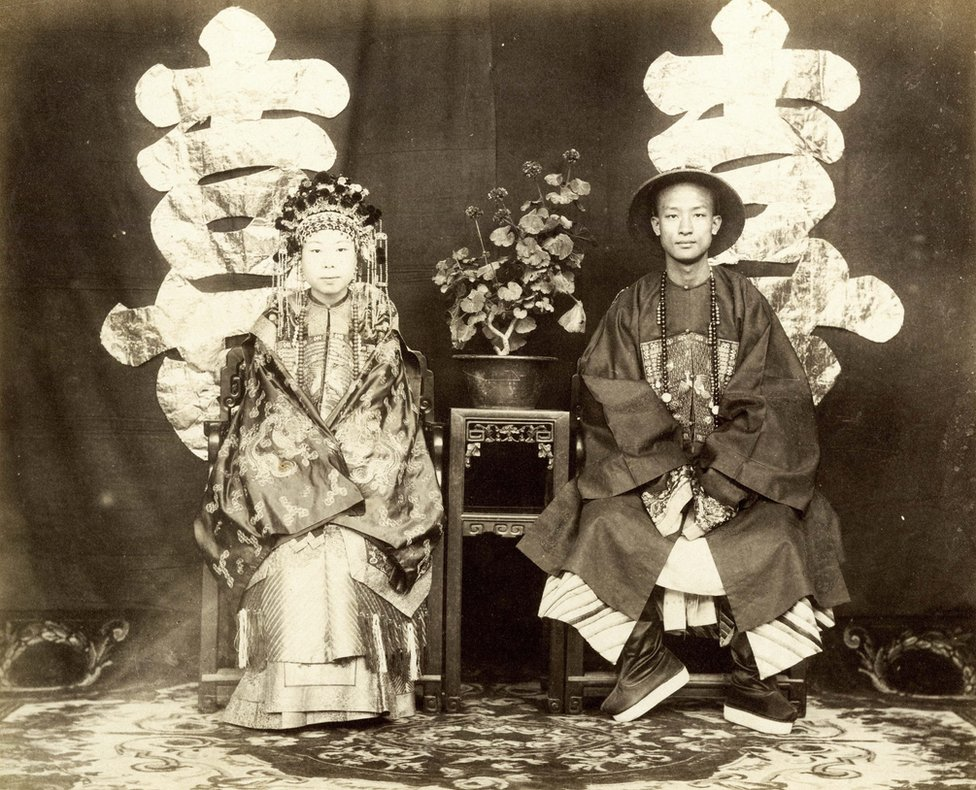
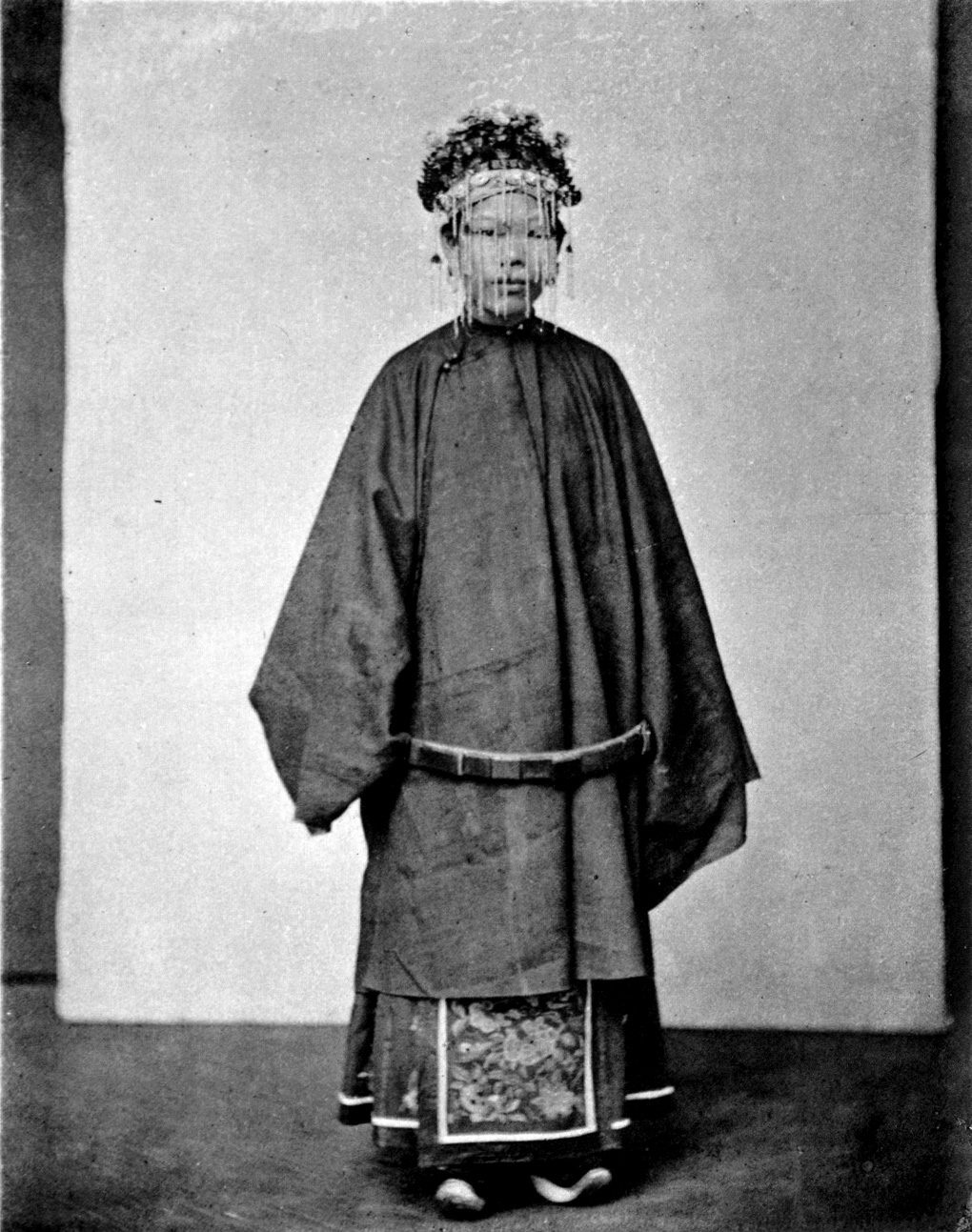
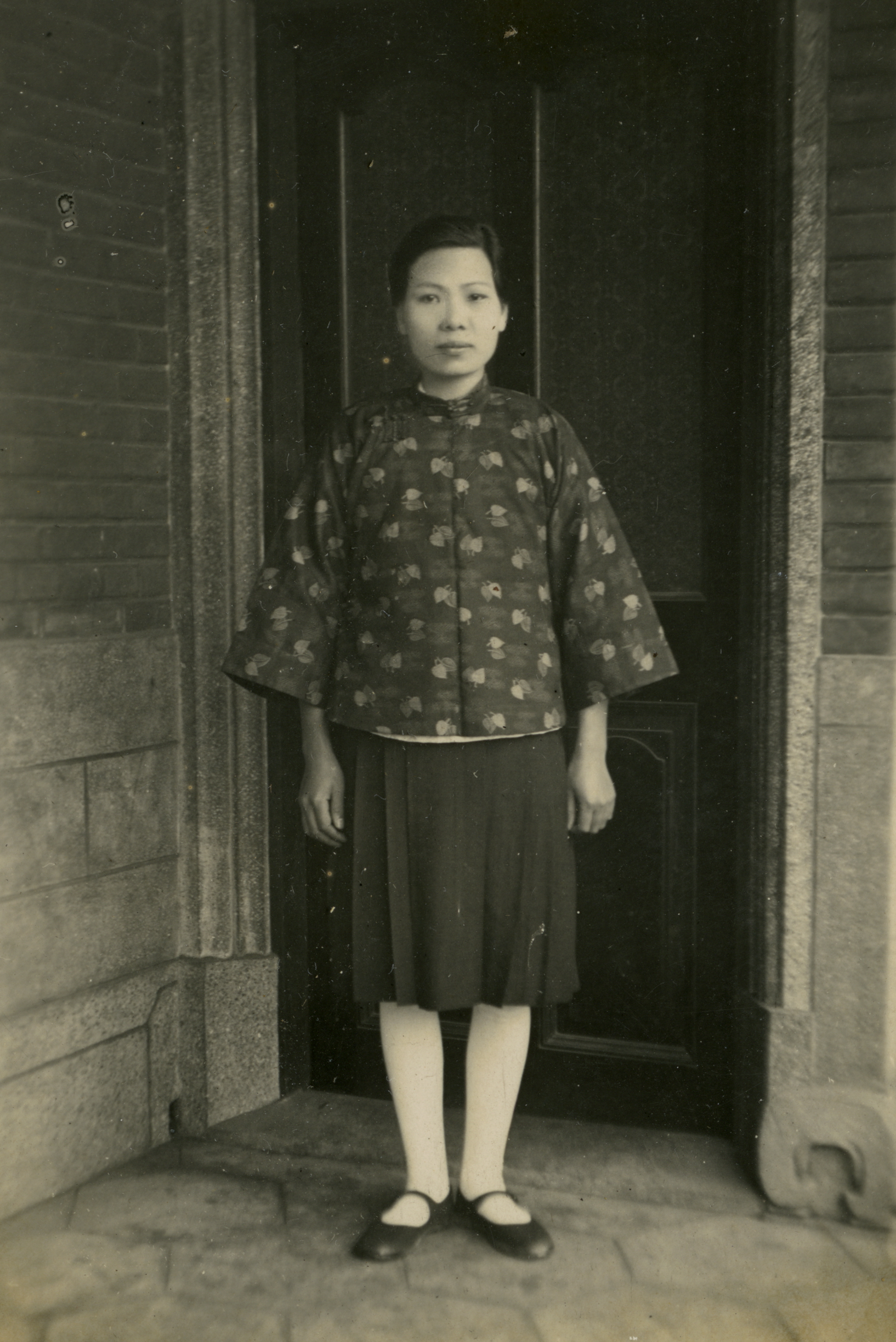
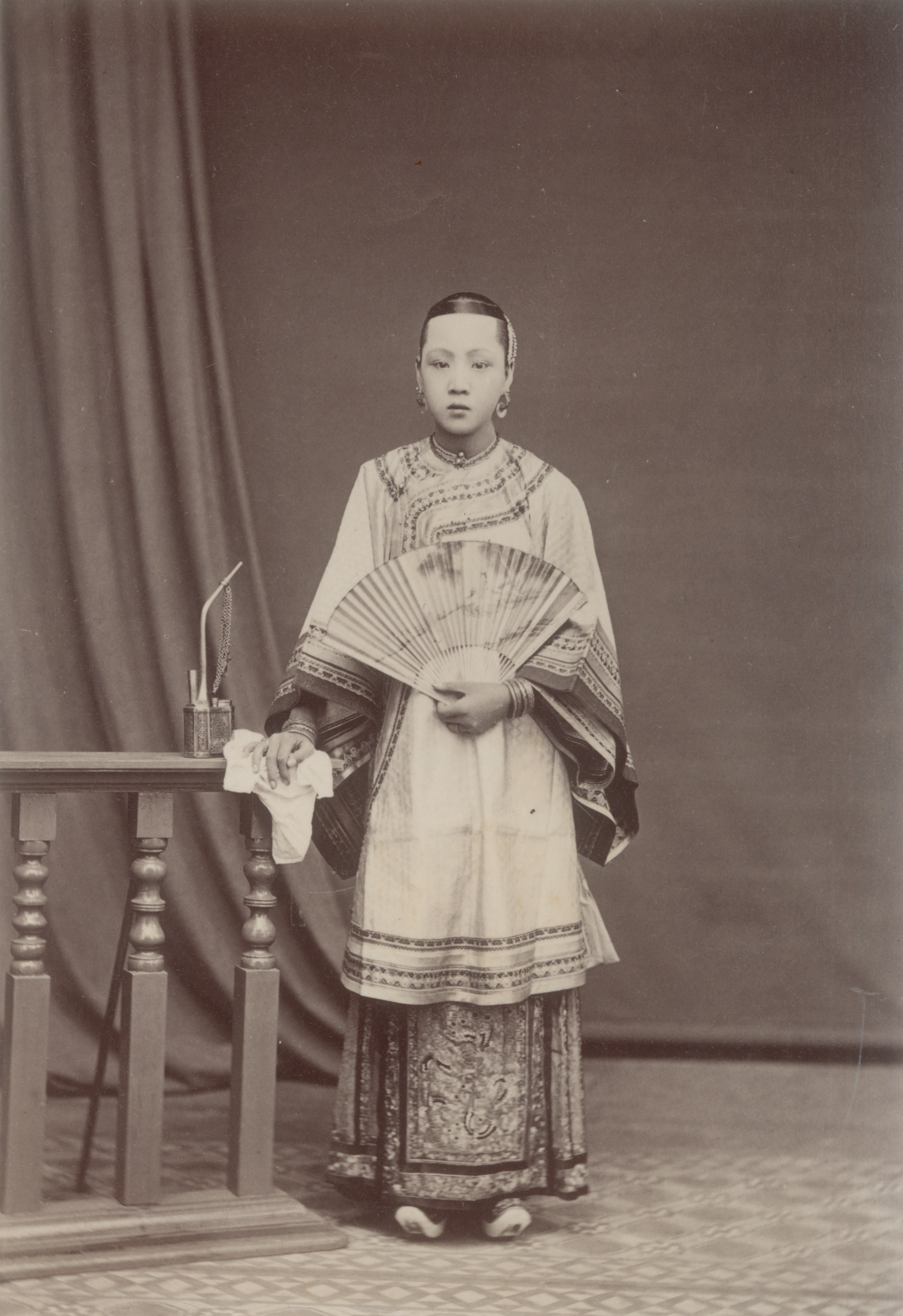
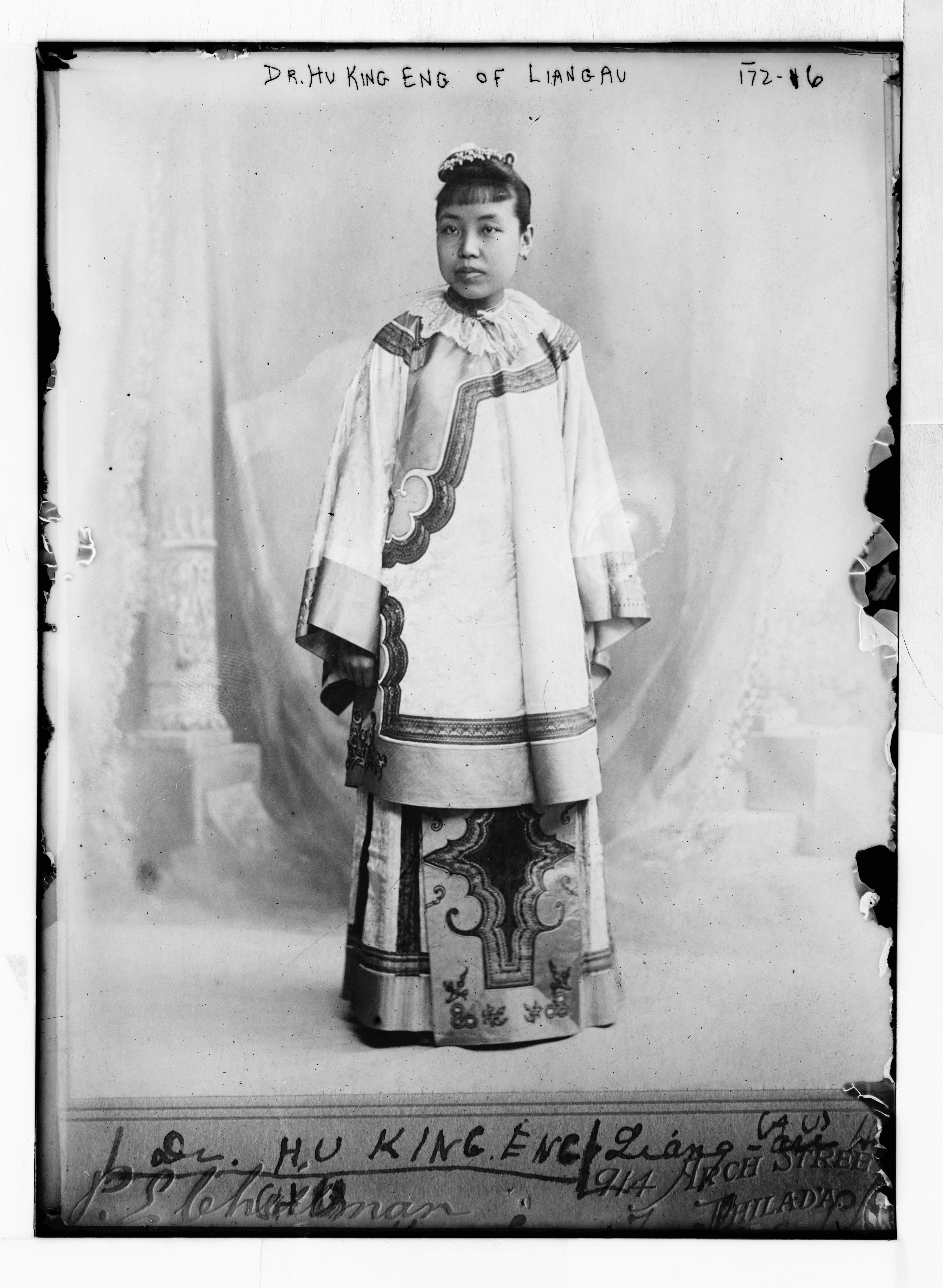
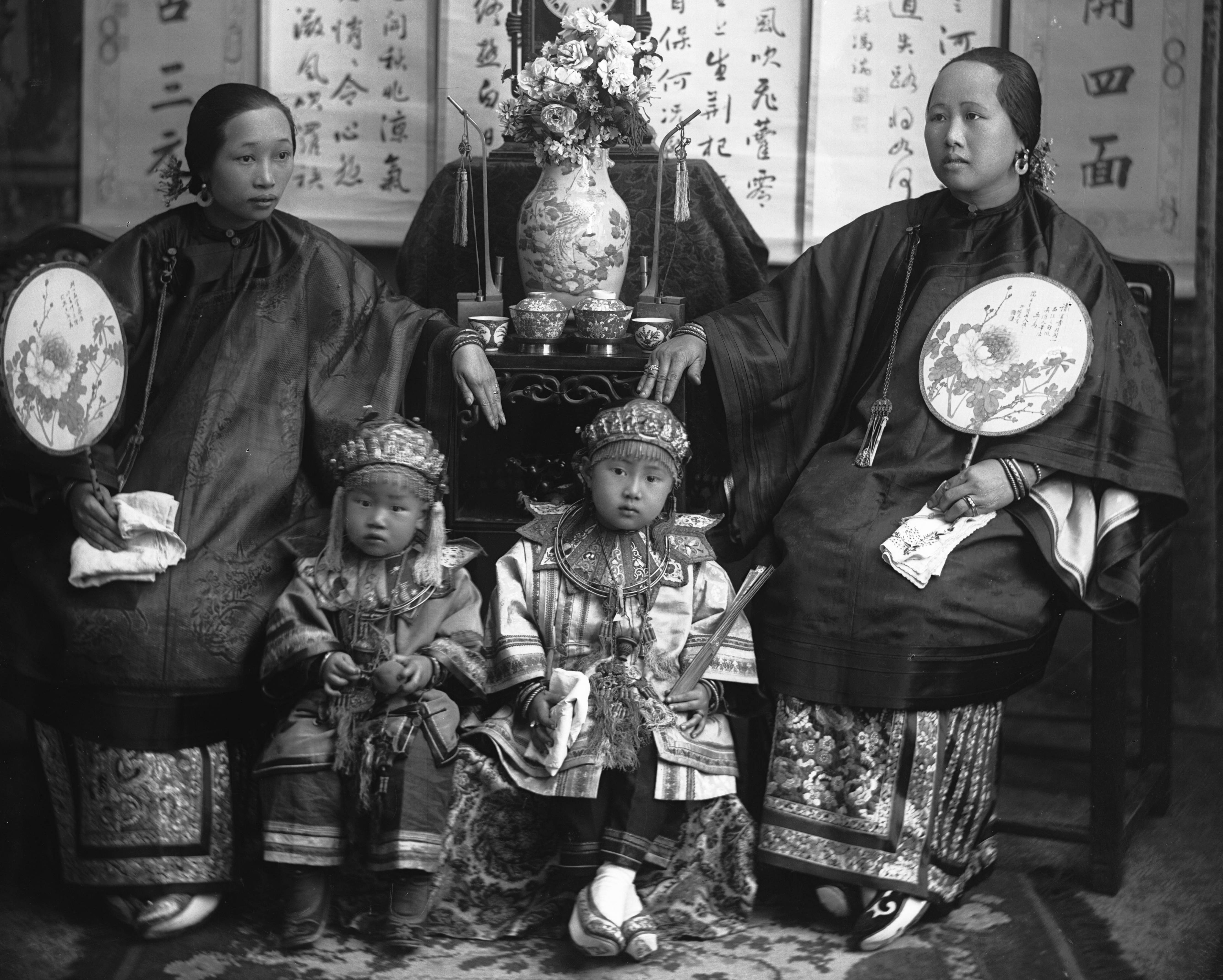
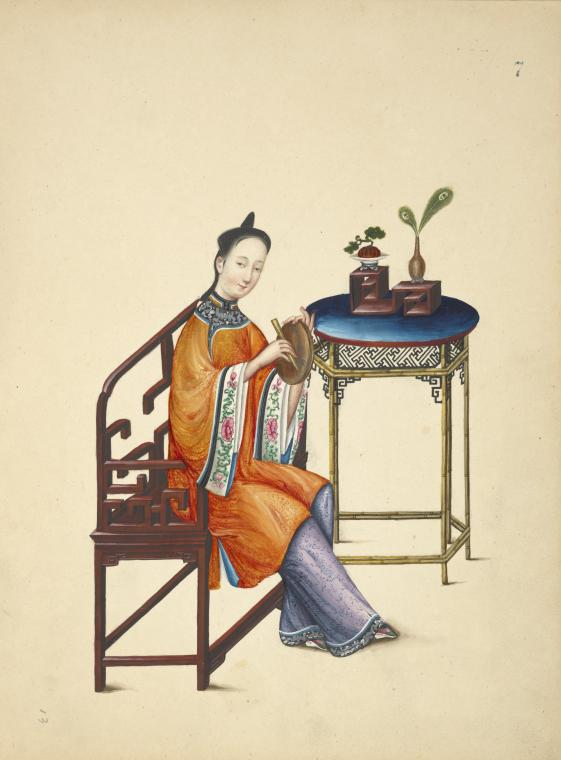
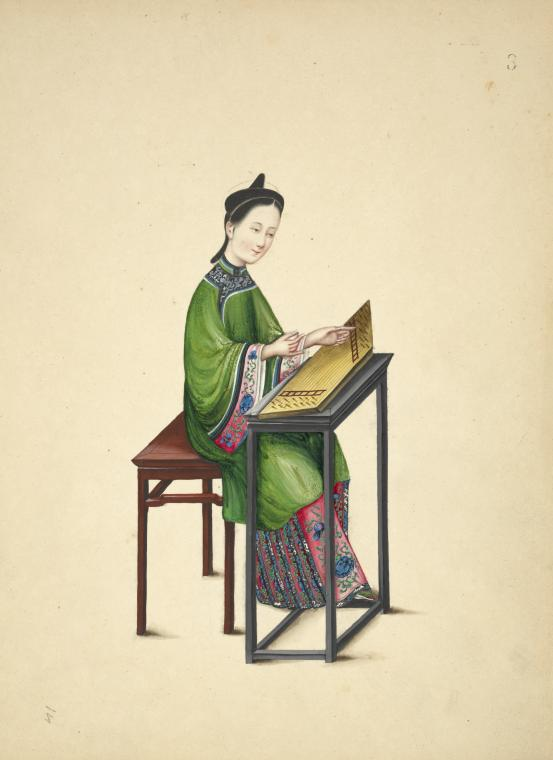
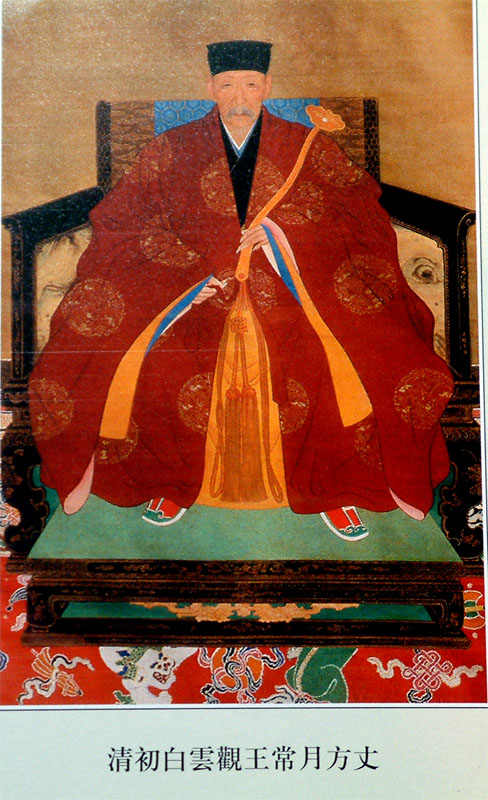
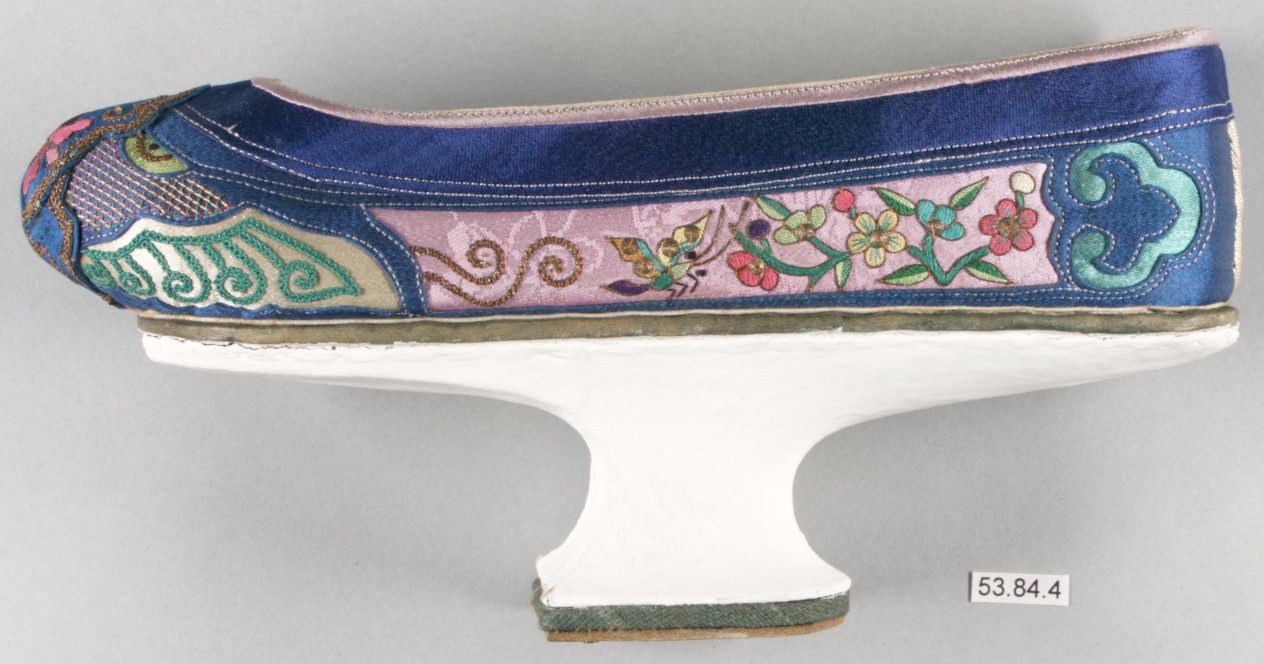
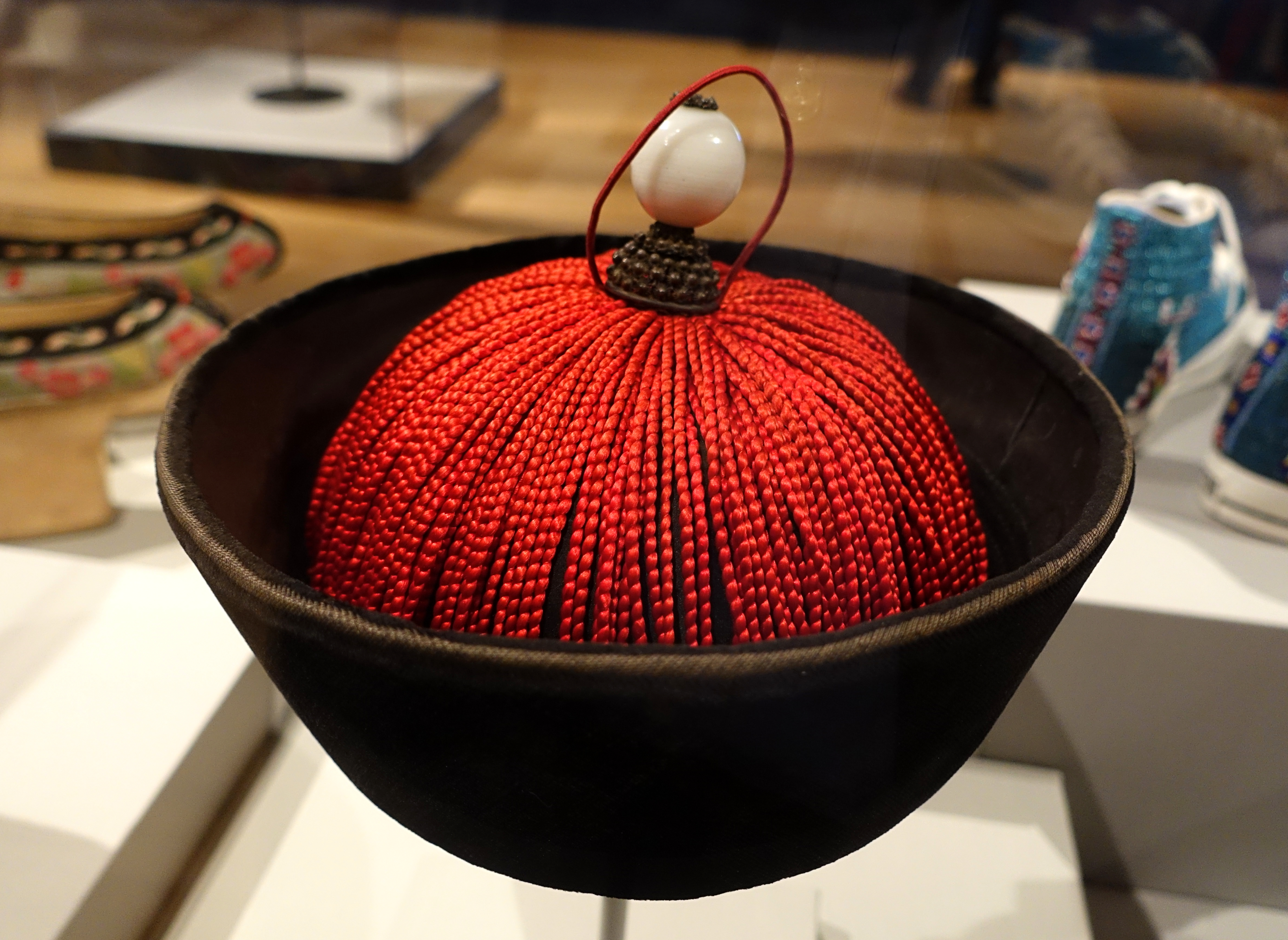
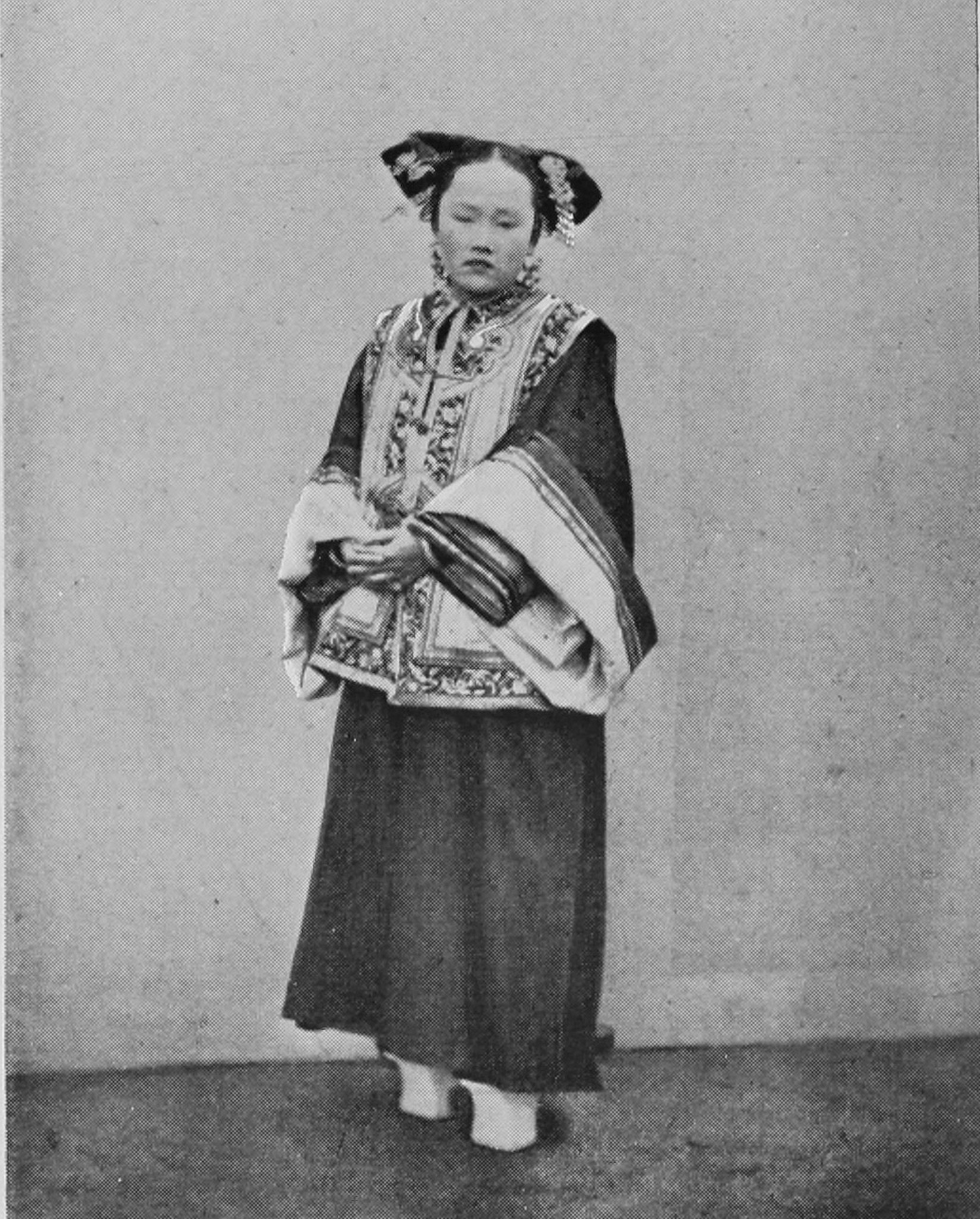
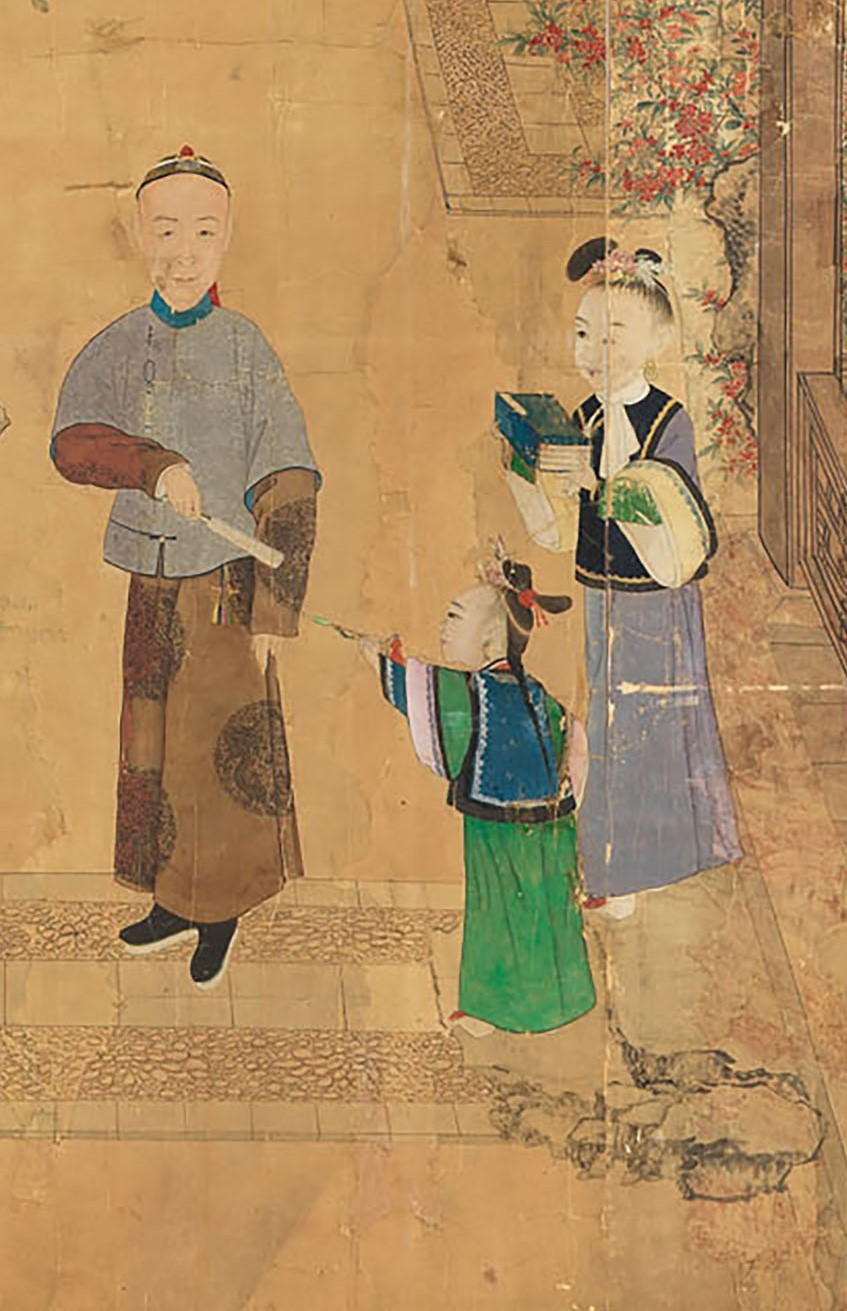
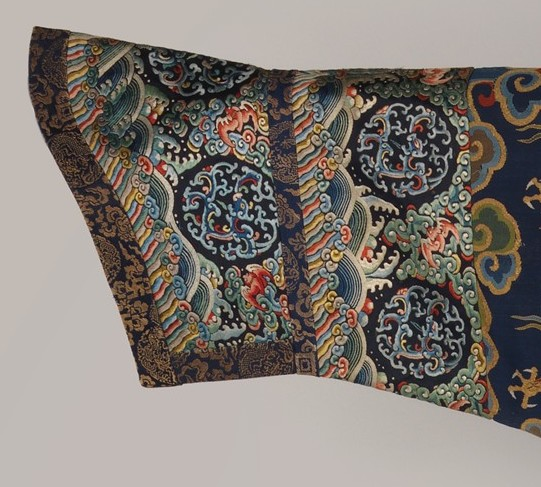

## 종류
| 디이     |  | 디이, 황후가 입던 옷                                                         |
| 다슈산   |  | 다슈산, 큰 소매의 적삼                                                       |
| 루츈     |  | 루츈, 일반적인 여성옷                                                        |
| 즈두오   |  | 즈두오, 소매가 매우 넓고 허리에는 충분한 여분을 두고 큼직한 주름을 잡은 승복 |
| 반비     |  | 반비, 남성과 여성 모두를 위한 겉옷                                           |
| 창아오   |  | 창아오, 여성을 위한 정장                                                     |
| 다오파오 |  | 다오파오, 남성을 위한 정장                                                   |
| 선이     |  | 선이, 남성정장                                                               |
| 위안링산 |  | 위안링산, 기본 관리귀족복장                                                  |
| 란산     |  | 란산, 여미는 옷으로 길이는 무릎까지 내려가며 무릎 아래로는 치마가 연결된옷.  |

## 같이 보기
- 한푸 운동